# Pintura del Realismo

El taller del pintor, de Courbet, cuadro de 1855 que dio origen a la definición del movimiento.

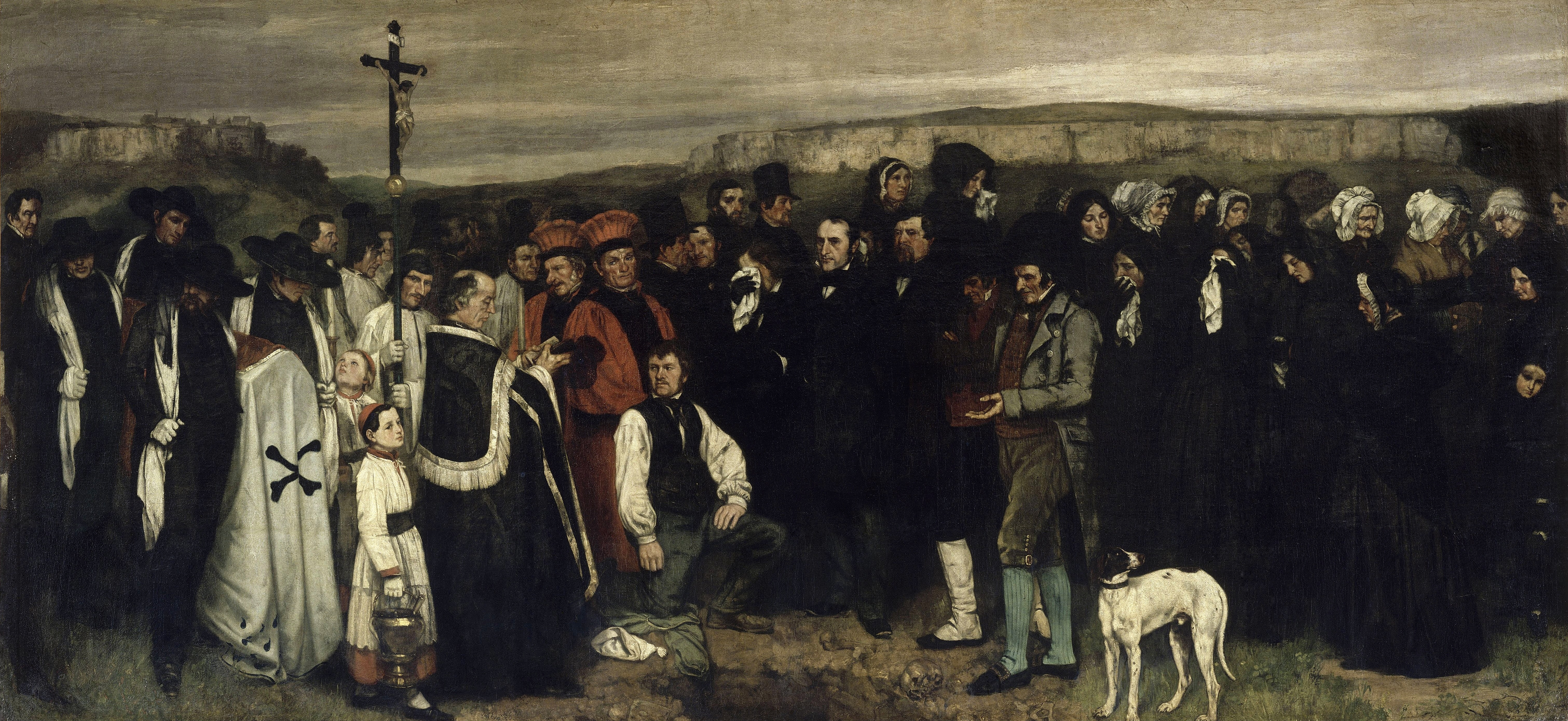
Entierro en Ornans, de Courbet, 1849.

Realismo es la denominación de un estilo o movimiento pictórico que se dio en Francia a mediados del siglo XIX, cuyo principal representante es Gustave Courbet.
El propio pintor fue quien aceptó el término, con el que se le venía calificando peyorativamente: "El título de realista se me ha impuesto como se les imponía el título de románticos a los hombres de 1830: En ninguna época han dado los títulos una idea exacta de las cosas: de ser de otro modo, las obras serían superfluas". Se llamó Pavillon du réalisme ("pabellón del realismo") al local que hizo construir a sus expensas para alojar una provocativa exposición de 1855, alternativa al Salón de París en el que su obra El taller del pintor había sido rechazada. Considerada el manifiesto del estilo, provocó un sonoro escándalo en los medios artísticos por su anti-academicismo y su crudeza, que se calificaba de obscenidad. En el mismo pabellón se exhibía Entierro en Ornans (pintado en 1849) y hasta cuarenta obras propias. Courbet consideraba que "el arte debe ponerse al servicio del hombre" representando la realidad tal cual es, sin intelectualizarla ni ocultarla tras los artificios del academicismo o el romanticismo, dignificando el trabajo y dando el protagonismo a las clases populares; no solo con un propósito testimonial, sino de denuncia.

## Definición teórica: Champfleury
El crítico de arte Jules Champfleury, amigo personal de Courbet, definió teóricamente (en una carta a George Sand, 2 de septiembre de 1855) la estética del movimiento como la de "una doctrina que adquiere peso día a día y que cuenta con representantes en todas las artes... Se llama realistas a todos aquellos que plantean nuevas aspiraciones... Homero debió ser un realista porque observó y describió con exactitud las costumbres de su época... Courbet... ha representado de buena fe a burgueses, campesinos y mujeres de pueblo de tamaño natural. Ese ha sido el punto de partida. No se quiere admitir que un picapedrero es el igual de un príncipe: la nobleza se pone en guardia porque se le hayan concedido tantos metros de tela a gentes del pueblo; únicamente los soberanos tienen derecho a que se les pinte de pie, con sus decoraciones, sus bordados y sus fisonomías oficiales. ¡Cómo! ¡Un campesino de Ornans, un hombre encerrado en su féretro, se permite reunir en su entierro a una multitud considerable, granjeros, gente de clase baja, y se le da a esta representación el tratamiento que Largillière tenía, él sí, derecho de dar a los magistrados que acudían a la misa del Santo Espíritu! Velázquez ha pintado en gran tamaño a los señores de España, a los infantes y a las infantas... Lo que los artistas llaman traje, es decir mil chucherías (plumas, lunares postizos, copetes, etc.), pueden divertir momentáneamente a los espíritus frívolos, pero la representación seria de la personalidad actual, los sombreros redondos, los trajes negros, los zapatos lustrados o los zuecos campesinos, son mucho más interesantes. ... Courbet... ha nacido pintor, es decir, nadie puede negar su poderoso y sólido talento de obrero: ataca con intrepidez una gran obra, puede no seducir todas las miradas, algunas partes pueden estar descuidadas o ser torpes, pero todos sus cuadros están pintados... puesto que se ha trasladado el lenguaje musical al ámbito de la pintura, no abusa de la sonoridad de los tonos, por ello, la impresión que producen sus cuadros será aun más duradera. Corresponde a toda obra seria no llamar la atención con inútiles resonancias... La gama... es tranquila, imponente y calma... Mientras el artista trabaja, poetas, músicos, filósofos y enamorados se dedican a lo suyo. Eso es la realidad. A la izquierda, mendigos, judíos, mujeres amamantando a sus hijos, enterradores, jergones, un cazador furtivo mirando con desprecio un sombrero con penacho, un puñal, etc. (vestigios del romanticismo, sin duda), representan la alegoría, es decir que al pintor lo que le gusta es pintar a todos esos personajes de las clases bajas, inspirándose en la miseria de los miserables. ... Courbet está apegado a su suelo natal, su profunda nacionalidad y el partido que puede sacar de todo ello. Aún continúa repitiéndose la vieja broma: «¡Viva lo feo! Sólo lo feo es agradable», que ponen en boca del pintor; sorprende que se atrevan a reunir semejantes necedades que hace ya treinta años se le echaron en cara al Sr. Victor Hugo y a su escuela."

## Representantes del estilo: Daumier, Millet, Breton
Posteriormente se identificaron como representantes del estilo especialmente a Honoré Daumier, Jean-François Millet y Jules Breton; así como a otros pintores (Jean-Louis-Ernest Meissonier, Henri Fantin-Latour, Thomas Couture, Jean-Léon Gerome, etc.) Mucho más tarde se reivindicó la invisibilización de mujeres pintoras de la época, particularmente Rosa Bonheur.

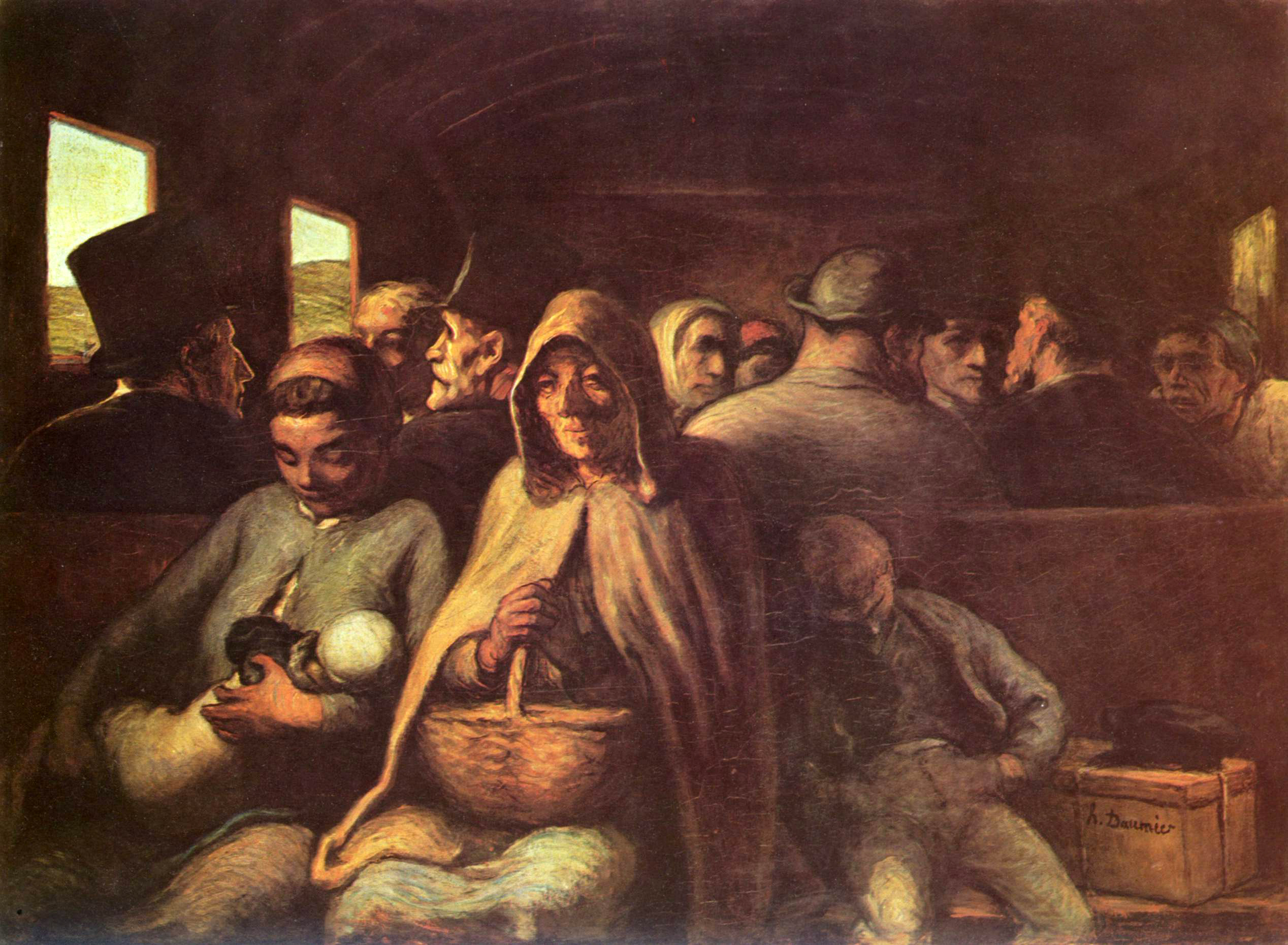
El vagón de tercera, de Daumier, 1862.
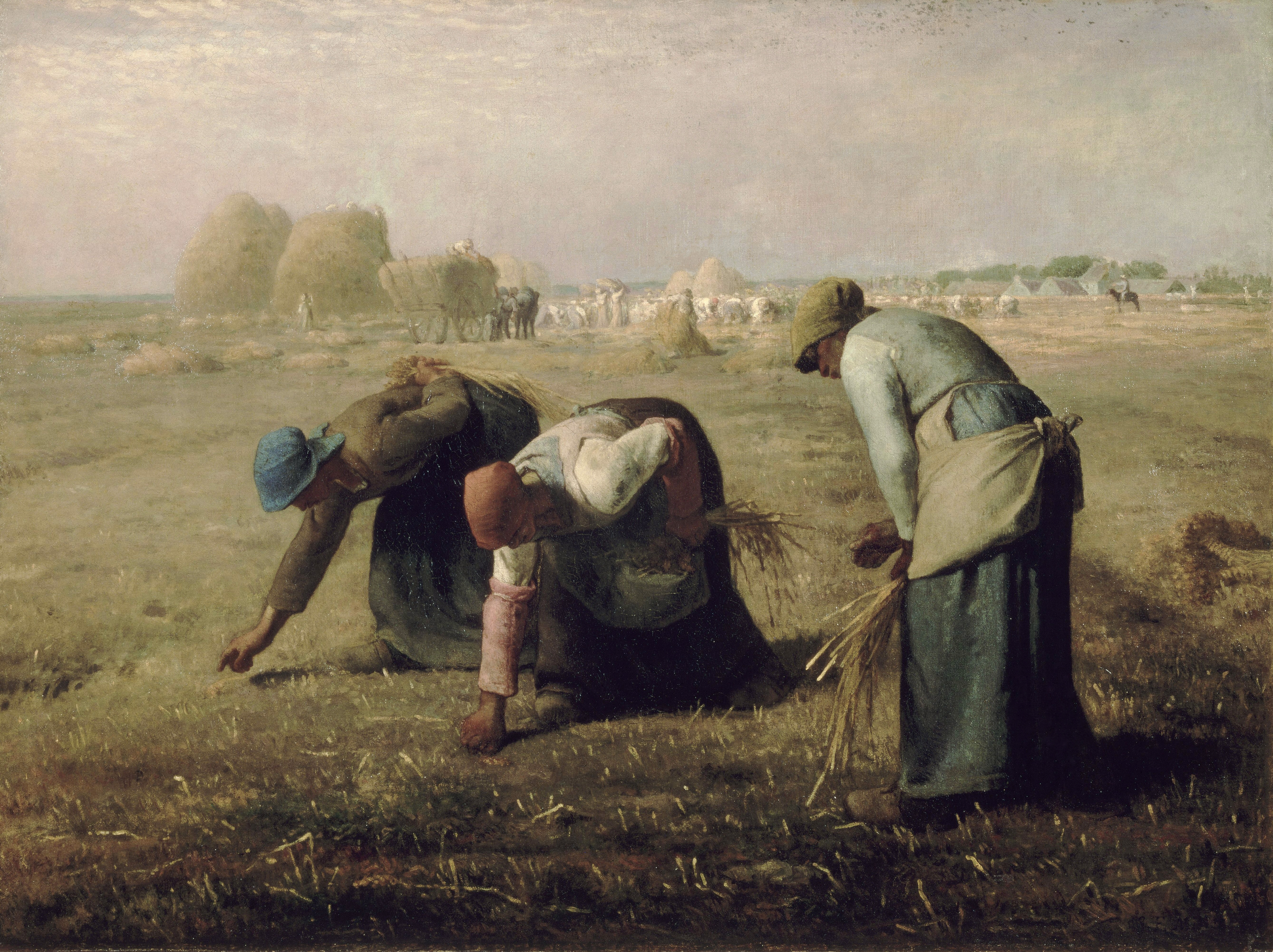
Las espigadoras, de Millet, 1857.
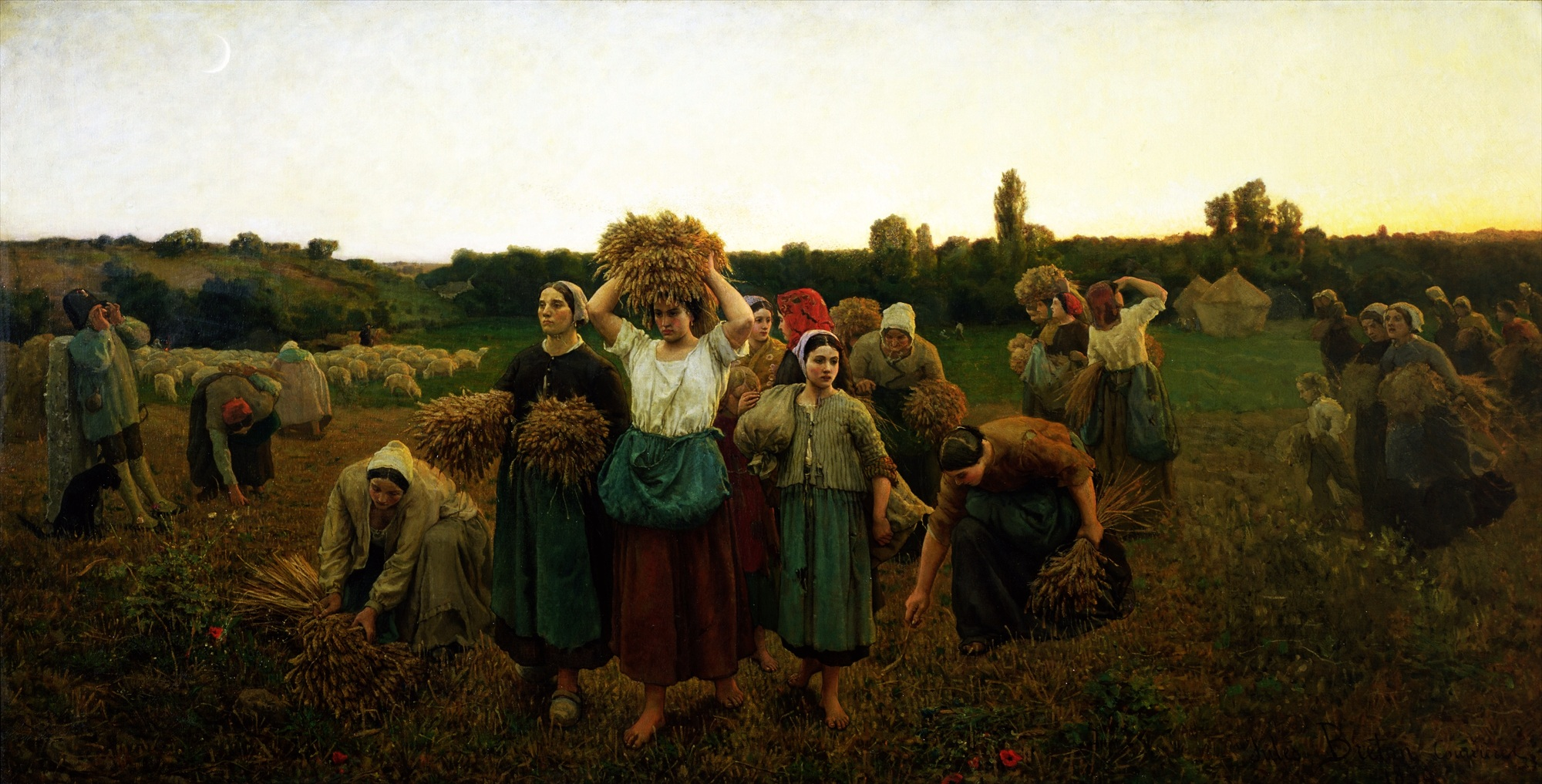
El llamamiento de las espigadoras, de Breton, 1859.
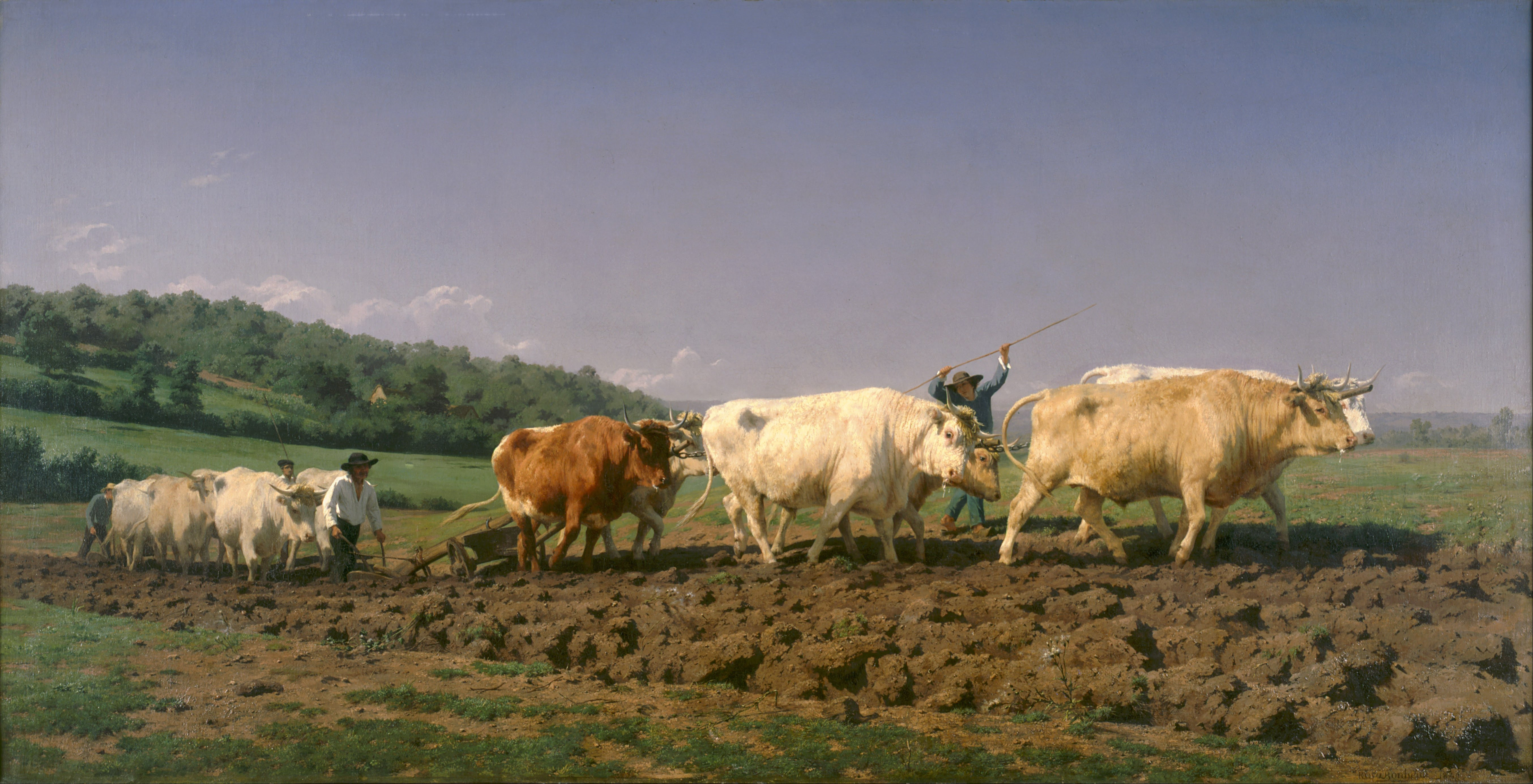
Arando en el Nivernais, de Bonheur, 1849.

## Pintura y literatura del realismo
Se suelen identificar los principios estéticos del realismo pictórico con los del realismo literario contemporáneo (Honoré de Balzac). El compromiso con las clases bajas y los movimientos políticos de izquierda (en el contexto de la revolución de 1848) marcó la sensibilidad social e ideológica de este grupo de pintores realistas, que conectaría con la vertiente más comprometida socialmente del realismo literario: el naturalismo posterior (Émile Zola).

## Realismo francés delsigloXIXfrente al realismo en las artes
No debe confundirse el realismo como estilo o movimiento pictórico con el realismo en las artes, un principio general que puede encontrarse en muy distintos estilos artísticos a lo largo de la historia de la pintura.

## Realismo y escuela de Barbizon
El realismo pictórico francés está íntimamente conectado con la denominada Escuela de Barbizon, de temática paisajista, a la que también pertenecía Millet, y que contaba con pintores como Jean-Baptiste Camille Corot, Narcisse-Virgile Díaz de la Peña, Théodore Rousseau o Charles-François Daubigny.

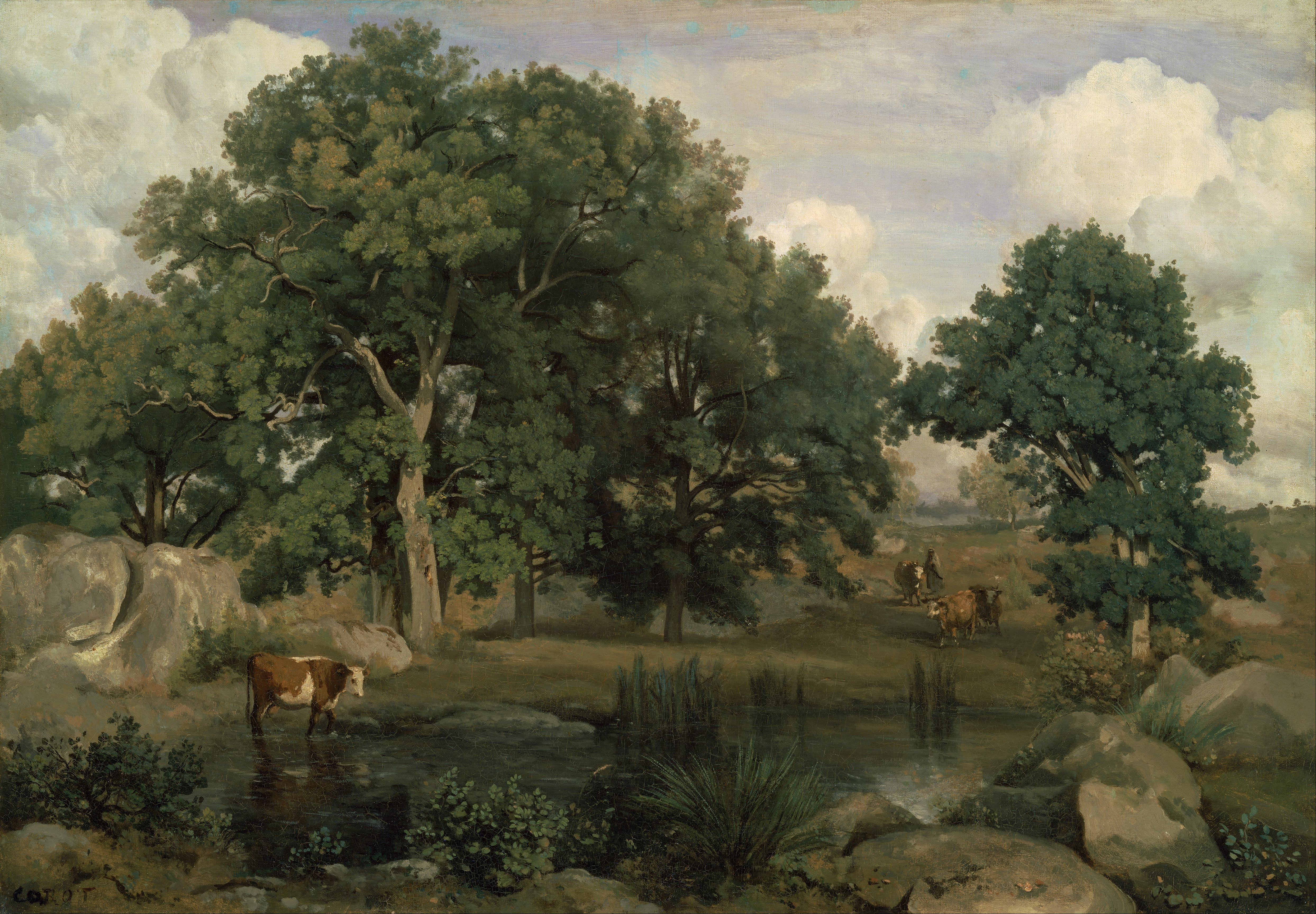
Bosque de Fontainebleau, de Corot, 1846.
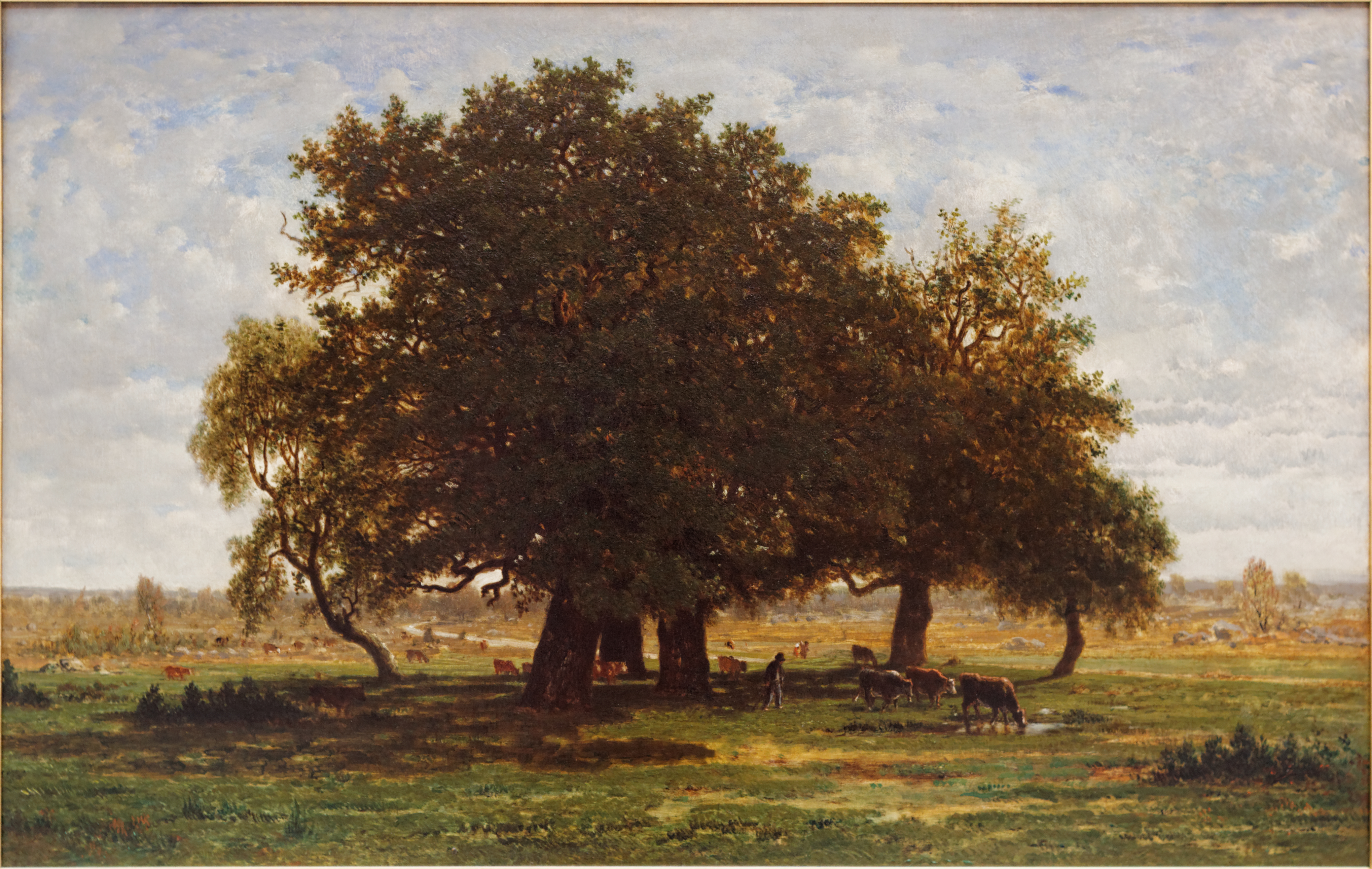
Robles en Apremont, de Théodore Rousseau, 1852.
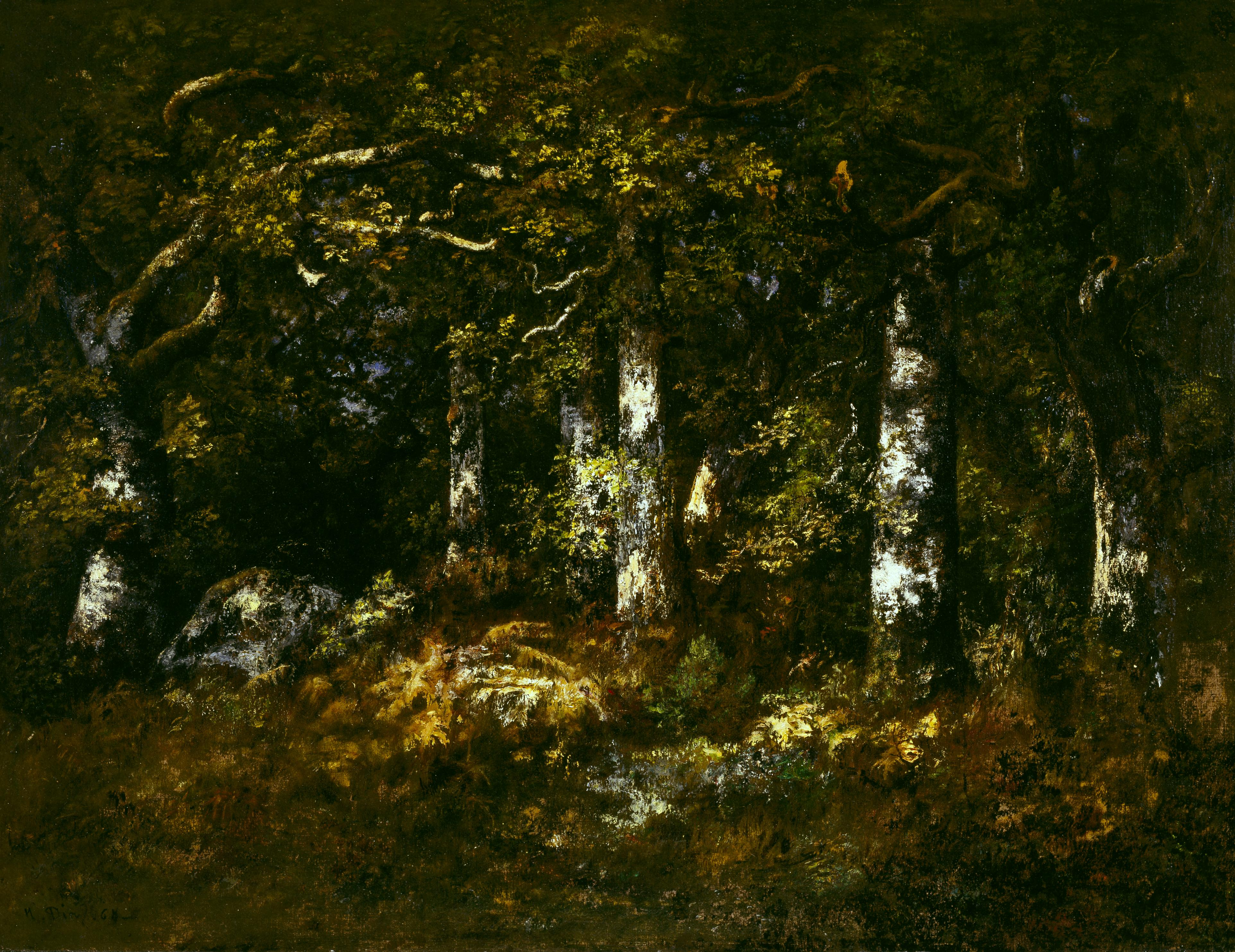
Bosque de Fontainebleau, de Díaz de la Peña, 1868.
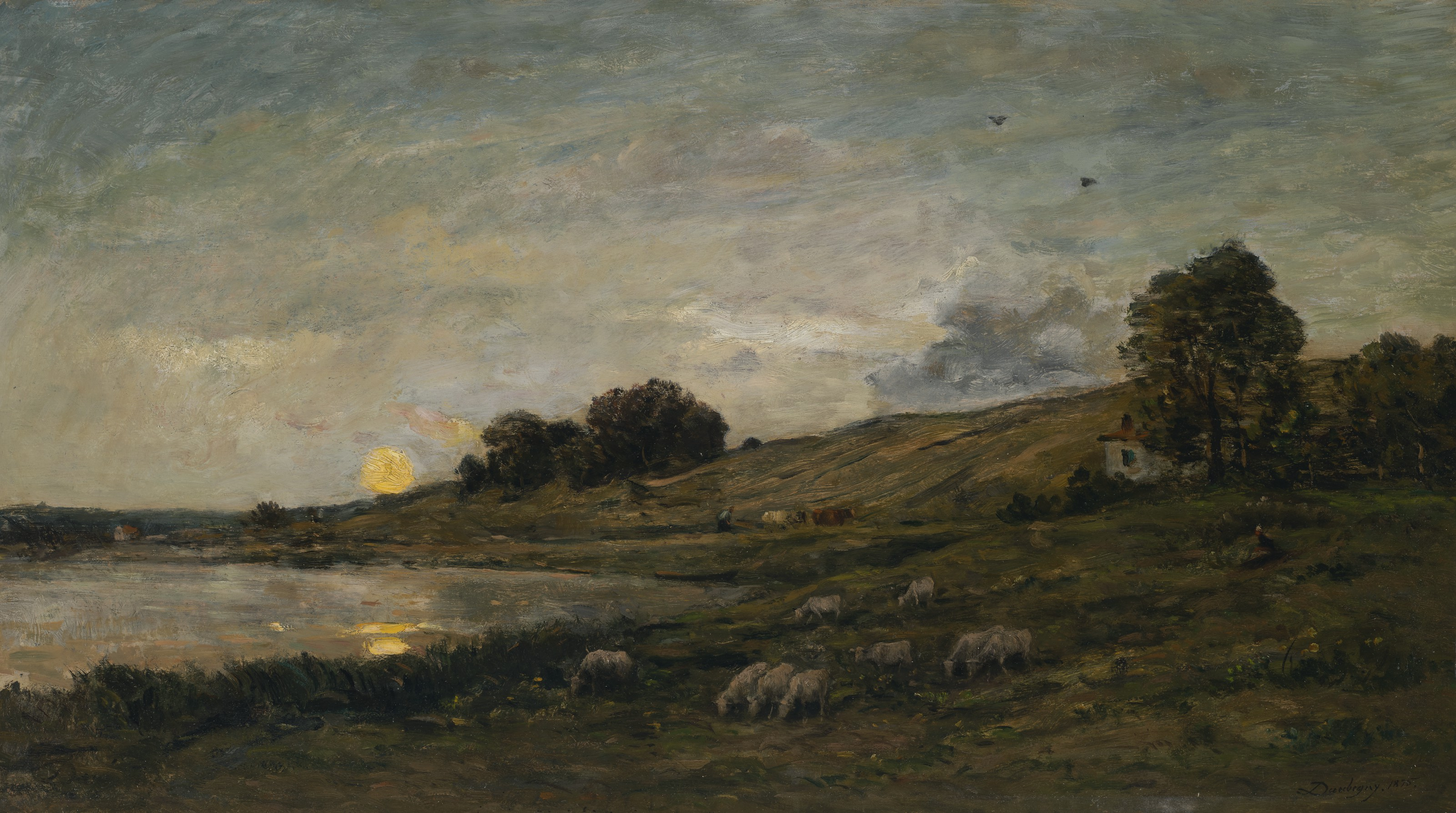
Rebaño de ovejas a orillas del río, de Daubigny, 1875.

## Realismo frente a romanticismo y academicismo

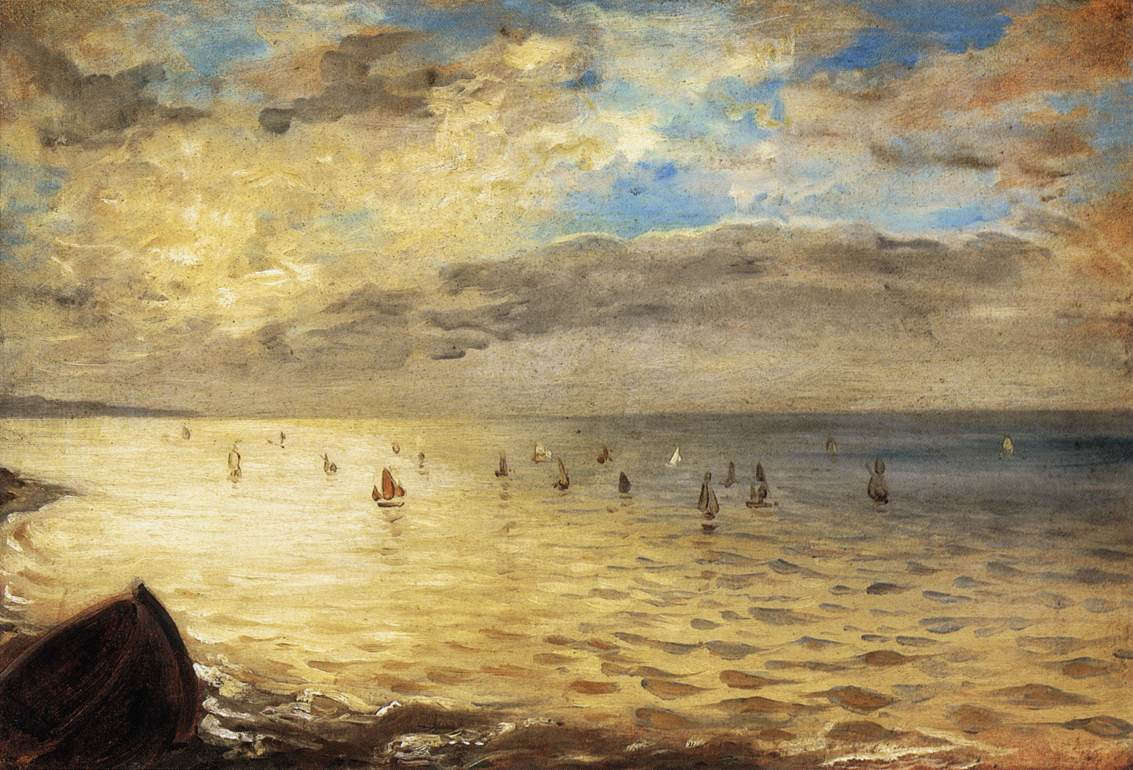
El mar desde los altos de Dieppe, de Eugéne Delacroix, 1852.

Ya desde años anteriores al escándalo del pabellón de Courbet se apreciaba un cansancio de los valores románticos y el deseo, entre los artistas más inquietos, de incorporar las experiencias más directas y objetivas en sus obras. El proceso fue gradual aunque rápido, y entre el romanticismo pictórico y el realismo se establecía una continuidad; sin embargo sus planteamientos ideológicos y formales fueron muy distintos.
También se establecía una relación compleja entre el realismo y el academicismo de la pintura neoclásica, debido a que todavía existía entre los dos una competencia evidente, al tiempo que se influían mutuamente. Así, aunque los pintores realistas fueran excluidos de las grandes muestras oficiales, la pintura académica evidenciaba una atención mayor hacia la observación directa de la naturaleza y la realidad del momento. En todo caso, Jacques-Louis David (muerto en 1825) y sus discípulos directos ya habían desaparecido (Girodet en 1824, Gros en 1835, Gérard en 1837).

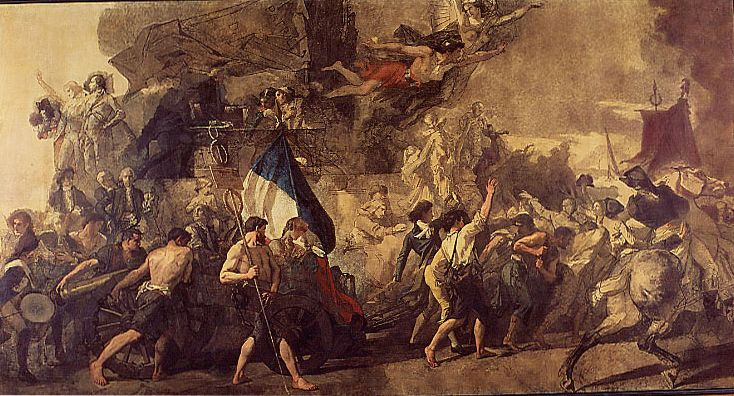
El alistamiento de los voluntarios de 1792, de Thomas Couture, 1848-1852.
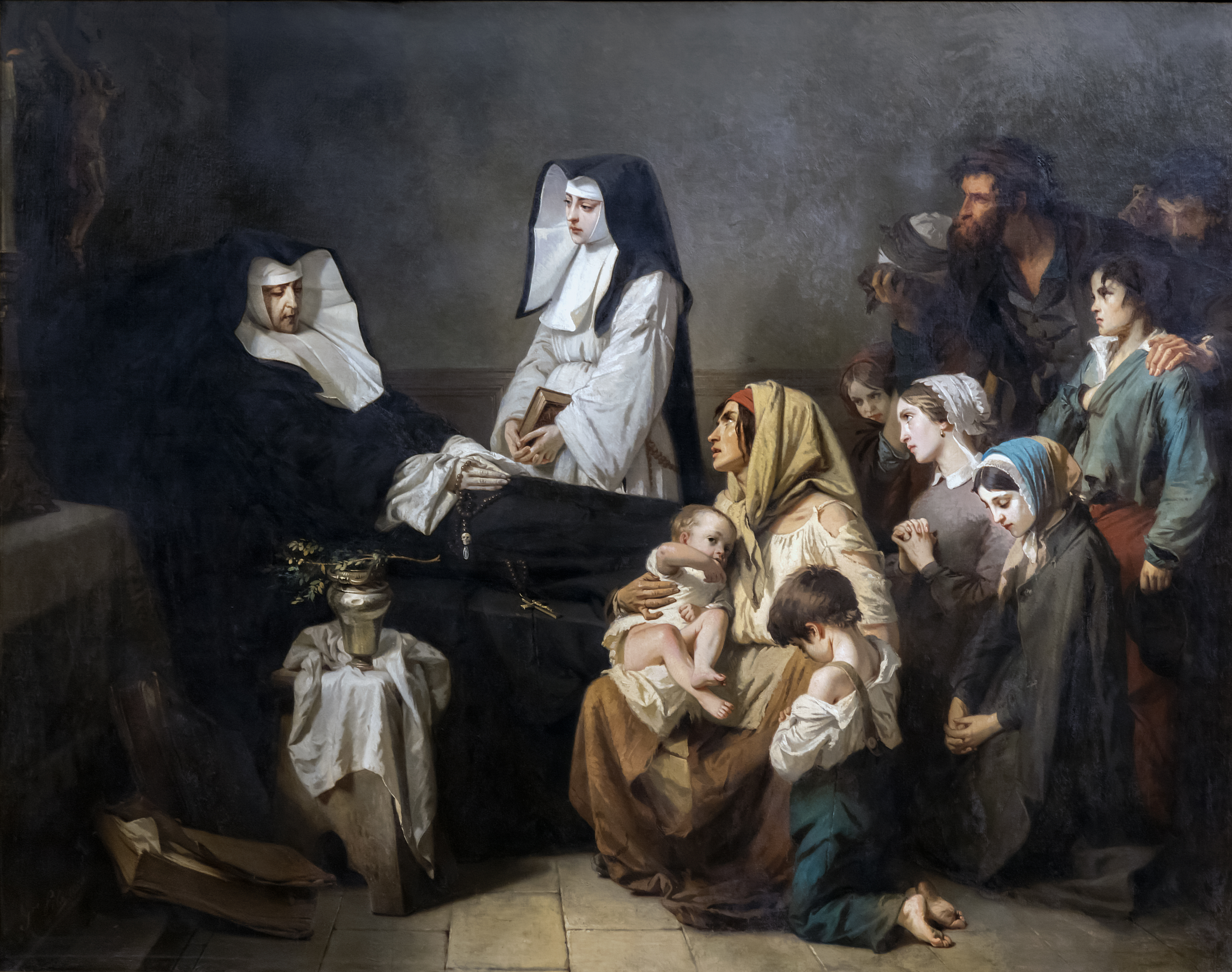
La muerte de una hermana de la Caridad, de Isidore Pils, 1850.
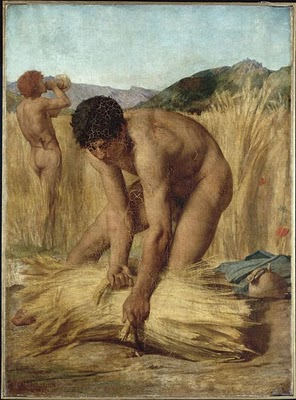
Cosechando en la campiña romana, de Jules-Élie Delaunay, ca. 1850-1860.
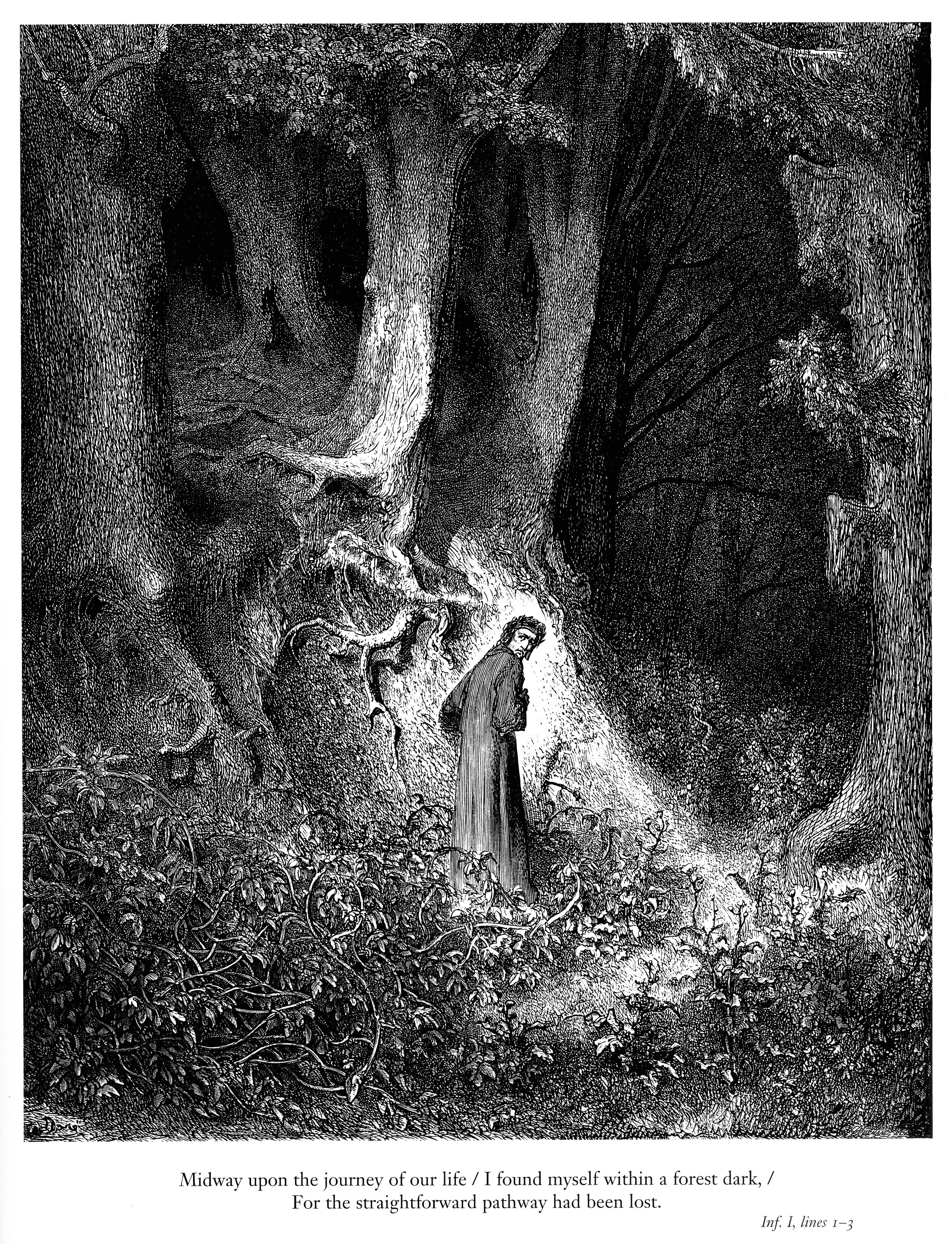
Plancha 1 de El Infierno de Dante, grabado de Gustave Doré, 1857.
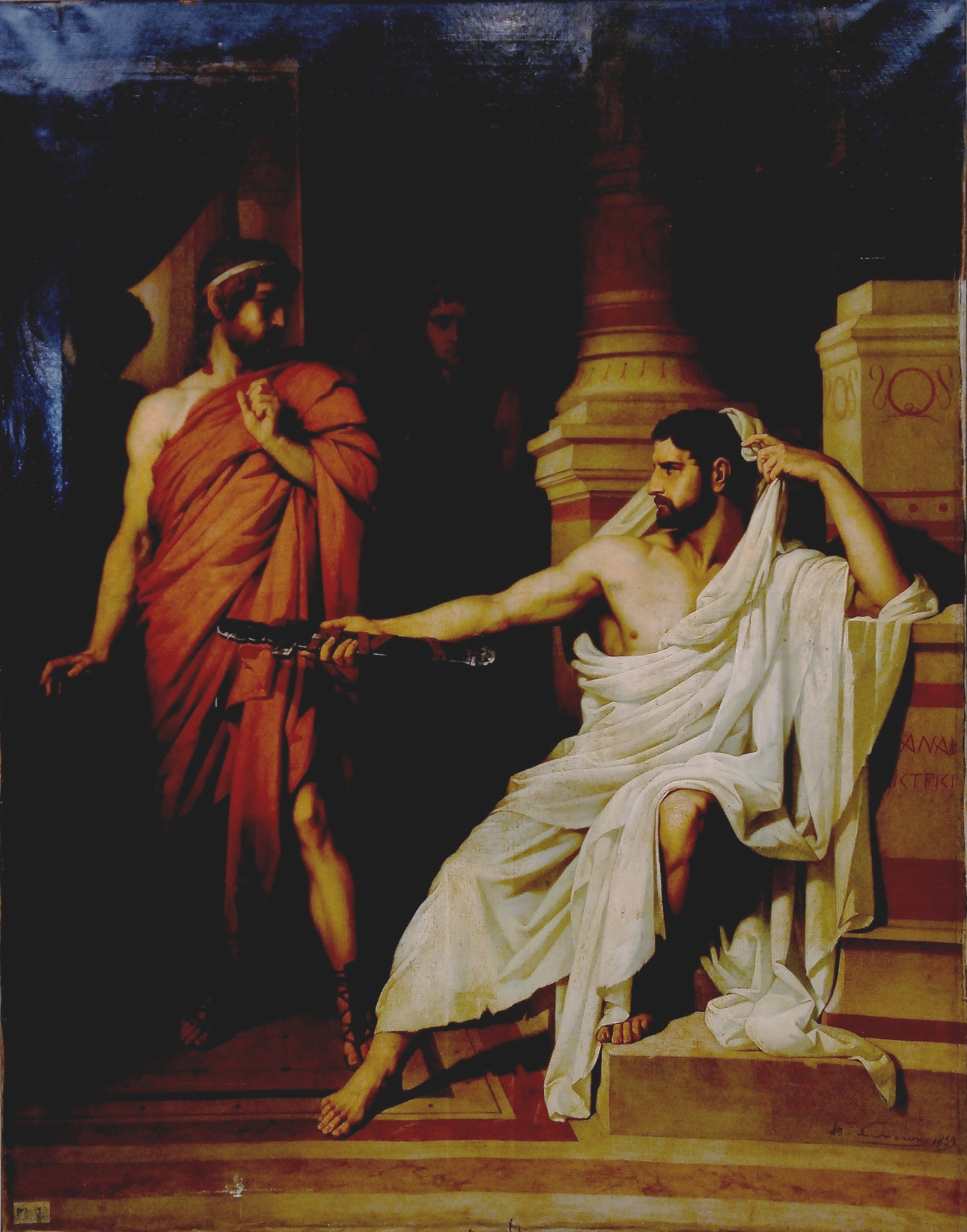
Coriolano se refugia en casa de Tullus, de Louis Hector Leroux, 1859.
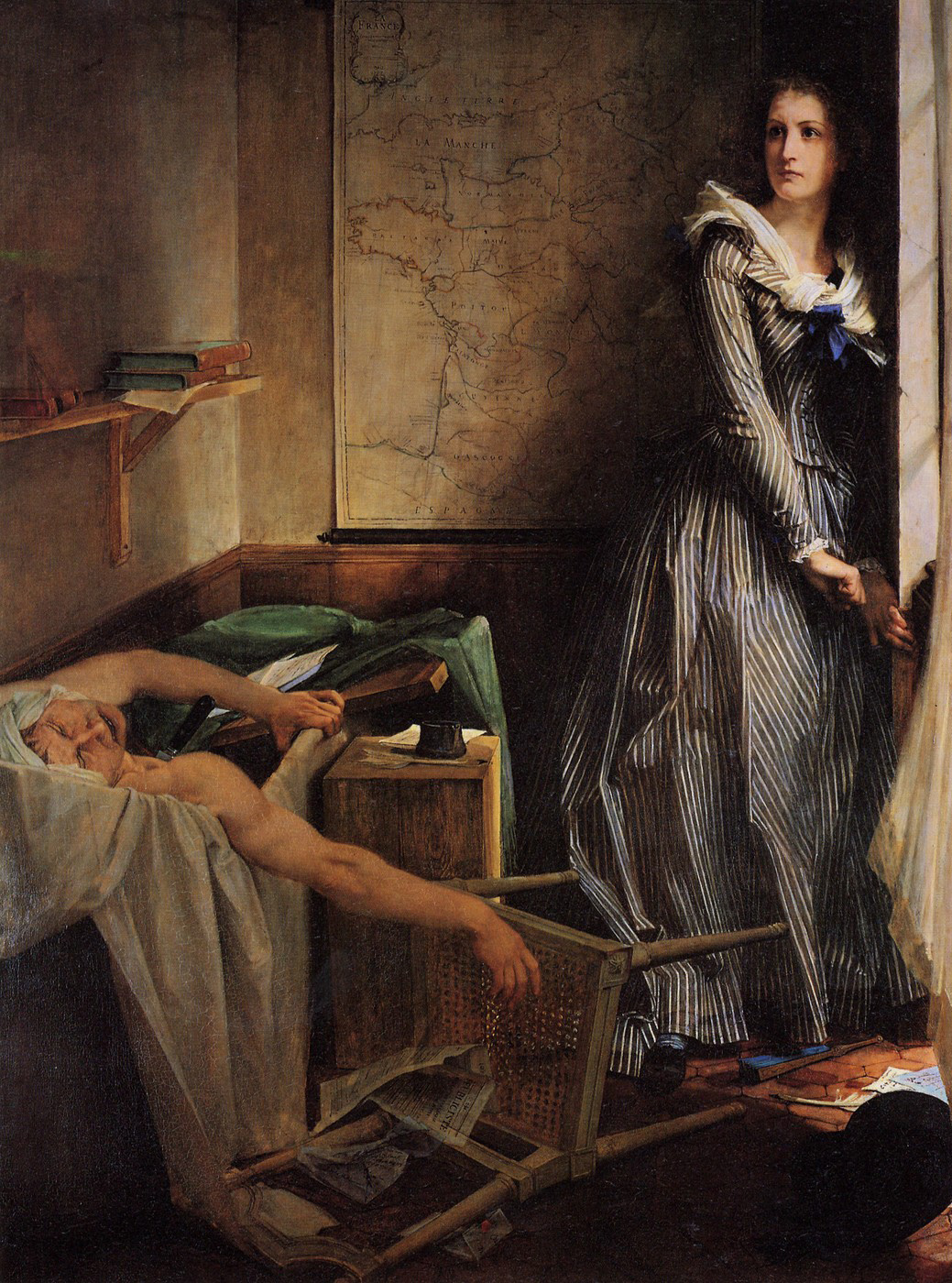
El asesinato de Marat, de Paul Baudry, 1860.
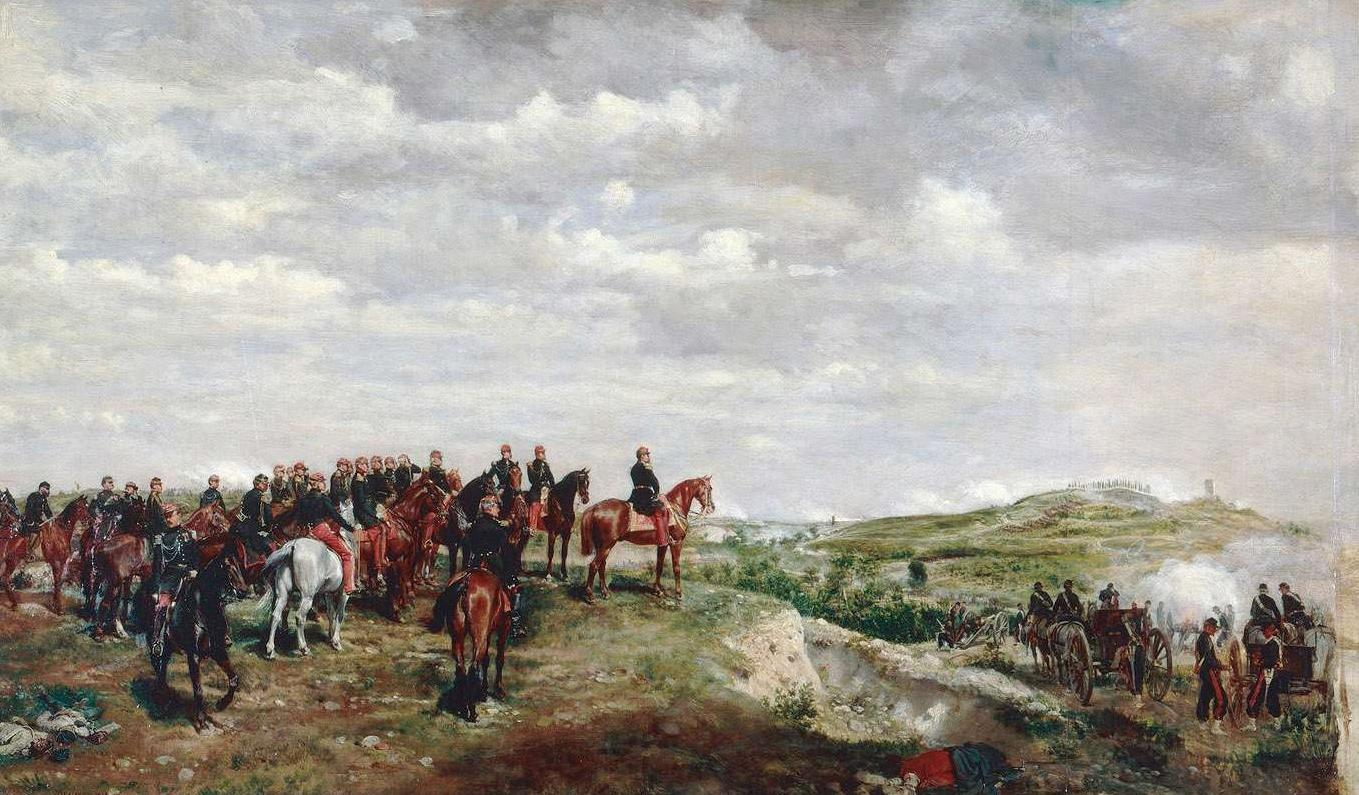
Napoleón III en la batalla de Solferino, de Jean-Louis-Ernest Meissonier, 1863.
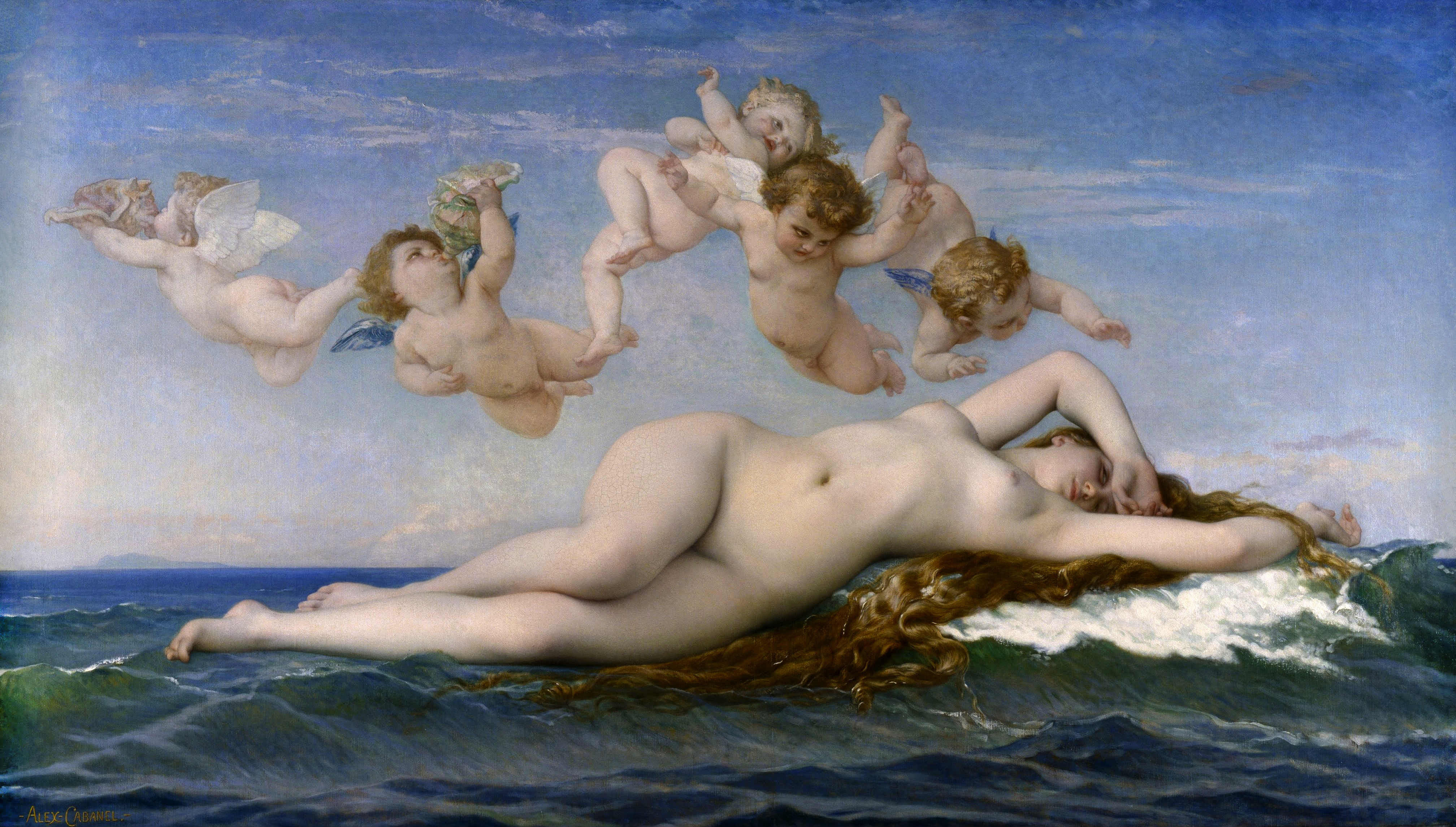
El nacimiento de Venus, de Alexandre Cabanel, 1863.

El baño turco, de Jean-Auguste-Dominique Ingres, 1862.

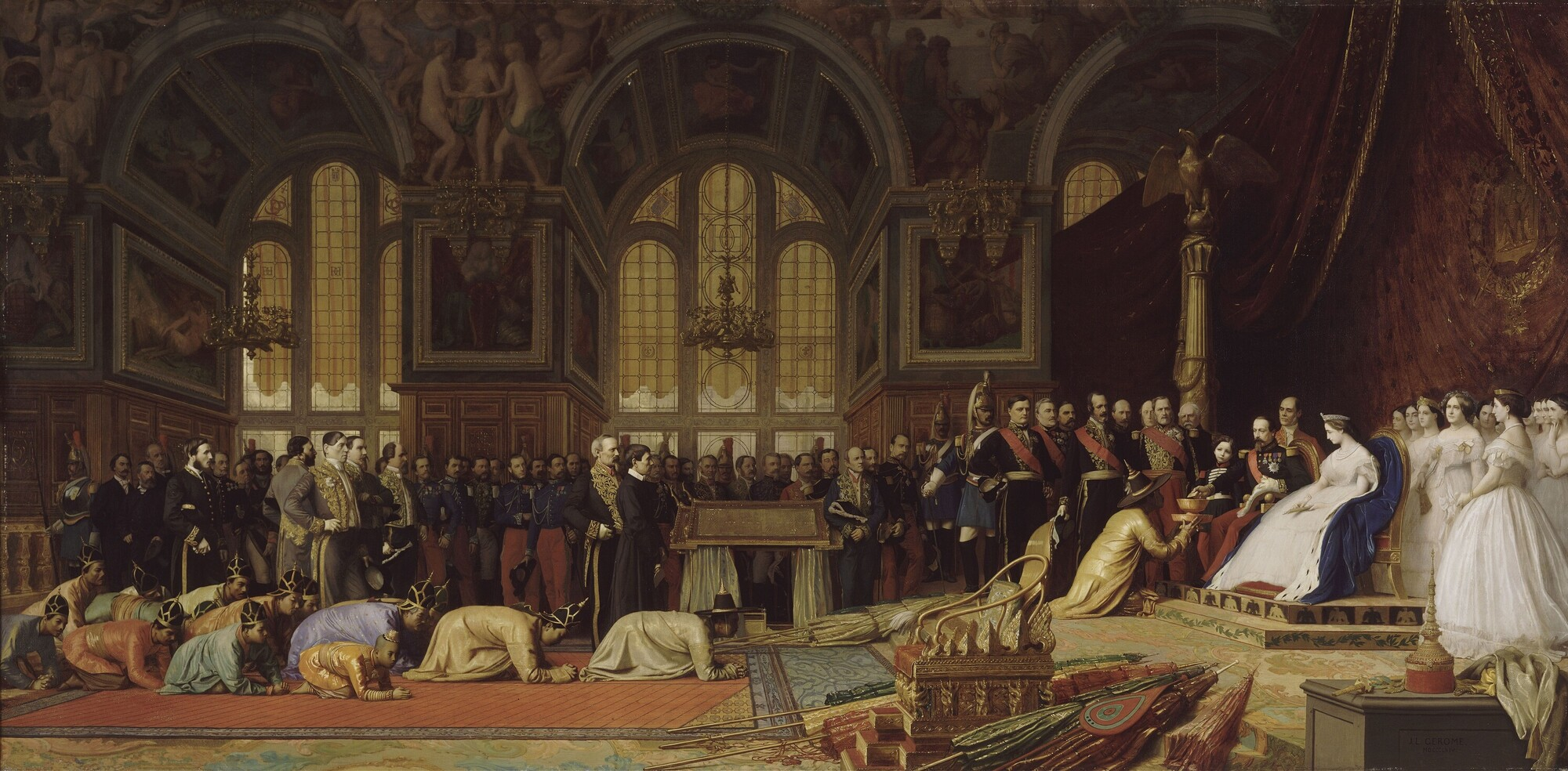
Recepción de los embajadores siameses por el emperador Napoleón III en el palacio de Fontainebleau, el 27 de junio de 1861, de Jean-Léon Gérôme, 1864.

Con la excepción de Géricault (muerto muy joven, en 1824), la longevidad de los más innovadores pintores de la primera mitad del siglo XIX (Delacroix en 1863, Ingres en 1867) hizo que su presencia siguiera dominando la escena francesa, y que ellos mismos no se conformaran con quedarse estancados en sus logros anteriores y evolucionaran. No obstante, el conservadurismo tanto estético como sociopolítico perduró en los encargos institucionales, como las pinturas del Panteón de París que desde 1874 se realizaron bajo la dirección de Pierre Puvis de Chavannes.

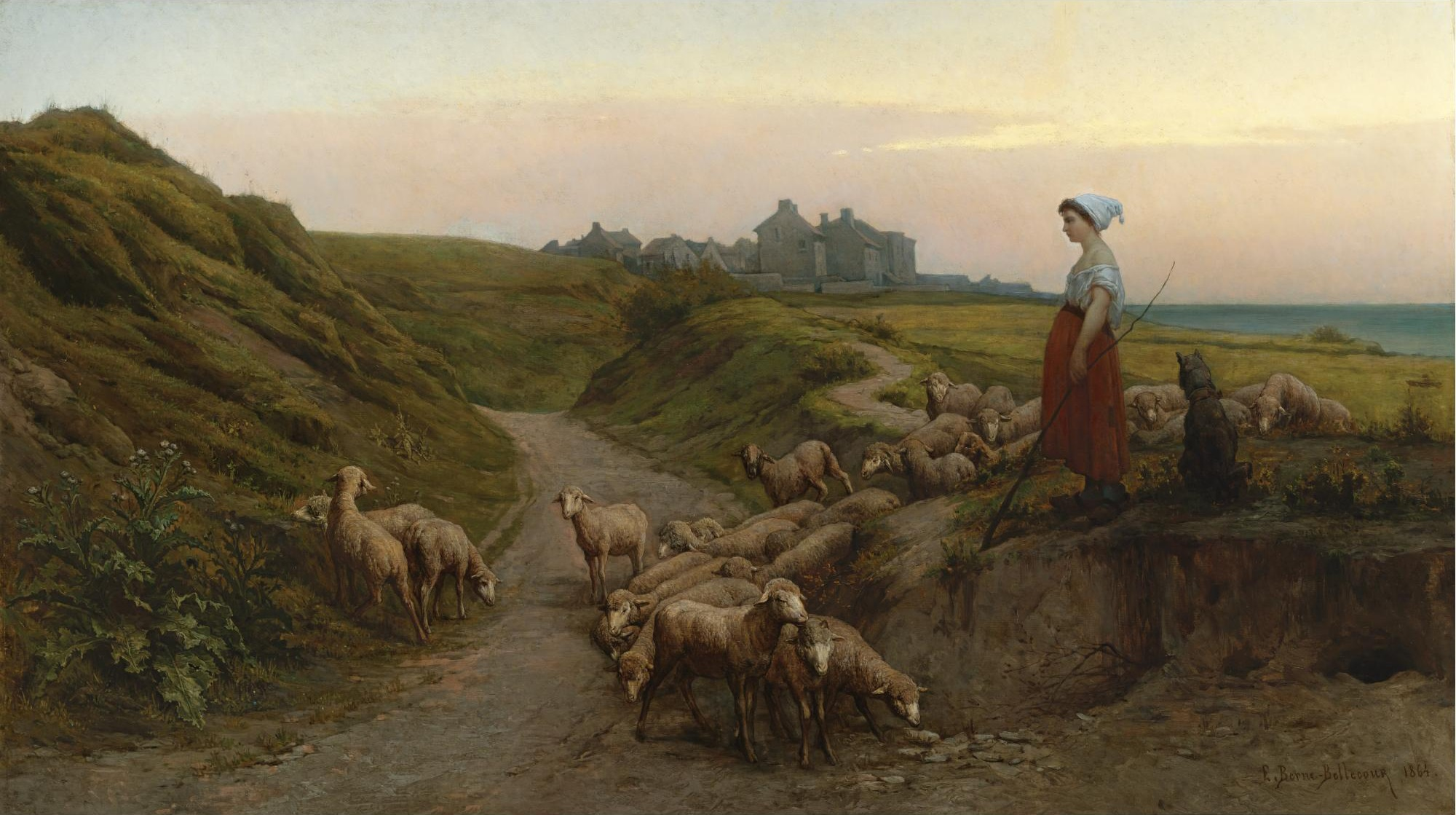
Cruce de caminos en las costas de Normandía, de Étienne Prosper Berne-Bellecour, 1864.
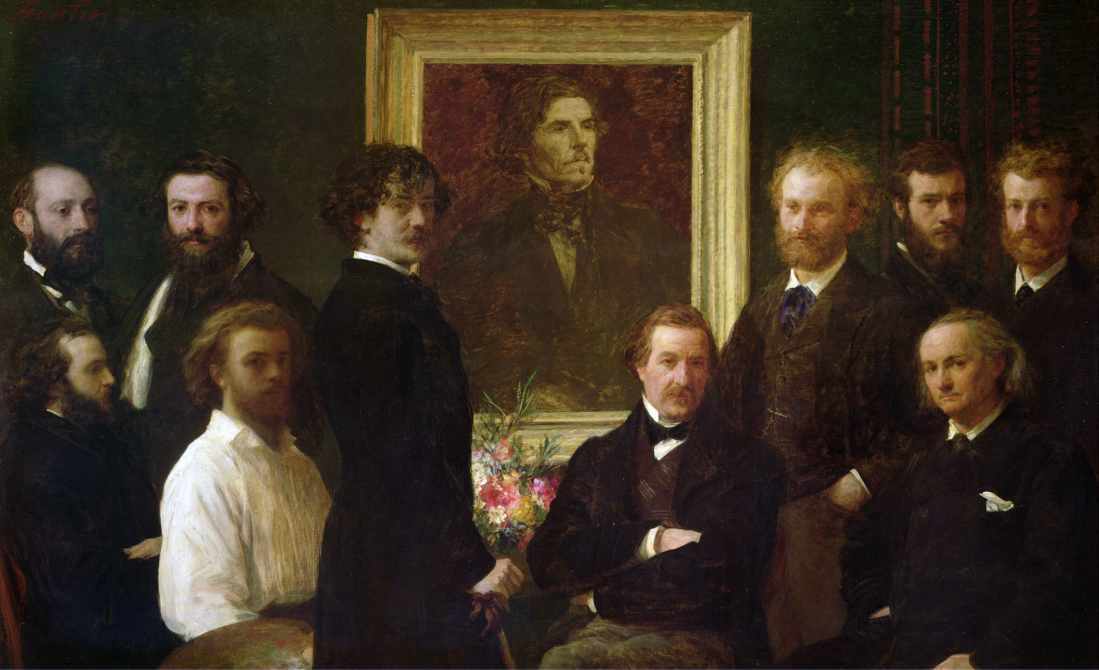
Homenaje a Delacroix, de Henri Fantin-Latour, 1864.
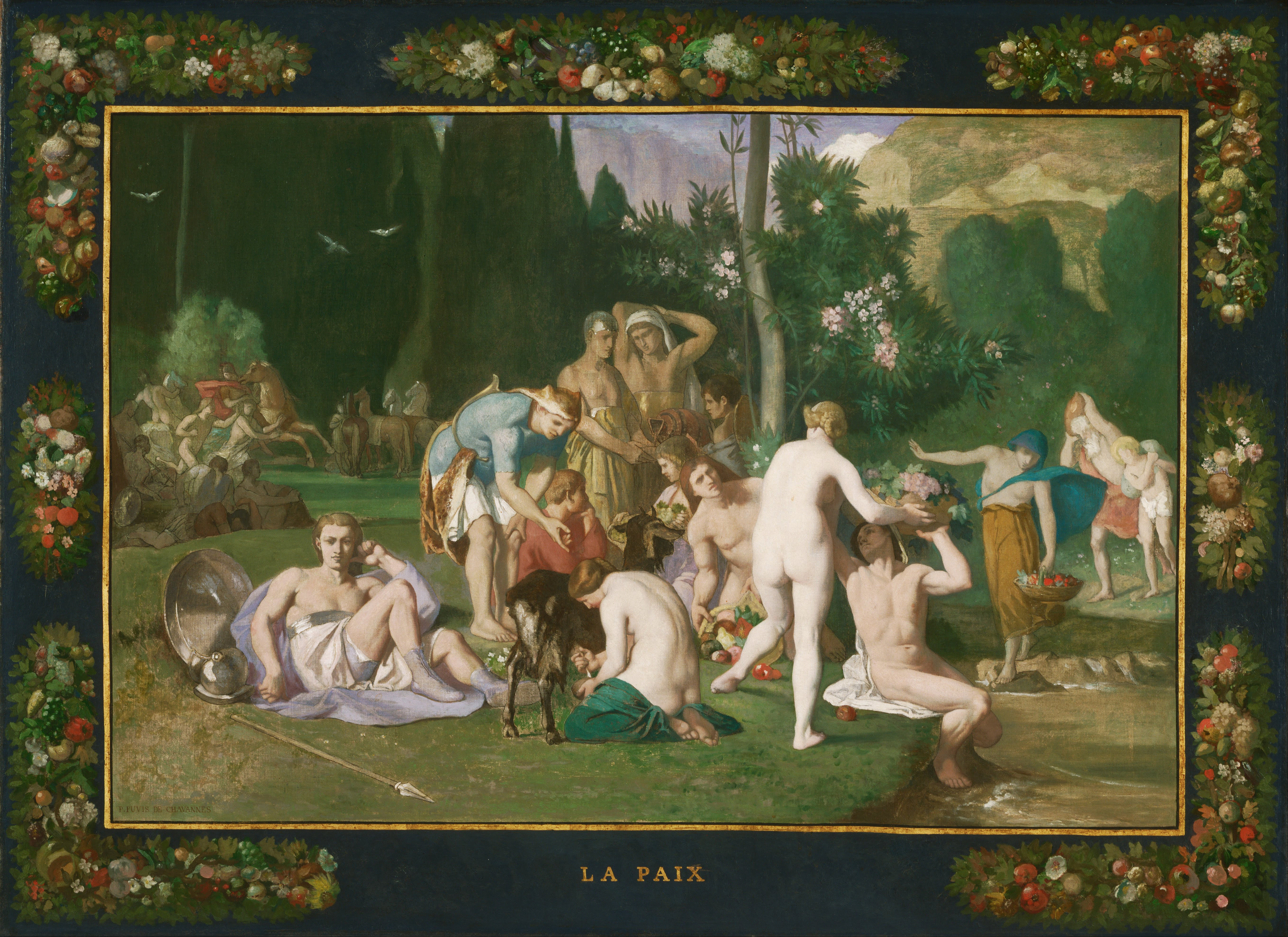
La paz, de Pierre Puvis de Chavannes, 1867.
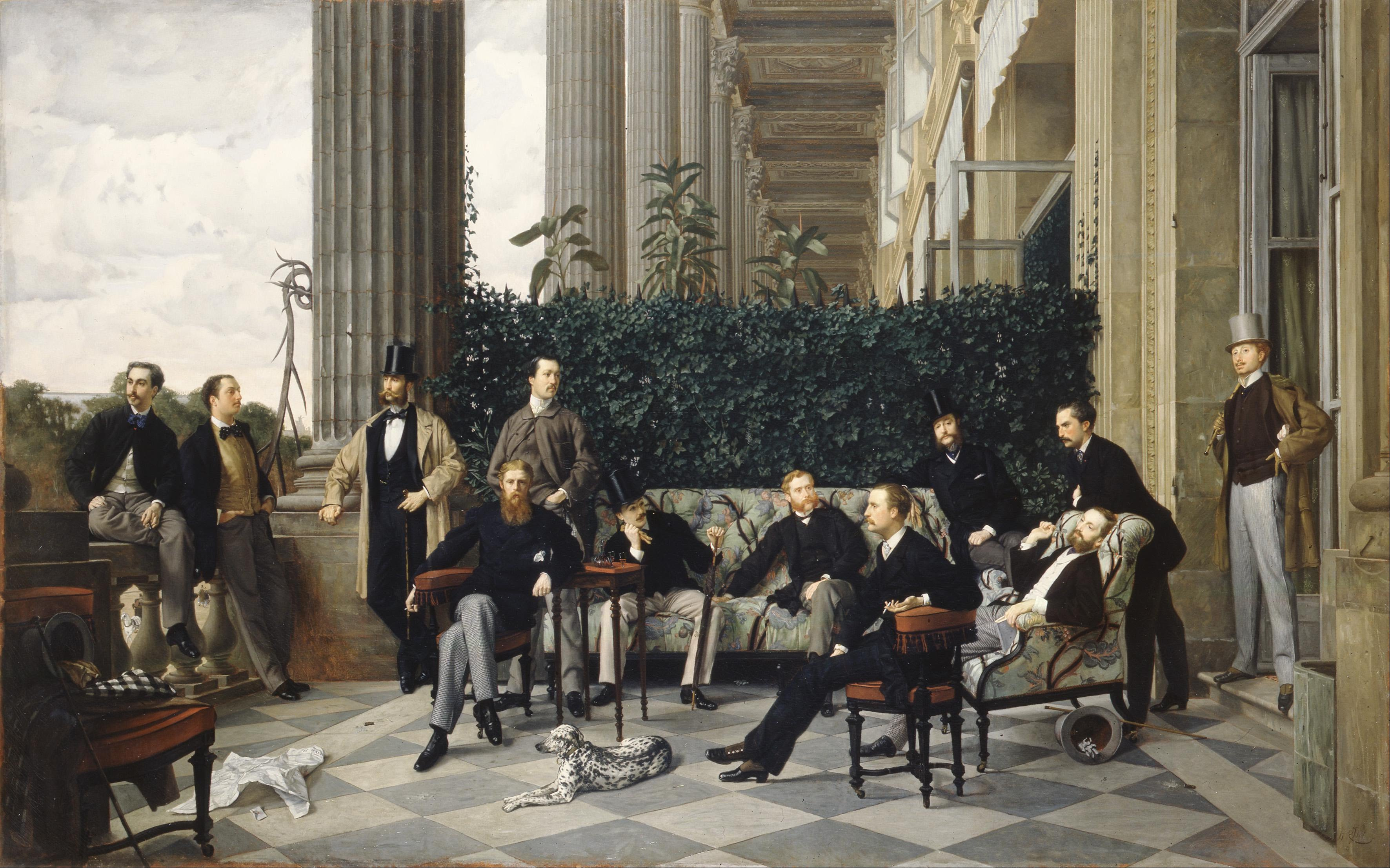
El círculo de la Rue Royale, de James Tissot, 1868.
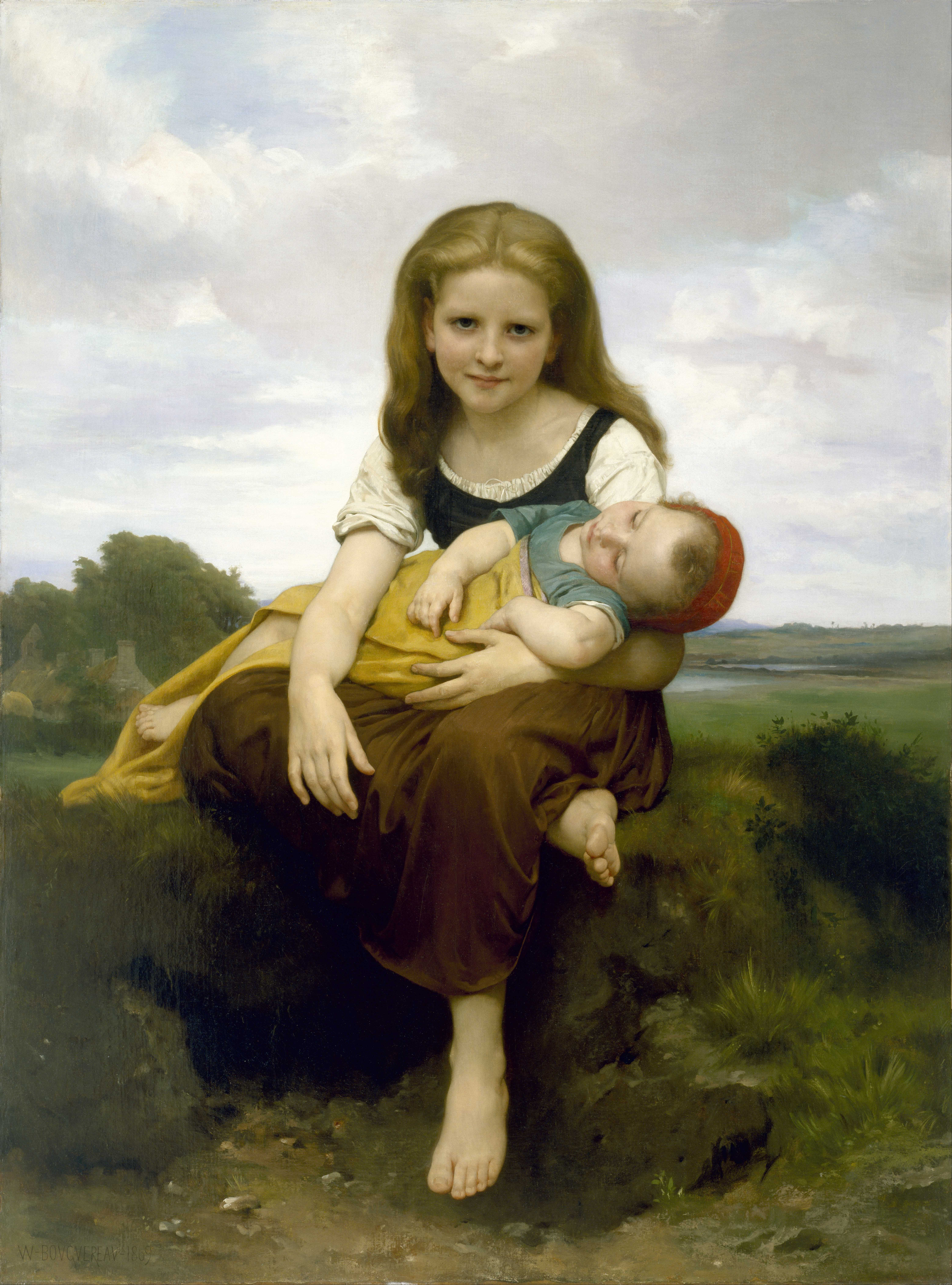
La hermana mayor, de William-Adolphe Bouguereau, 1869.
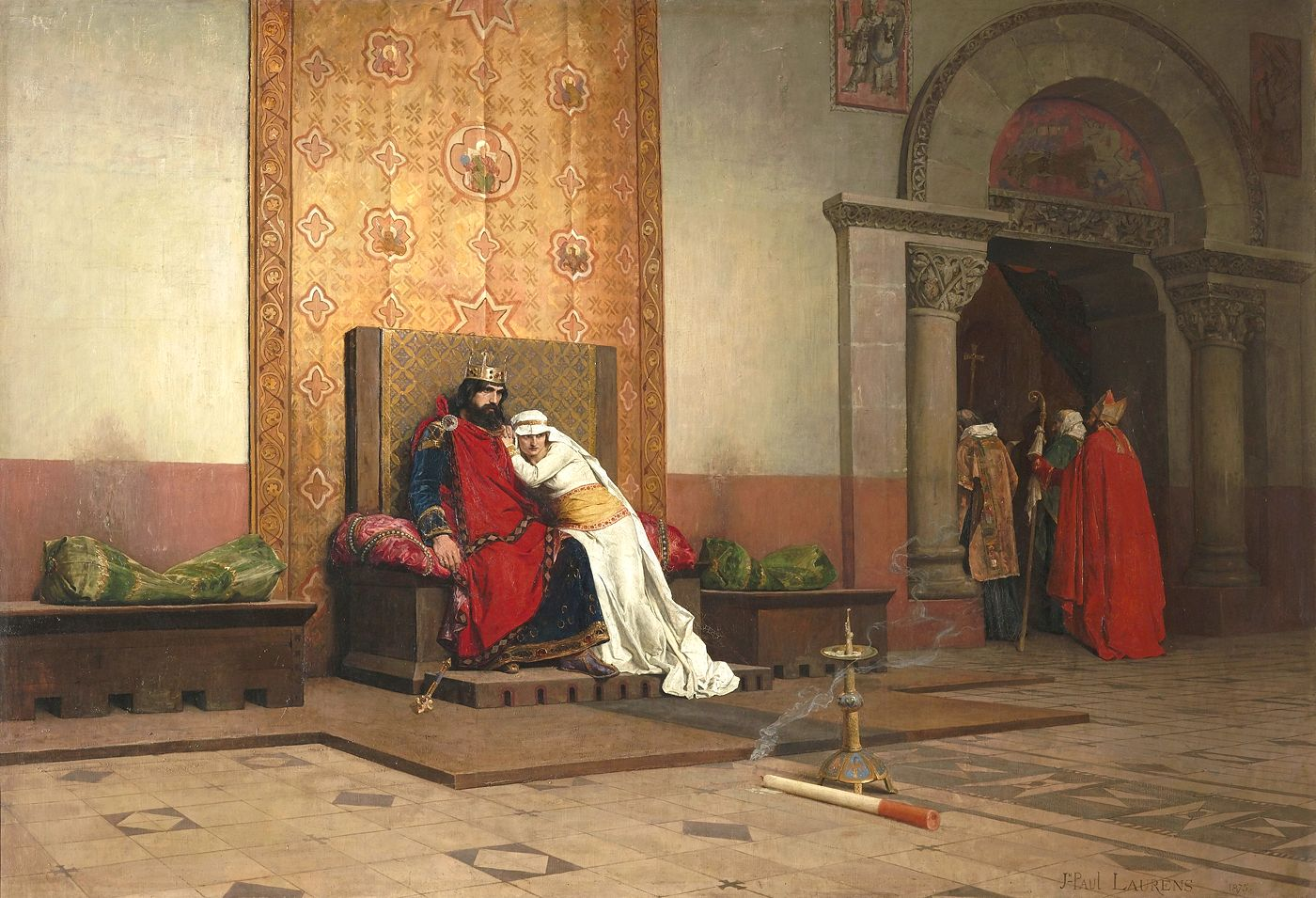
Excomunión de Roberto el Piadoso, de Jean-Paul Laurens, 1875.
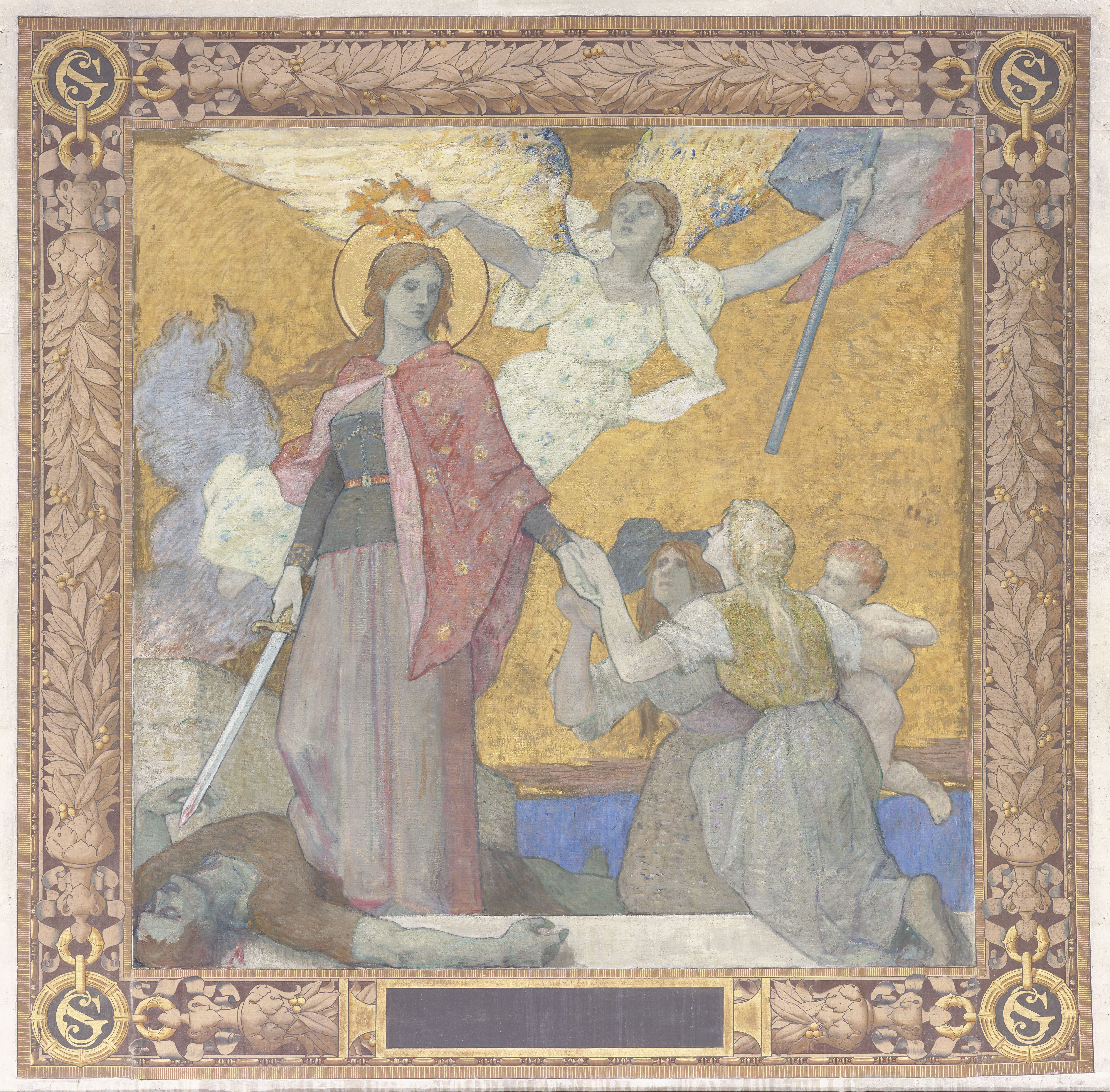
La Libertad en el Panteón de París, de Ferdinand Humbert.
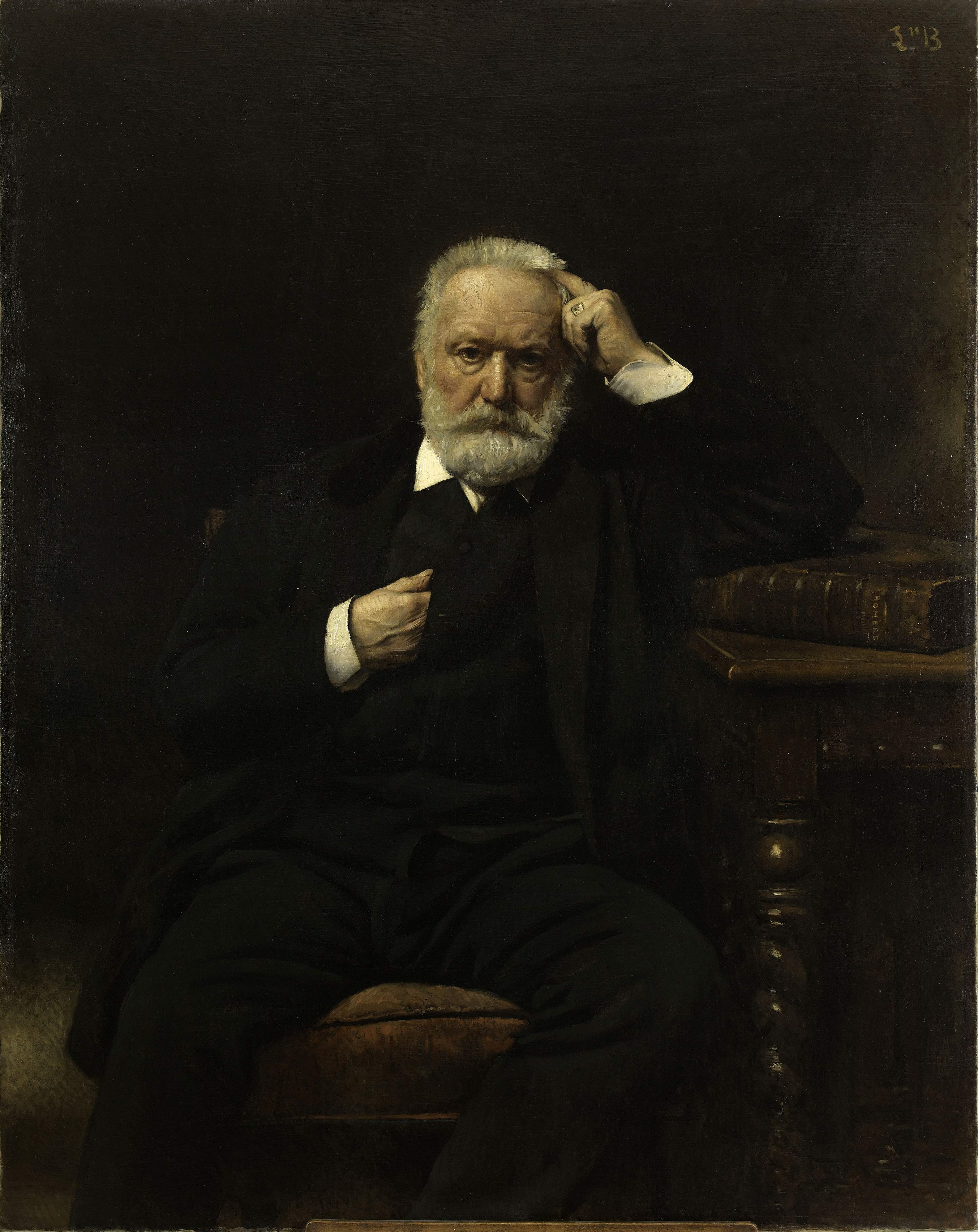
Retrato de Victor Hugo, de Léon Bonnat, 1879.
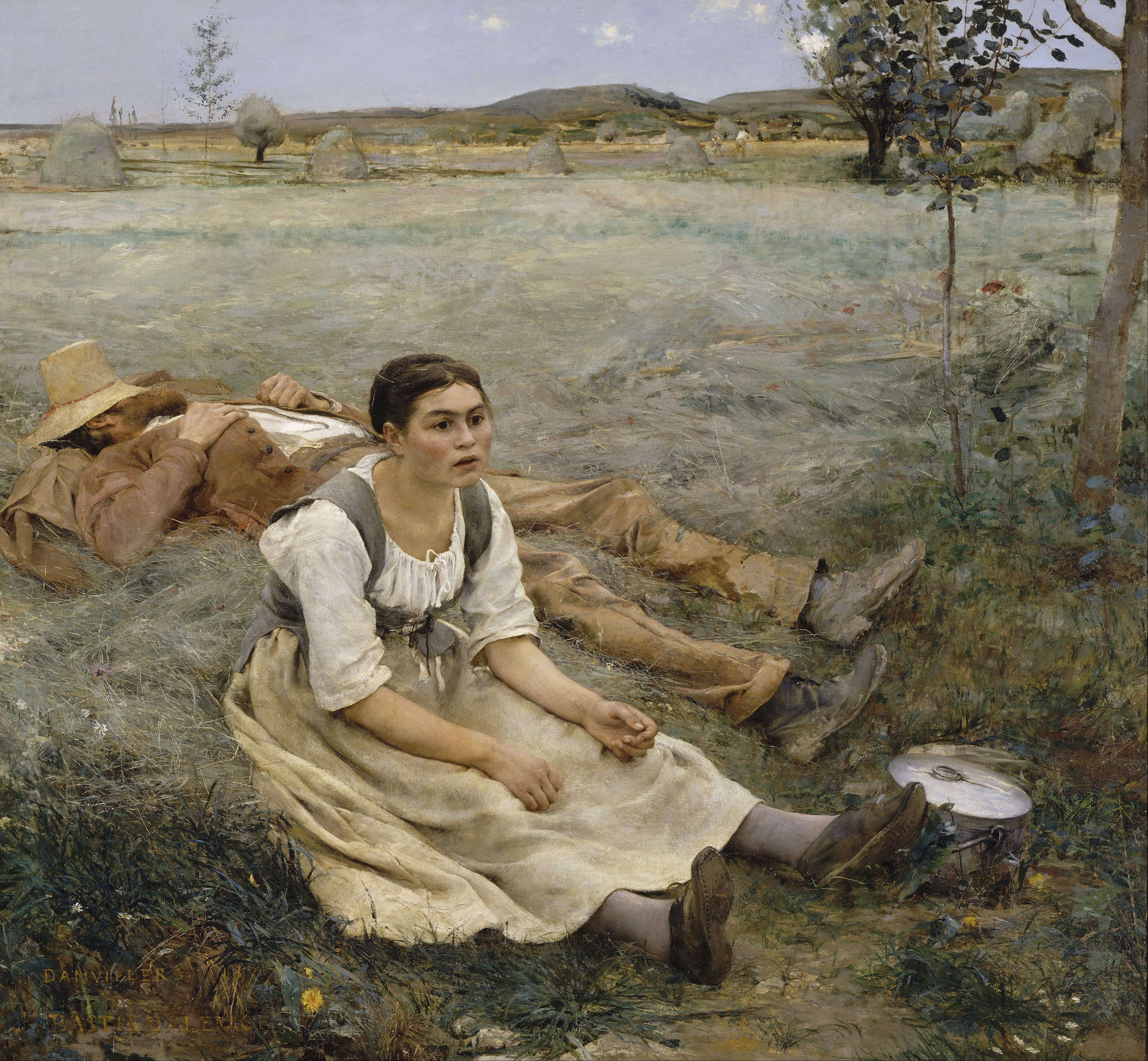
El labrador en reposo, de Jules Bastien-Lepage, 1881.
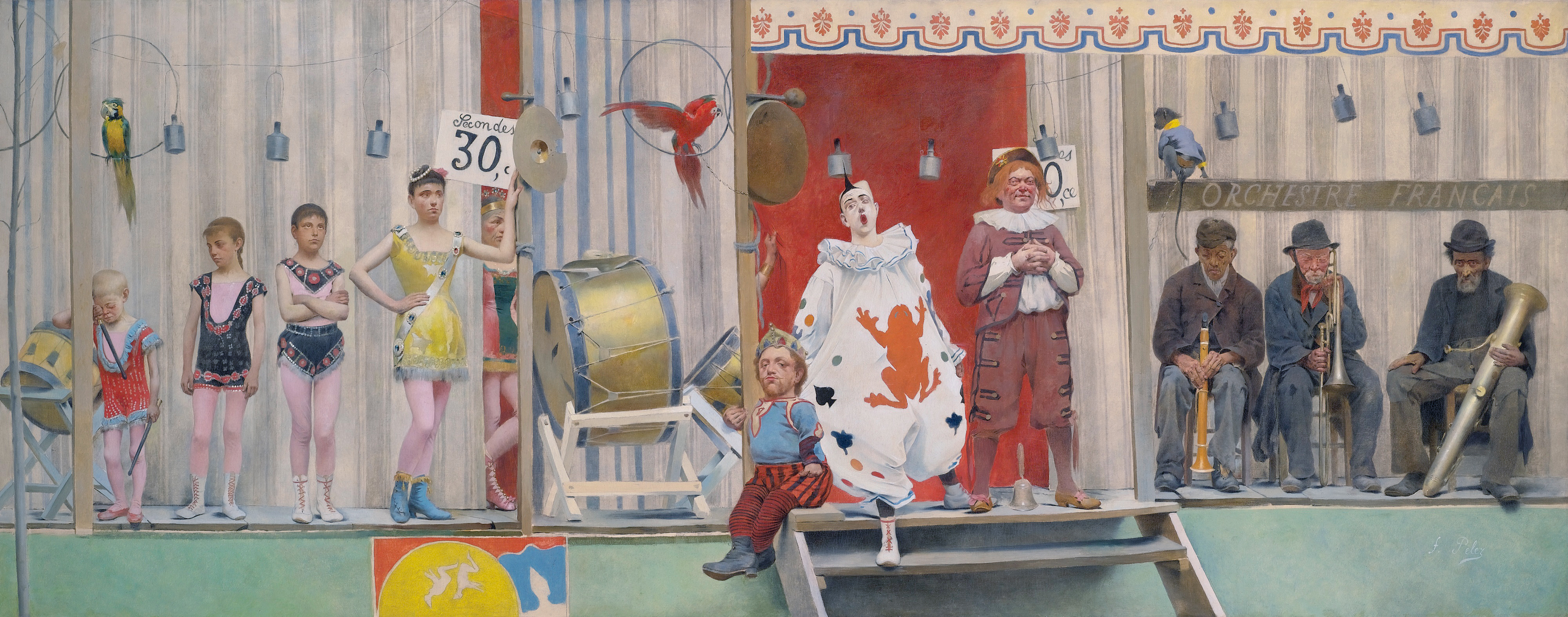
Muecas y miserias - los saltimbanquis, de Fernand Pelez, 1888.

En la pintura francesa, como ocurre en las demás escuelas nacionales, muchos pintores son identificados con una cierta clase de "realismo" sin pertenecer propiamente al movimiento realista de Courbet; como por ejemplo, el realismo costumbrista de inspiración fotográfica de Émile Friant. En lo que pueda calificarse como acercamiento de la pintura a la realidad no puede obviarse el impacto de la fotografía desde la aparición de los primeros daguerrotipos (1839) y el perfeccionamiento de sus técnicas y su amplia difusión en los años siguientes. También el academicista Jean-Léon Gérôme fue un firme defensor de la fotografía, a la que consideraba capaz de sacar a la luz la verdad.

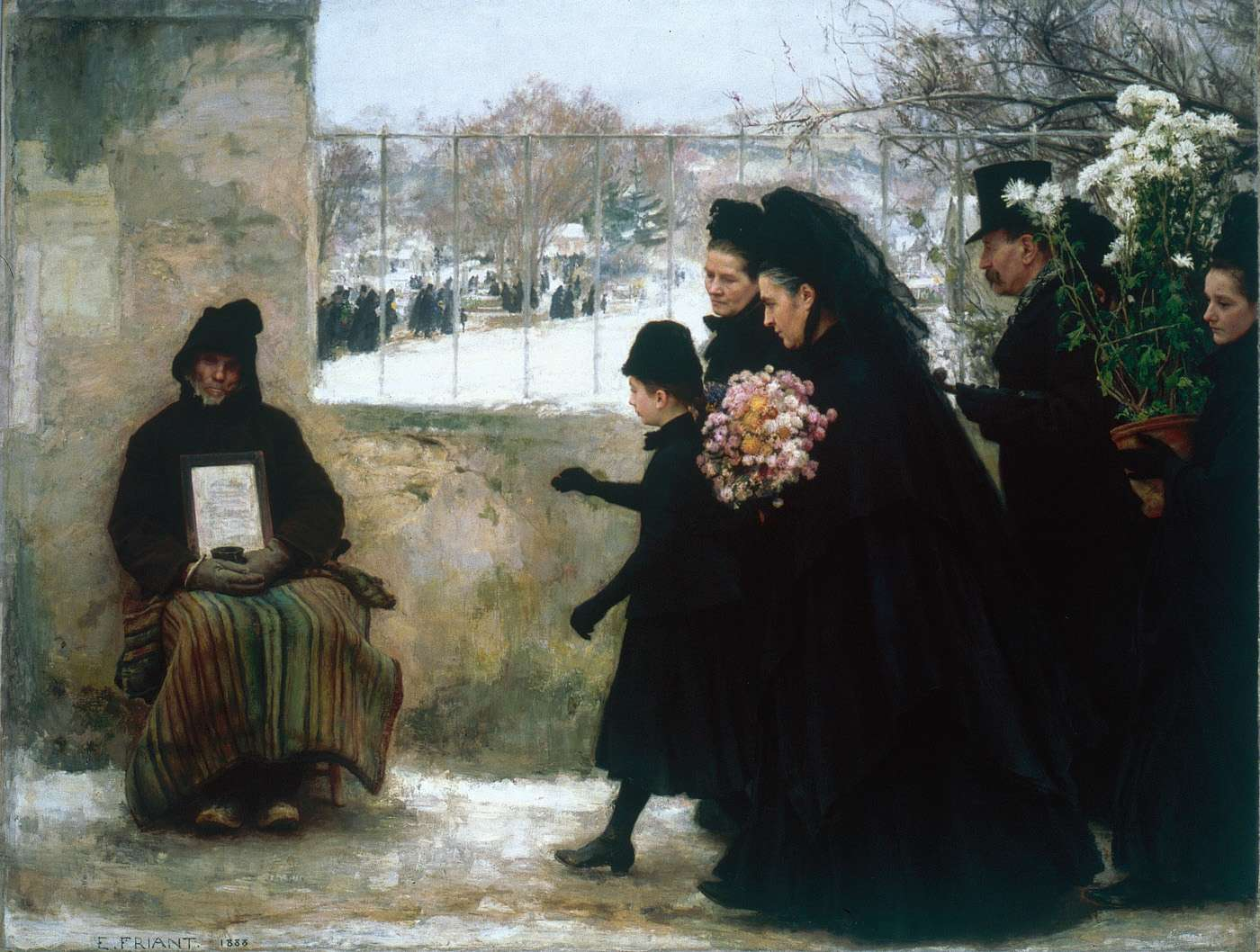
El día de Todos los Santos, de Friant, 1888.
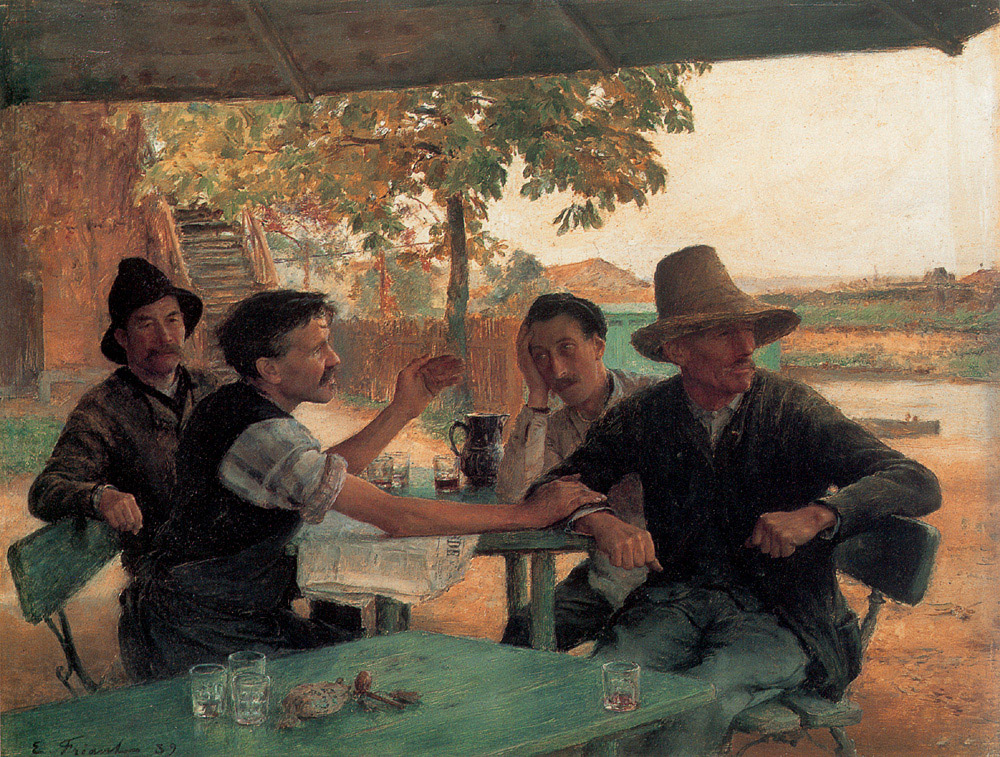
La discusión política, de Friant, 1889.
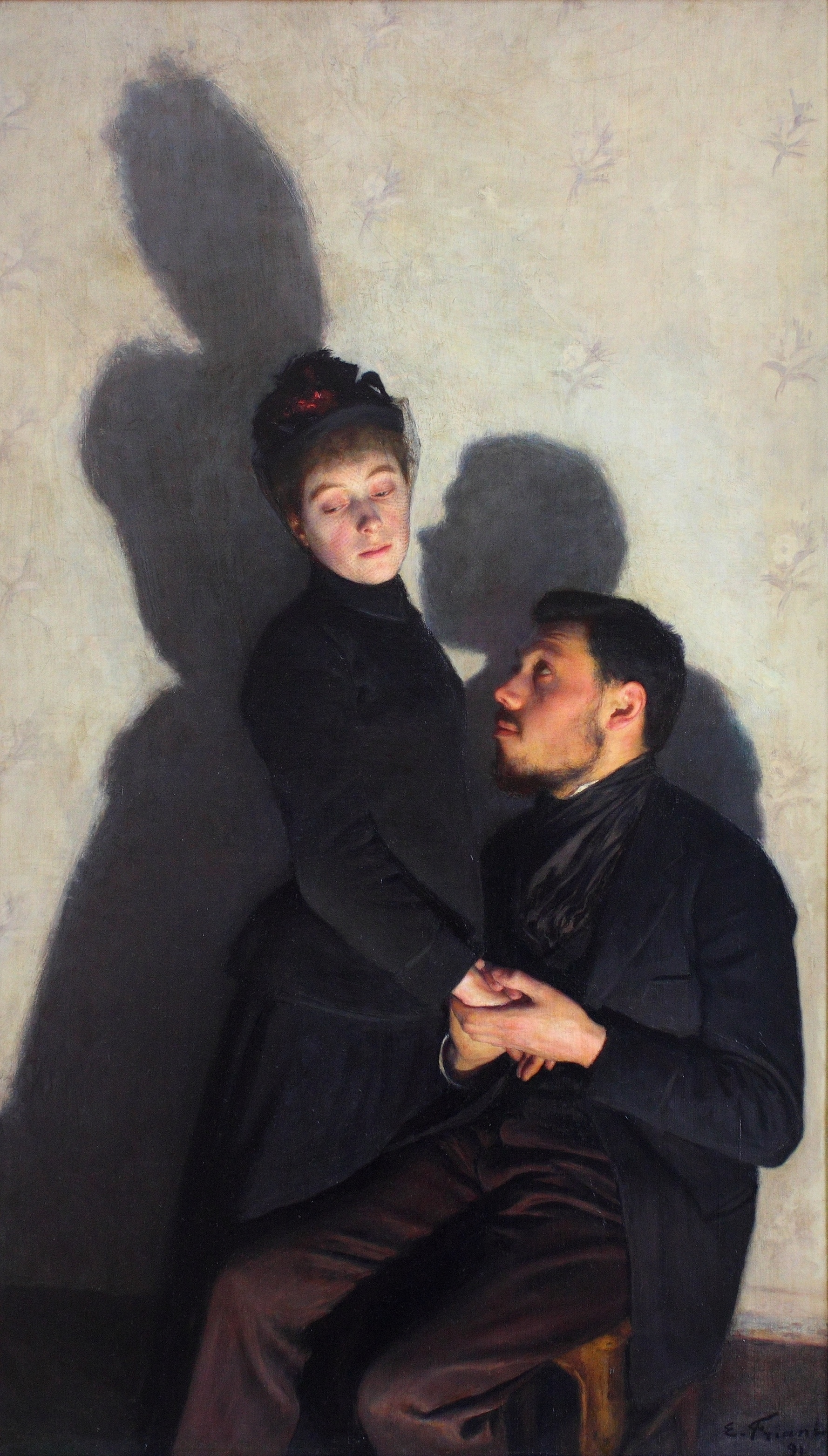
Sombras proyectadas, de Friant, 1891.

## Realismo frente a impresionismo: Manet

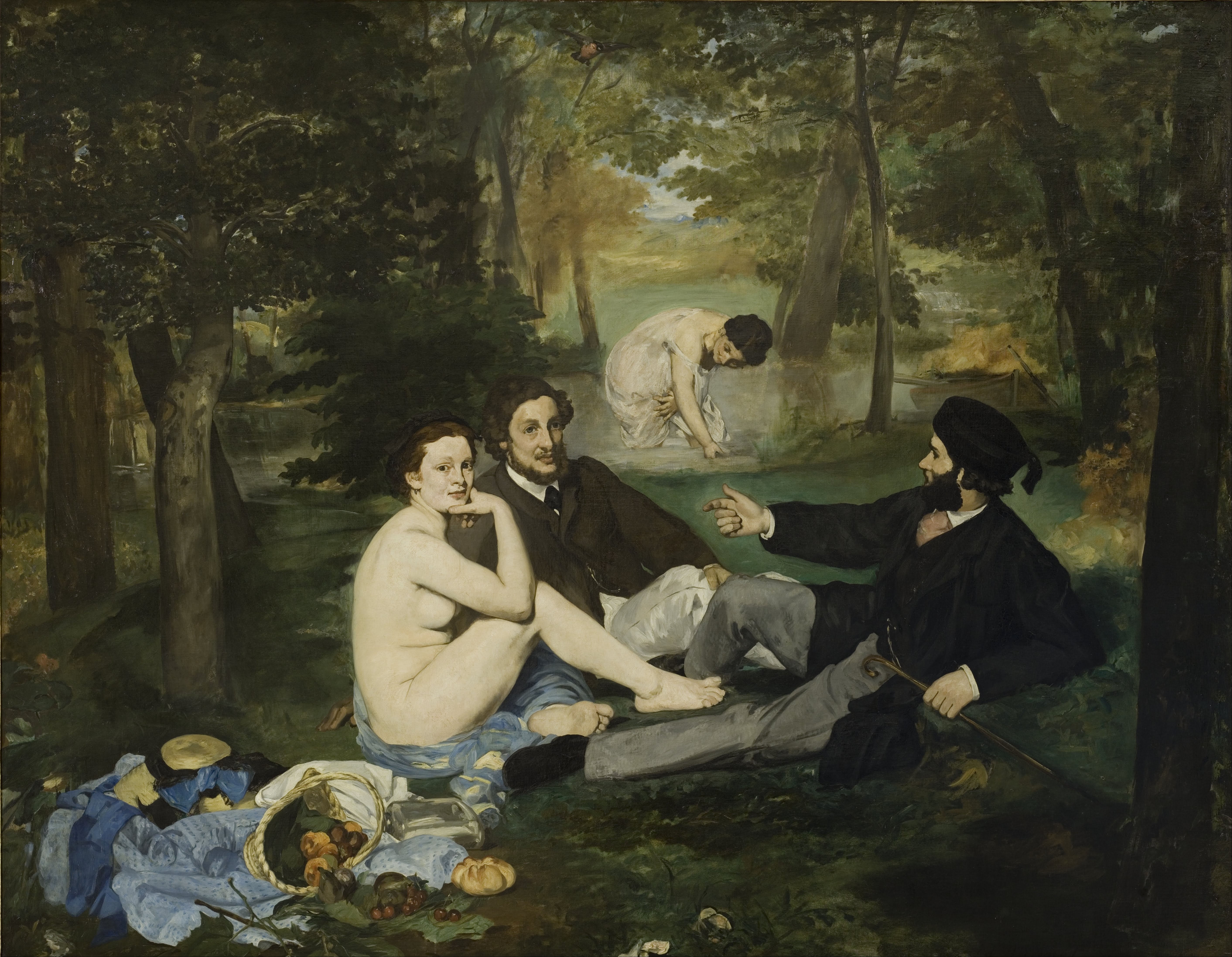
Le Déjeuner sur l'Herbe, de Manet, 1863.

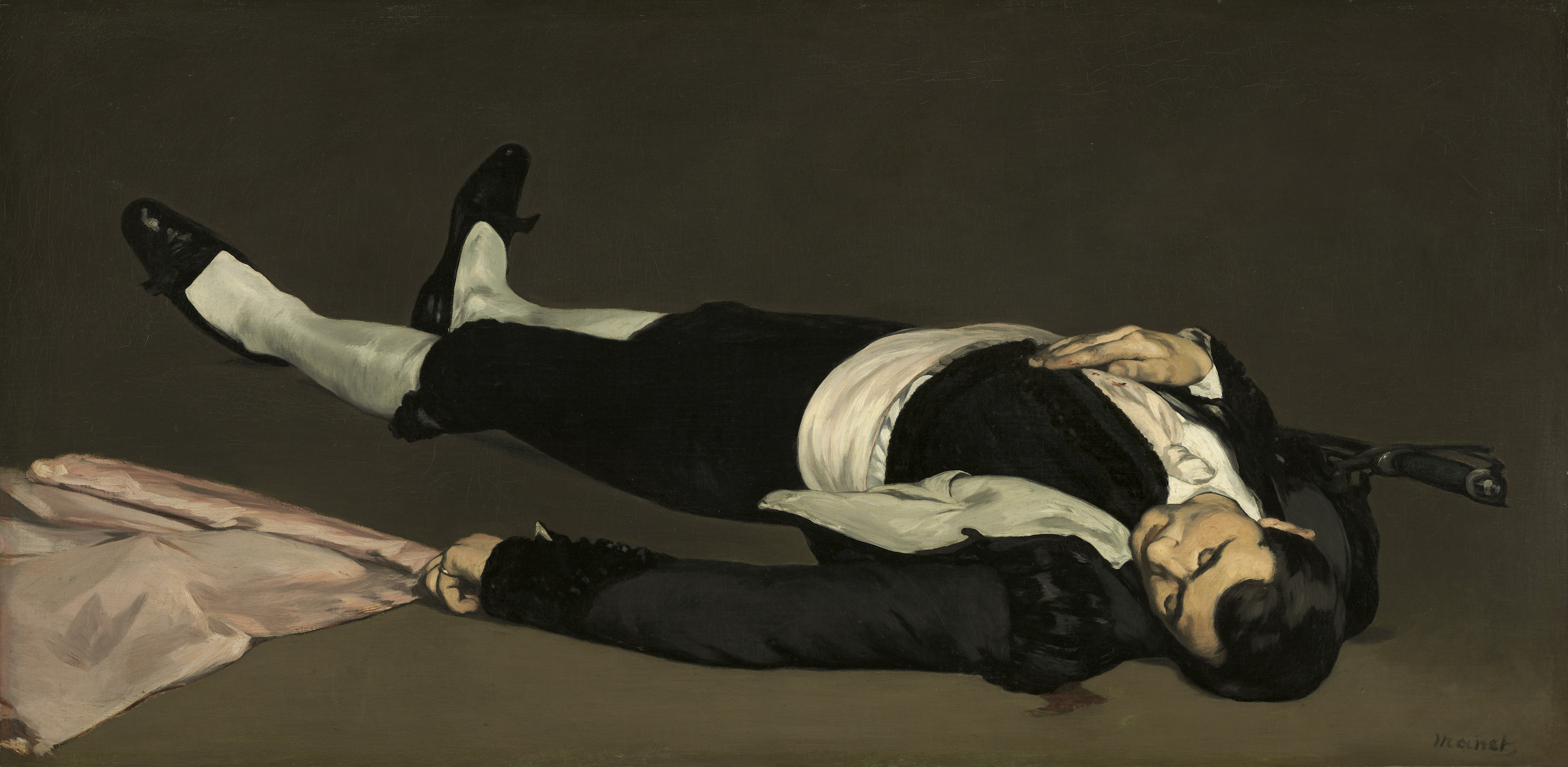
Torero muerto, de Manet, 1864.

Lo fluido de la transición entre ambos movimientos quedó ejemplificada con la trayectoria artística de Édouard Manet, el precursor del impresionismo, que en realidad no respondía a las convenciones técnicas del tratamiento de la luz y el color de los impresionistas y puede enmarcarse aún dentro del realismo. Aunque a partir de la primera exposición impresionista (1874) se abriera un nuevo periodo de la historia del arte (con lo que el periodo del realismo ocuparía menos de veinte años, desde el pabellón de 1855), es obvio que la cesura no fue ni instantánea ni radical: las últimas décadas del siglo XIX y las primeras del XX (ya en pleno desarrollo de las vanguardias) siguieron presenciando producciones pictóricas que comparten los presupuestos estéticos y técnicos realistas. Además, muy significativamente, una parte de la obra de los pintores impresionistas, neoimpresionistas y postimpresionistas mantuvo el compromiso social con la representación de las clases populares y la dignificación del trabajo. Notable ejemplo son las copias pintadas por Van Gogh de originales de Millet, Daumier, Doré, etc.

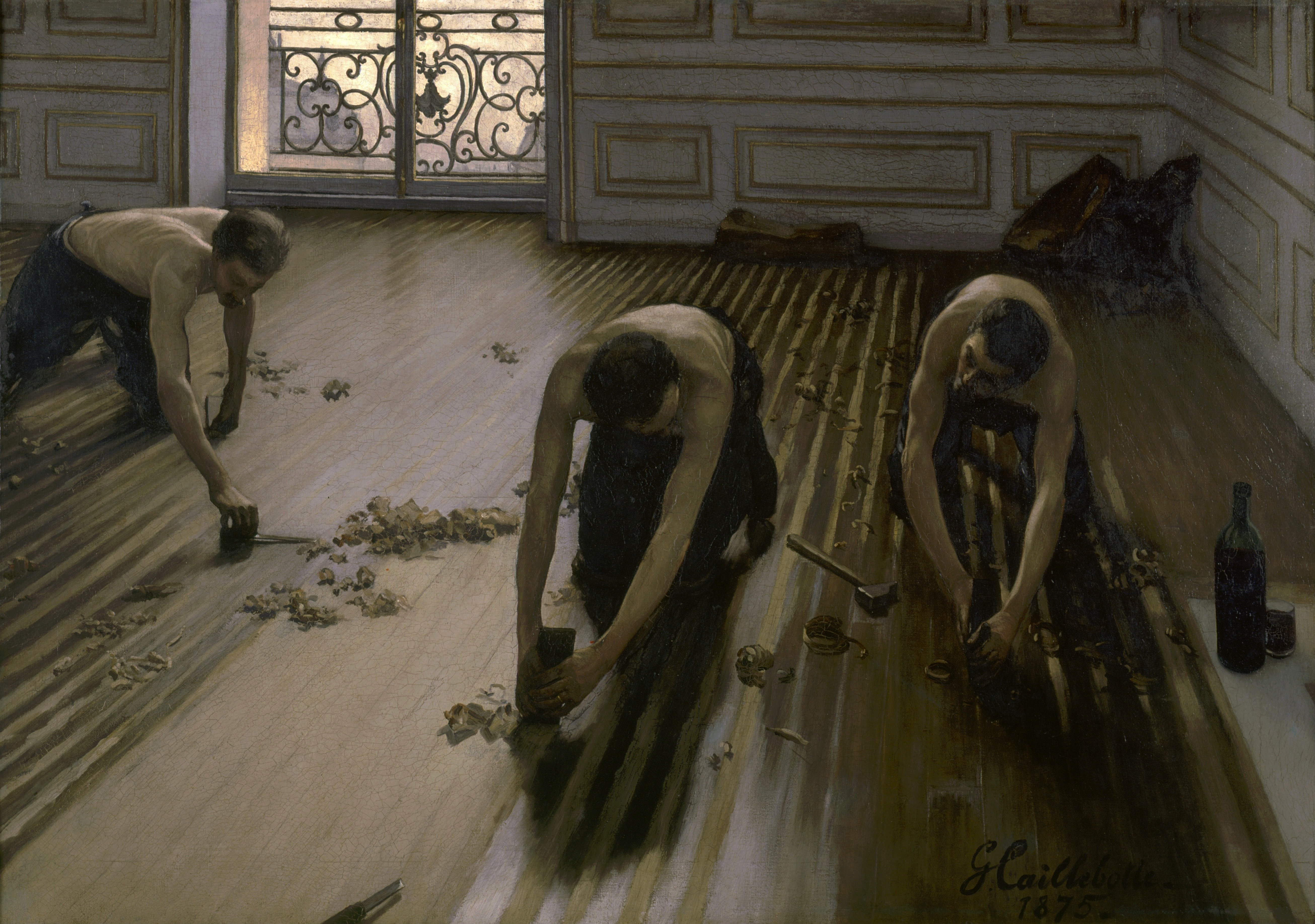
Los acuchilladores de parqué, de Gustave Caillebotte, 1875.
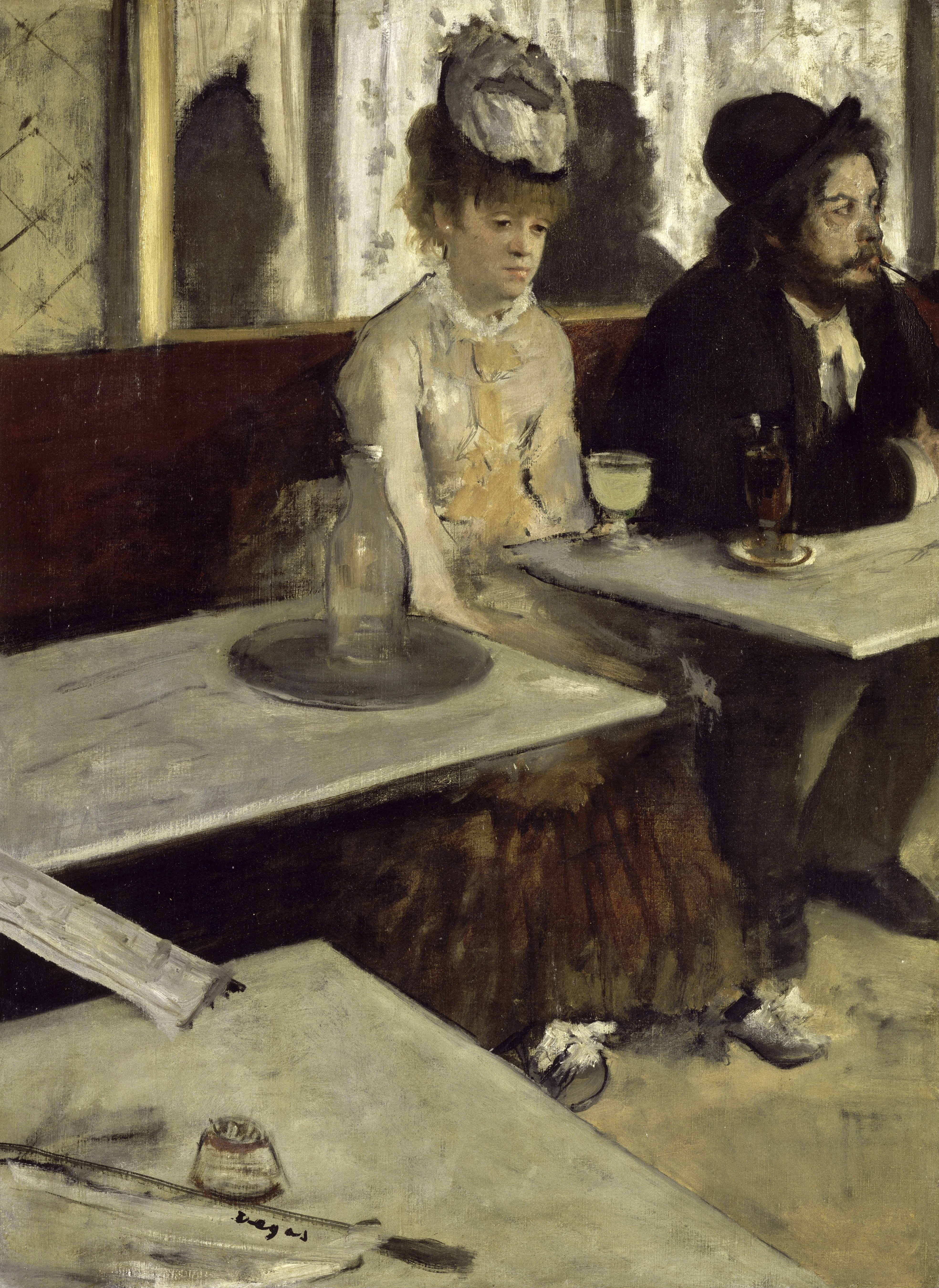
El ajenjo, de Edgar Degas, 1875-1876.
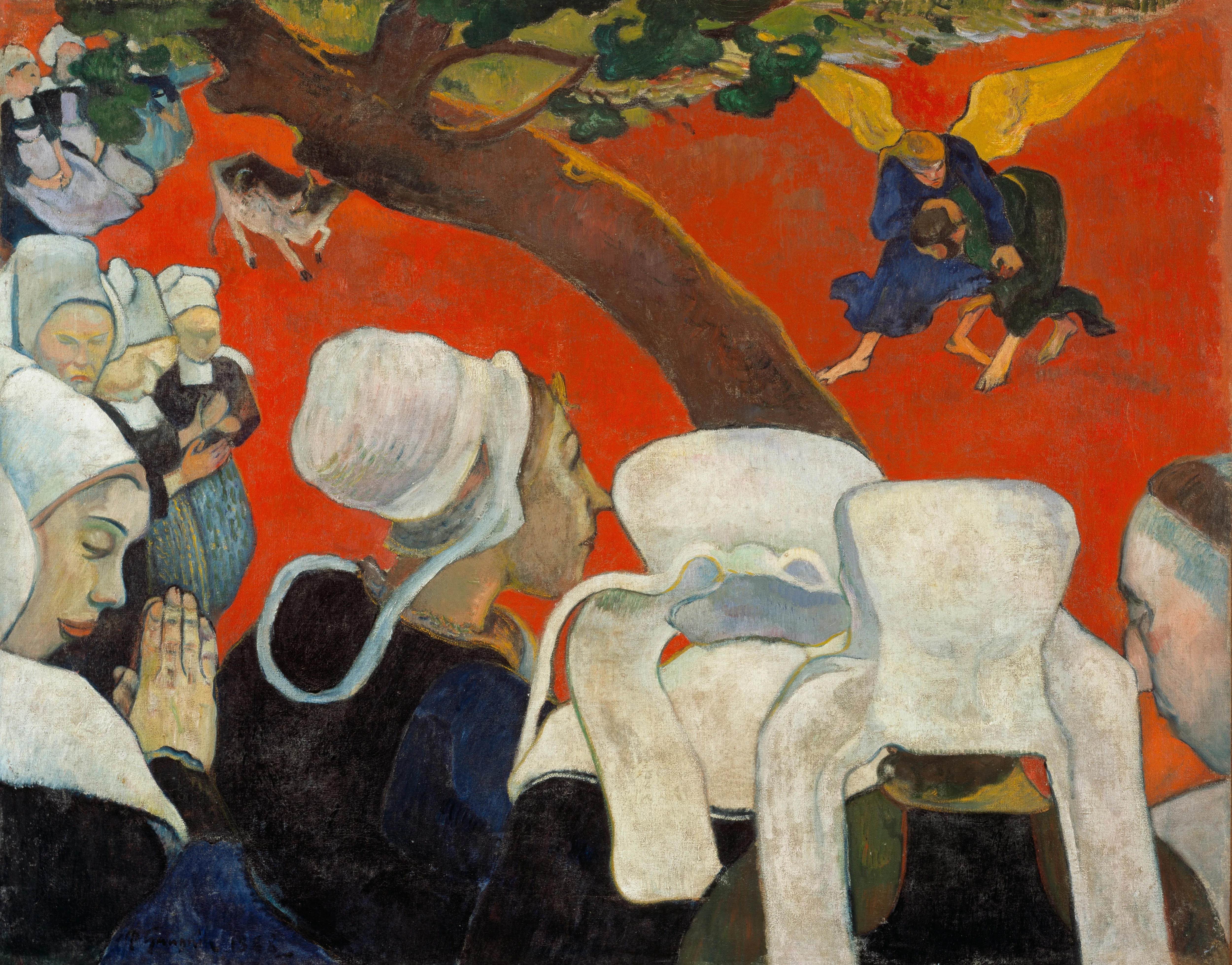
La visión tras el sermón, de Paul Gauguin, 1888.
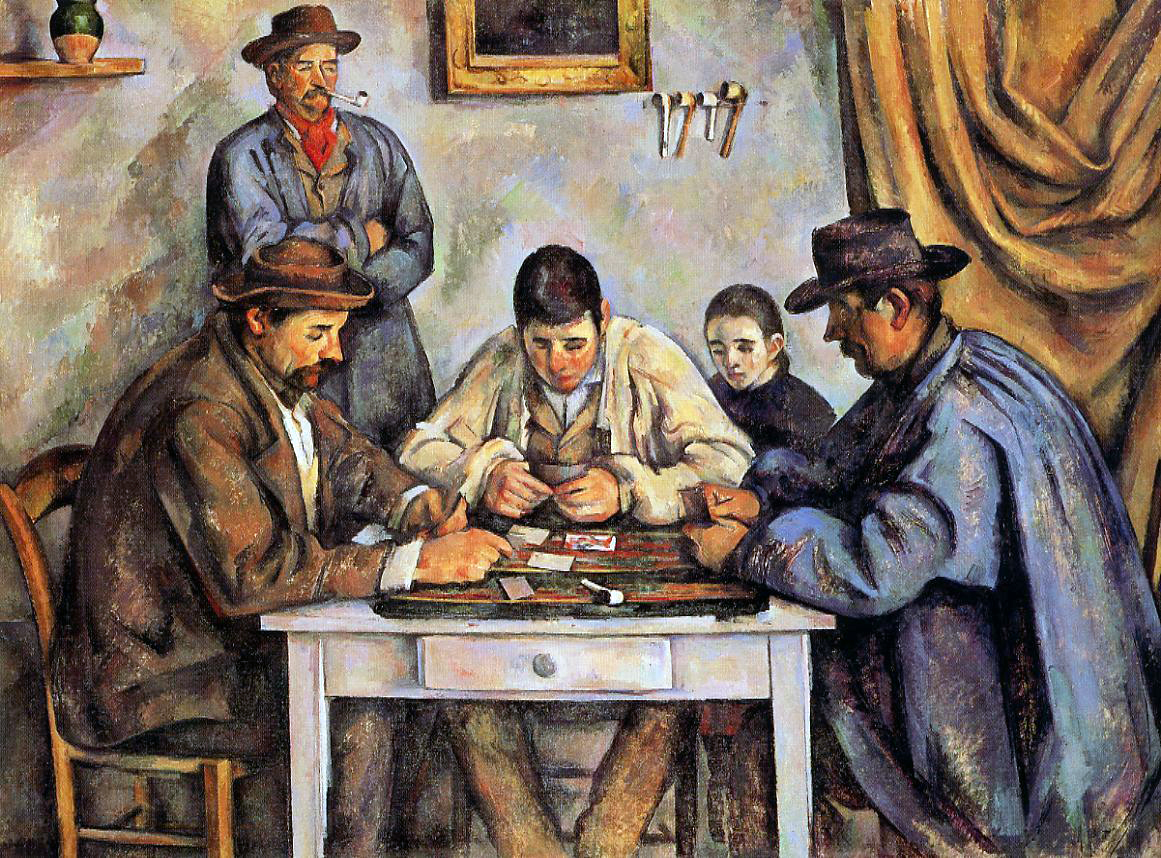
Los jugadores de cartas (primera versión), de Paul Cézanne, 1890.
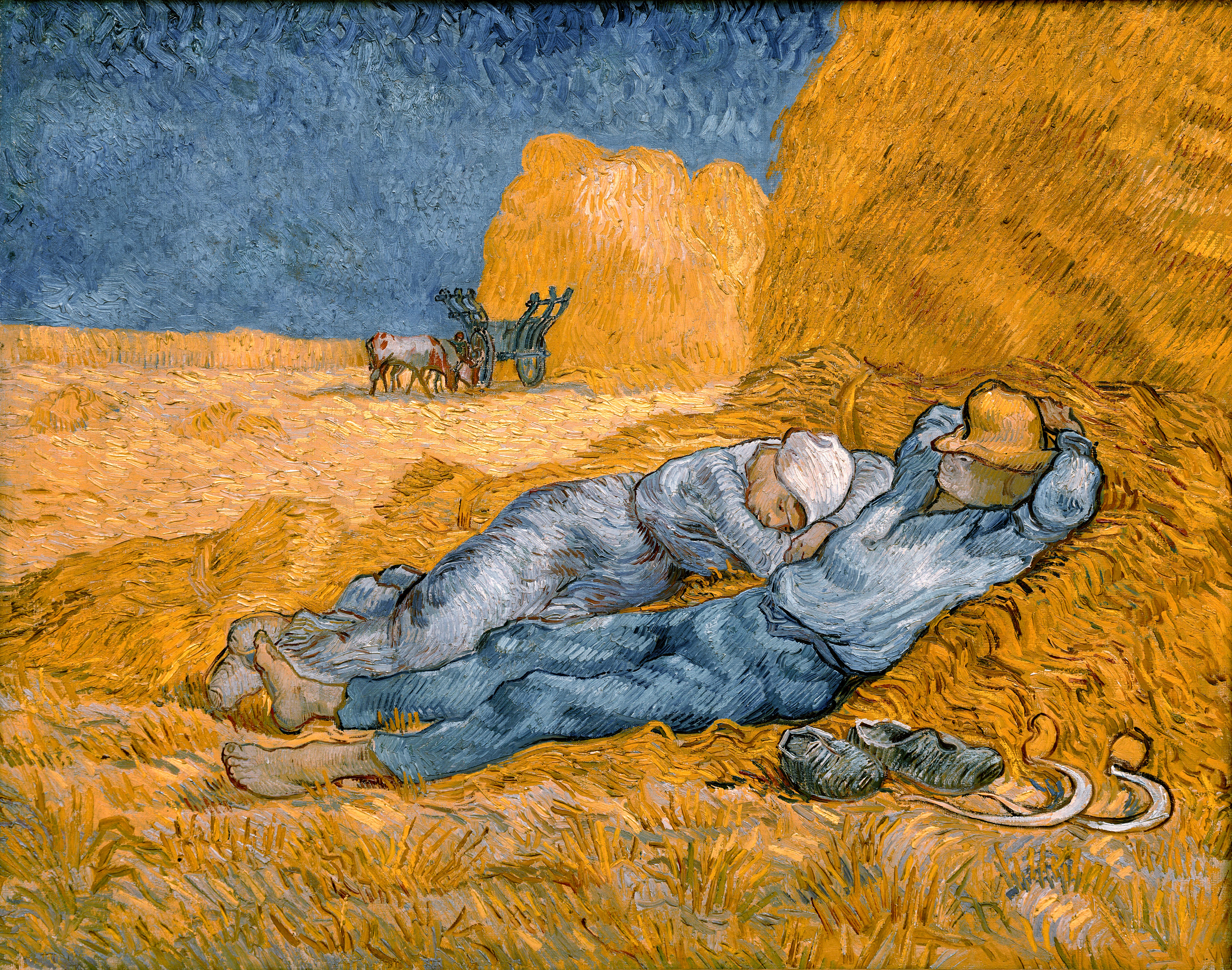
La siesta, copia de Millet por Vincent van Gogh, 1890-1891.
Salón de la Rue des Moulins de Henri de Toulouse-Lautrec, 1894.
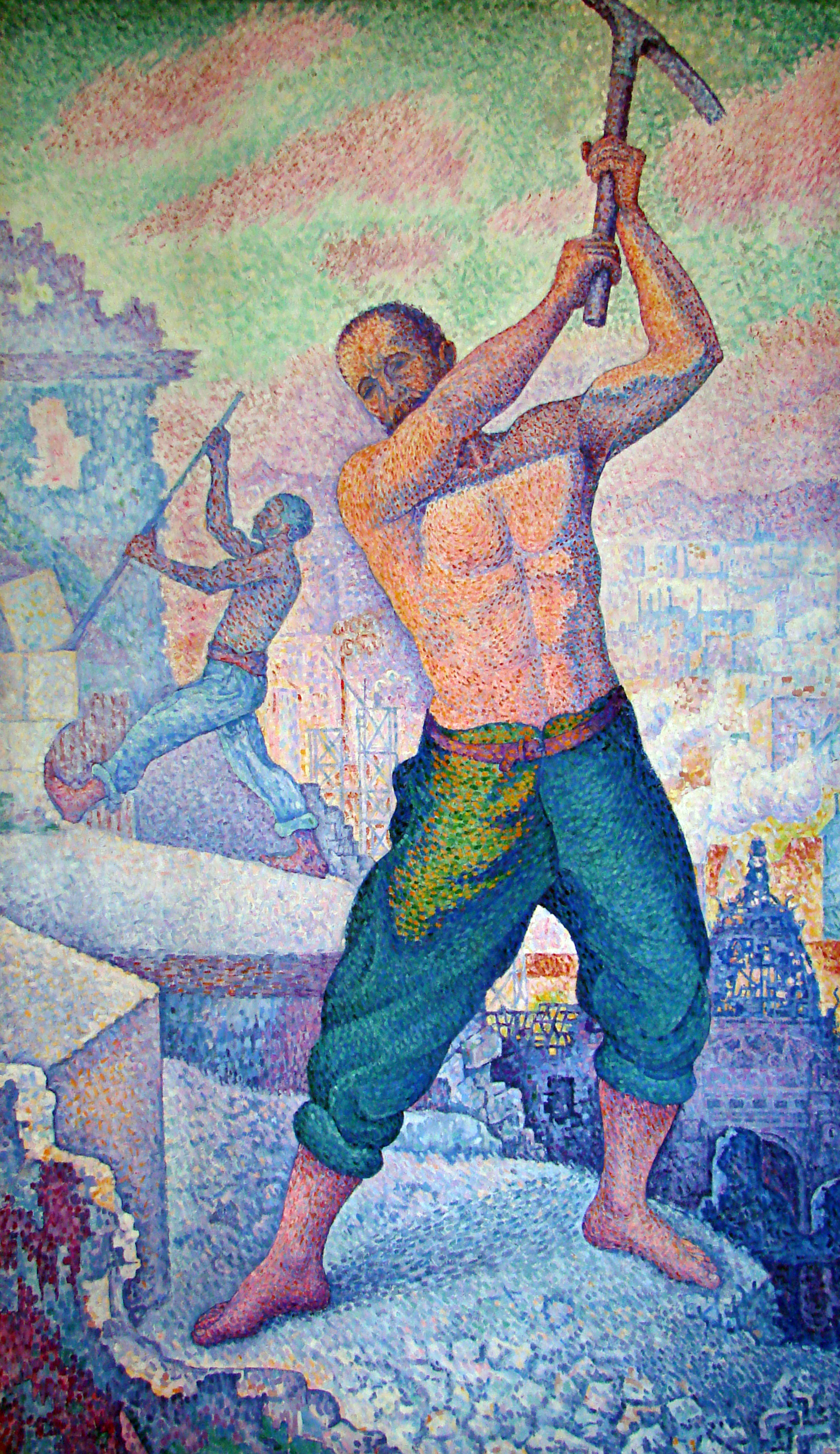
Le démolisseur, de Paul Signac, 1897-1899.

## Realismo en otros países
Es problemática la aplicación de la etiqueta realista a los pintores de otras escuelas nacionales. La mayor parte de las veces se hace con criterios cronológicos, para englobar a los pintores de mediados del siglo XIX, aun cuando se incurra en la impropiedad de incluir a autores cuya obra se sitúa en la ortodoxia academicista del neoclasicismo o en la tradición romántica. Los géneros de más éxito de la época (la pintura de historia, el retrato, el paisaje y la escena de género) pueden ser tratados desde una perspectiva convencional, costumbrista, o bien de forma rupturista, como hicieron Courbet y Corot.
A medida que se avanza hacia finales del siglo XIX, las fronteras entre el realismo y el impresionismo en cada uno de los pintores que se etiquetan como realistas son difusas, por cuanto ambos estilos (aunque desde presupuestos diferentes) coinciden en la preocupación por la luz y el uso de la pincelada suelta, que da a las obras un aspecto esbozado (non finito).

### Inglaterra: pintura victoriana

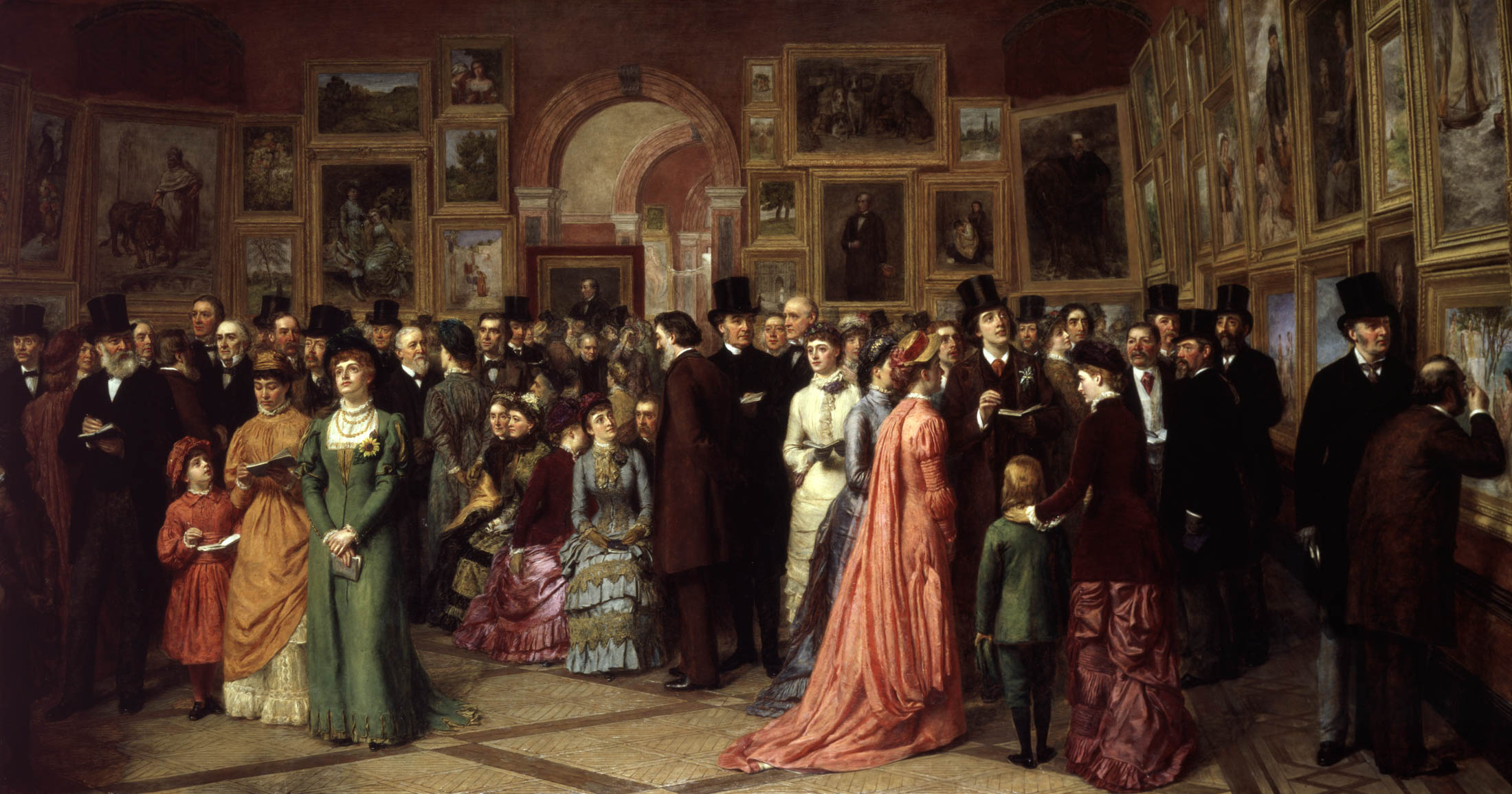
Visita privada a la Royal Academy, 1881, de William Powell Frith, 1883. Representa a un grupo de "autoelegidos críticos del gusto en arte y moda... [y] a un bien conocido apóstol de la belleza [(Oscar Wilde)] rodeado por un rebaño de ansiosos adoradores" visitando la exposición estival de la Royal Academy.

El amplio periodo denominado época victoriana (1837-1901) presenció muy diferentes estilos en la pintura británica. La vertiente más conservadora o academicista estuvo representada por la Royal Academy, pero ya con las estéticas del posromanticismo se dieron todo tipo de variantes, no incompatibles entre sí, como la pintura animalista (James Ward, Edwin Landseer, Briton Rivière, Francis Barraud, etc.) el esteticismo (George Frederic Watts, Frederic Leighton, James Abbott McNeill Whistler, Coutts Lindsay, Evelyn De Morgan, etc.), las fantasiosas reconstrucciones de la antigüedad (classical revival, en las que destacaron Lawrence Alma-Tadema, calificado irónicamente como marblelous, un juego de palabras entre "maravilloso" y "mármol" -"marmolilloso"- o Albert Joseph Moore) y entre las opciones más rupturistas, estimuladas por las reflexiones teóricas de John Ruskin, estuvo el movimiento Arts and Crafts dirigido por William Morris.
Suele considerarse que el movimiento pictórico británico paralelo al realismo francés fue el grupo de pintores de la Hermandad Prerrafaelita (John Everett Millais, Dante Gabriel Rossetti, William Holman Hunt) y los de su entorno, como Edward Burne-Jones o Ford Madox Brown, pero se trata ya de estéticas posrománticas. También se han denominado pintores realistas ingleses a los de la escuela de Newlyn, de cronología posterior.

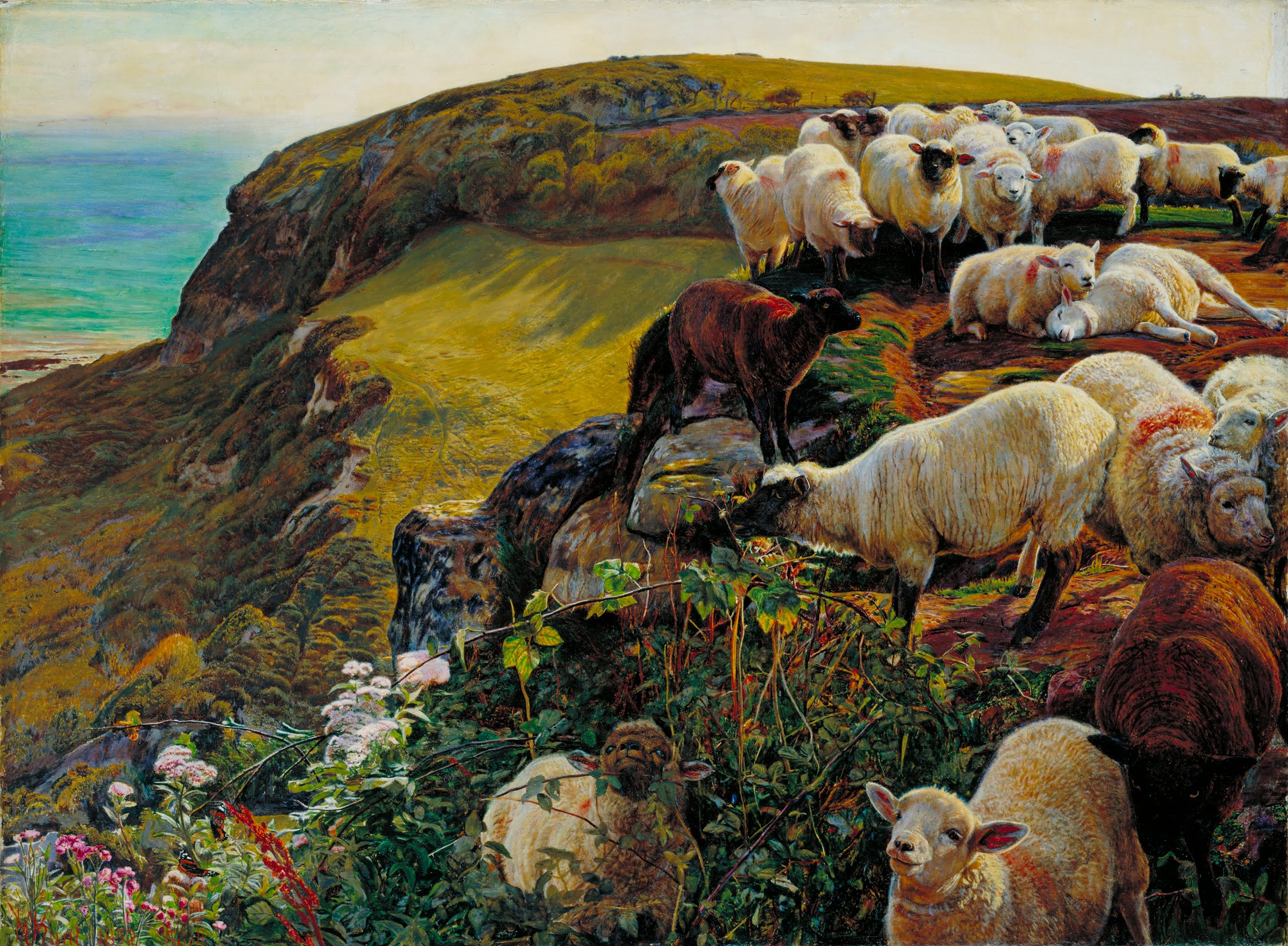
La oveja descarriada, de William Holman Hunt, 1852 (prerrafaelita).
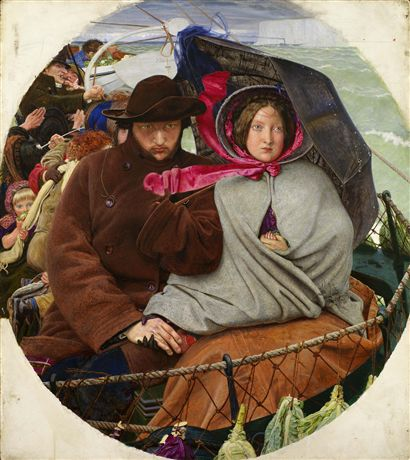
Última mirada a Inglaterra, de Ford Madox Brown, 1852-1855.
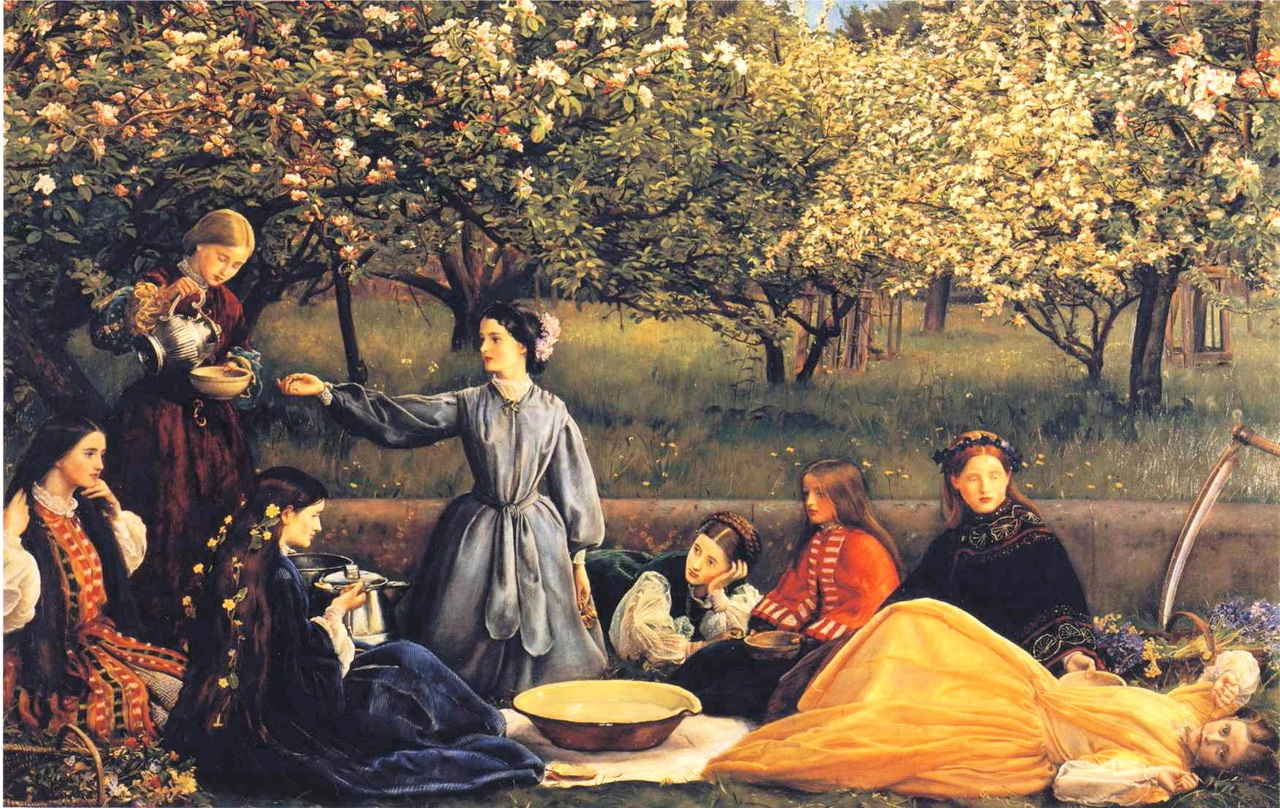
Primavera, de John Everett Millais, 1856-1859 (prerrafaelita).
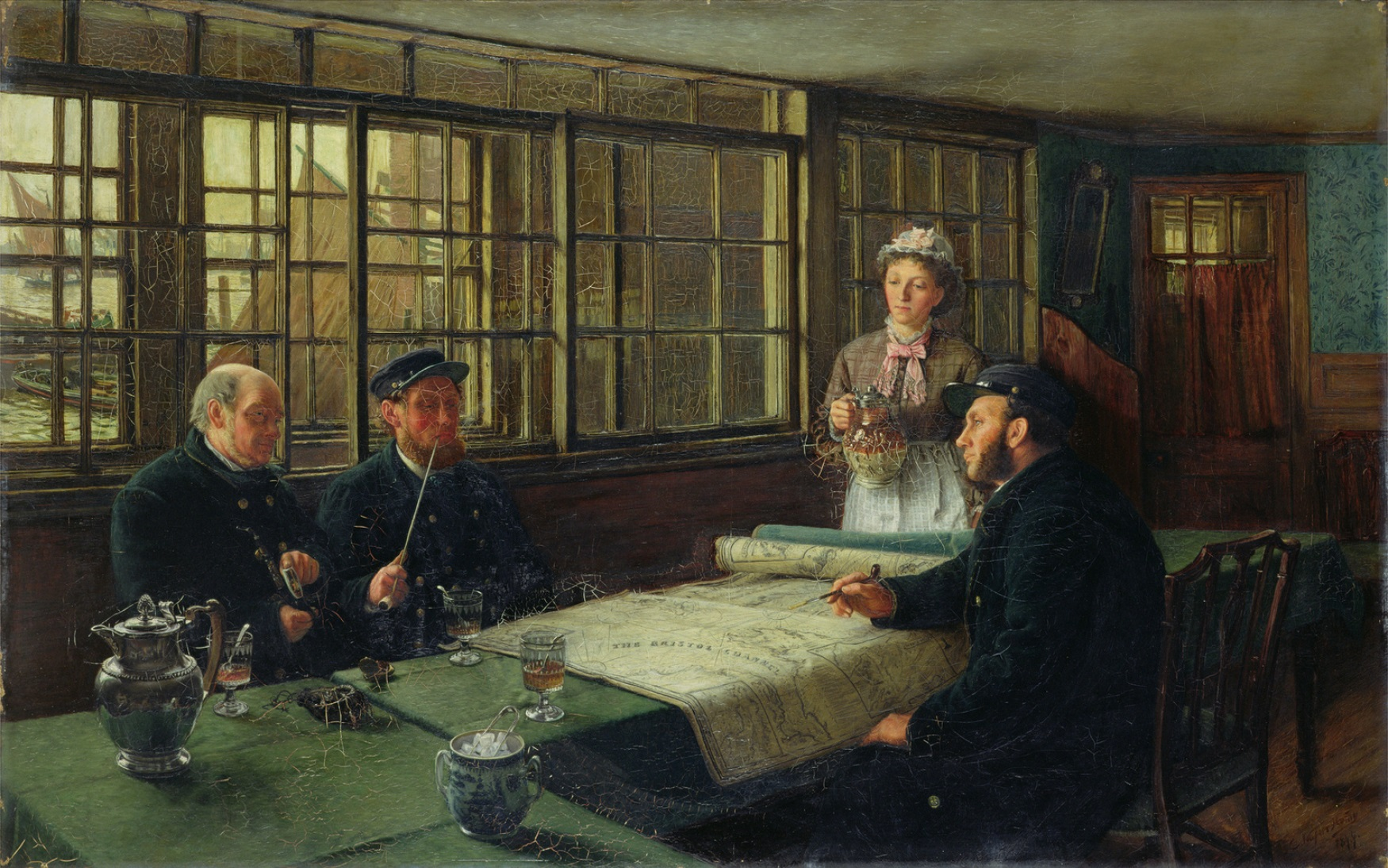
Discusión náutica, Charles Napier Hemy, 1877 (Newlyn).
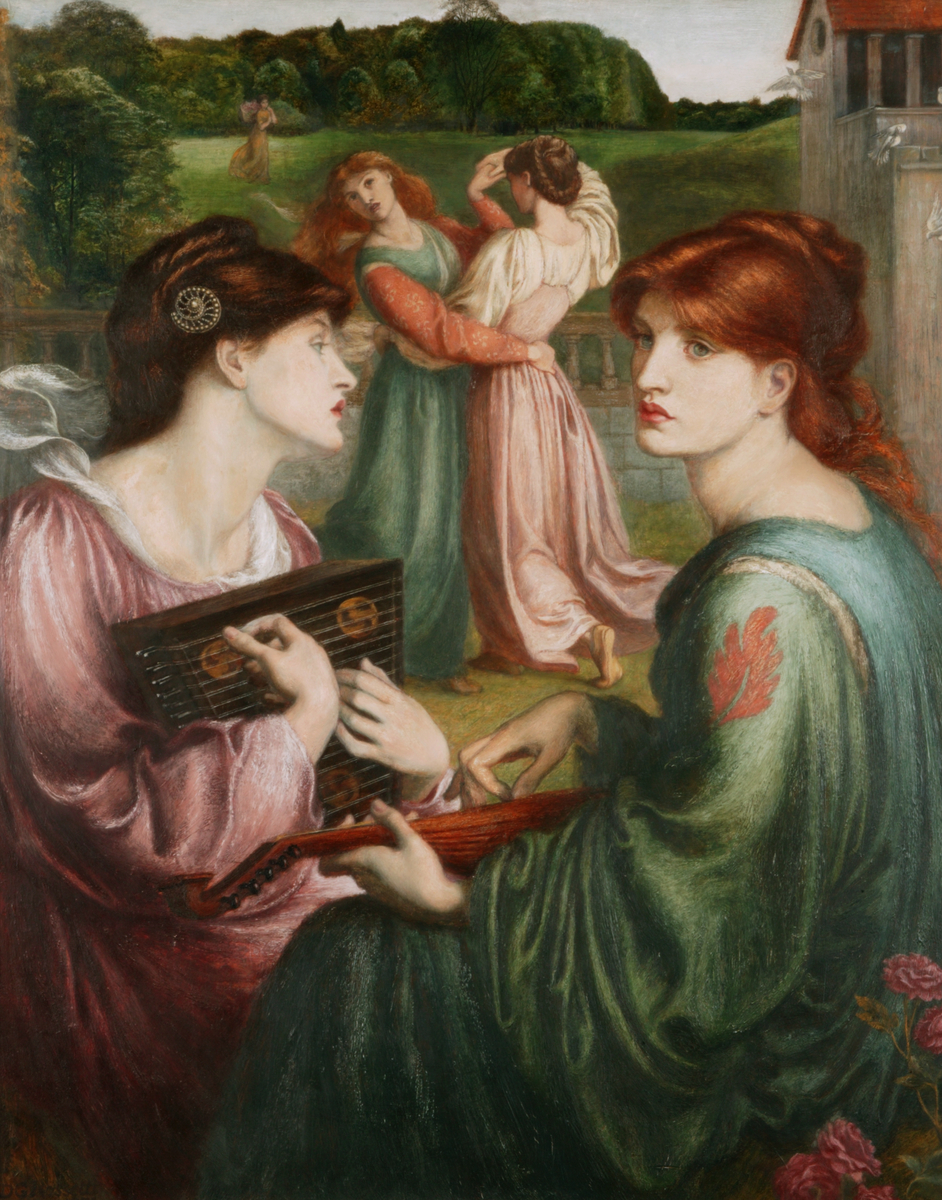
The Bower Meadow, de Dante Gabriel Rossetti, 1877 (prerrafaelita).
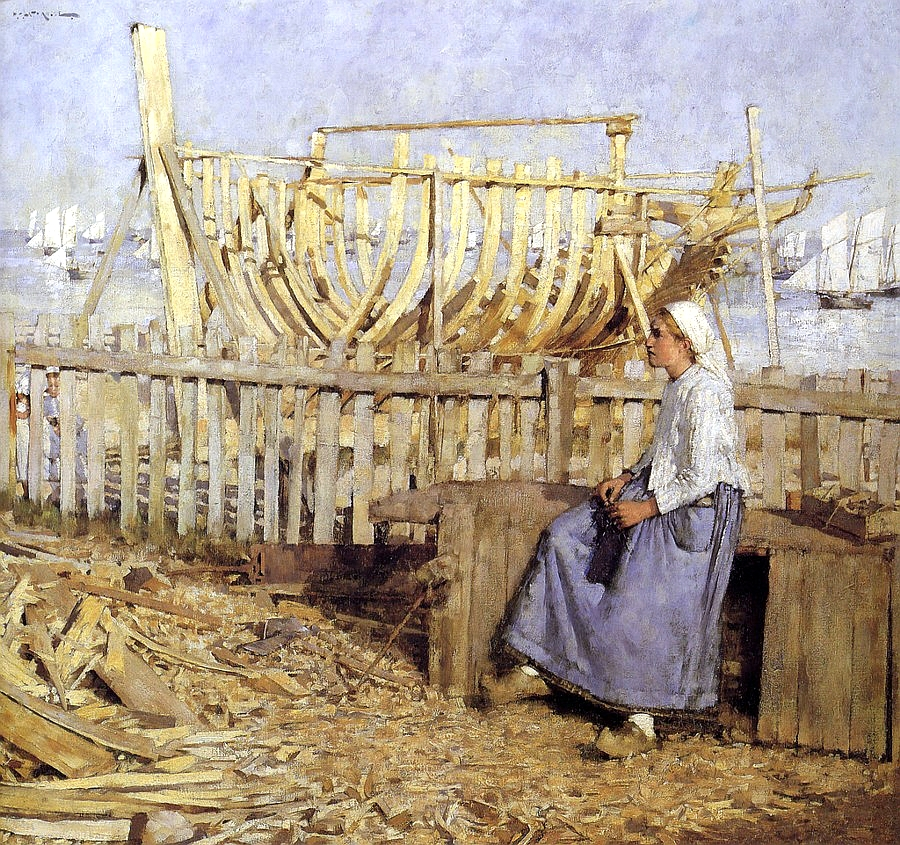
Corral del constructor de barcos, de Henry Herbert La Thangue, 1881 (Newlyn).
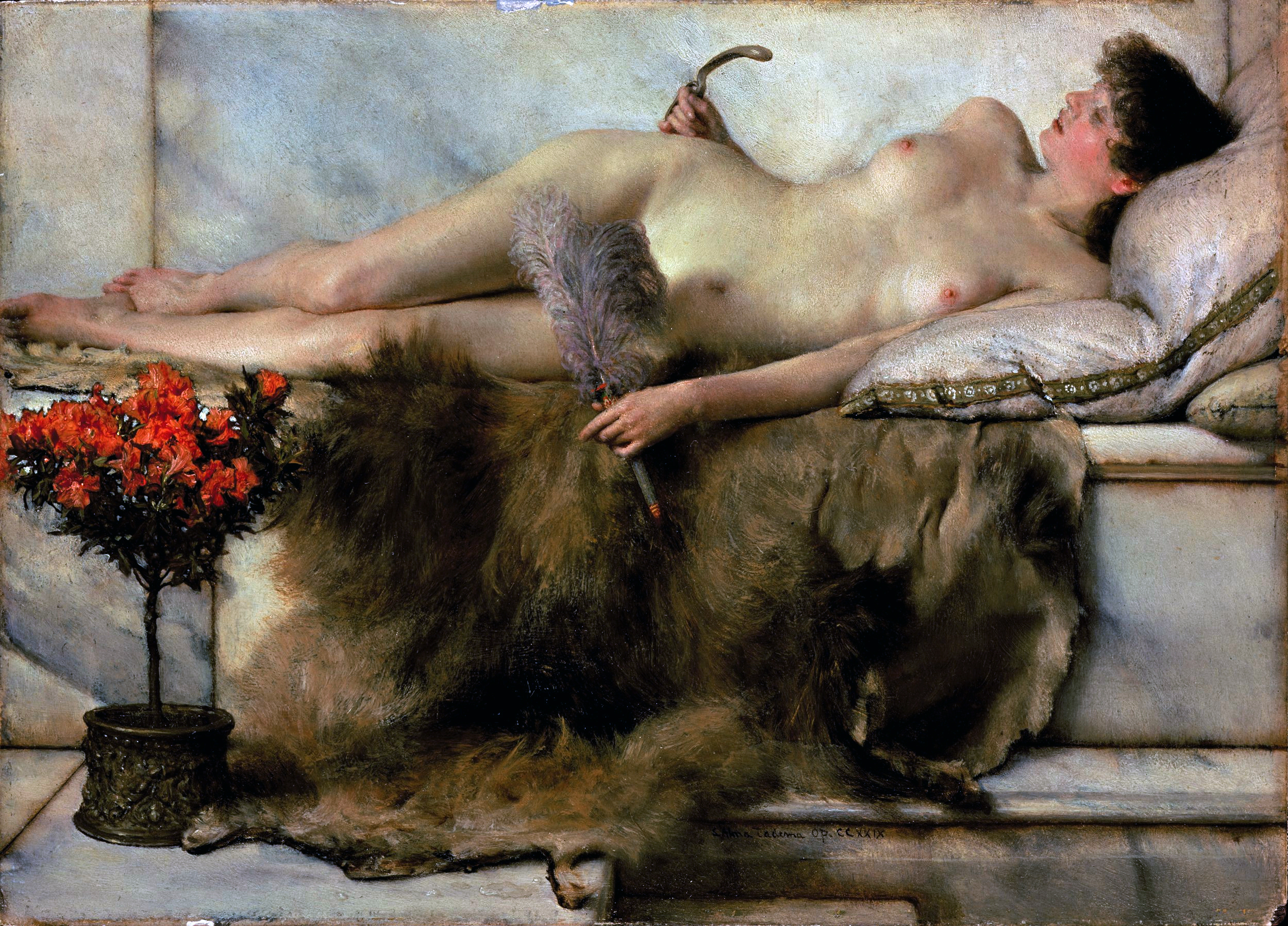
Tepidarium, de Lawrence Alma-Tadema, 1881.
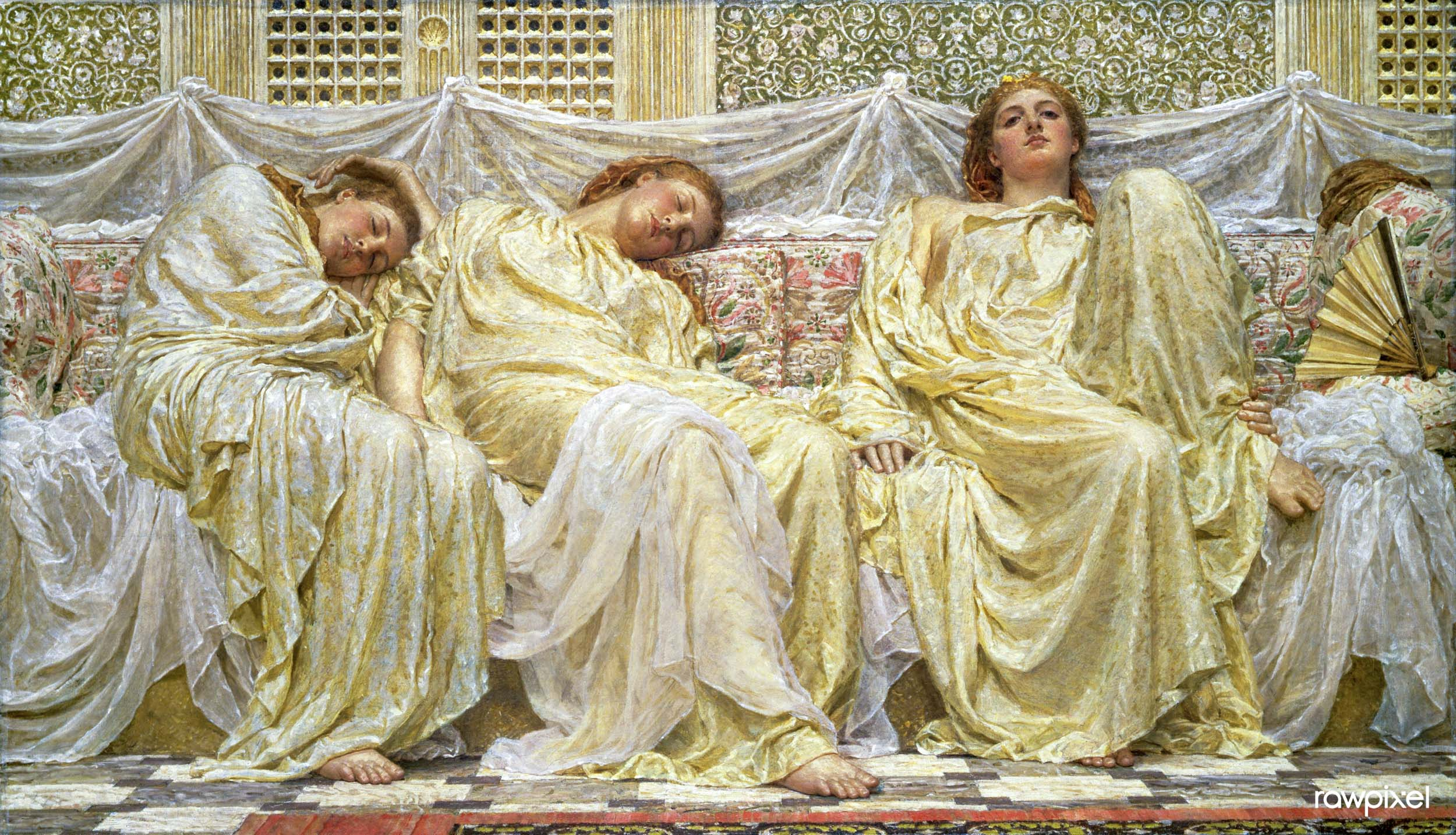
Soñadoras, de Albert Joseph Moore, ca. 1850-1882.
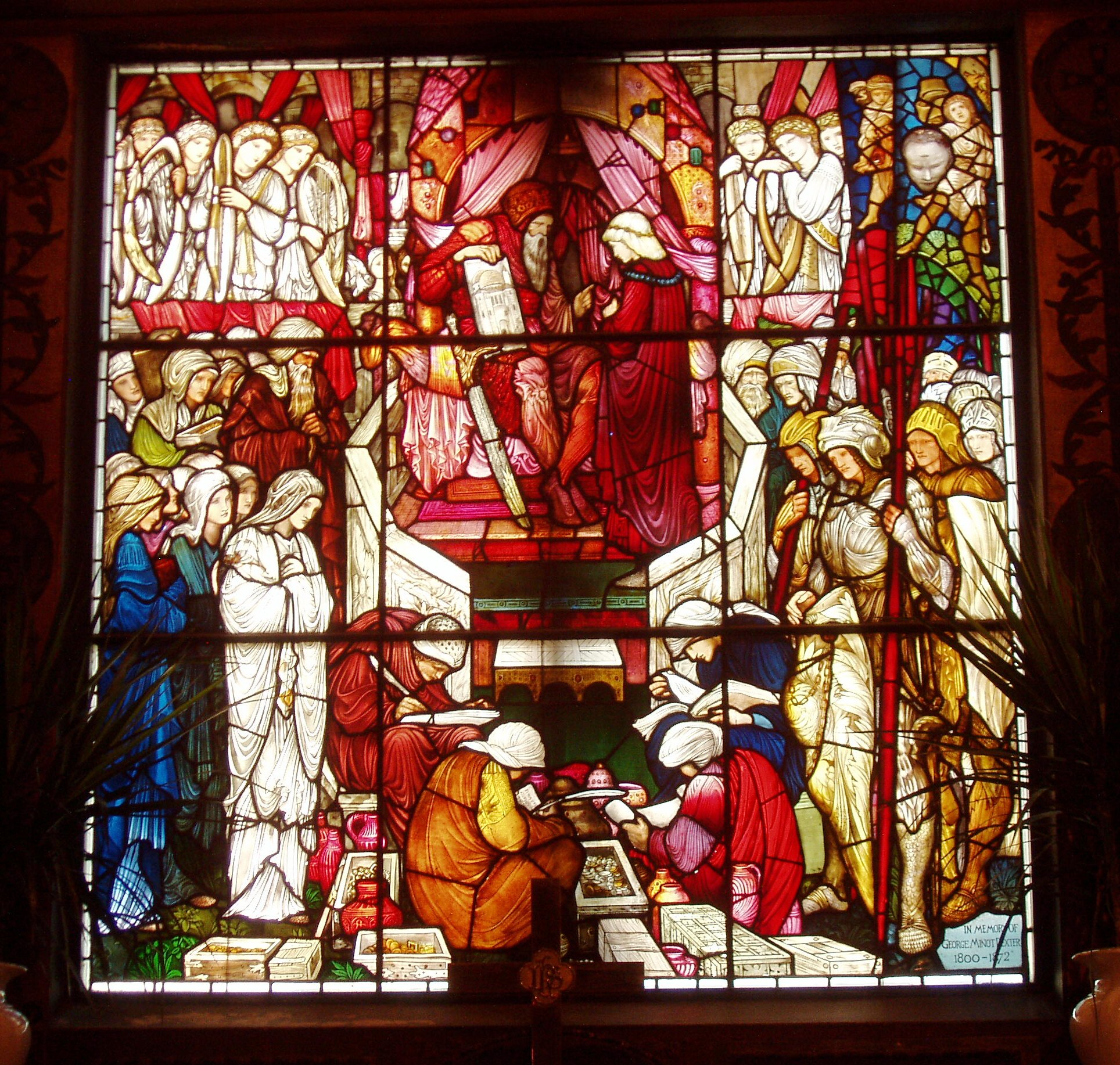
David y Salomón, vidriera de Edward Burne-Jones y William Morris, 1882.
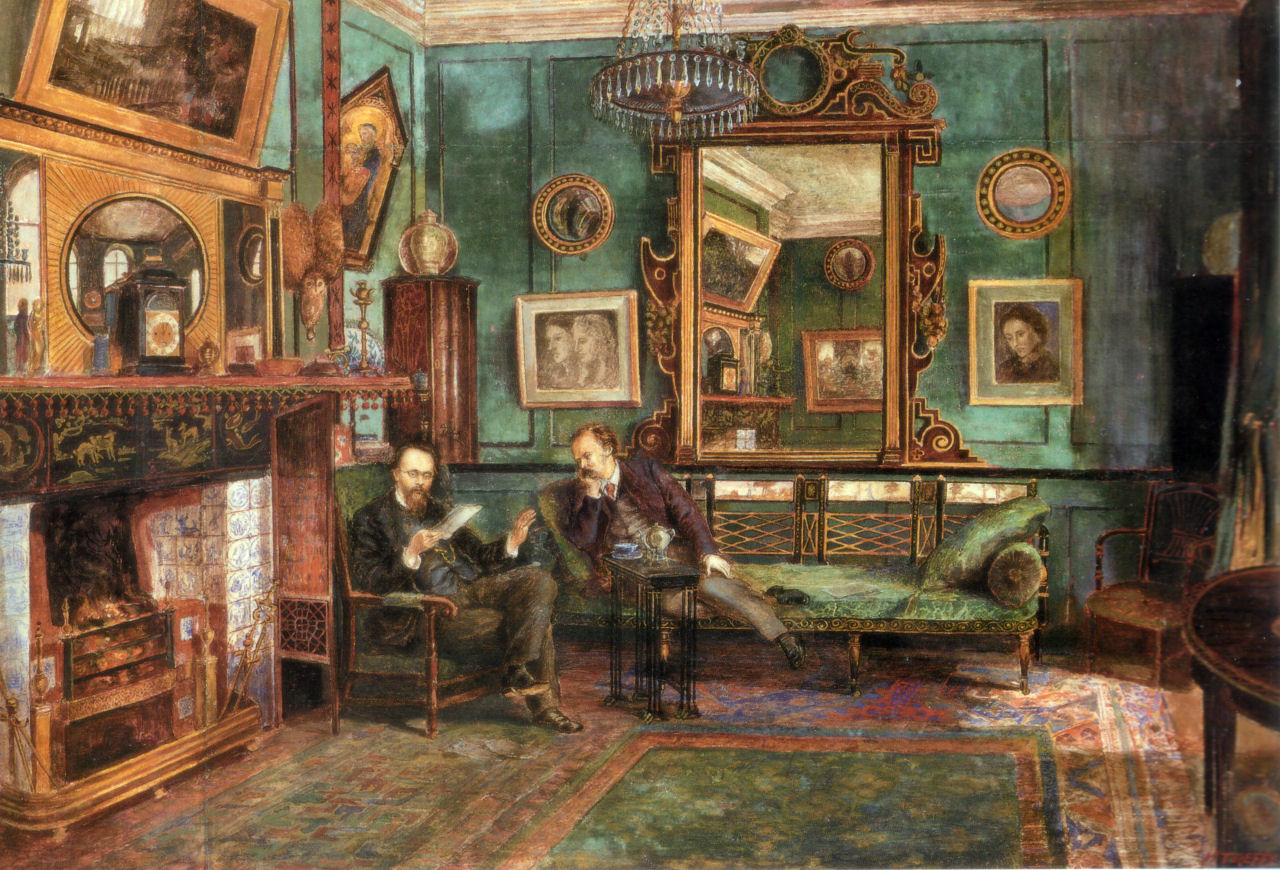
Dante Gabriel Rossetti leyendo "Sonnets and Ballads" a Theodore Watts Dunton, de Henry Treffry Dunn, 1882.
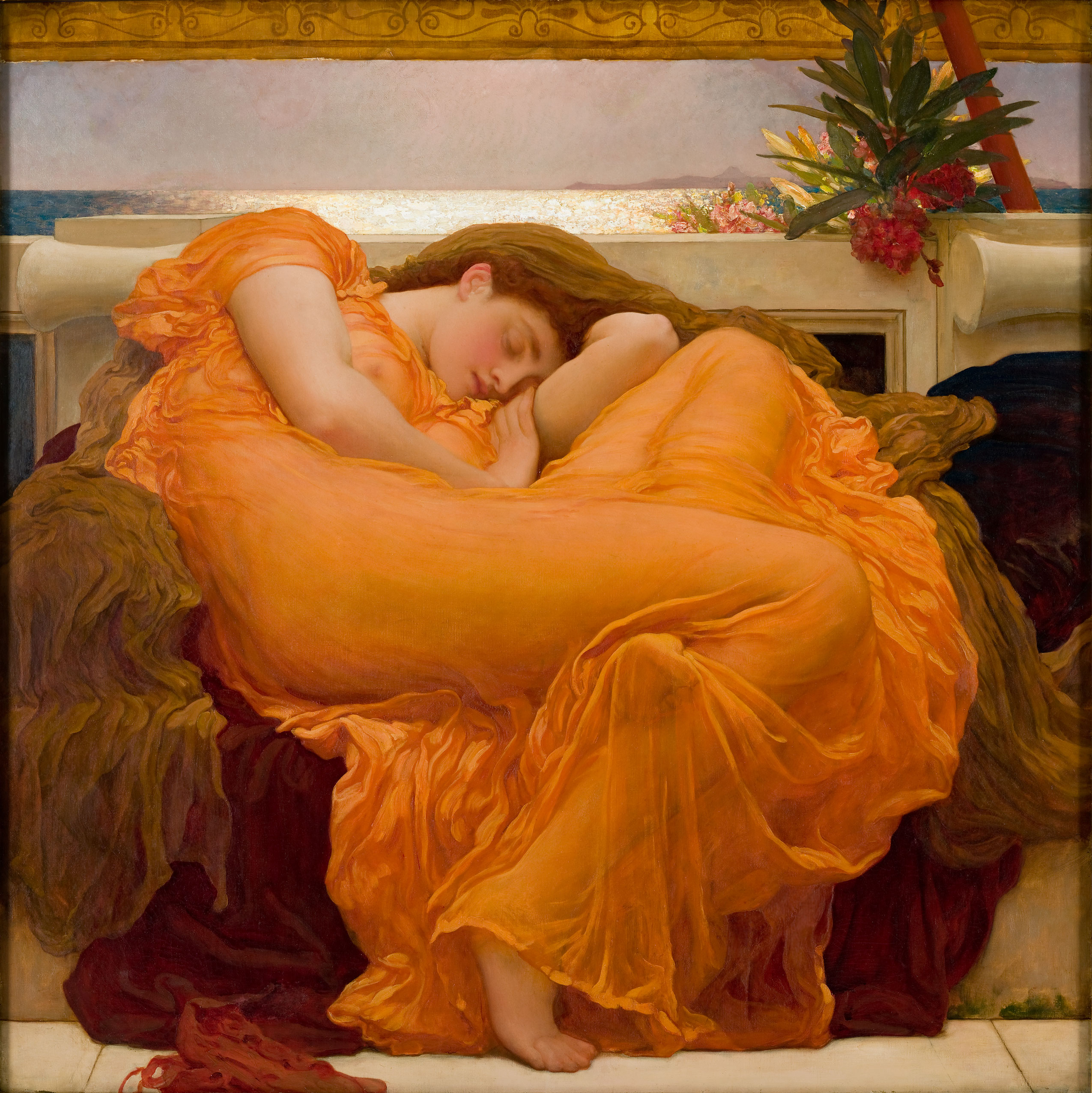
Sol ardiente de junio de Frederic Lord Leighton, 1895.
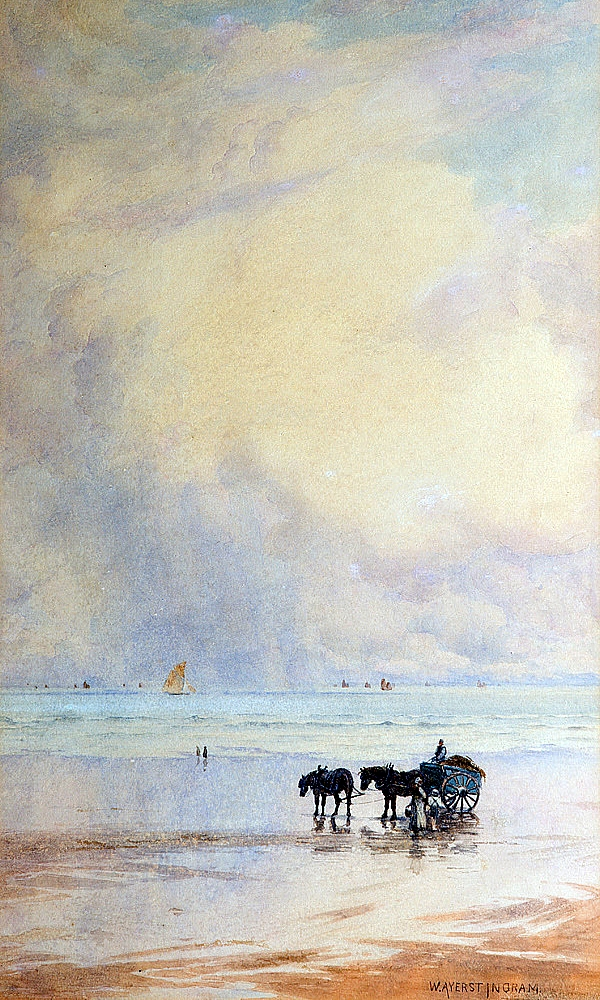
Coche de caballos en la playa, de William Ayerst Ingram (Newlyn).

### España
Se suele etiquetar genéricamente como "realistas" a los pintores de mediados e incluso de toda la segunda mitad  del siglo XIX en España, que también pueden ser clasificados como románticos (o post-románticos) y como academicistas (no tuvieron obstáculos para hacer carrera en la Real Academia de Bellas Artes de San Fernando, en las exposiciones nacionales de Bellas Artes -desde 1856- y en instituciones tan destacadas como el Museo del Prado): Federico de Madrazo y otros miembros de esa familia (Pedro, Luis, Raimundo, Ricardo), Claudio Lorenzale, Carlos de Haes (que obtuvo la cátedra de paisaje de la RABASF en 1857), Ramón Martí Alsina, José Casado del Alisal, Martín Rico, Vicente Palmaroli, Antonio Gisbert, Eduardo Rosales, Mariano Fortuny (muy vinculado con la familia Madrazo), etc.; así como los géneros de mayor éxito del momento: la pintura preciosista, el retrato, el paisajismo y la pintura de historia (o realismo retrospectivo, a pesar de sus convencionalismos académicos); incluso recibe esta denominación la producción de temática social (pintura social) de pintores de finales del siglo XIX y comienzos del XX, a pesar de su mayor lejanía cronológica y estética (Joaquín Sorolla, Ramón Casas, José María López Mezquita). Intermedia entre una y otra generación está la de Antonio Muñoz Degrain, Agustín Riancho, Francisco Domingo Marqués, Aureliano de Beruete, Francisco Pradilla, Ignacio Pinazo, Darío de Regoyos, José Moreno Carbonero, etc. La presencia internacional de los pintores españoles fue muy significativa, siendo común entre ellos las estancias en París, Bruselas o Roma (muchos becados por diputaciones provinciales o, a partir de 1873, por la Academia de España en Roma), y gozando algunos de notable éxito comercial en Francia y Estados Unidos.
Se ha señalado al escritor naturalista Narcís Oller y al crítico Josep Yxart como los primeros teorizadores del realismo pictórico en España, a partir de una exposición de Bartolomeu Galofre (1886).

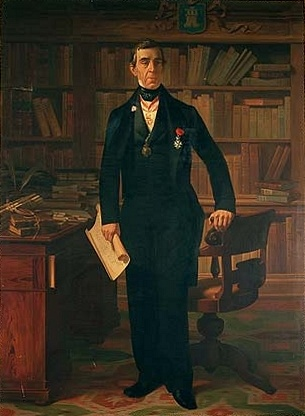
Retrato de Próspero Bofarull, de Lorenzale (después de 1859).
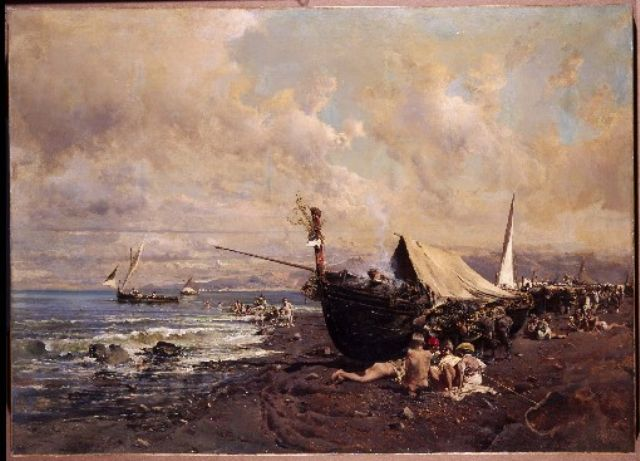
Niños con barcos en una playa de Nápoles, de Galofre, 1866.
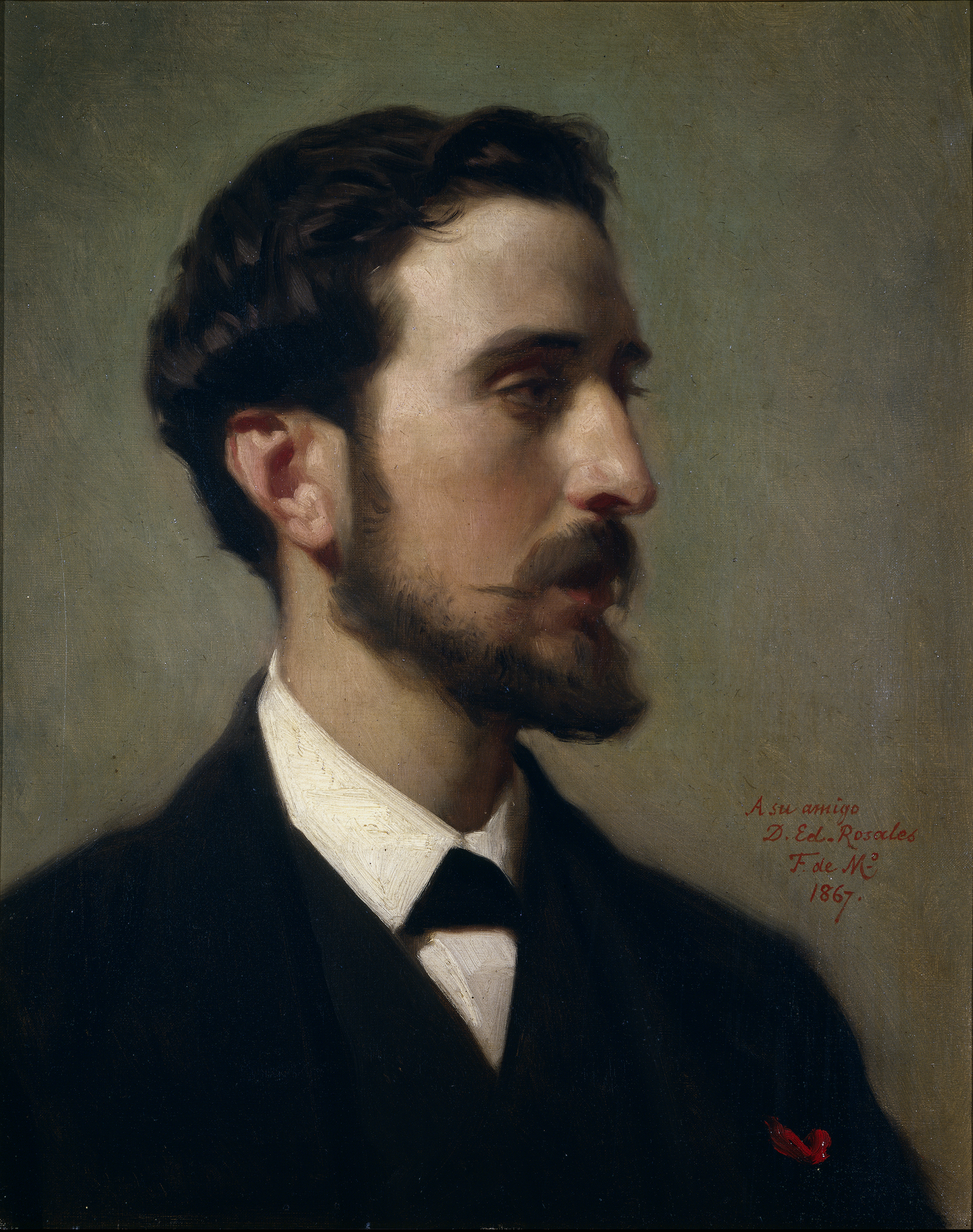
Retrato de Eduardo Rosales por Federico de Madrazo, 1867.
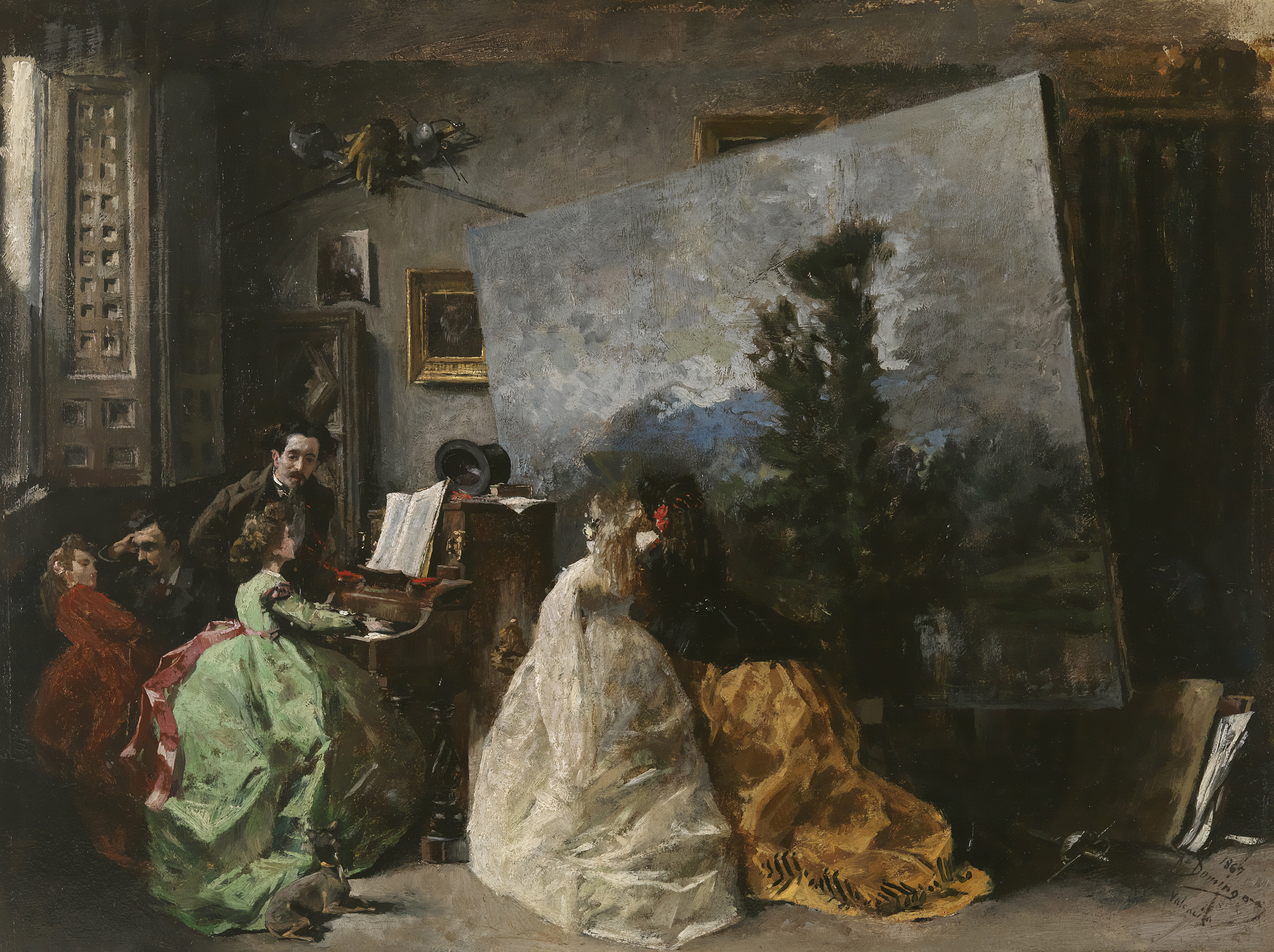
El estudio de Muñoz Degrain, de Domingo Marqués, 1867.
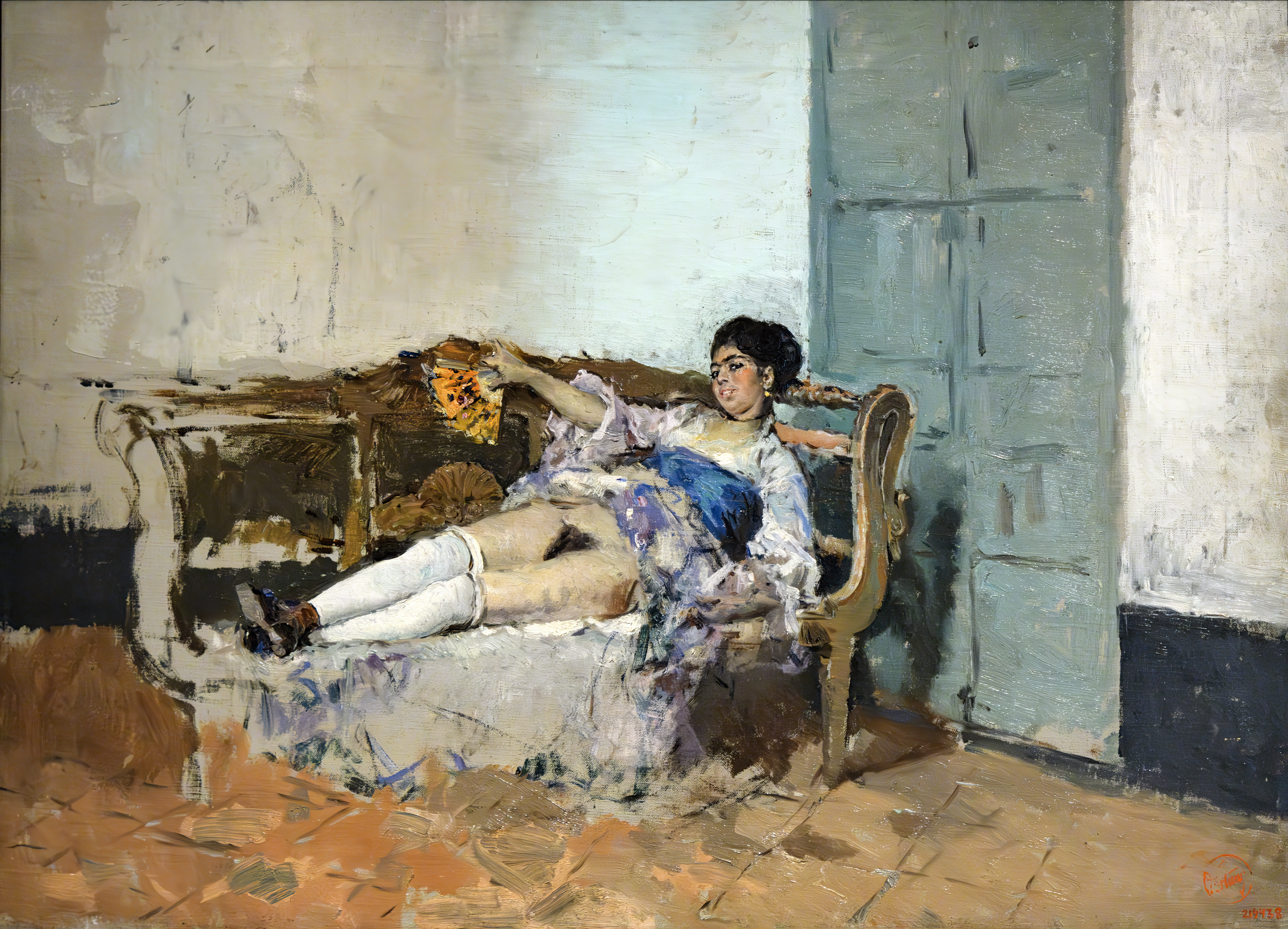
Carmen Bastián, de Fortuny, 1871.
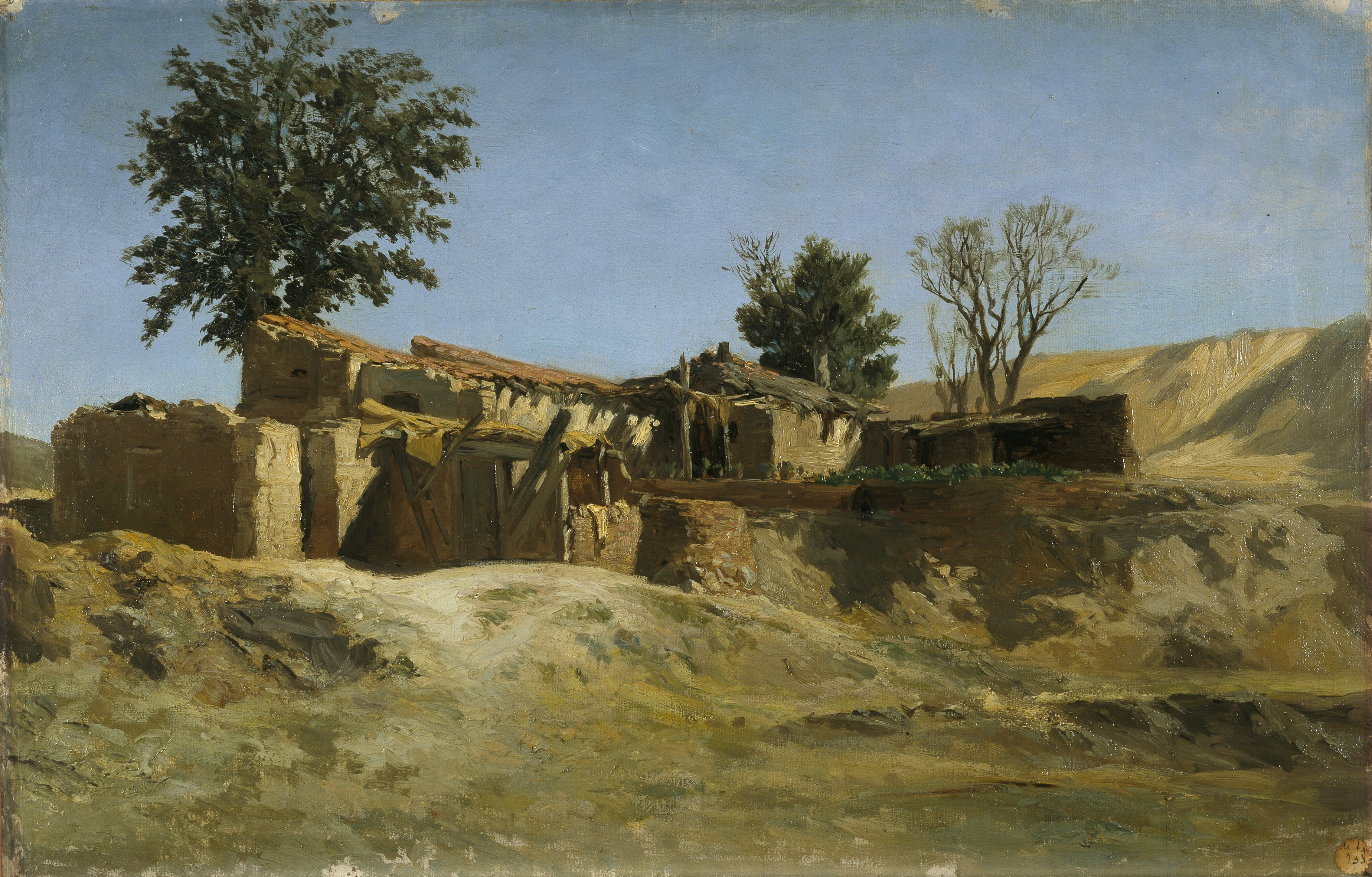
Tejares de la montaña del Príncipe Pío, de Carlos de Haes, ca. 1872.
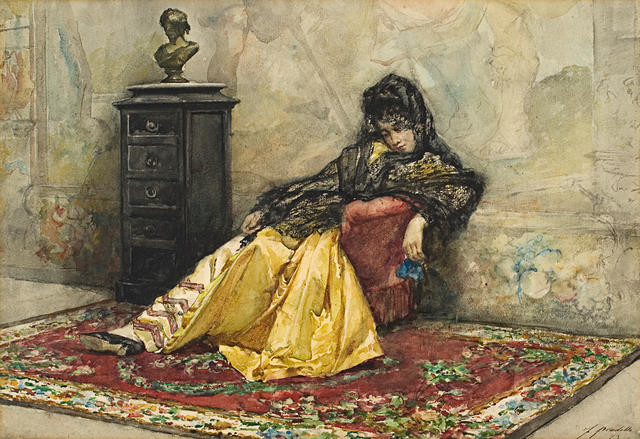
Después del baile, de Pradilla, 1873.
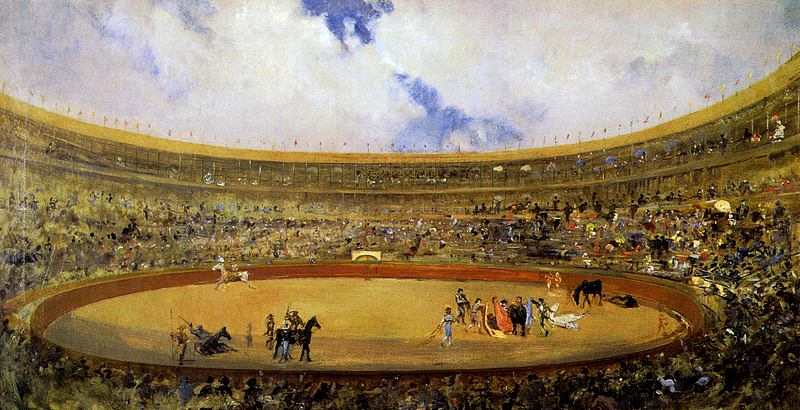
Plaza de toros de Barcelona, de Martí Alsina, 1875.
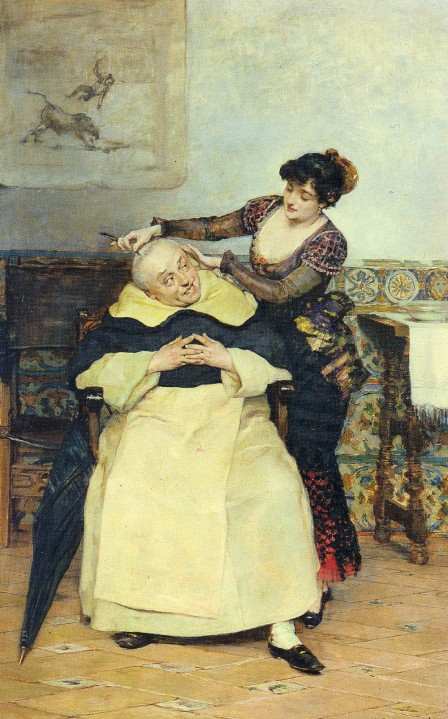
Vaya corte de pelo, de Palmaroli (sin datar).
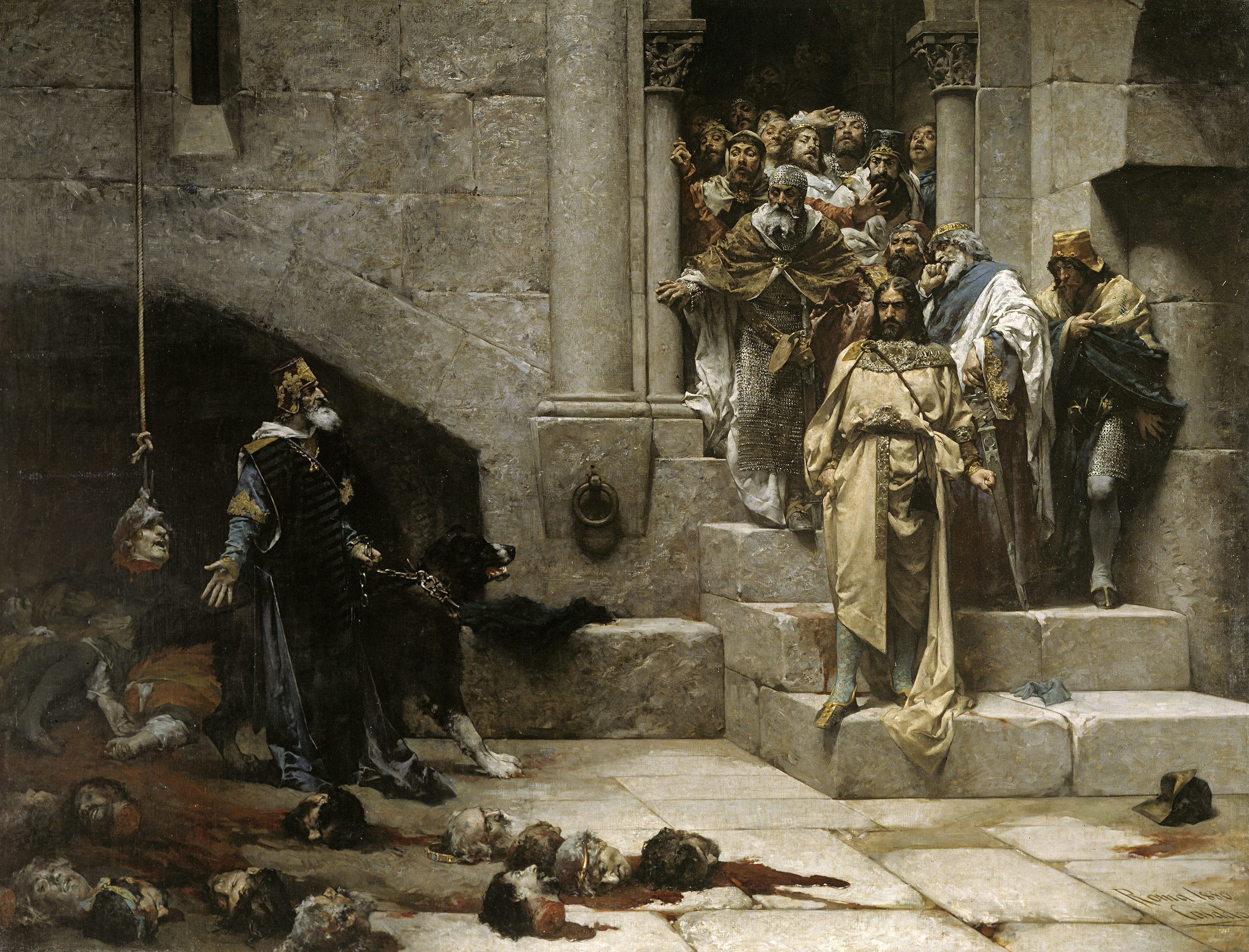
La campana de Huesca, de Casado del Alisal, 1880.
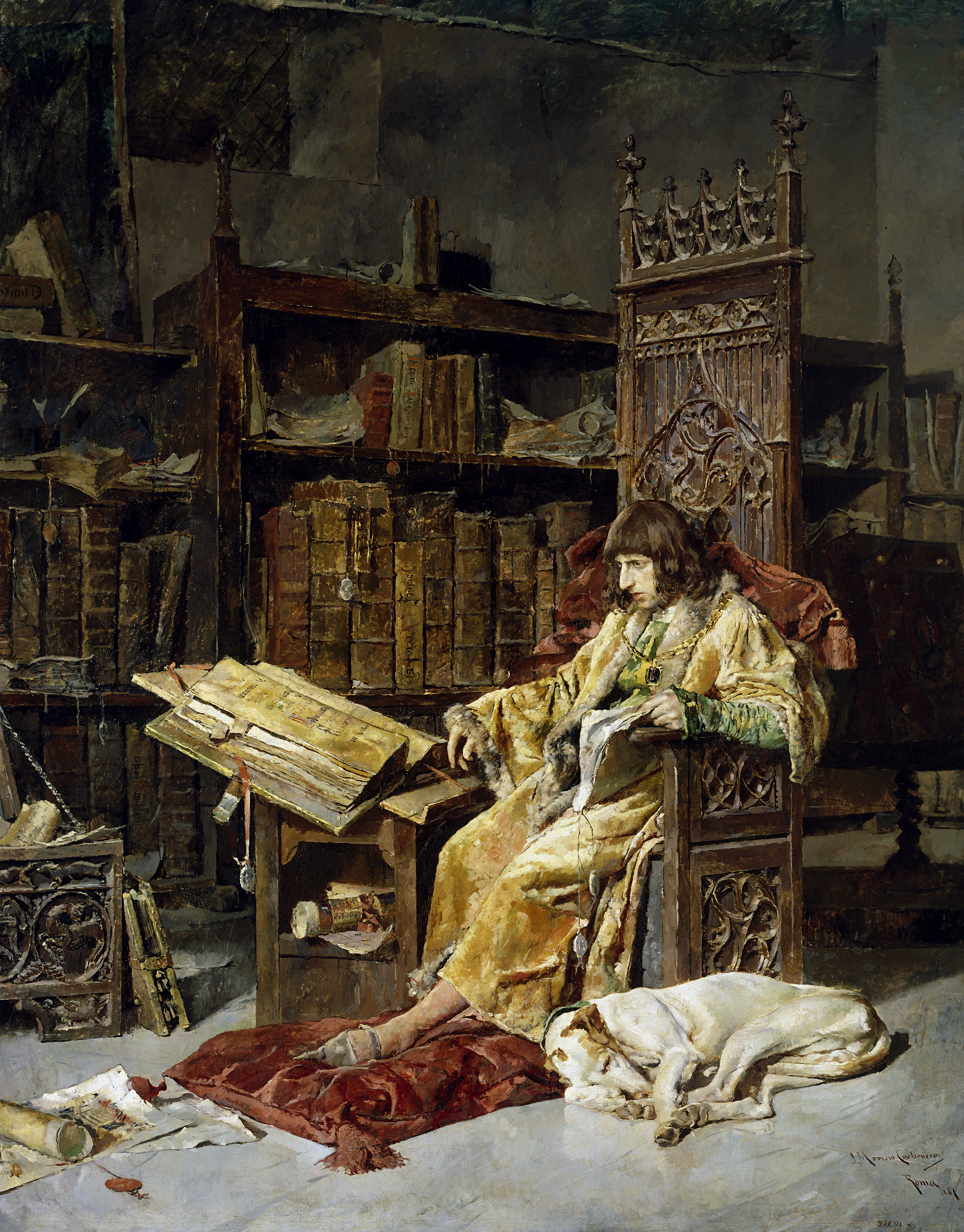
El príncipe don Carlos de Viana, de Moreno Carbonero, 1881.
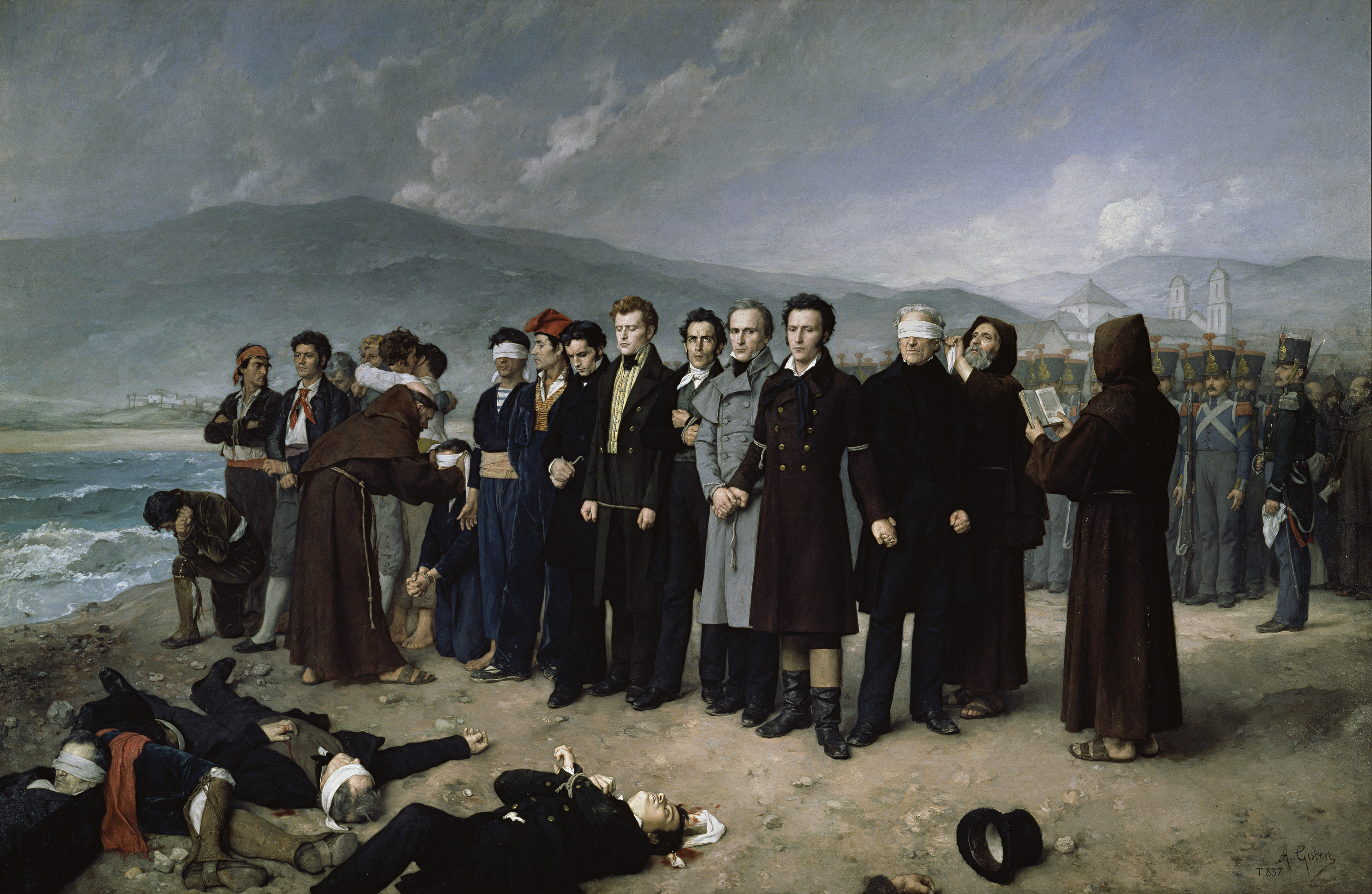
Fusilamiento de Torrijos y sus compañeros en las playas de Málaga, de Gisbert, 1888.
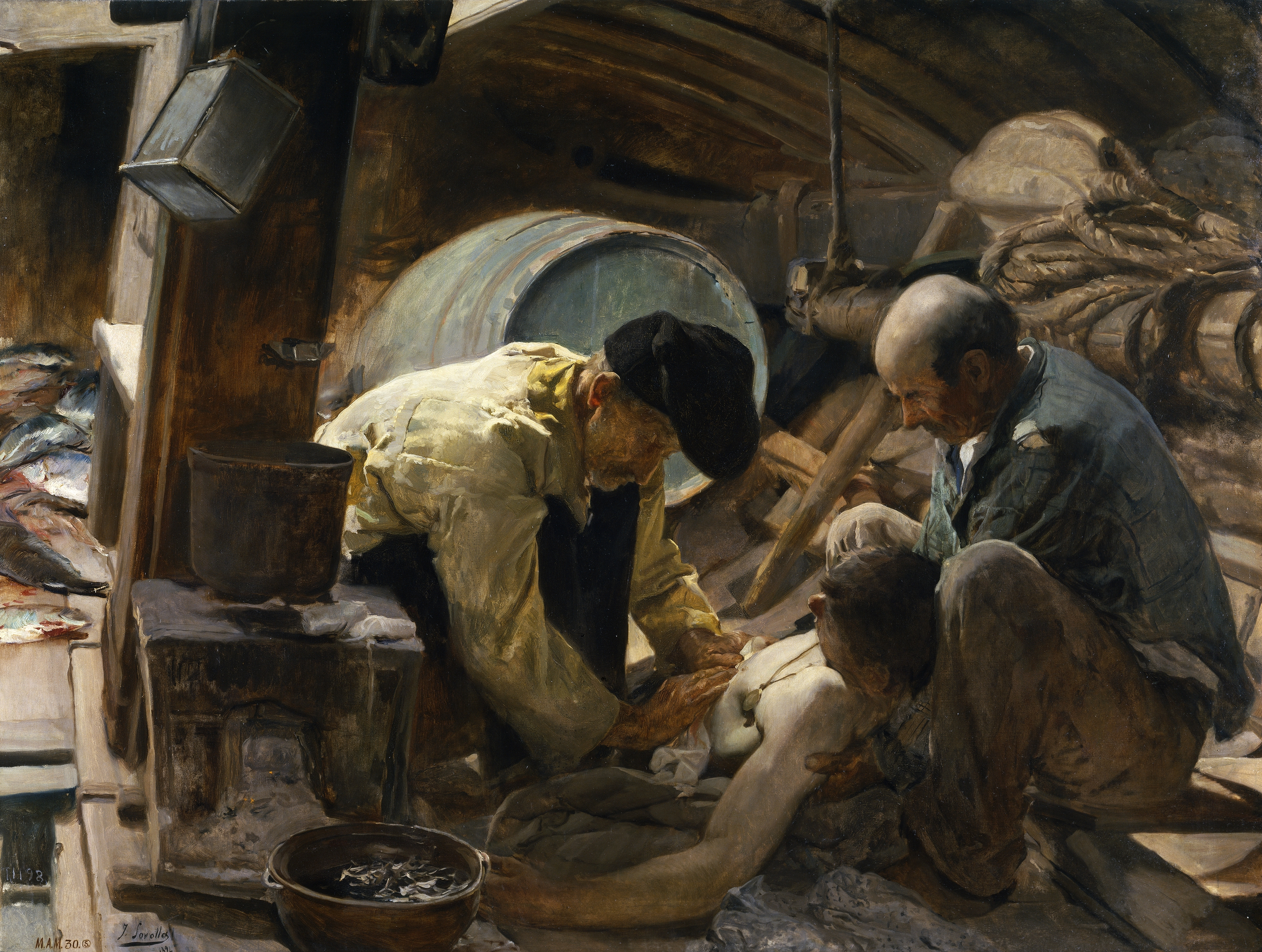
¡Y aún dicen que el pescado es caro!, de Joaquín Sorolla, 1894.
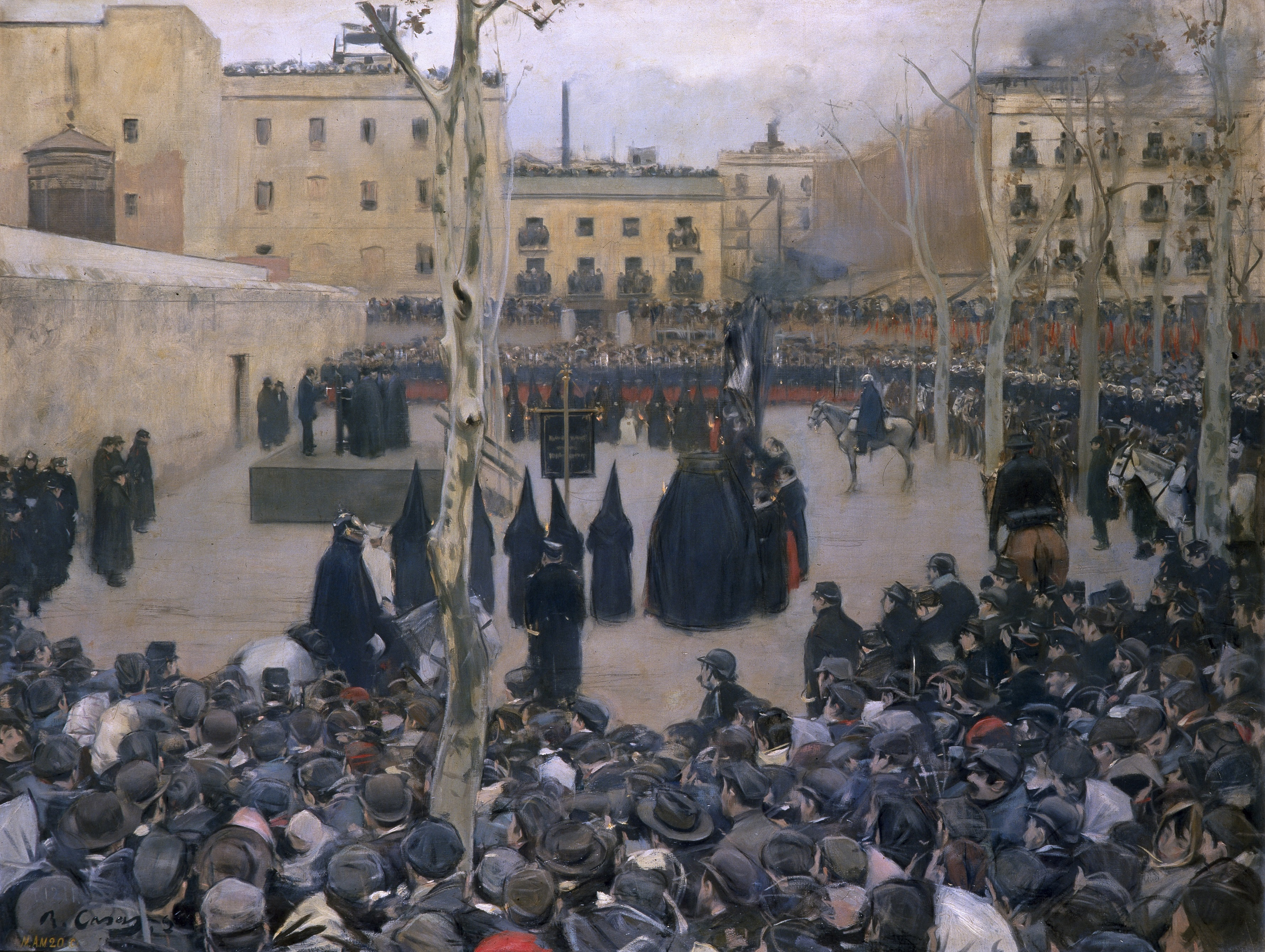
El garrote vil, de Casas, 1894.
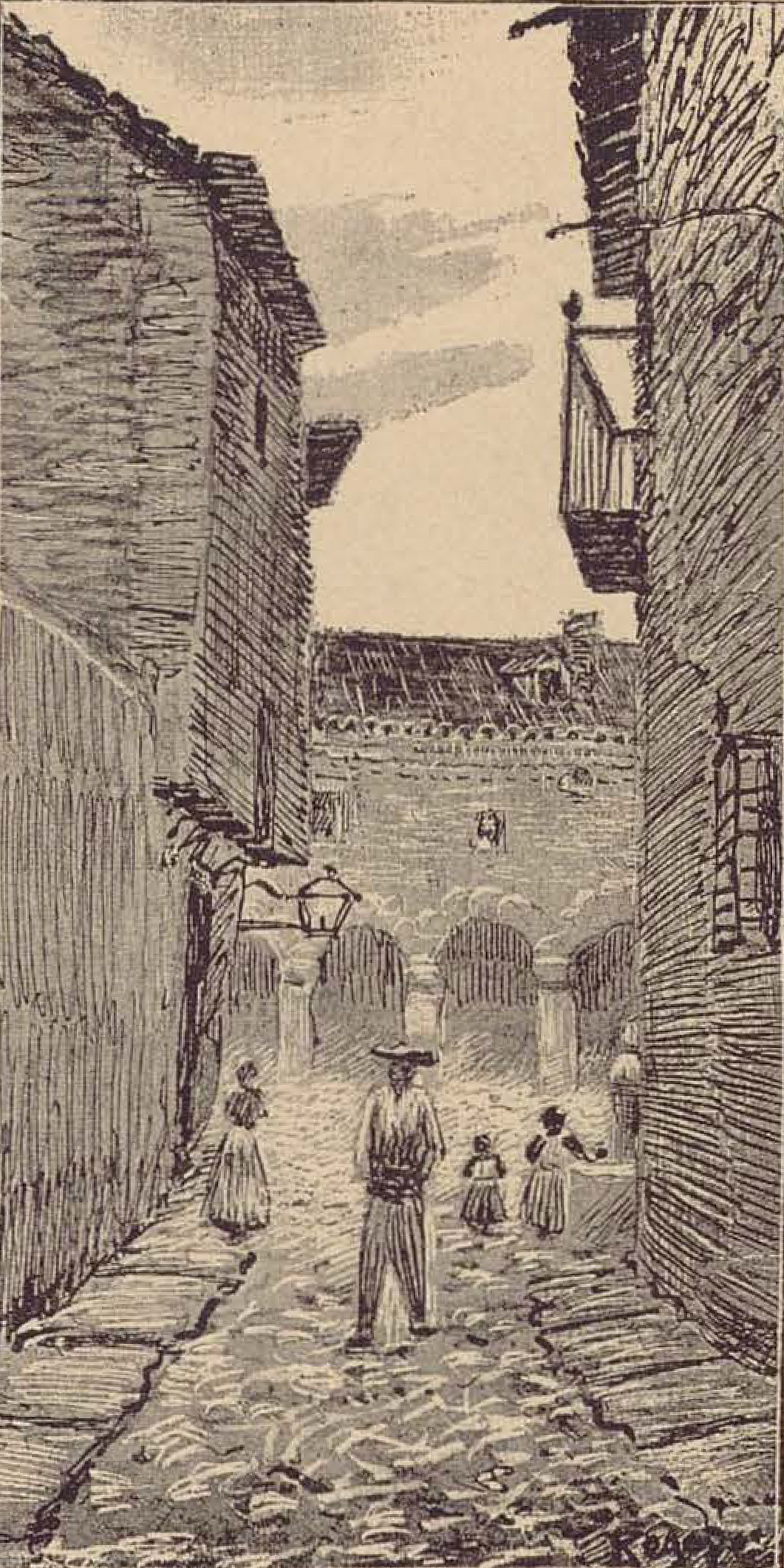
Una calle de Sigüenza, grabado de España negra, de Regoyos, 1899.
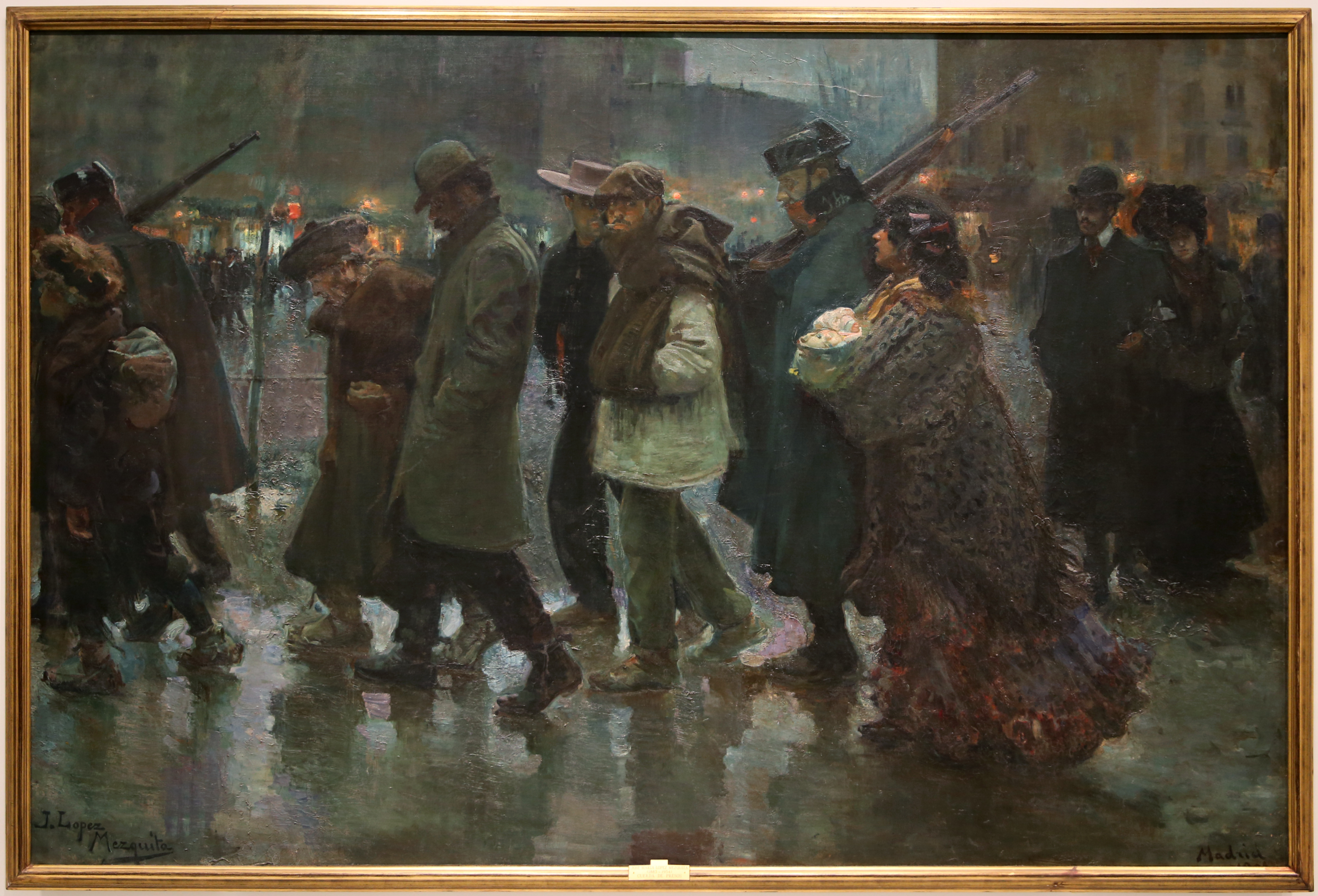
Cuerda de presos, de López Mezquita, 1901.

### Italia
La mayor parte de los pintores italianos de mediados del siglo XIX prolongan las estéticas académica o romántica (Francesco Hayez, Massimo d'Azeglio, Salvatore Fergola, Francesco Podesti, Giacinto Gigante, Alessandro La Volpe), algunos de ellos, paisajistas de la escuela de Posillipo. Otros se caracterizan por la búsqueda de la ruptura o la provocación de la vida bohemia (scapigliatura).

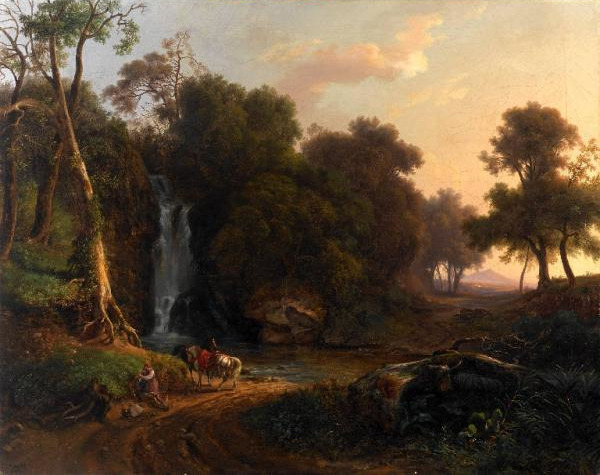
La muerte de Zerbino, de D'Azeglio, ca. 1838-1843.
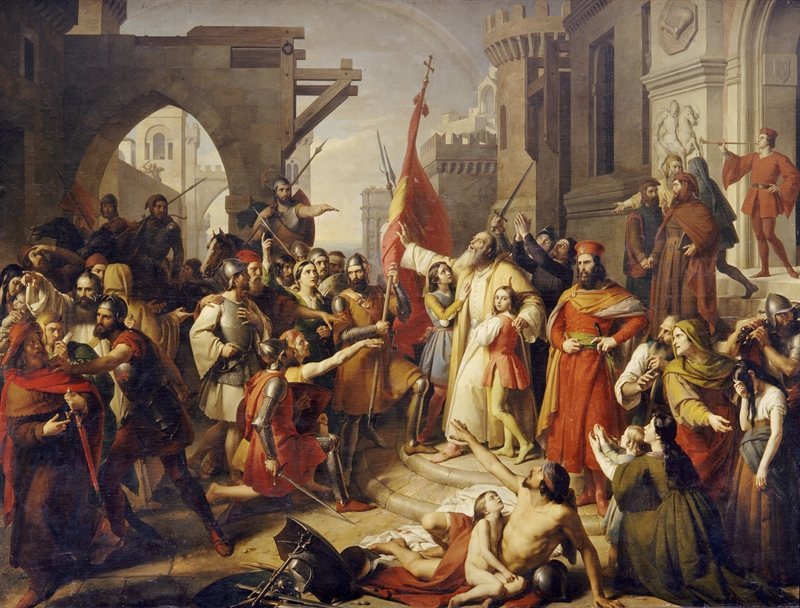
El juramento de los anconetanos, de Podesti, 1844.
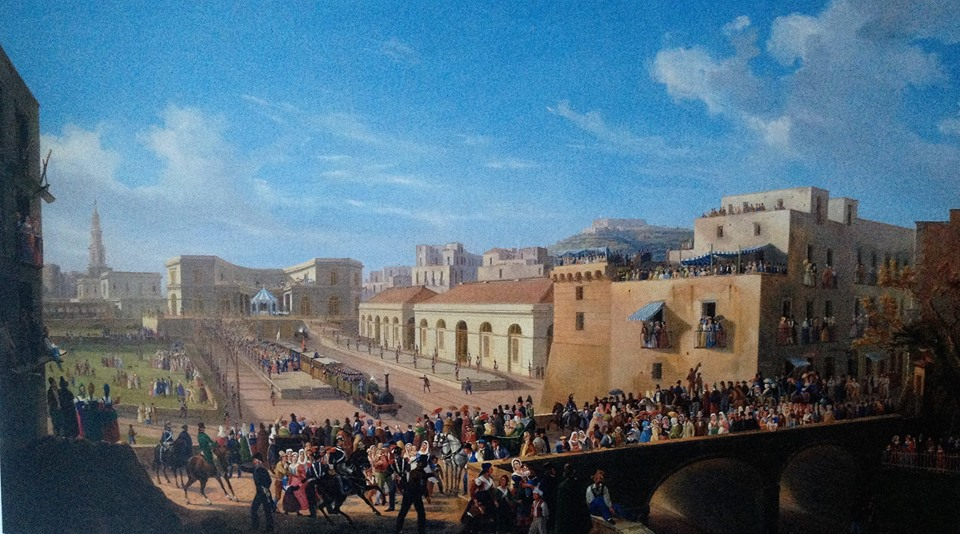
Inauguración del ferrocarril Nápoles-Caserta, de Fergola, 1845.
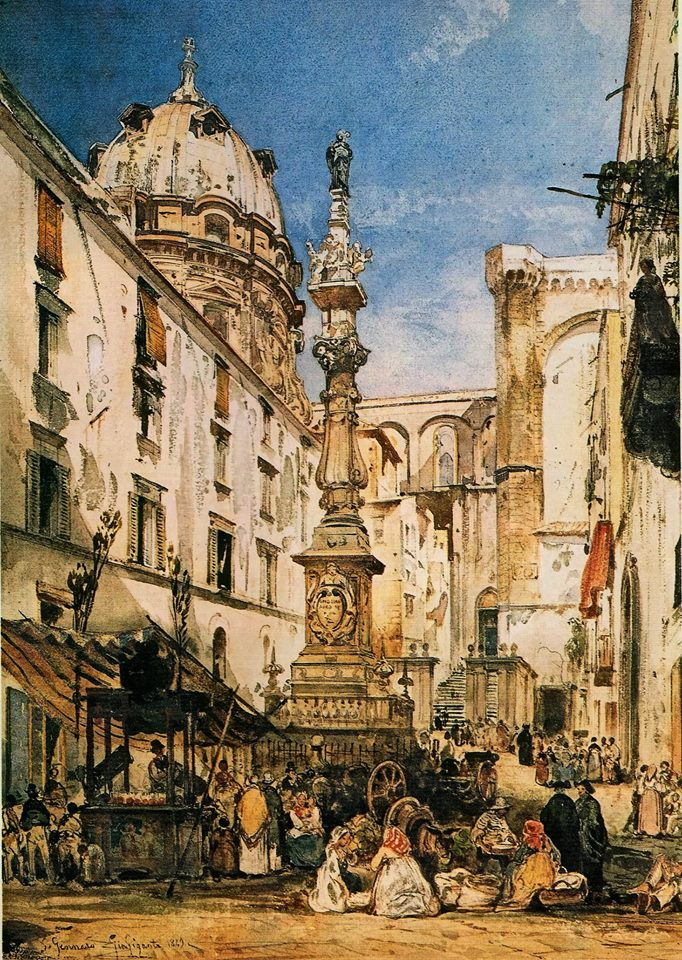
Piazzetta Riario Sforza, de Giacinto Gigante, 1849.
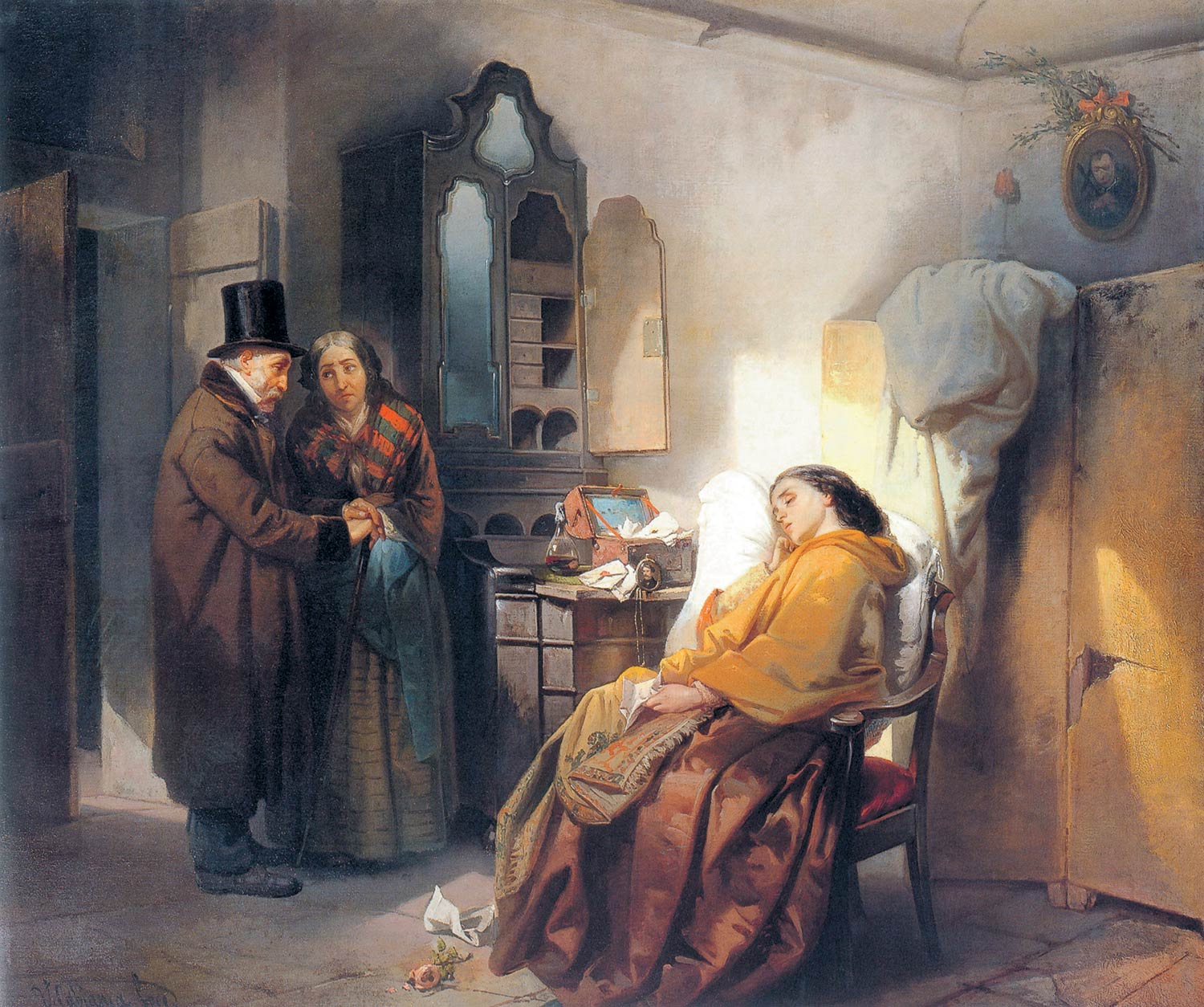
La abandonada, de Vincenzo Cabianca, 1858.
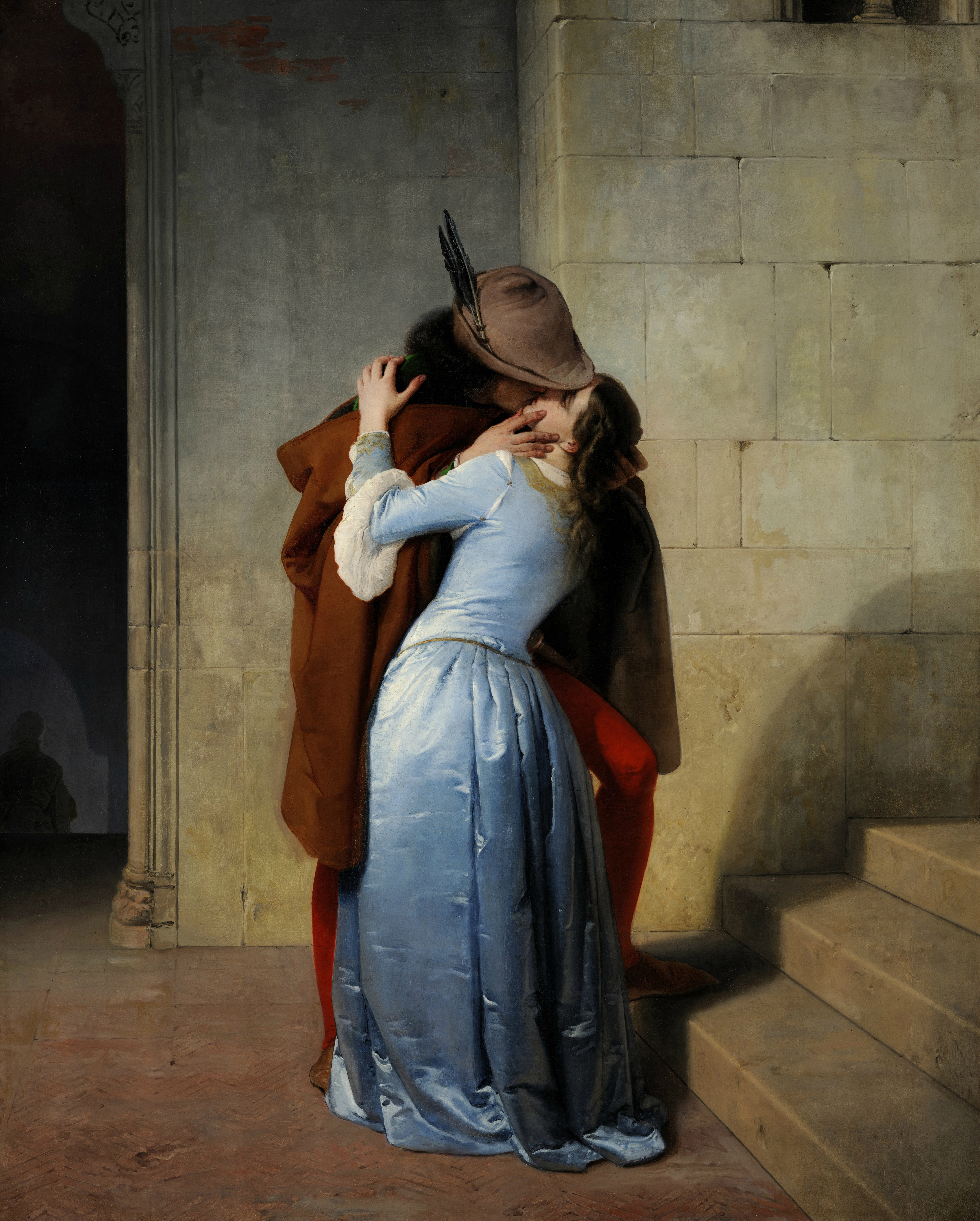
El beso, de Hayez, 1859.
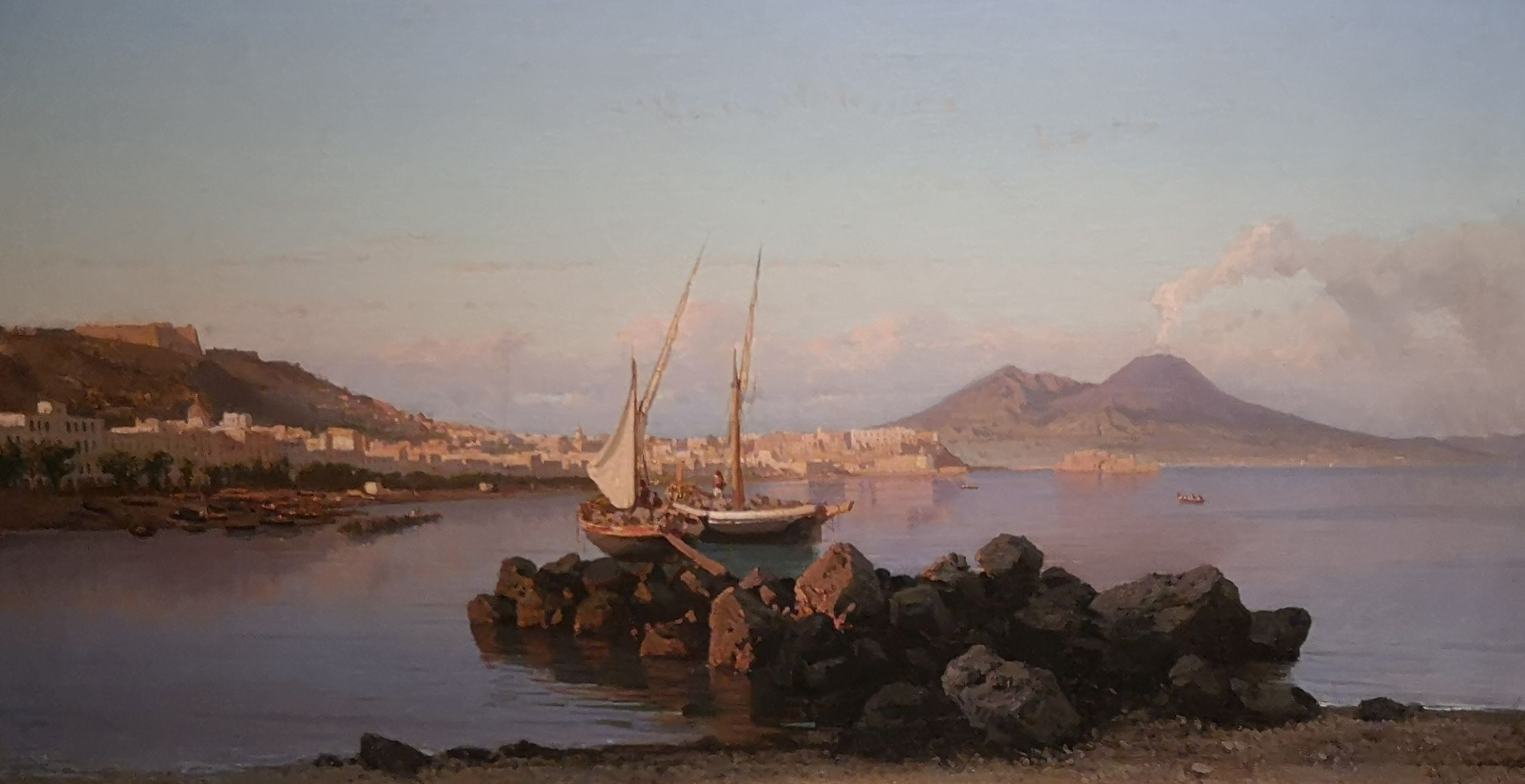
Escena de pesca en el Golfo de Nápoles, de La Volpe, 1866.

Con mayor o menor identificación, se relaciona con el realismo francés el movimiento pictórico italiano contemporáneo denominado macchiaioli, que también es un precedente del impresionismo.

Puede decirse que el movimiento de los macchiaioli es un precedente del impresionismo, es más, no tiene mucho que ver con éste. La poética de los macchiaioli es una poética decididamente realista que, en todo caso, concuerda con el realismo de Courbet y con los paisajistas de Barbizon, aunque con una clara tendencia a la tradición local y una inclinación hacia lo anecdótico. Sobre la base de su orientación realista... se opone al romanticismo moderado y purista de los pintores académicos.
Giulio Carlo Argan.

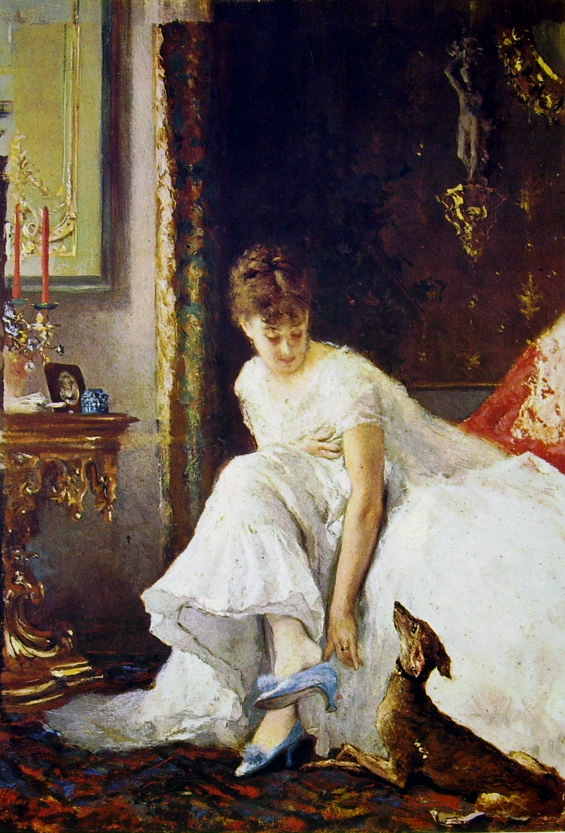
Mujer en blanco, de Vito D'Ancona, 1850.
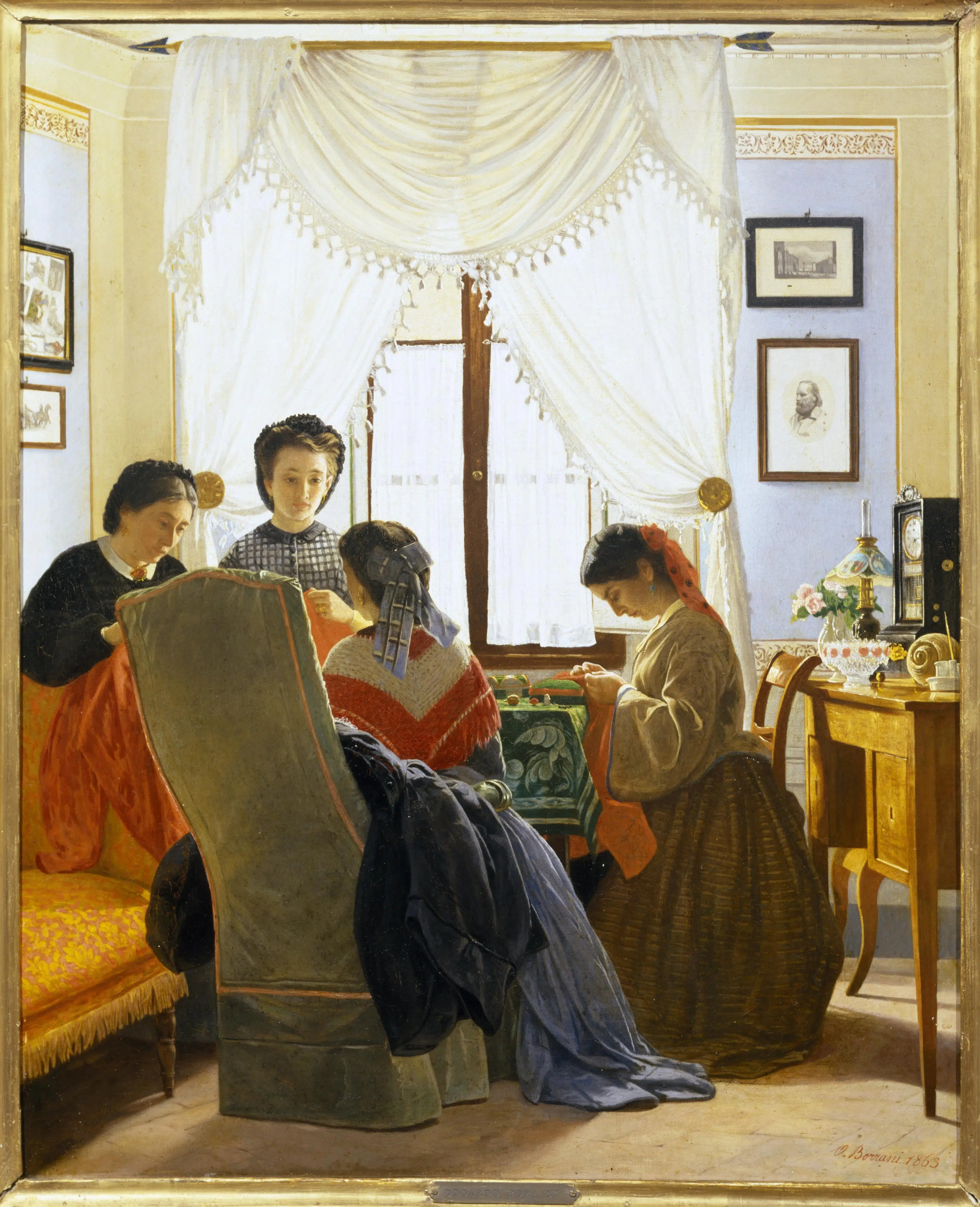
Mujeres cosiendo camisas rojas, de Odoardo Borrani, 1863.
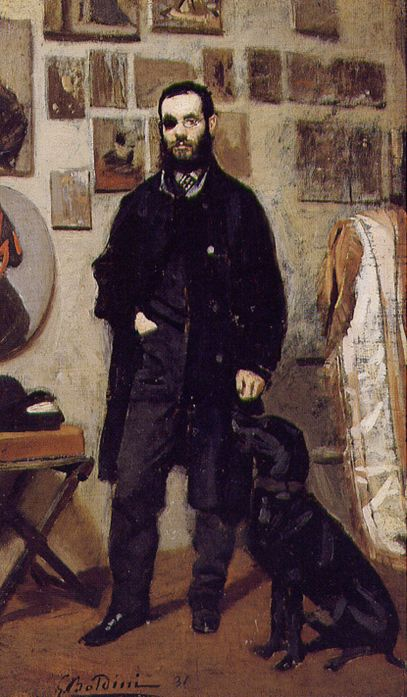
Retrato de Giuseppe Abbati por Giovanni Boldini, 1865.
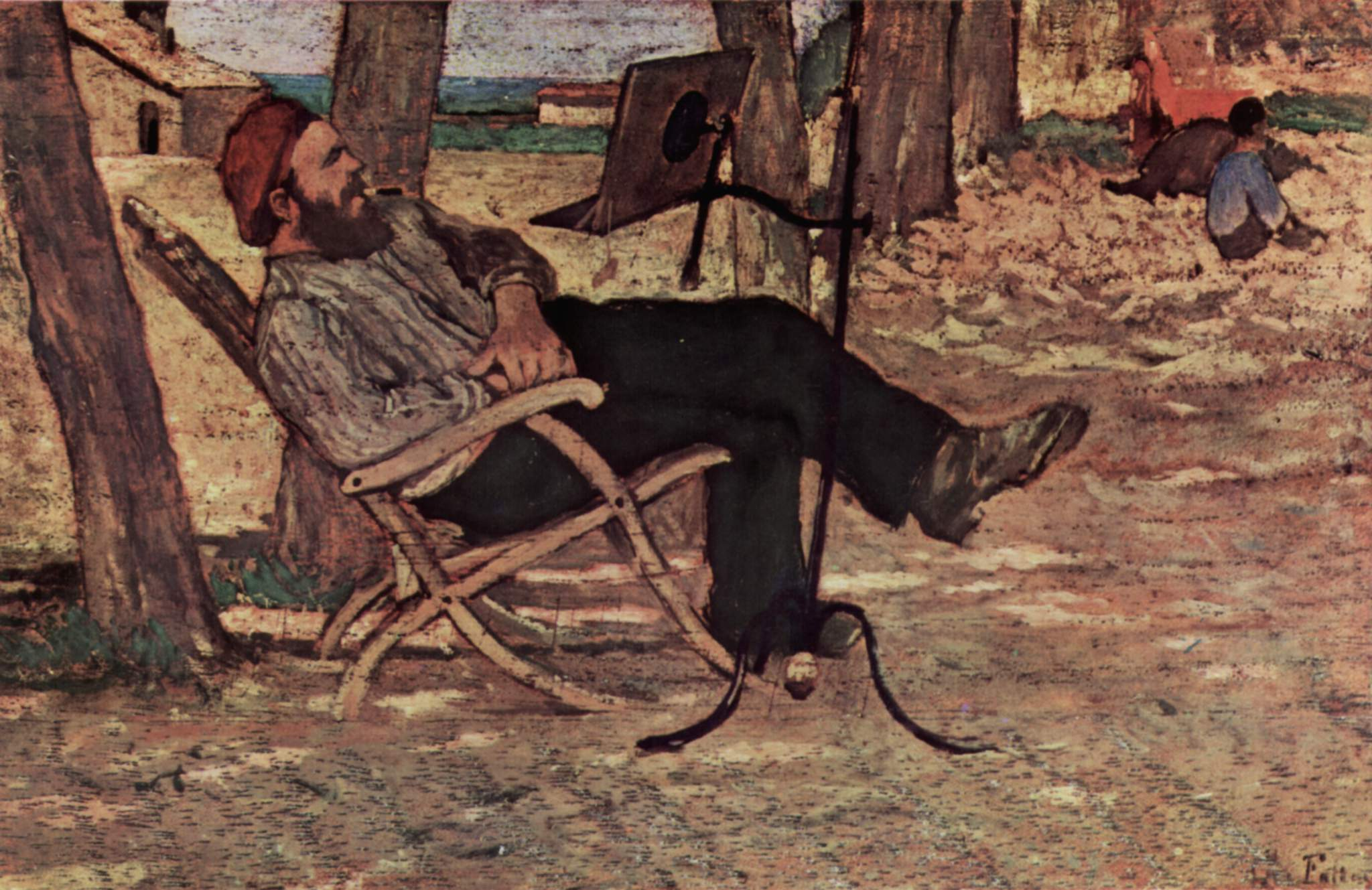
Diego Martelli en Castiglioncello, de Giovanni Fattori, ca. 1866-1870.
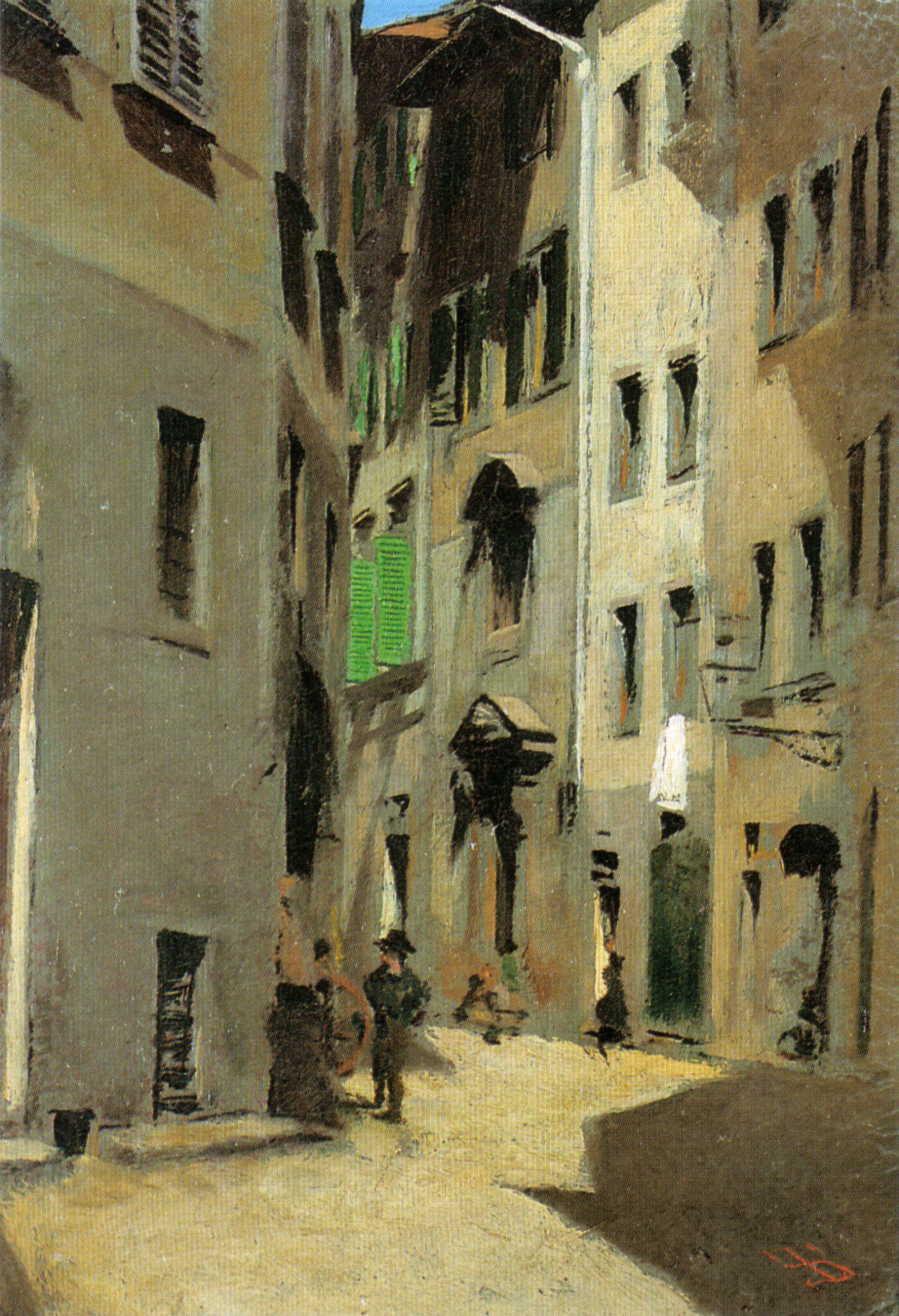
Via Torta, de Telemaco Signorini, ca. 1870.
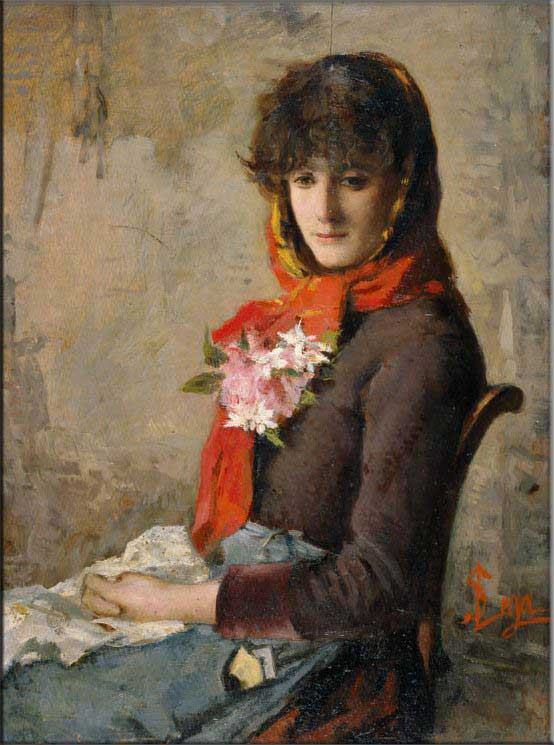
Ragazza di Crespina, de Silvestro Lega, ca. 1890-1892.

### Alemania y Austria
El gran peso del romanticismo alemán (y movimientos paralelos, como el nazarenismo o la escuela de Düsseldorf) hace que la pintura realista en Alemania no se defina con claridad, identificándose con la etiqueta importada de Francia a los pintores de la segunda mitad del siglo XIX que se dedican al paisaje y al costumbrismo. Se caracterizaron por el interés por la luz y la factura preimpresionista, y algunos evolucionaron posteriormente hacia el impresionismo alemán y las vanguardias. Entre ellos destacan Adolph von Menzel, Wilhelm Leibl, Max Liebermann, Franz von Lenbach y Hans Thoma. Franz Xaver Winterhalter destacó como retratista de las casas reales. El denominado círculo de Leibl (Leibl-Kreis) formado en Múnich en torno a Wilhelm Leibl (Hans Thoma, Otto Scholderer, Wilhelm Trübner, etc.) se vio influido por la estancia de Courbet en esa ciudad entre 1868-1869.

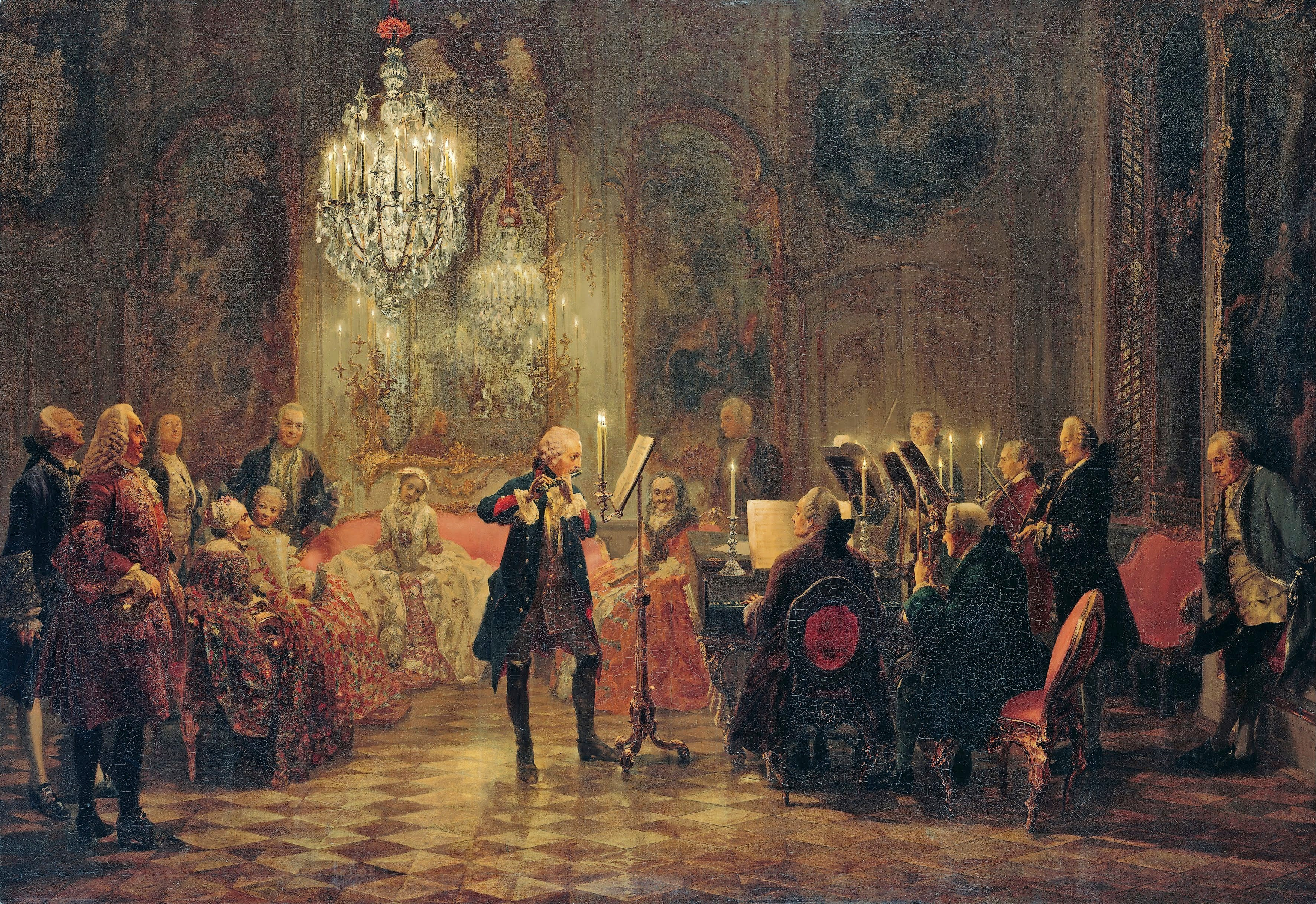
Concierto de flauta de Federico el Grande en Sanssouci, pintura de historia de Adolph von Menzel, 1850-1852.
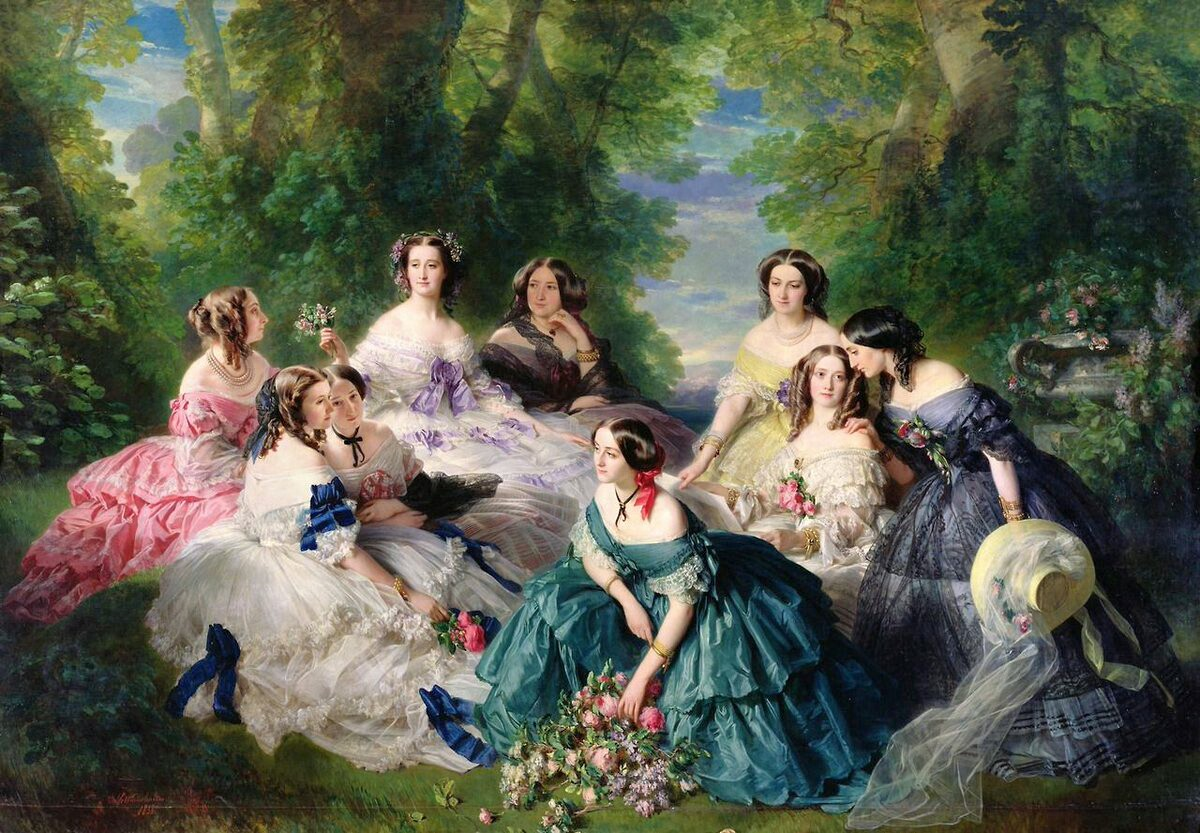
La Emperatriz Eugenia rodeada de sus damas de compañía, de Winterhalter, 1855.
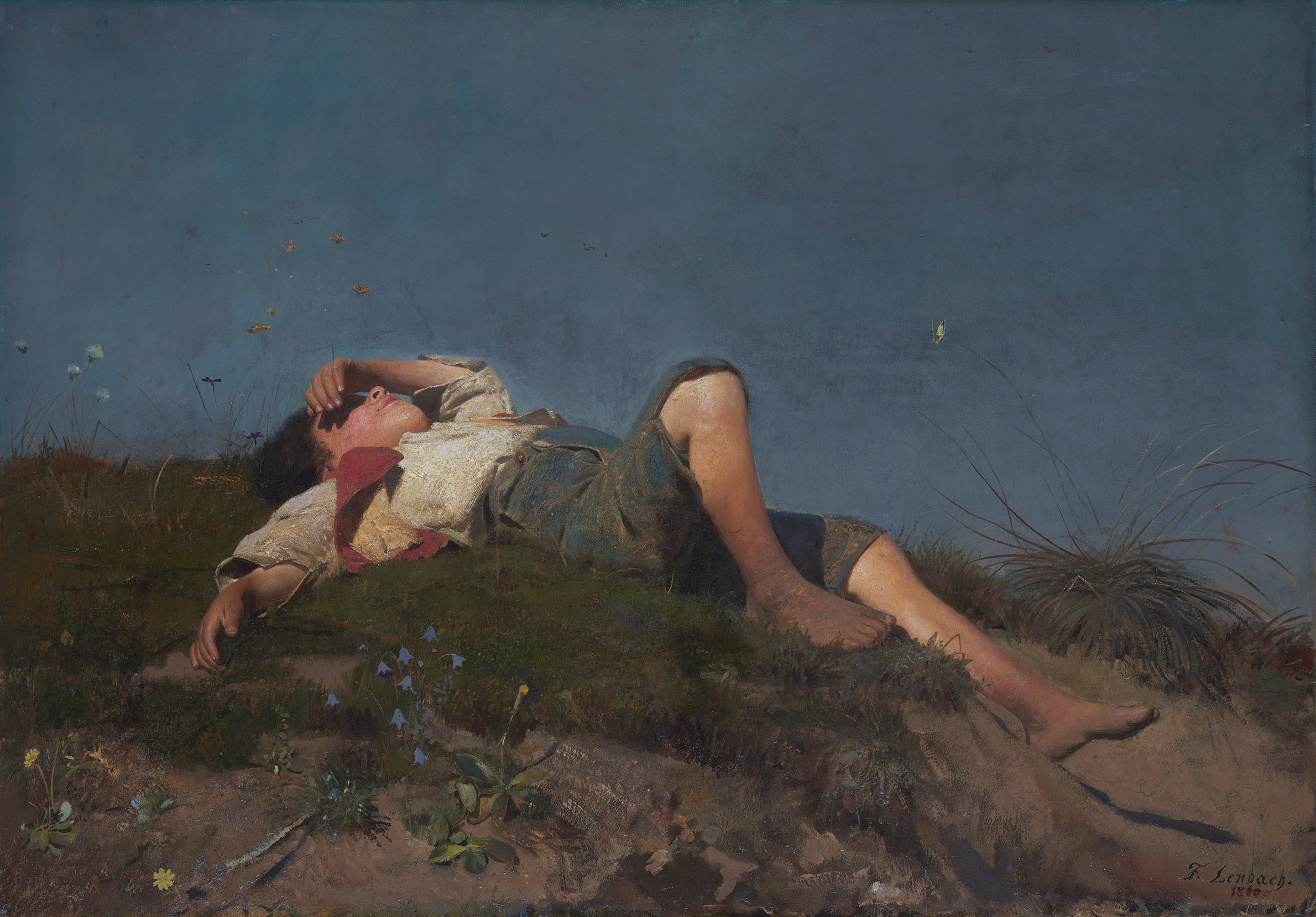
Pastorcillo, de Franz von Lenbach, 1860.
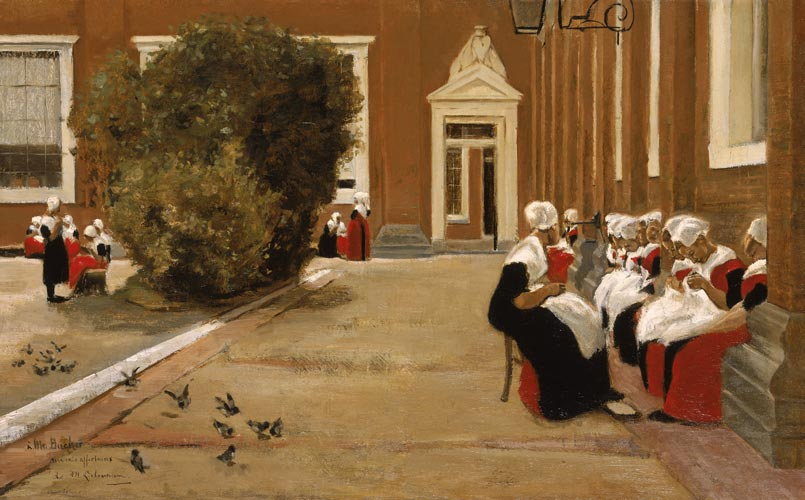
Recreo en el orfanato de Ámsterdam, de Max Liebermann, 1876.
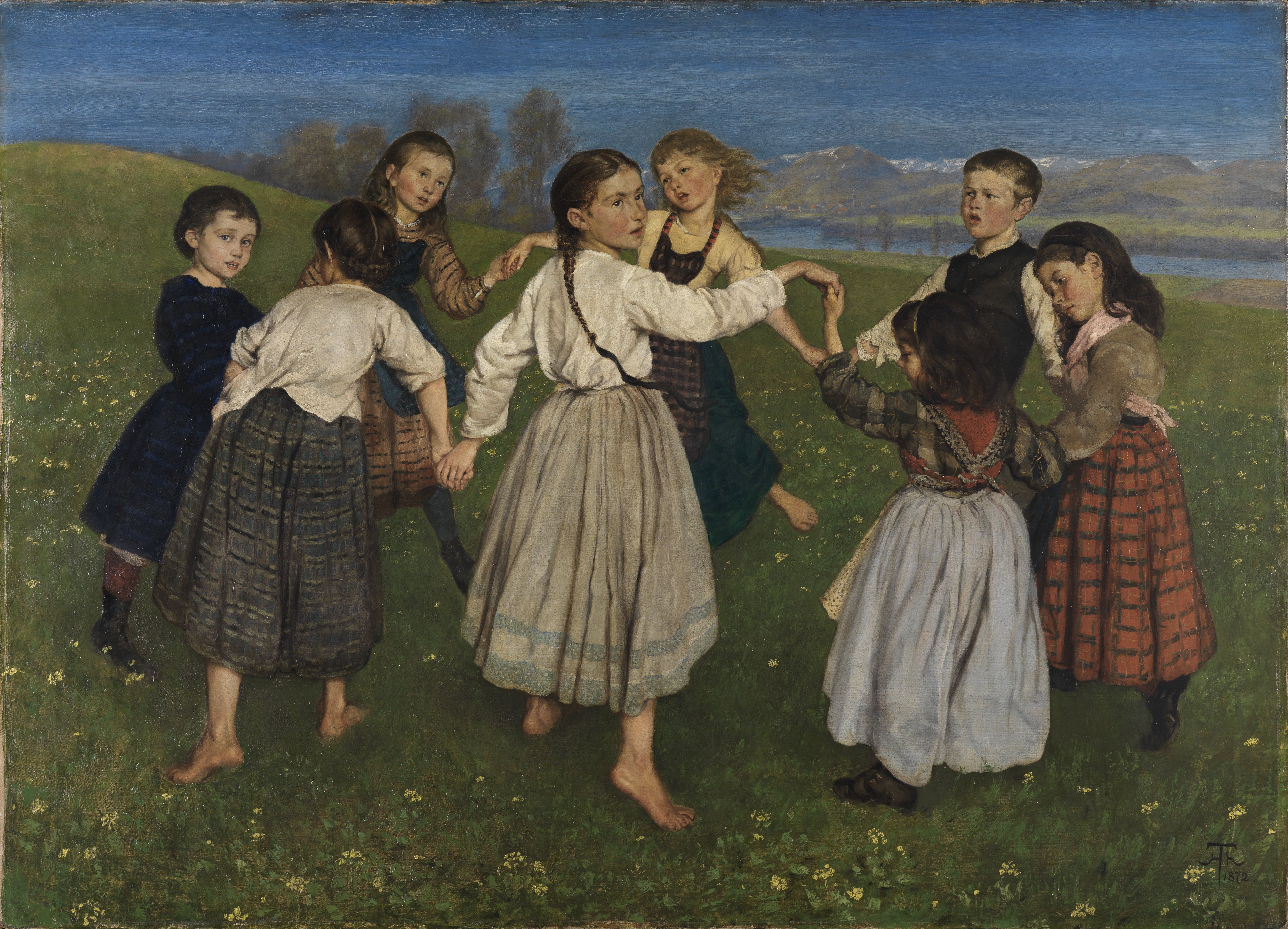
Baile infantil, de Hans Thoma, 1884.
En la granja, de Wilhelm Leibl, 1890.
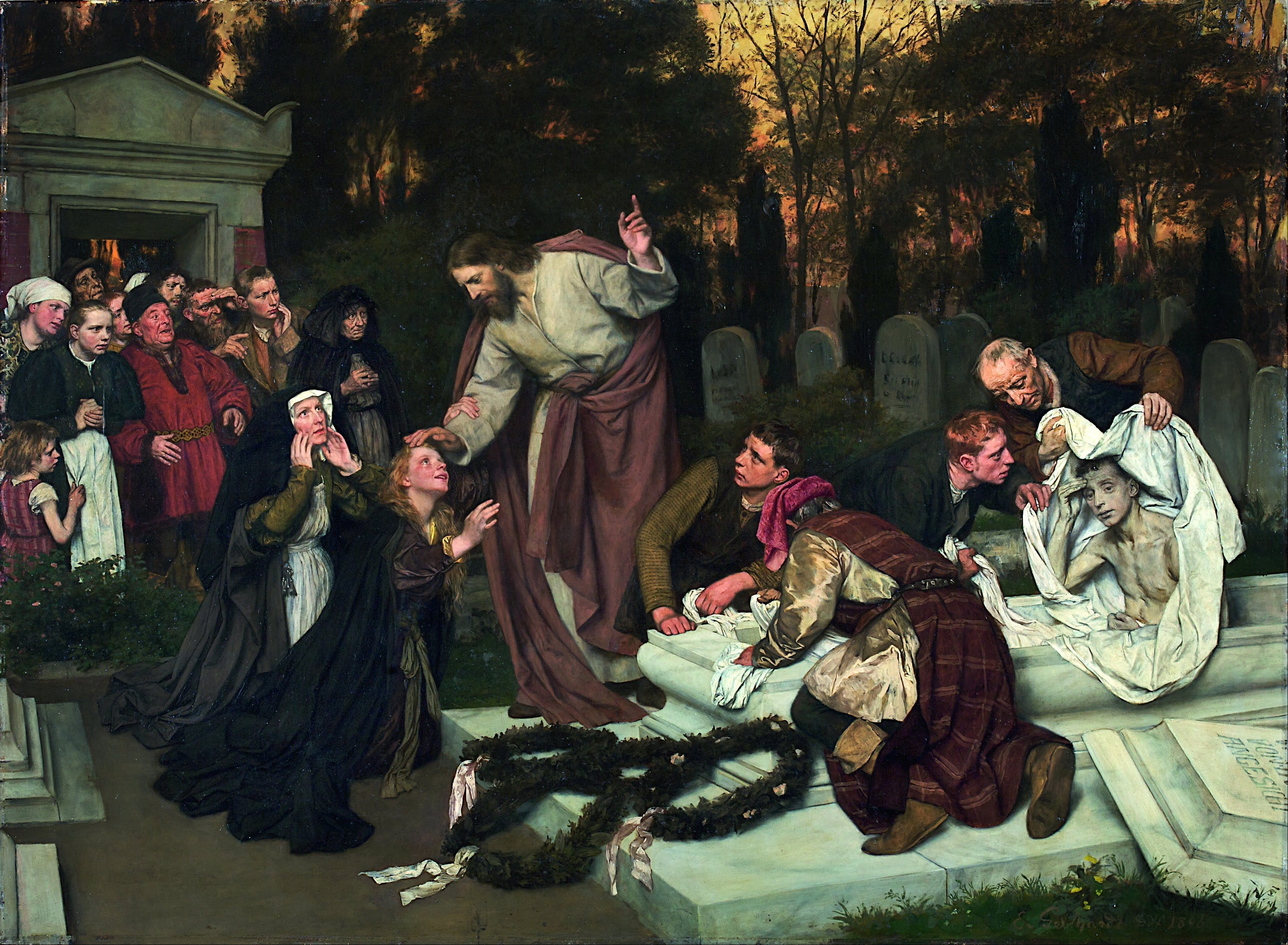
La resurrección de Lázaro, de Eduard von Gebhardt, 1896.

En el Imperio austríaco (desde 1867 Imperio austrohúngaro) el gusto artístico de mediados del siglo XIX continuó dominado por el conservadurismo del Biedermeier y los movimientos innovadores no terminaron de ser significativos hasta la Sezession de finales de siglo; pero incluso a partir de entonces, y durante toda la primera mitad del siglo XX, el realismo fue dominante. Pintores destacados de la época fueron Ferdinand Georg Waldmüller y Hans Makart. Otros a los que se ha aplicado la etiqueta "realista" son Johann Baptist Reiter, Friedrich Alois Schönn, Josef Engelhart, Karl Mediz, etc.

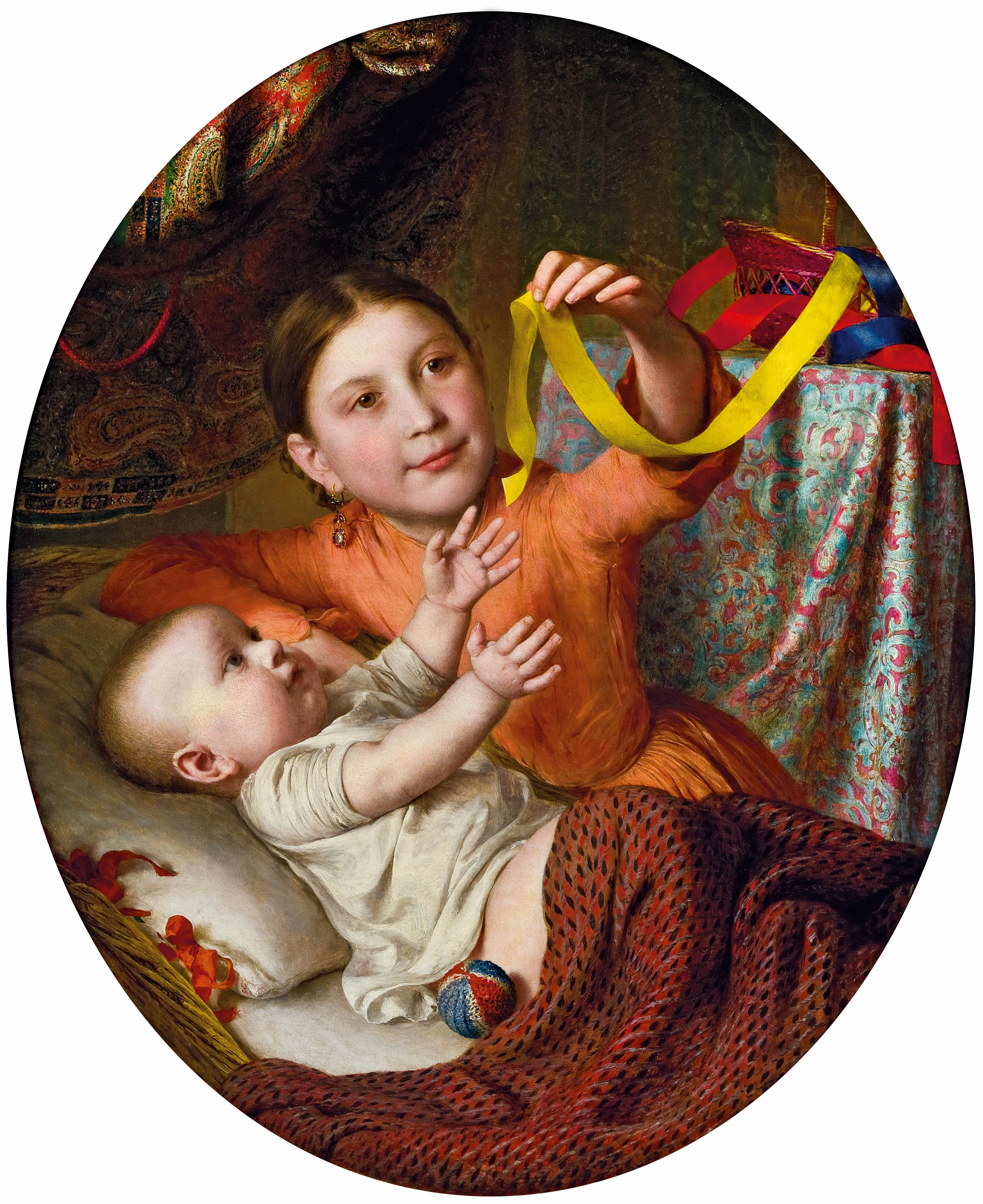
Dos niños jugando con una cinta de seda, de Reiter (sin datar).
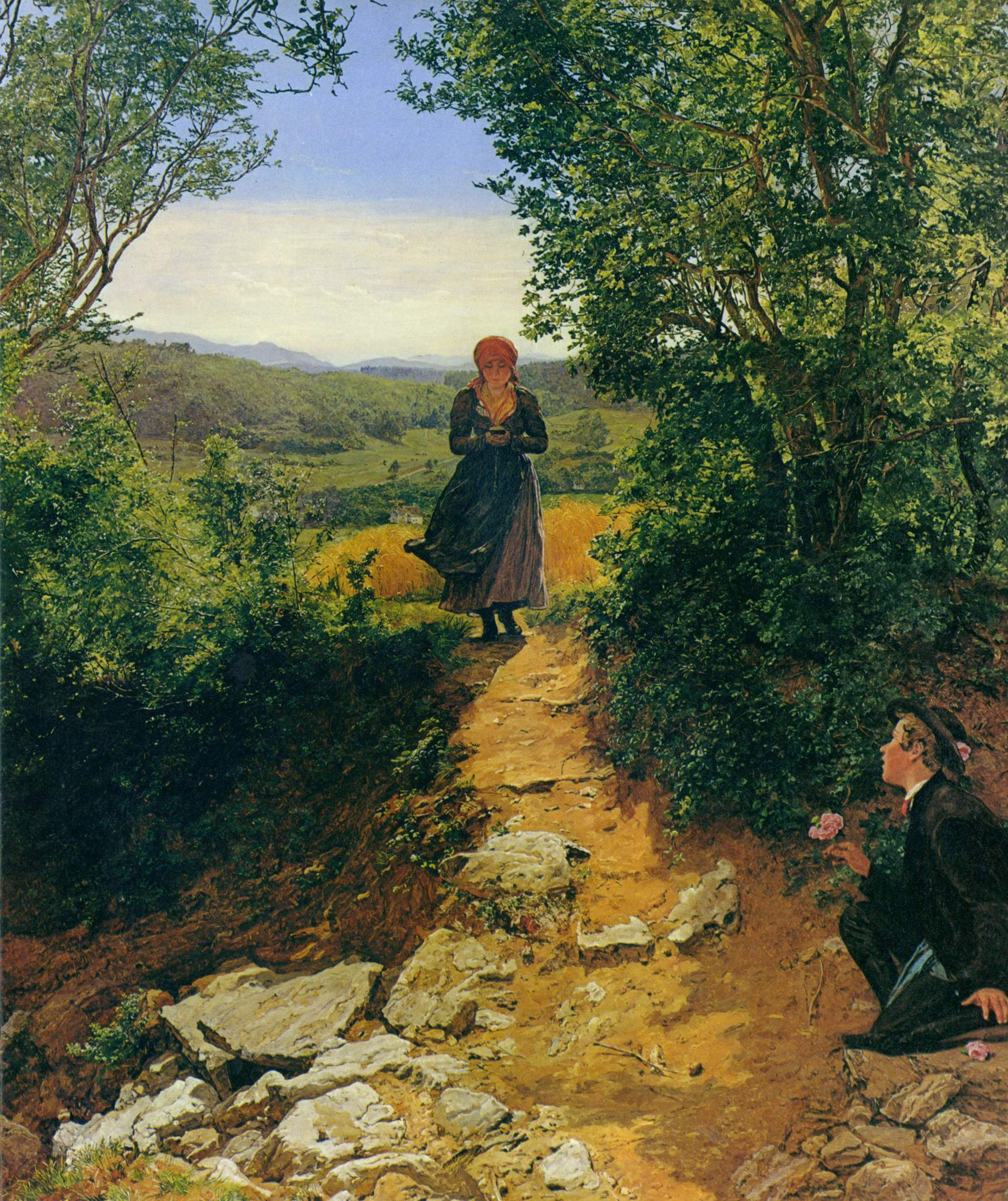
La esperada, de Waldmüller, 1867.
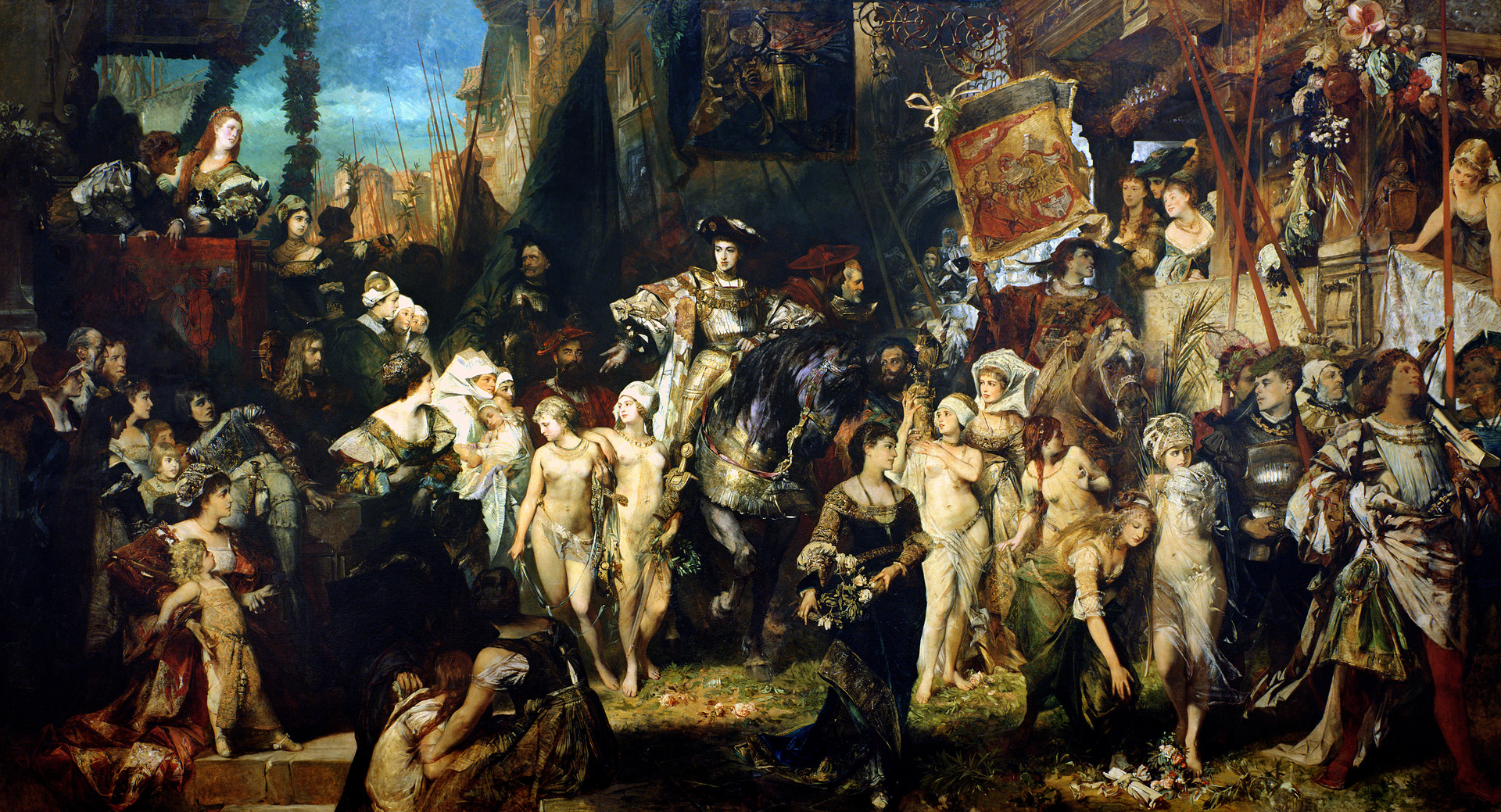
Entrada de Carlos V en Amberes, de Makart, 1878.
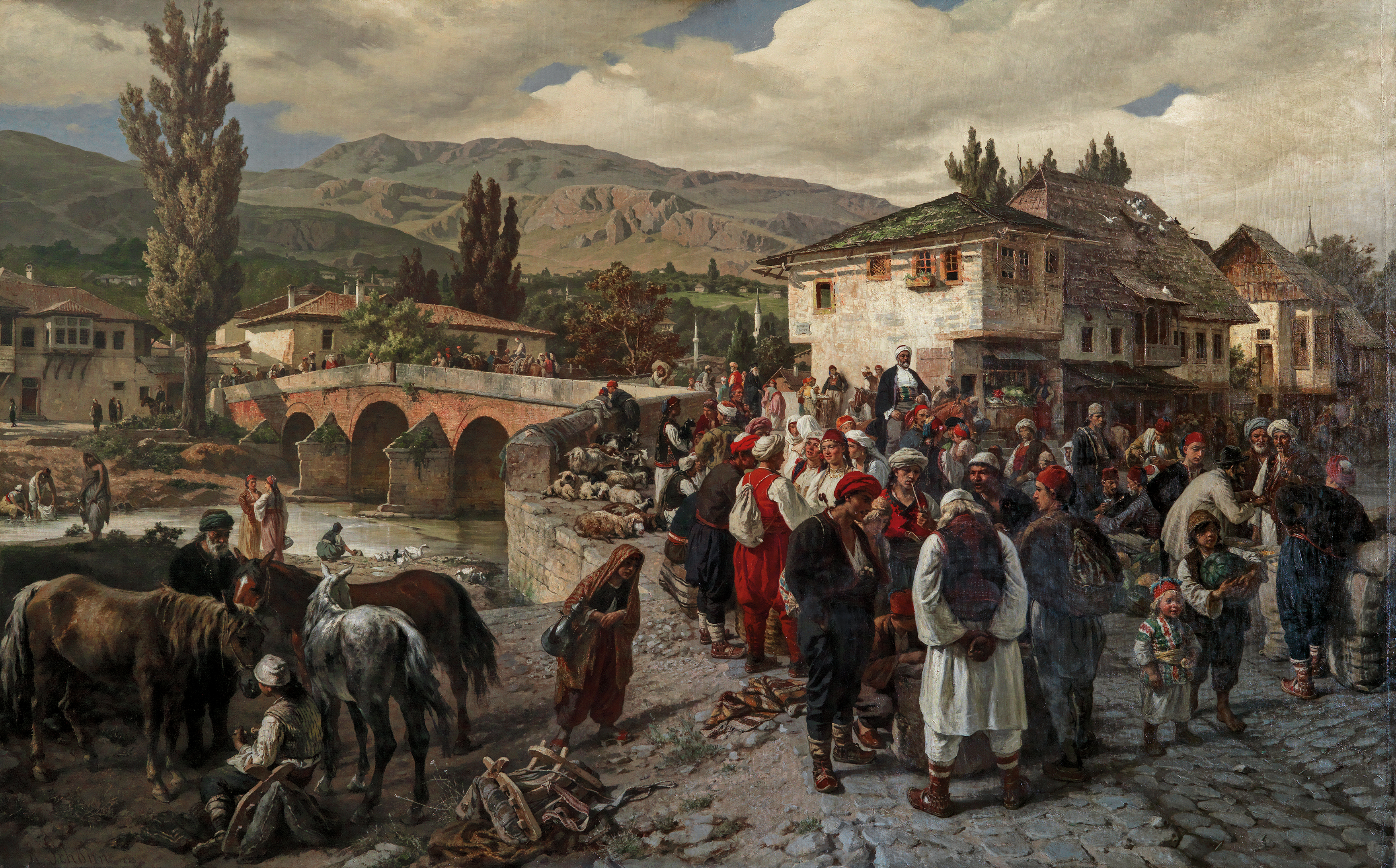
En el puente latino de Sarajevo, de Schönn, 1883.
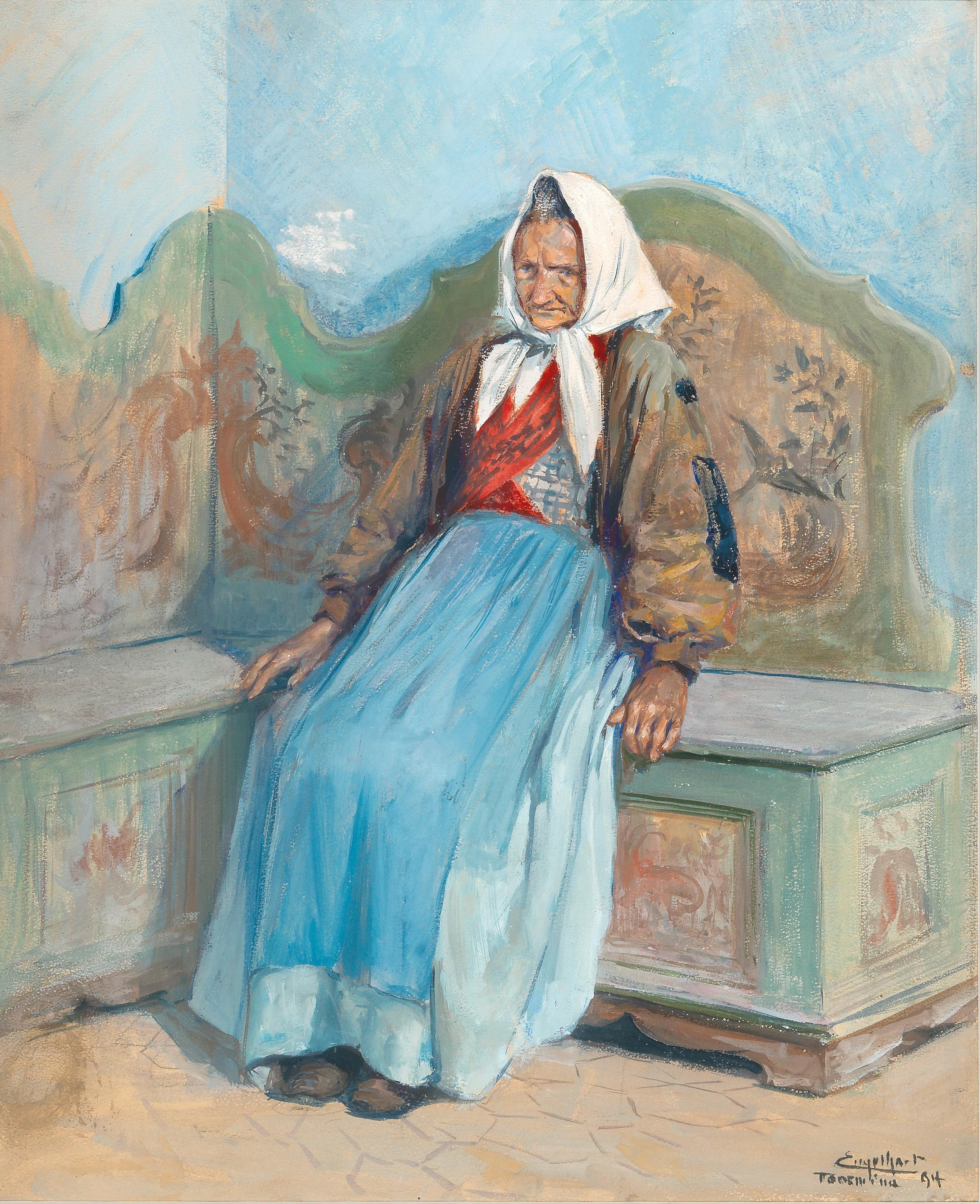
Mujer sentada en Taormina, de Engelhart, 1894.
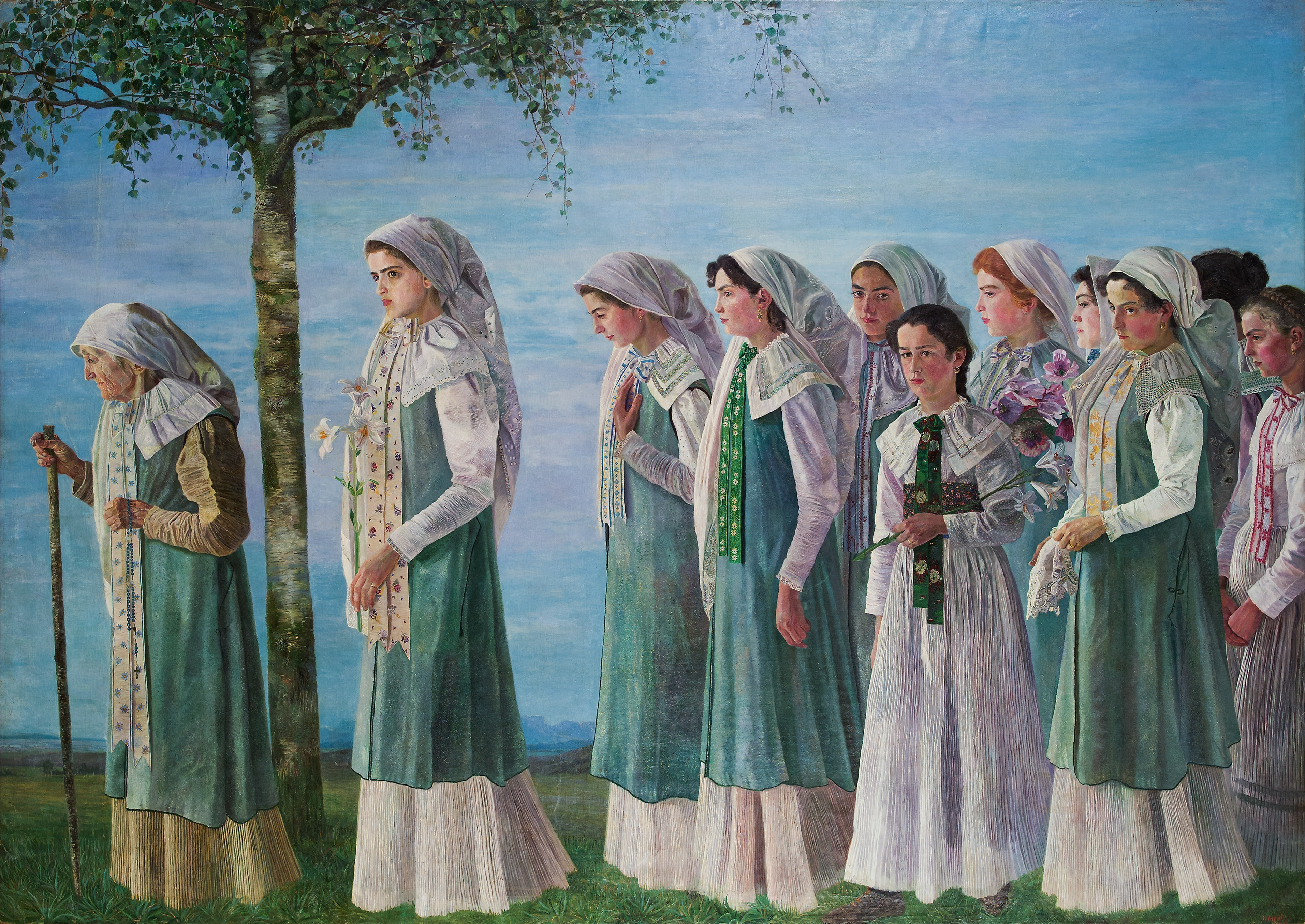
Paseo dominical de las "Gottscheerinnen", de Mediz, 1897.

### Suiza
En los años centrales del siglo XIX hubo un importante tratamiento del paisaje alpino por pintores locales (François Diday, Alexandre Calame, Samuel Birmann, etc.) A Albert Samuel Anker se le suele denominar "pintor nacional" de Suiza por sus representaciones de la vida social. Arnold Böcklin suele ser etiquetado como "simbolista".

En el Oberland de Berna, de Calame, 1847.
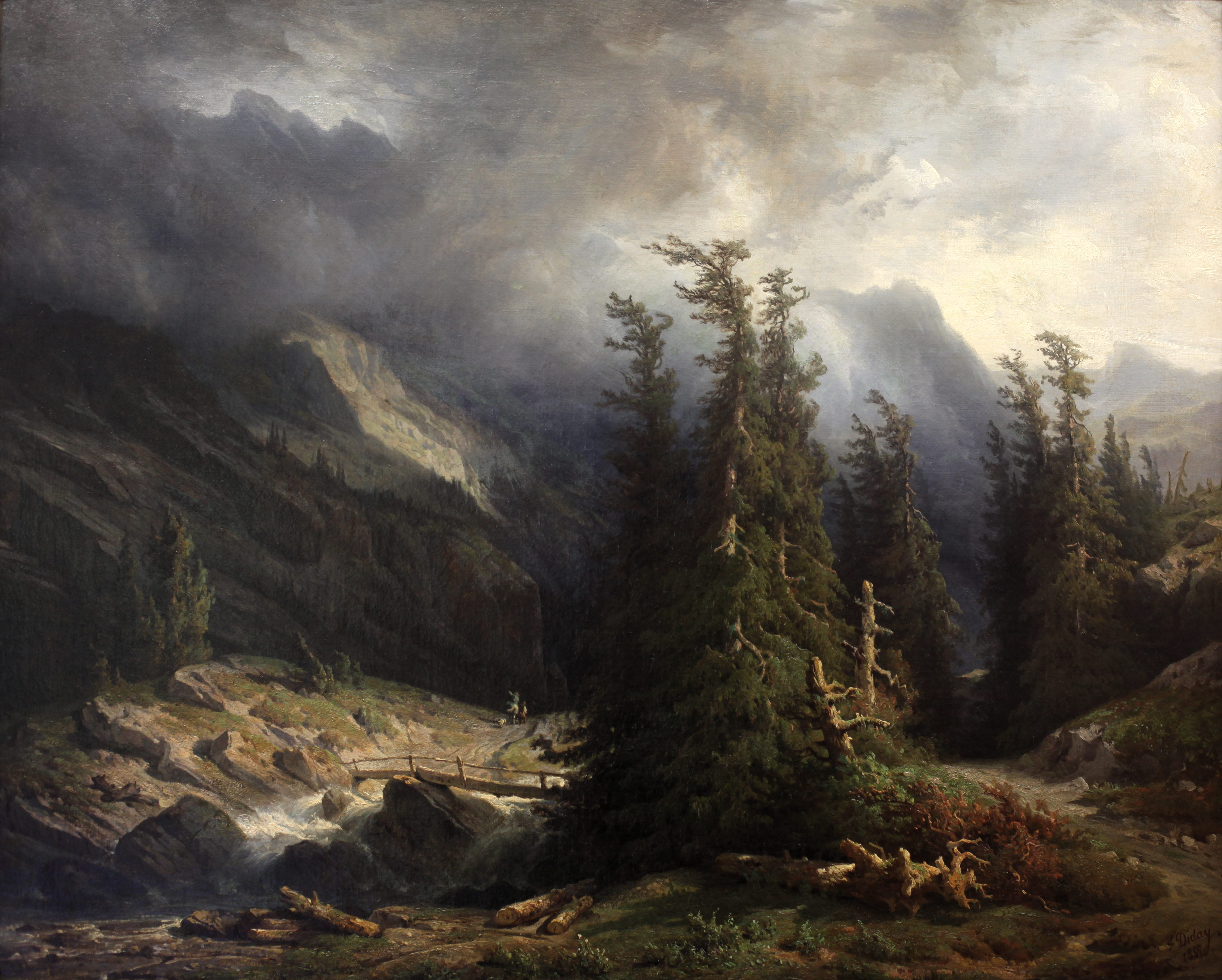
Camino de Grimsel a Handeck, de Diday, 1855.
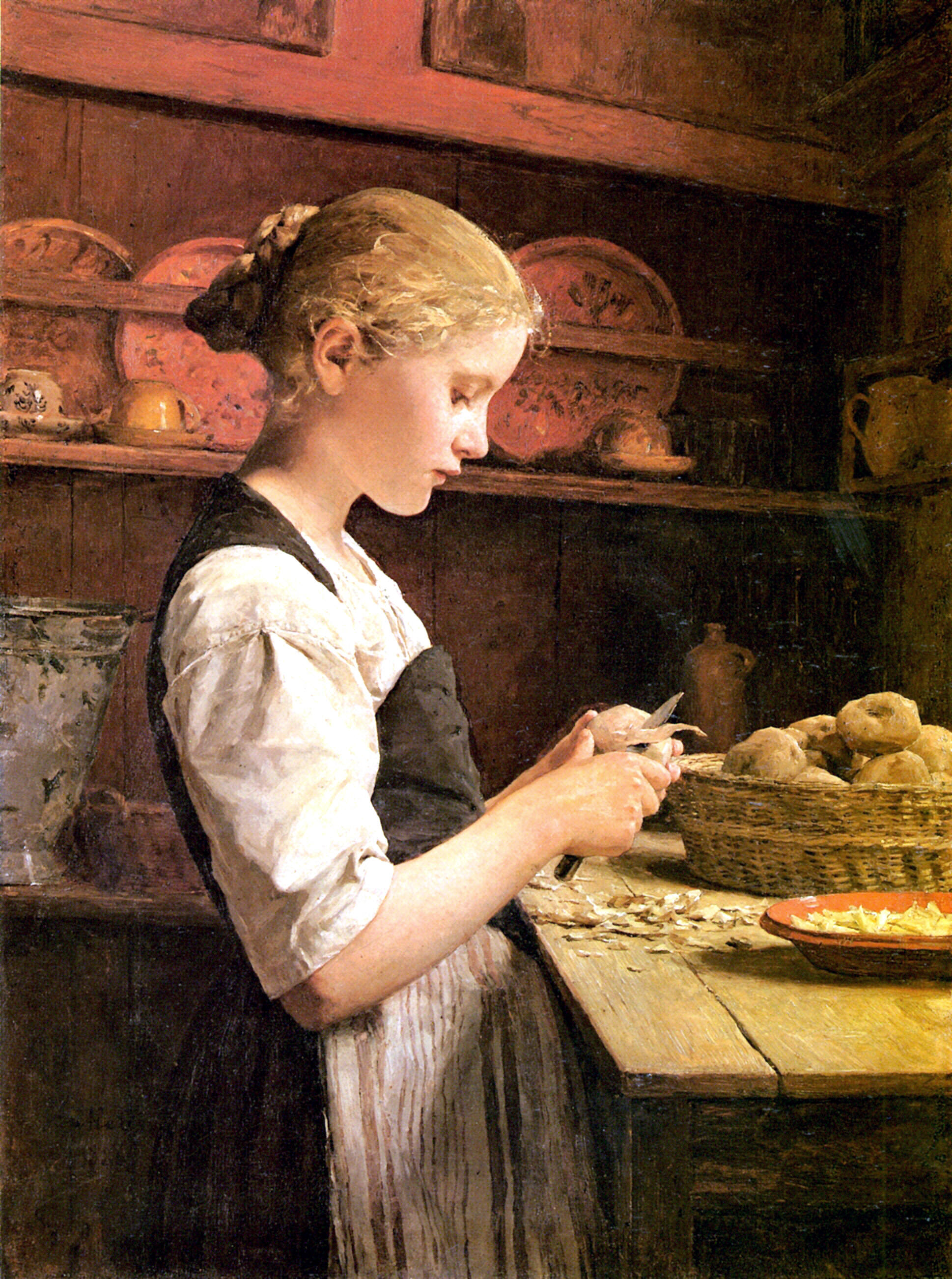
Niña pelando patatas, de Anker, 1878.
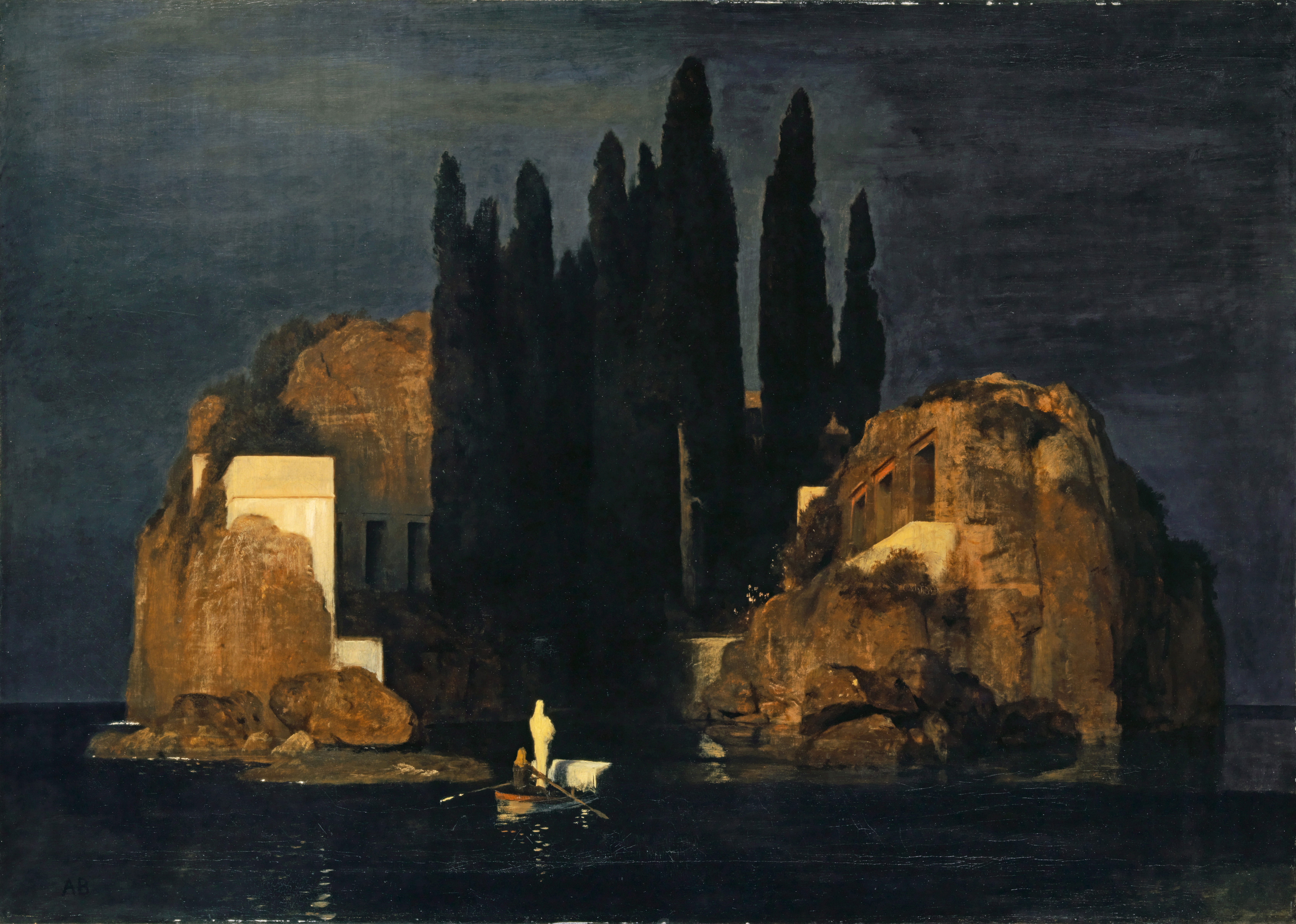
Una de las versiones de La isla de los muertos, de Böcklin, 1880.

### Bélgica
Courbet visitó Bélgica, donde dijo encontrarse "como en casa" y haber aprendido tanto como en su formación francesa. Entre los pintores belgas con que se señalan afinidades están Louis Artan, Louis Dubois, Charles de Groux o Alfred Stevens.

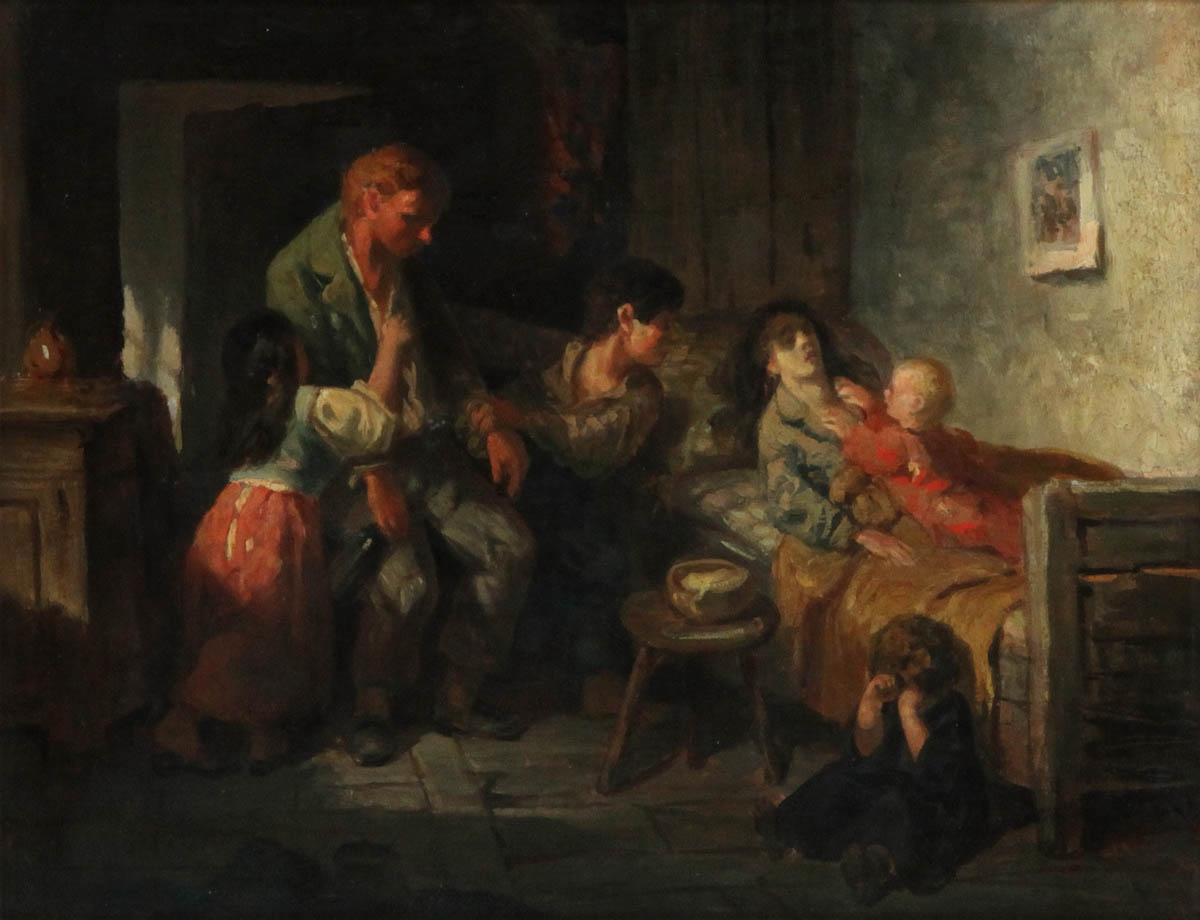
La despedida, de De Groux, ca. 1850-1870.
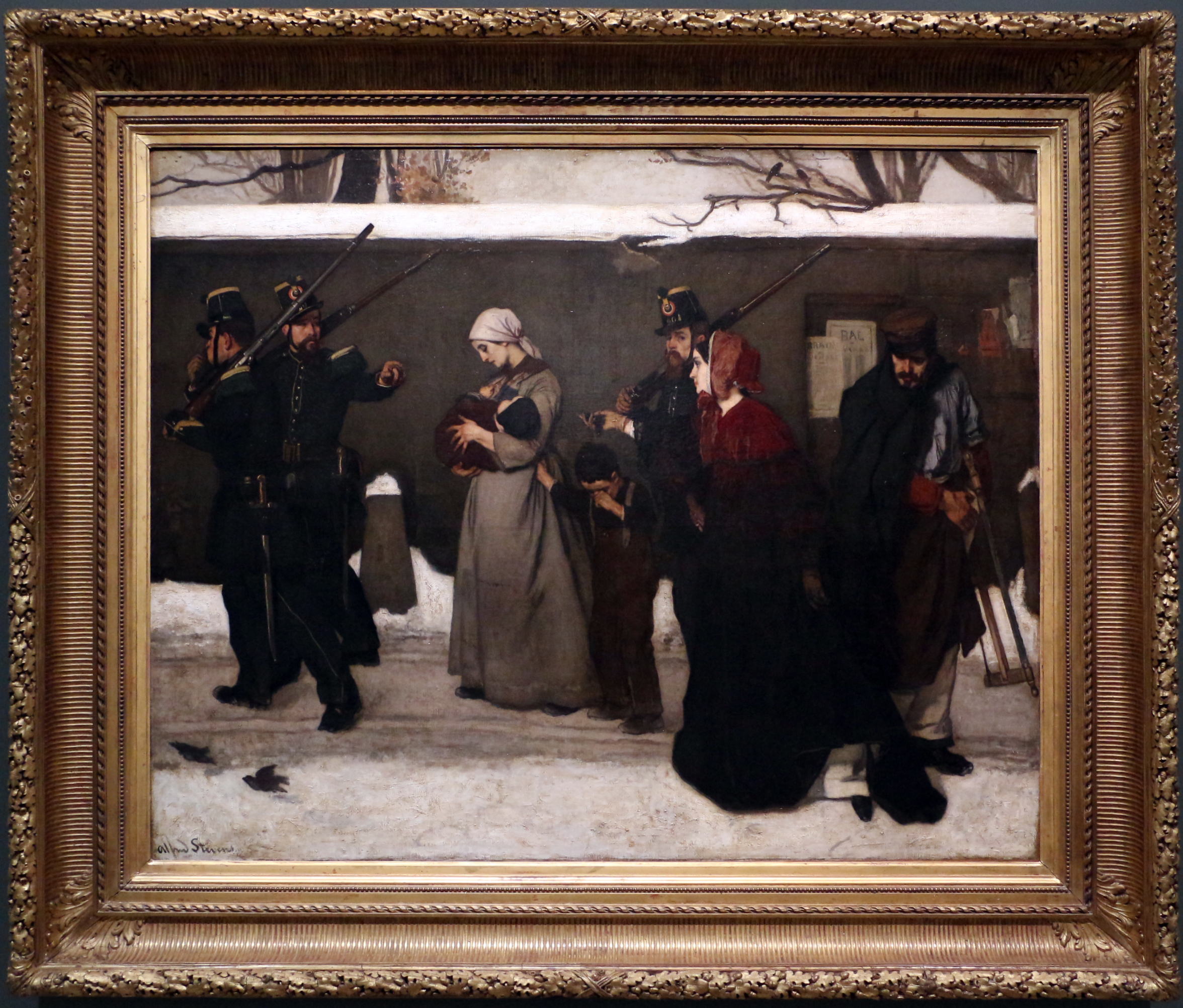
Lo que llamamos vagancia, de Stevens, 1854.
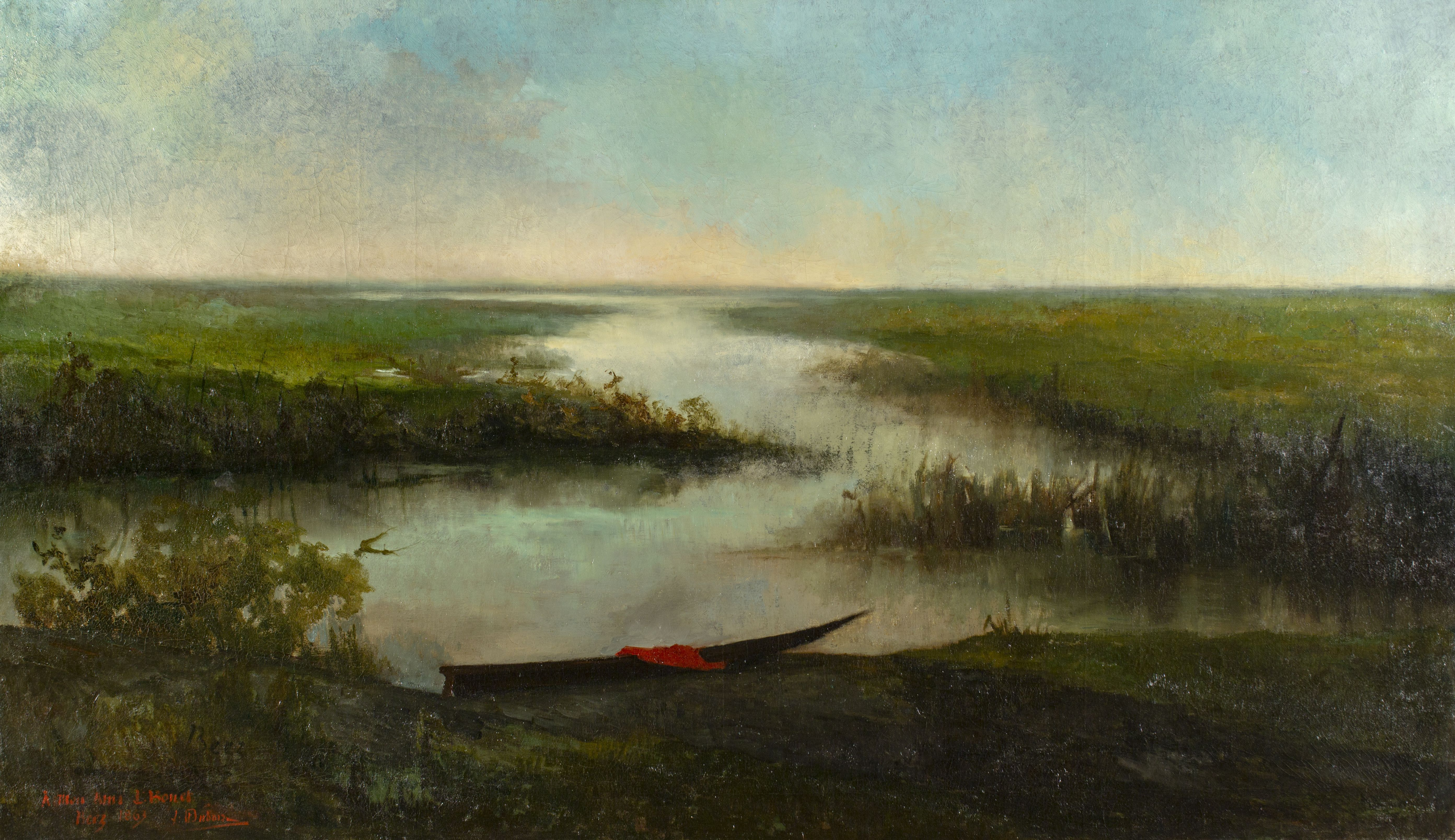
La marisma, de Dubois, 1863.
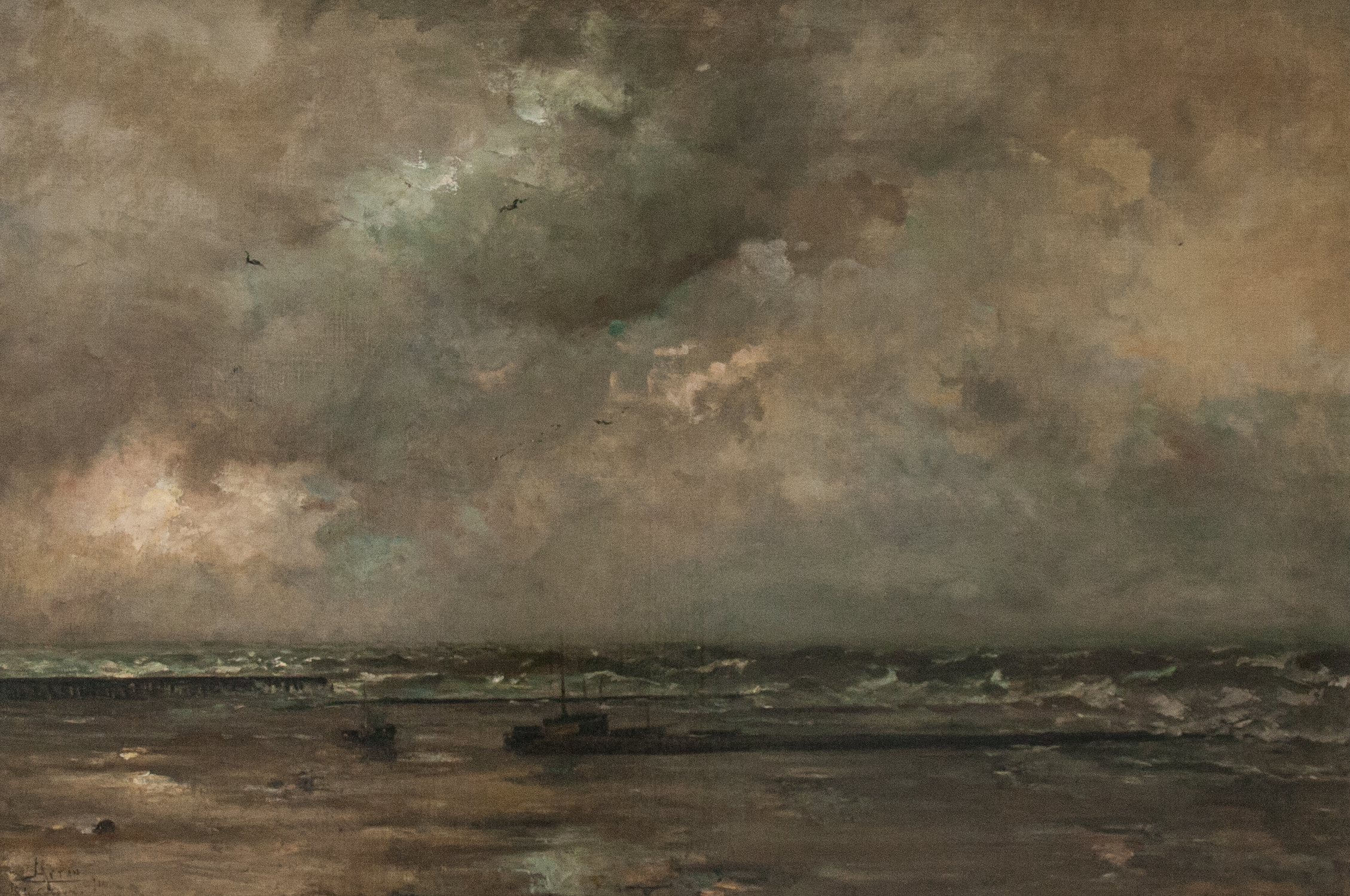
El Mar del Norte en Blankenberge, de Artan, 1871.

### Países Bajos
Se considera cercanos al realismo al grupo de artistas e intelectuales denominado tachtigers, entre los que destacaron George Hendrik Breitner, Isaac Israëls o Willem Witsen. También se produjo en Holanda la obra inicial de Vincent van Gogh.

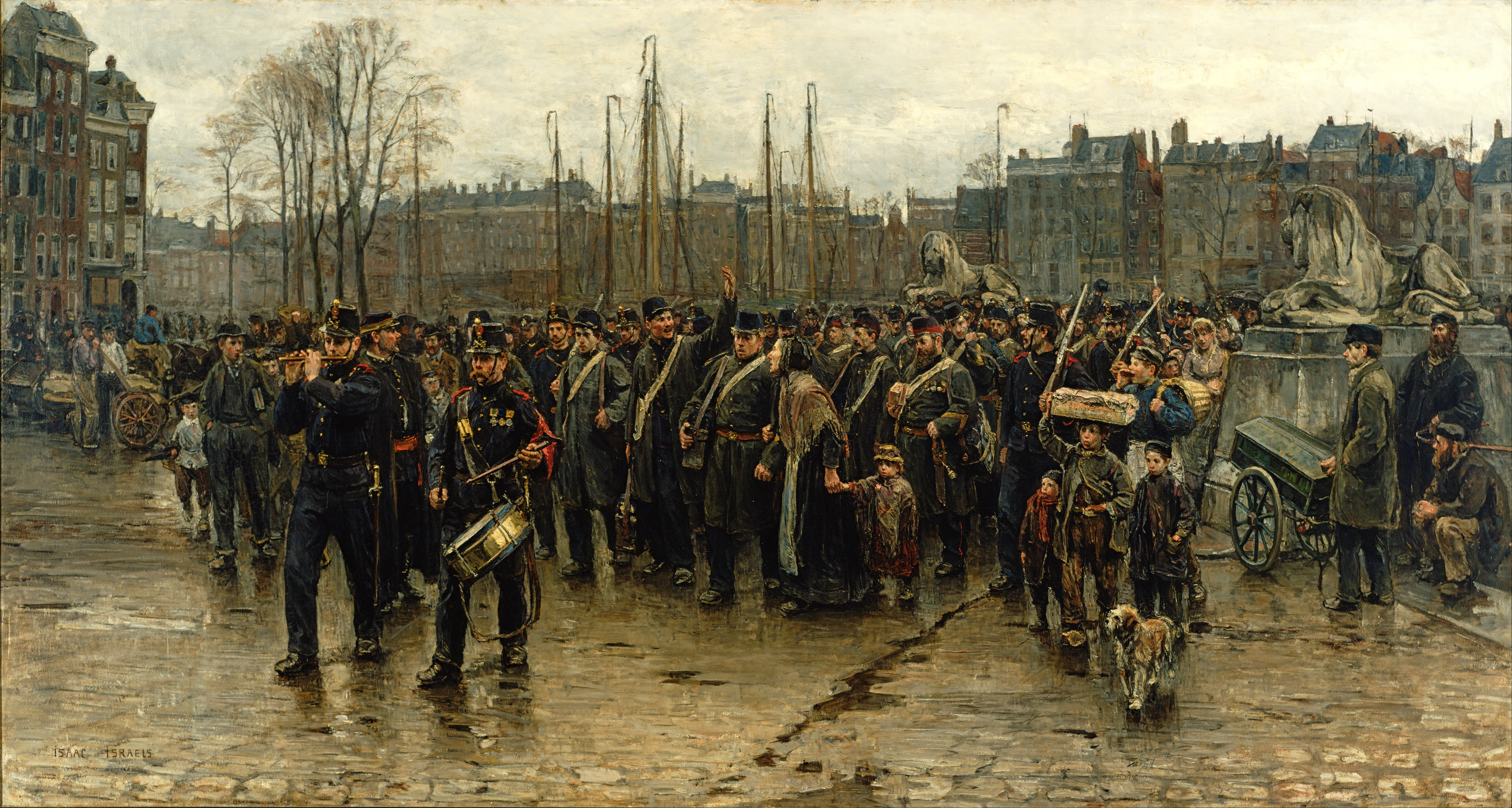
El transporte de los coloniales, de Israëls, 1883-1884.
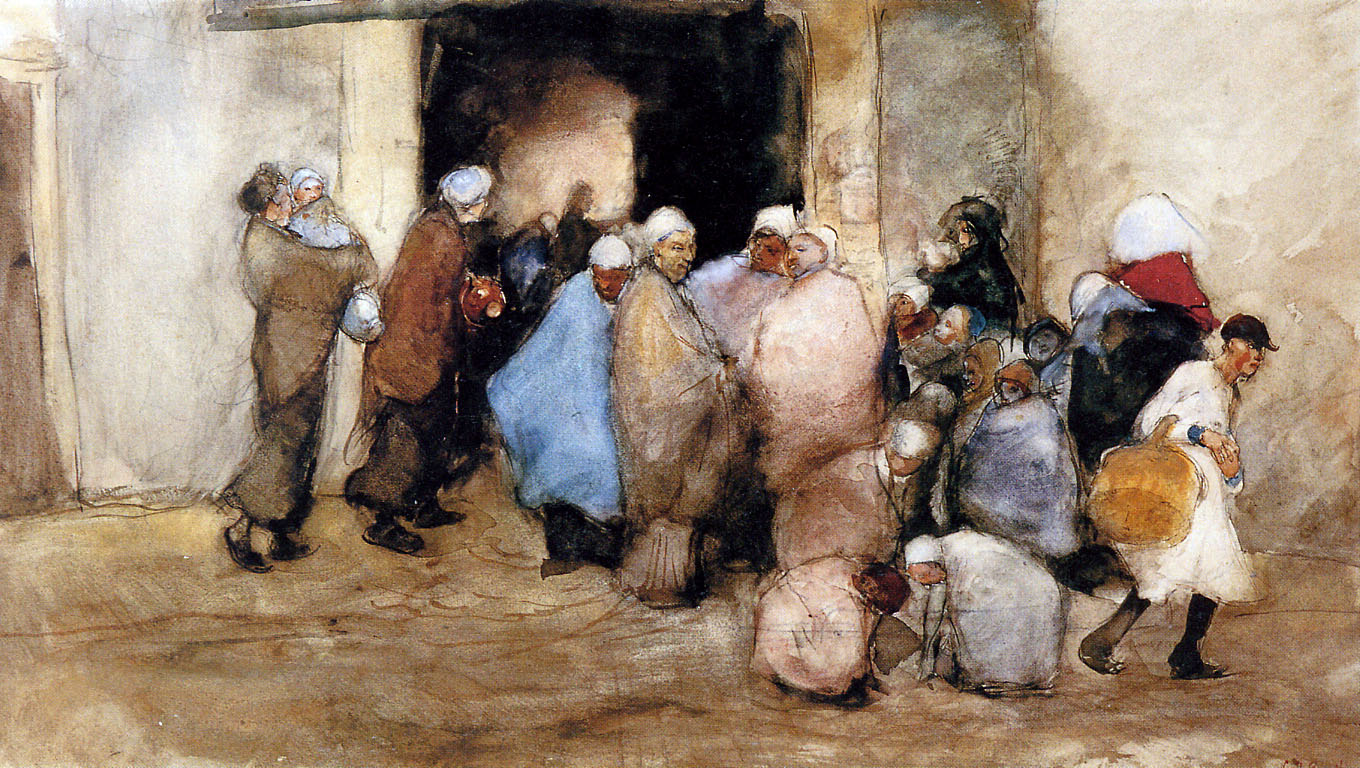
Reparto de sopa, de Breitner, 1882.
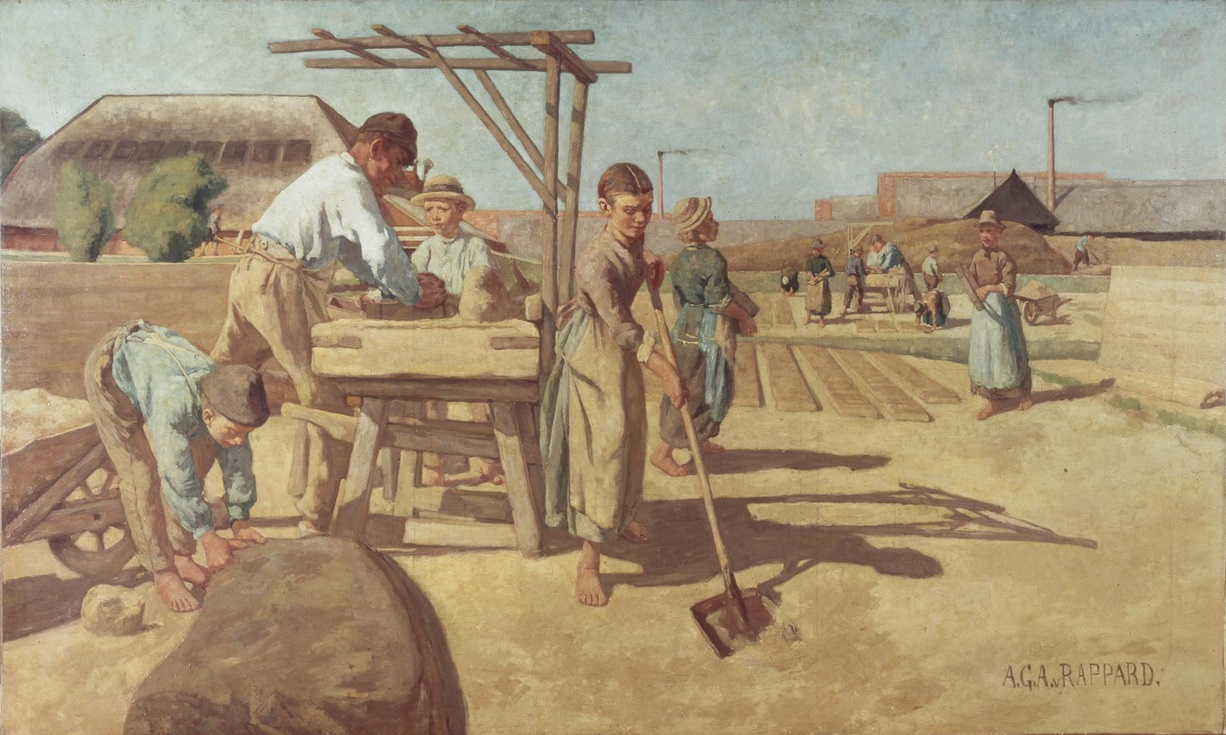
Trabajadores de la fábrica de ladrillos de Ruimzicht, de Anthon van Rappard, 1885.
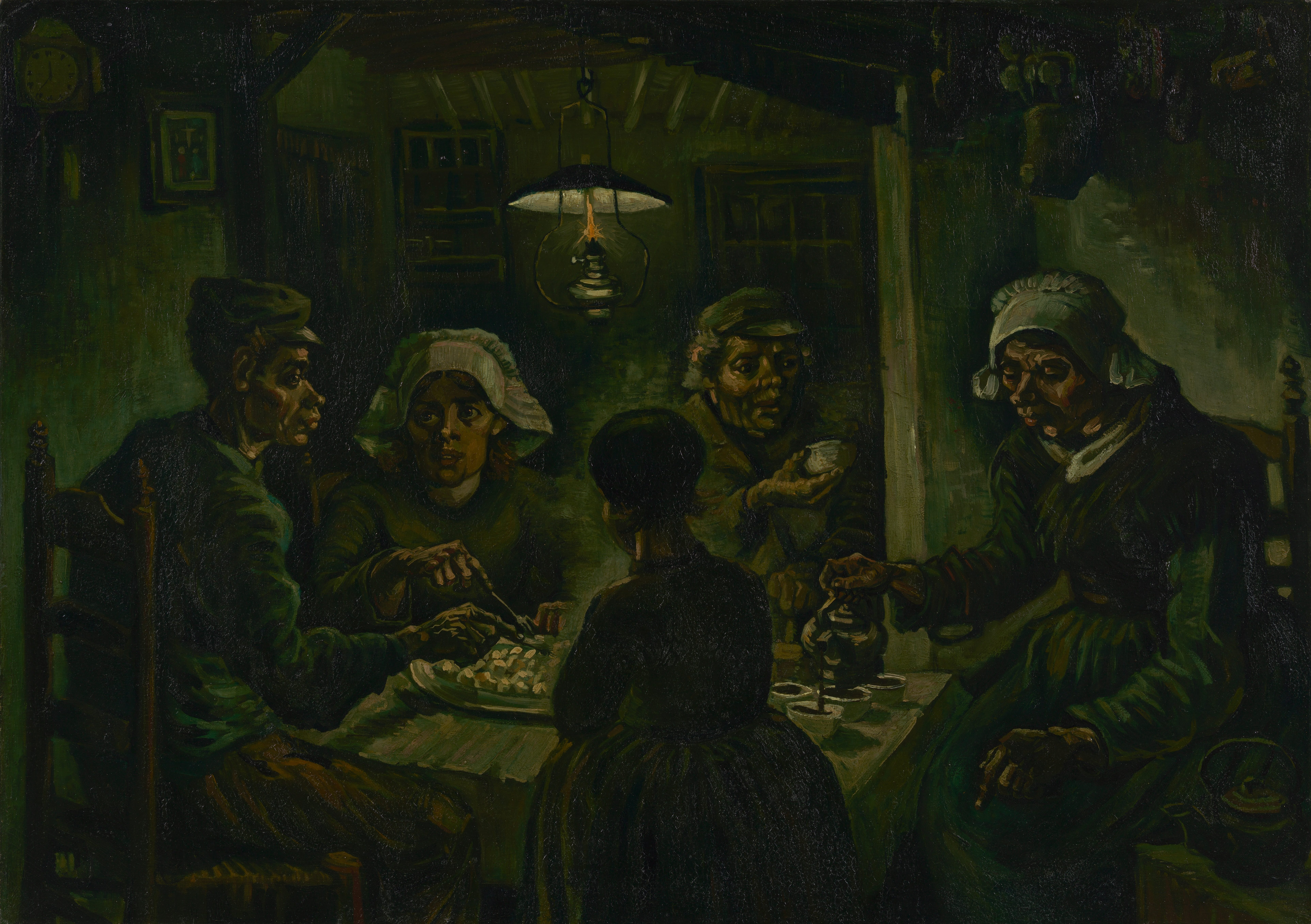
Los comedores de patatas, de Van Gogh, 1885.
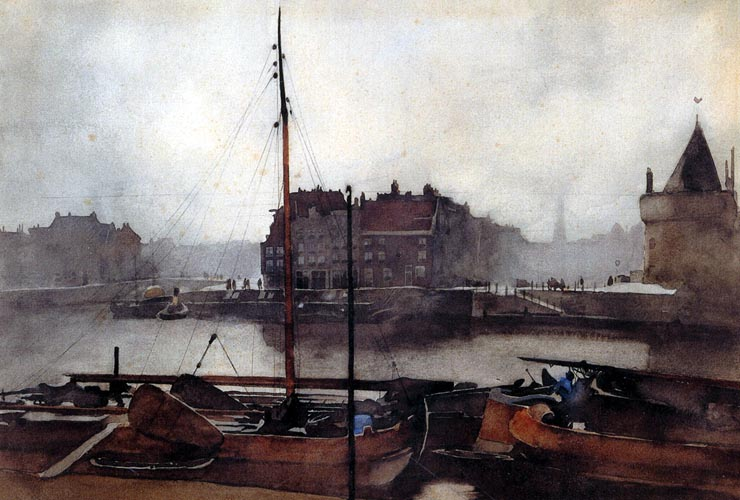
Prins Hendrikkade en Amsterdam, de Witsen, 1891.

### Países escandinavos
Tras la Edad de Oro danesa de la primera mitad del siglo XIX, muchos de cuyos pintores (discípulos de Christoffer Wilhelm Eckersberg, muerto en 1853) continúan activos (Constantin Hansen, Jørgen Roed, Wilhelm Marstrand, Vilhelm Kyhn, etc.), la producción pictórica de las décadas siguientes tuvo aportaciones cercanas al realismo, como la escuela denominada "pintores de Skagen" (Christian Krohg, Johan Krouthén, Michael Ancher, Anna Ancher, Peder Severin Krøyer, etc.)

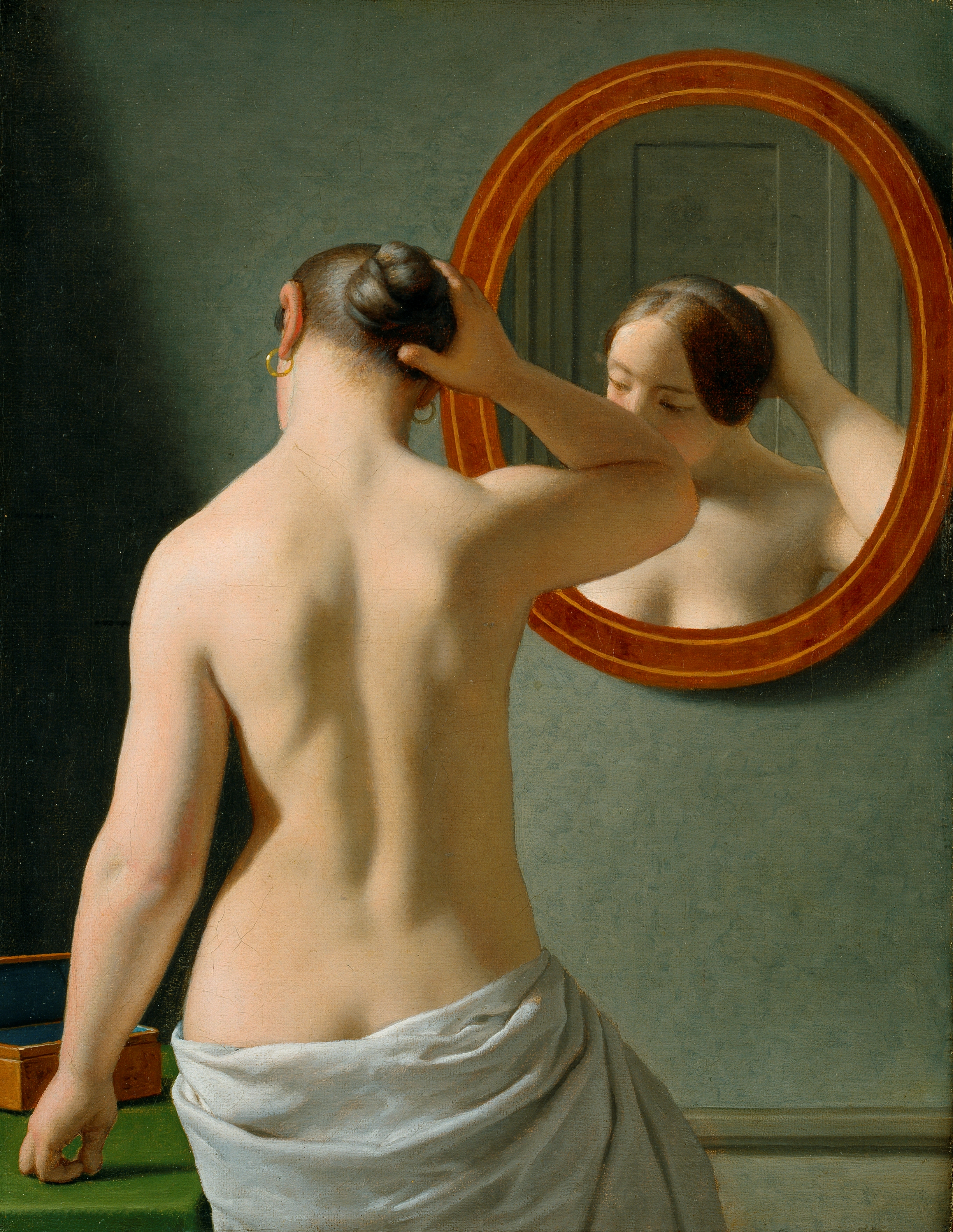
Una mujer desnuda arregla su cabello frente a un espejo, de Eckersberg, 1841.
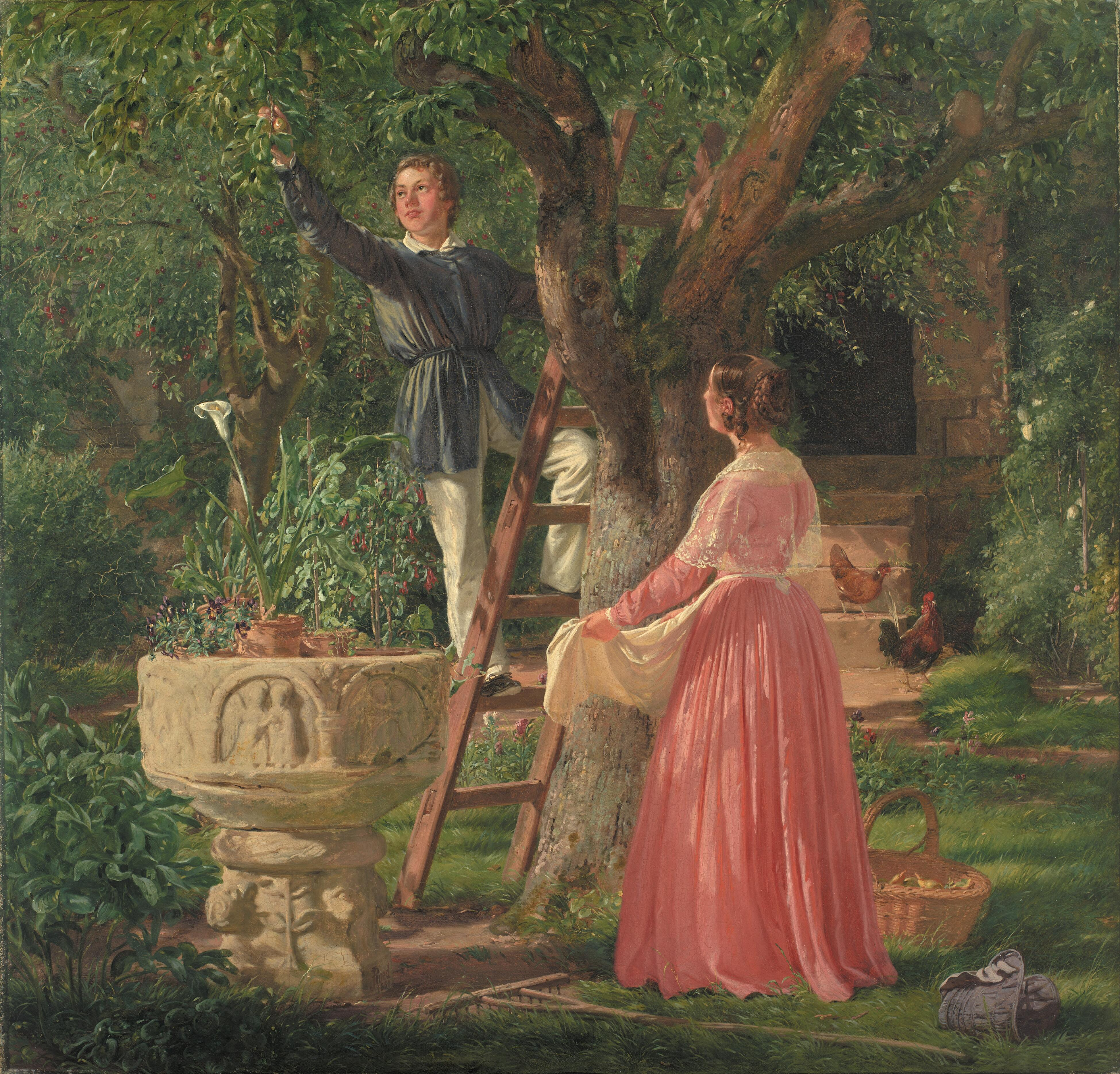
Jardín con pila bautismal, de Roed, ca. 1850.
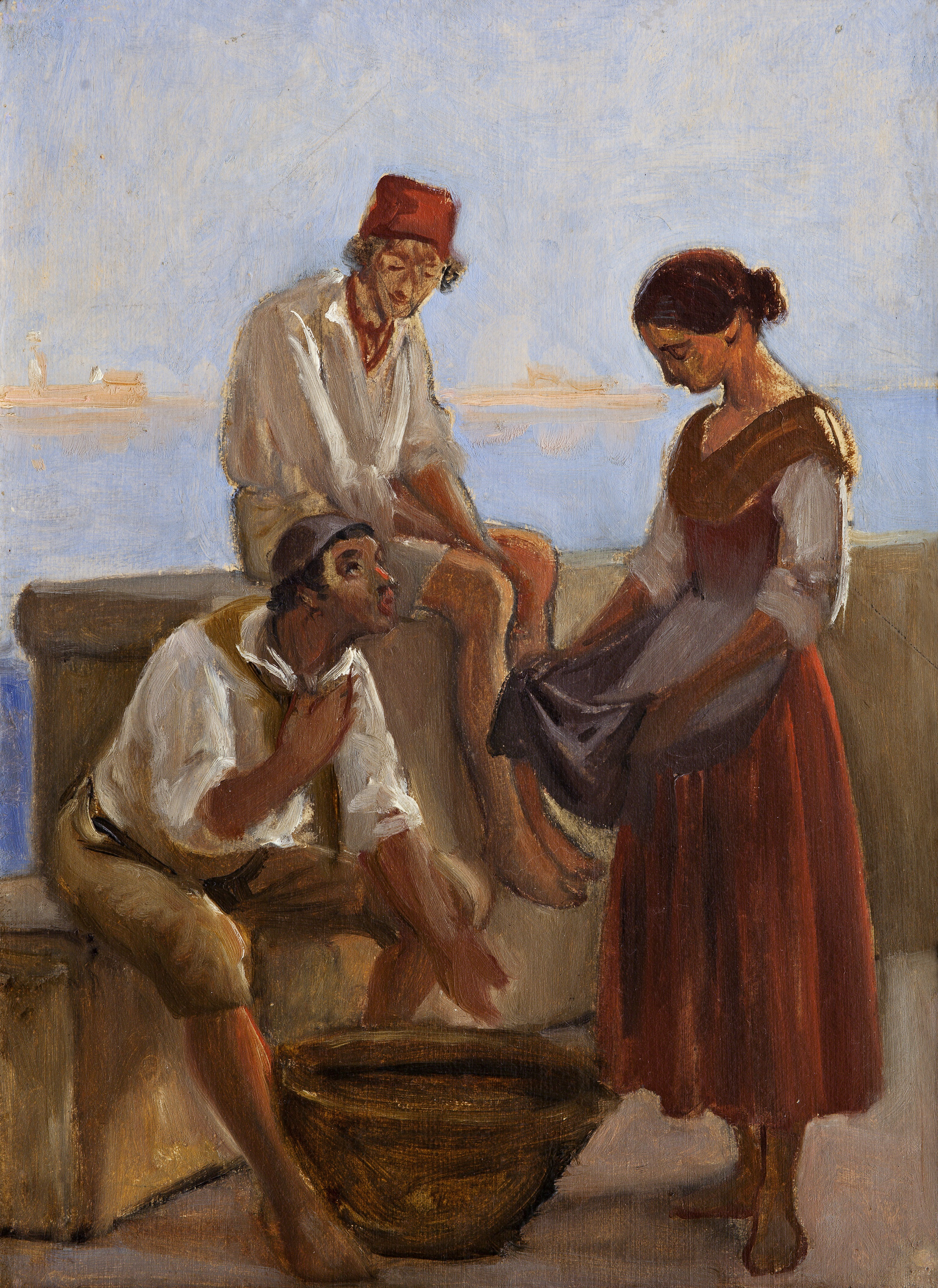
Jovencita con dos pescadores, de Marstrand, 1854.
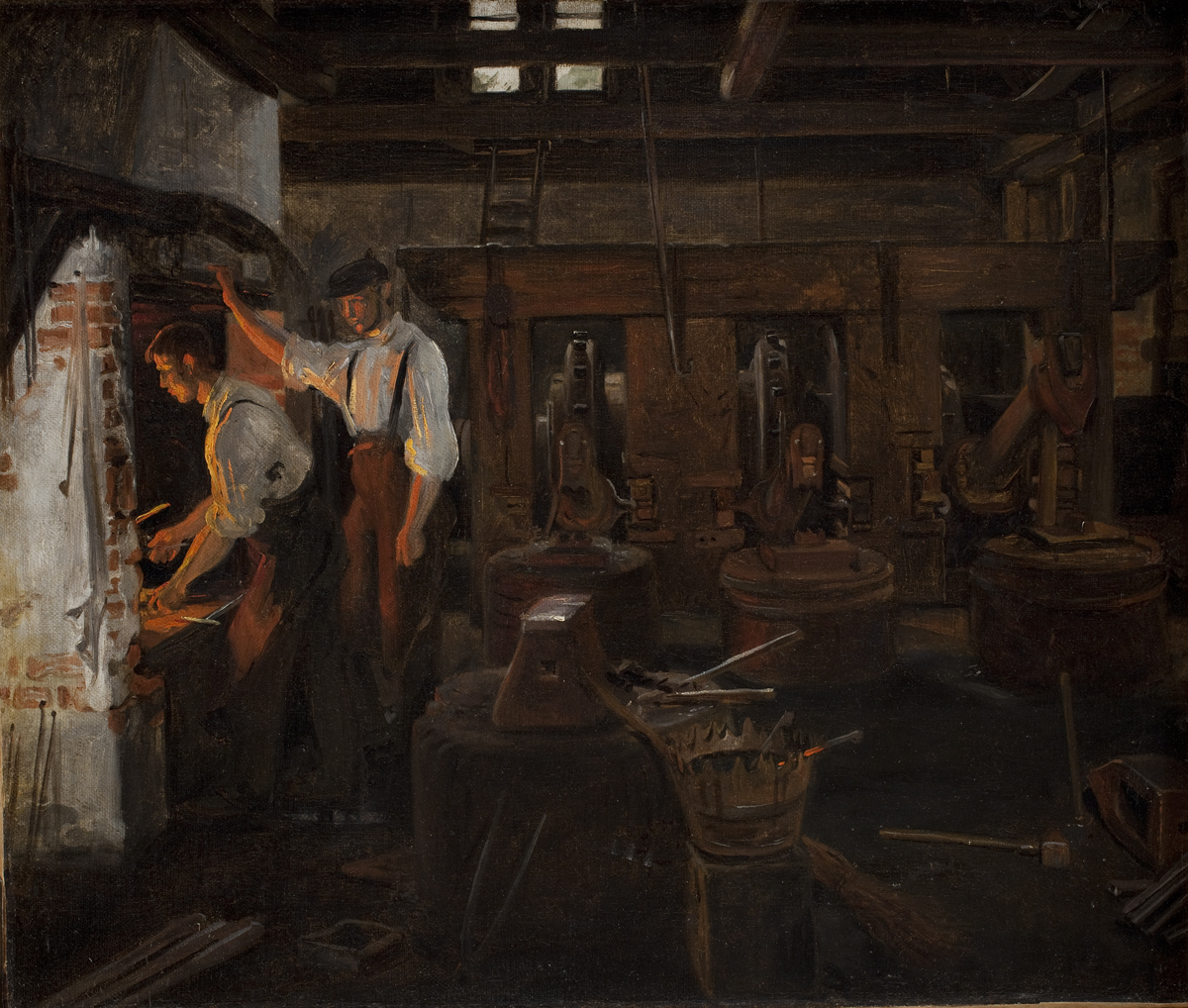
Interior del antiguo molino de martillos de Hellebæk, de Hansen, 1859.
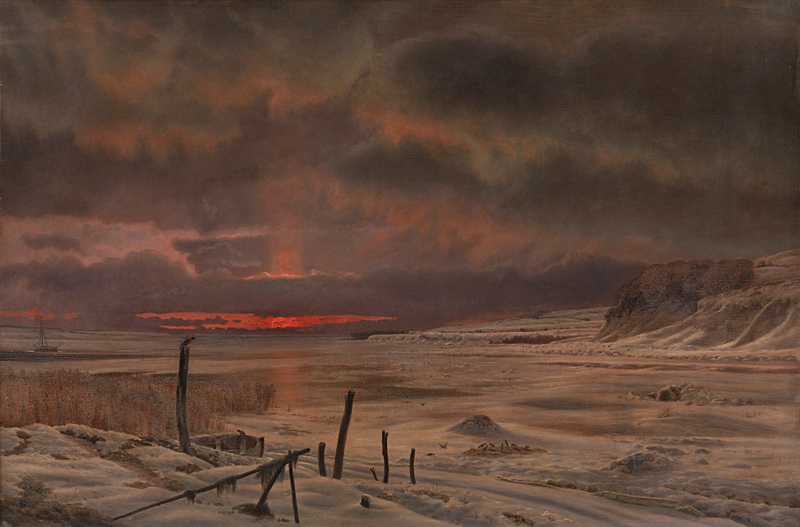
Tarde de invierno en un fiordo danés, de Kyhn, 1875.
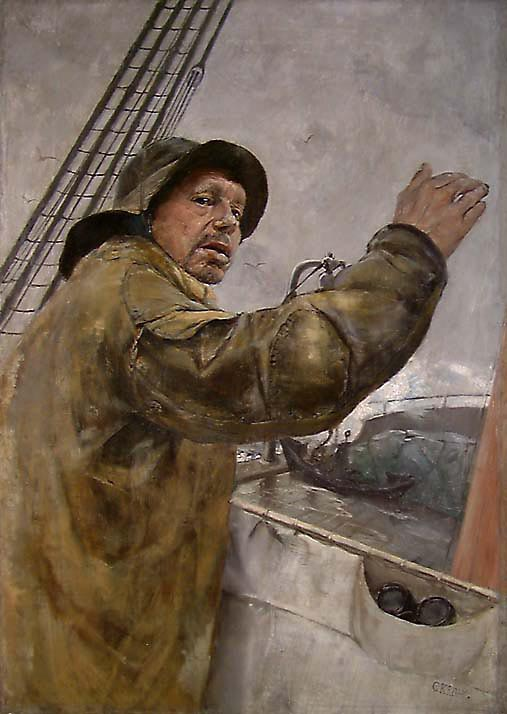
¡Firme el timón!, de Krohg, 1879.
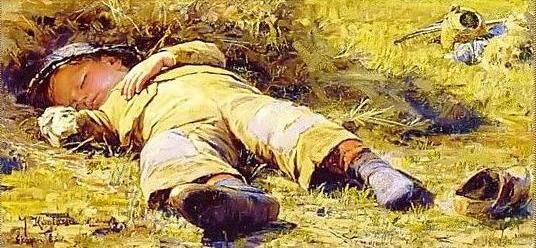
Niño dormido, de Krouthén, 1883.
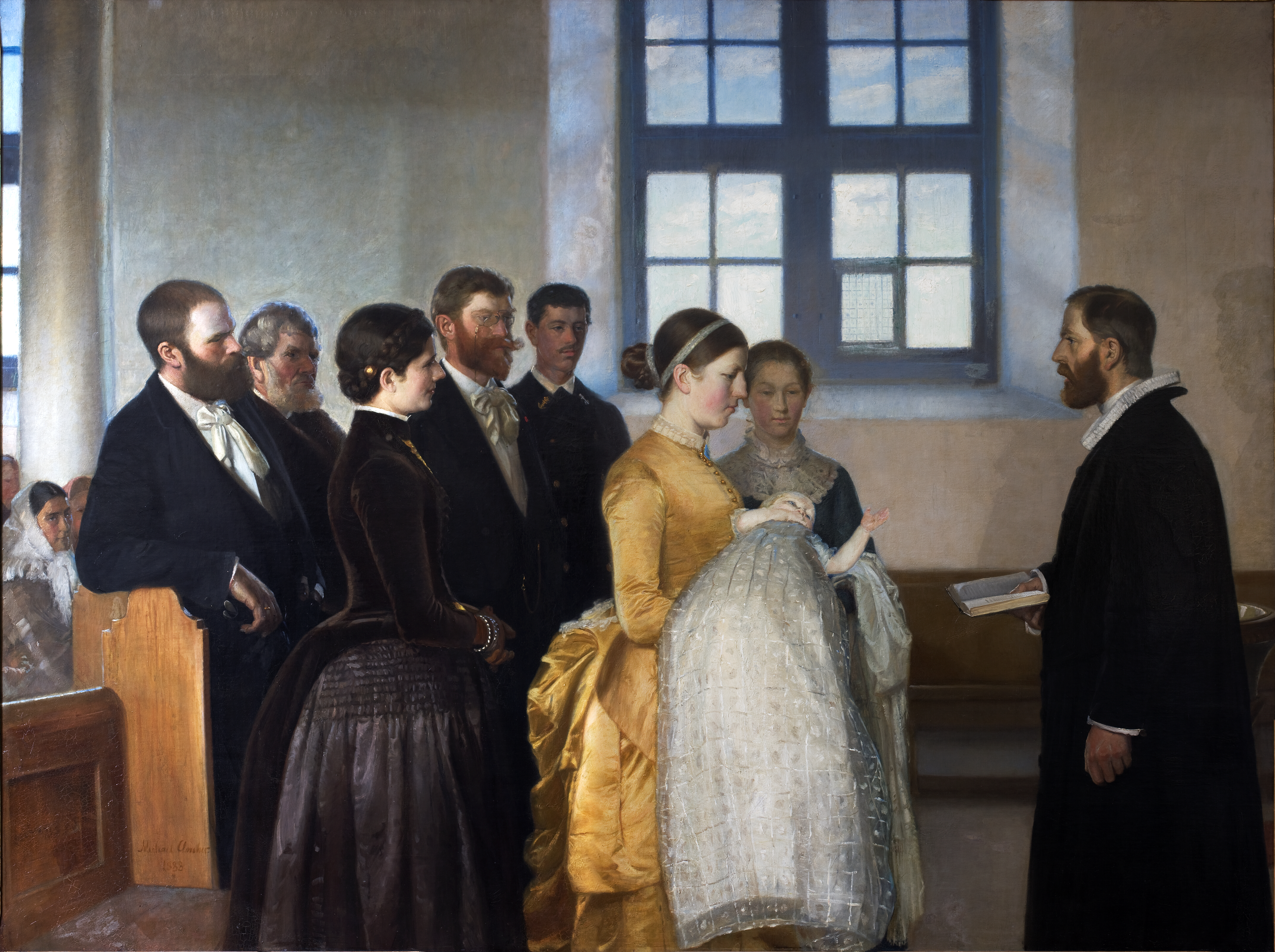
Bautizo, de Michael Ancher, 1888.
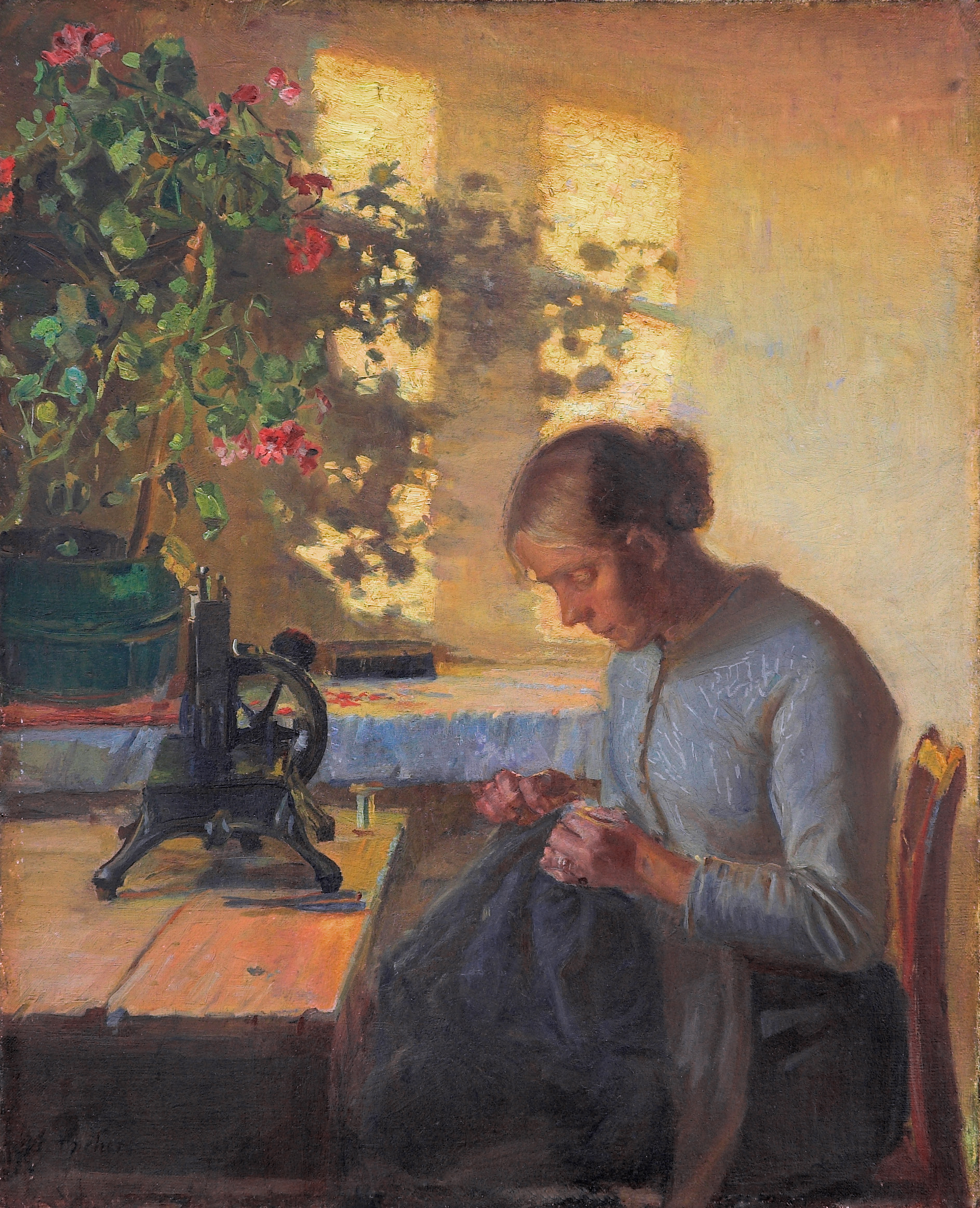
La costura de la mujer del pescador, de Anna Ancher, 1890.
Tarde estival en la playa de Skagen. El artista y su esposa, de Krøyer, 1899.

Entre los pintores suecos y noruegos de la época (la unión de ambos países se mantuvo hasta el siglo XX) están Richard Bergh, Carl Wilhelmson, Eugène Jansson, Vilhelm Behm, Gottfrid Kallstenius, etc.

De la naturaleza, grabado de Eugène Jansson, 1881
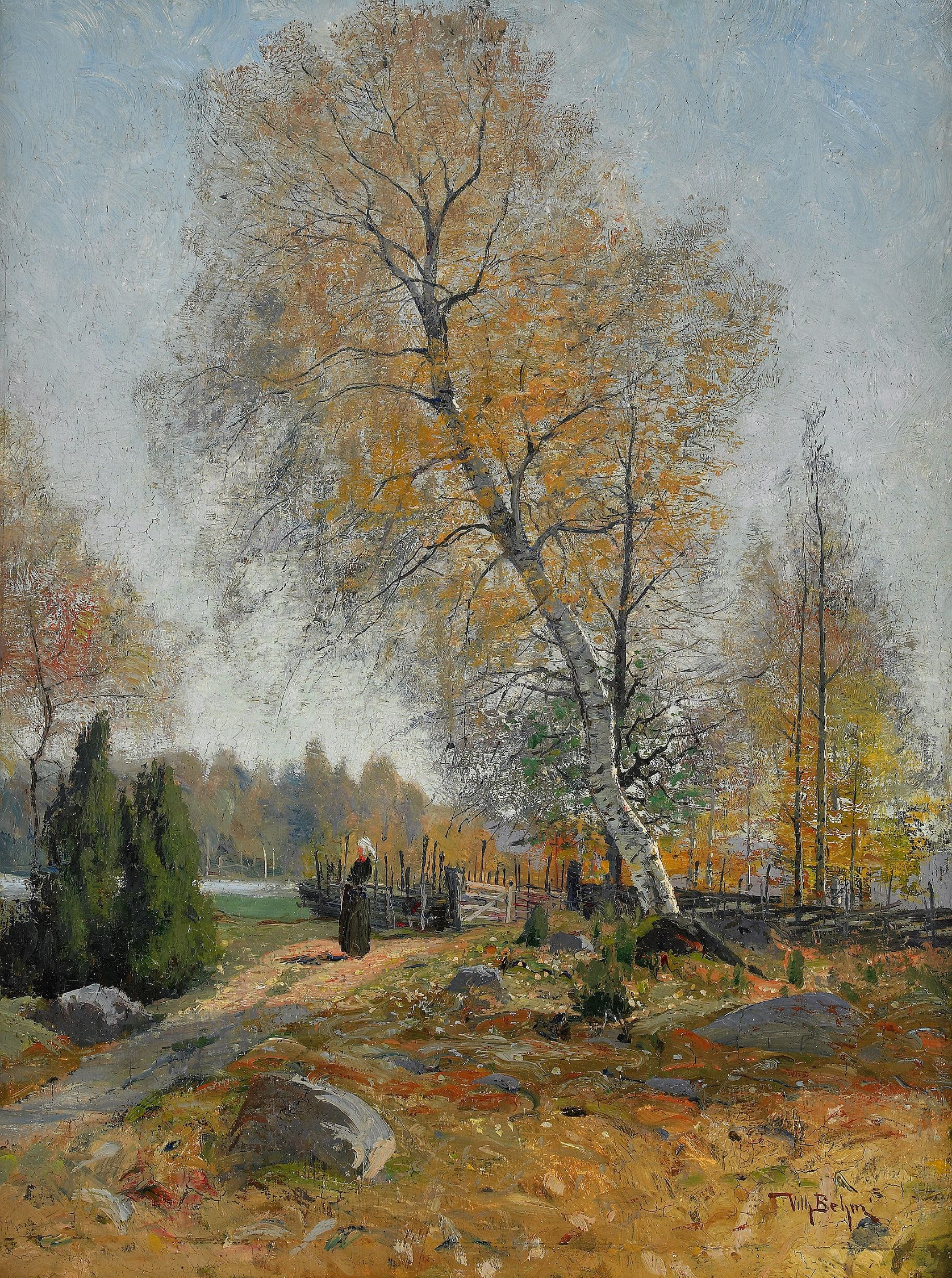
Paisaje otoñal con mujer y valla, de Vilhelm Behm, ca. 1880-1889.
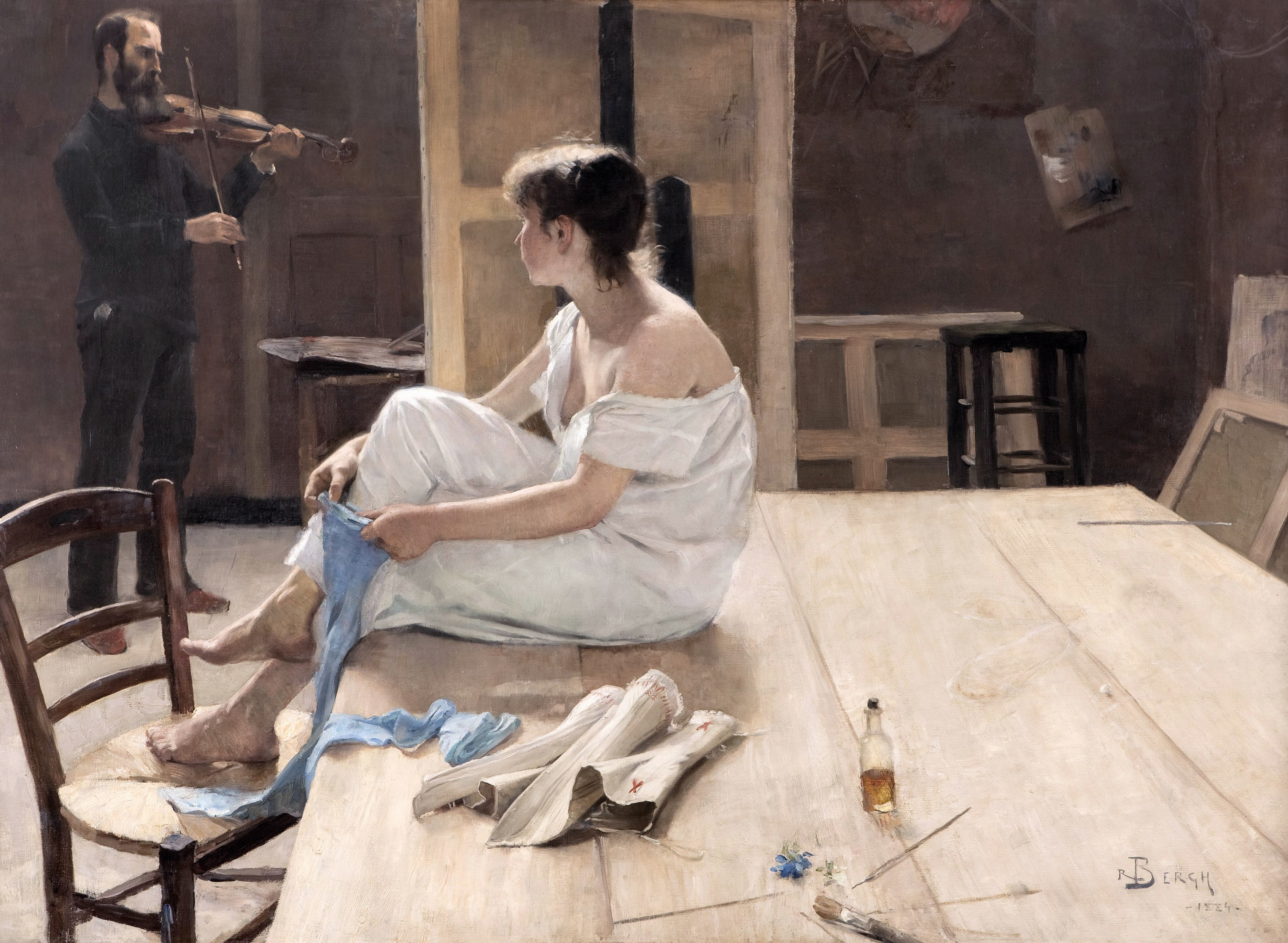
Al final de la sesión, de Richard Bergh, 1884.
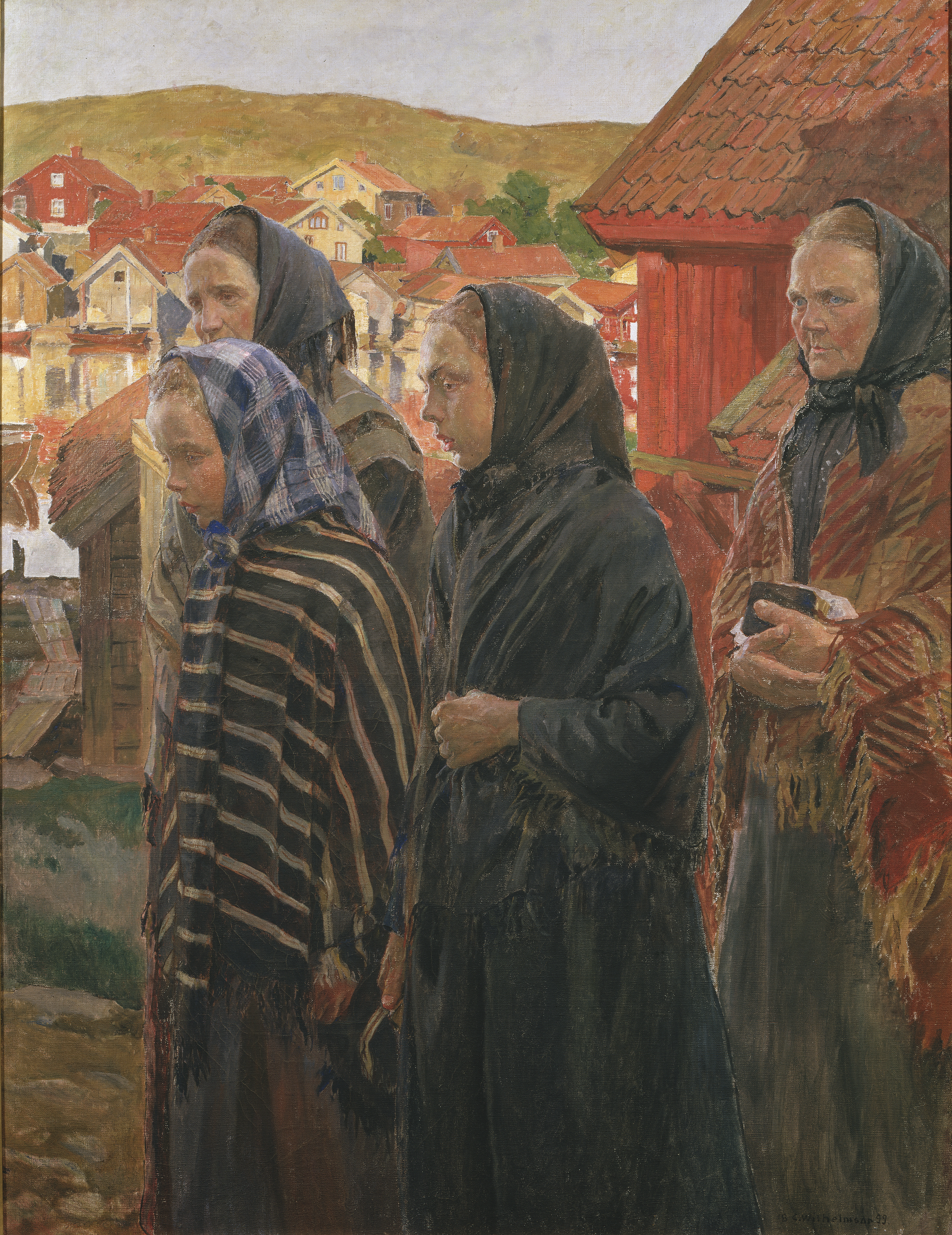
Viudas de pescadores volviendo de la iglesia, de Carl Wilhelmson, 1899.
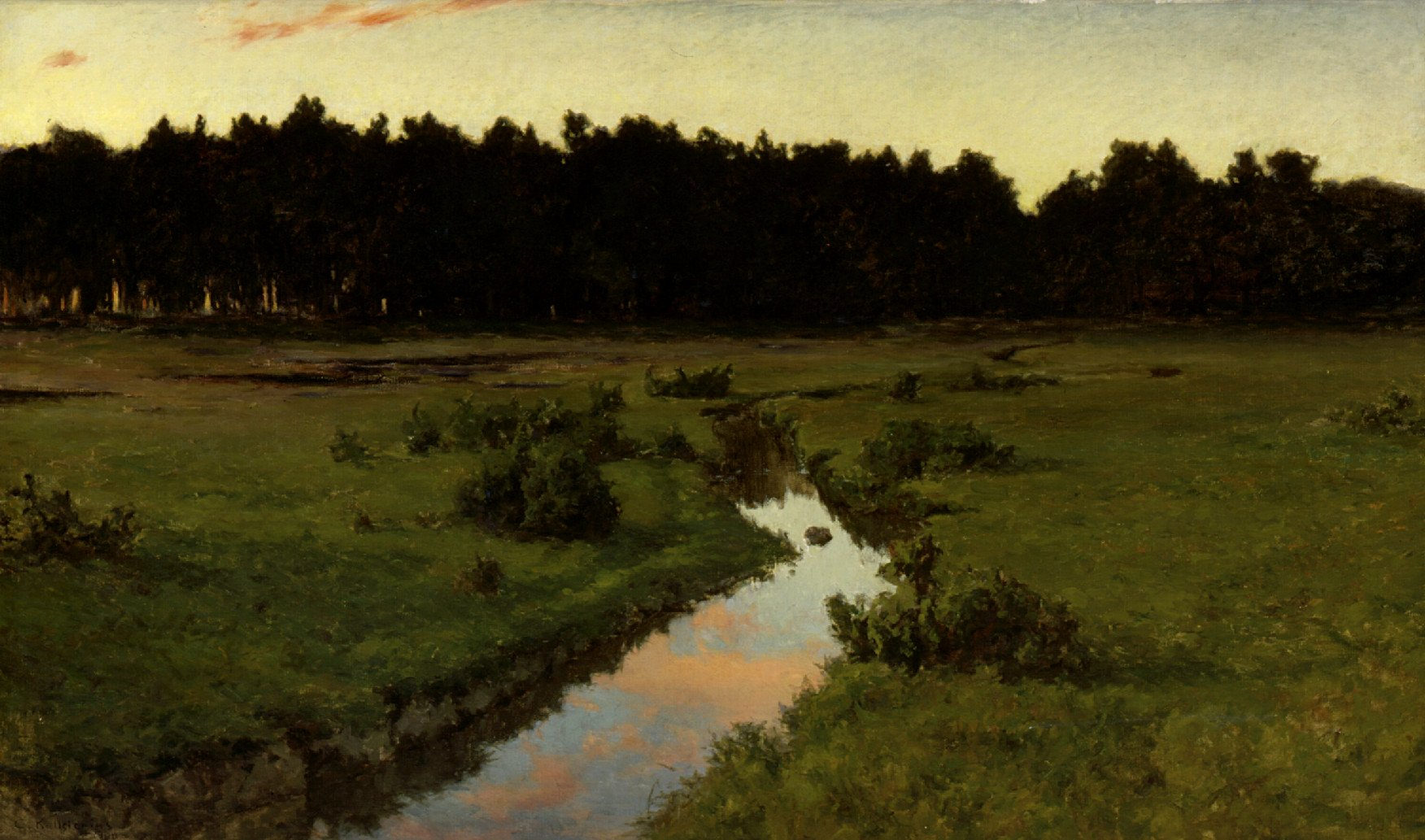
Tarde sobre el pantano, de Kallstenius, 1900.

### Rusia
La pintura rusa del siglo XIX se identifica con los movimientos europeos contemporáneos, aunque la etiqueta "realismo ruso" se aplica más habitualmente al realismo socialista del siglo XX.
El grupo más identificable con el realismo pictórico es el denominado peredvizhniki ("vagabundos" o "itinerantes"), caracterizado por su oposición a las restricciones académicas.

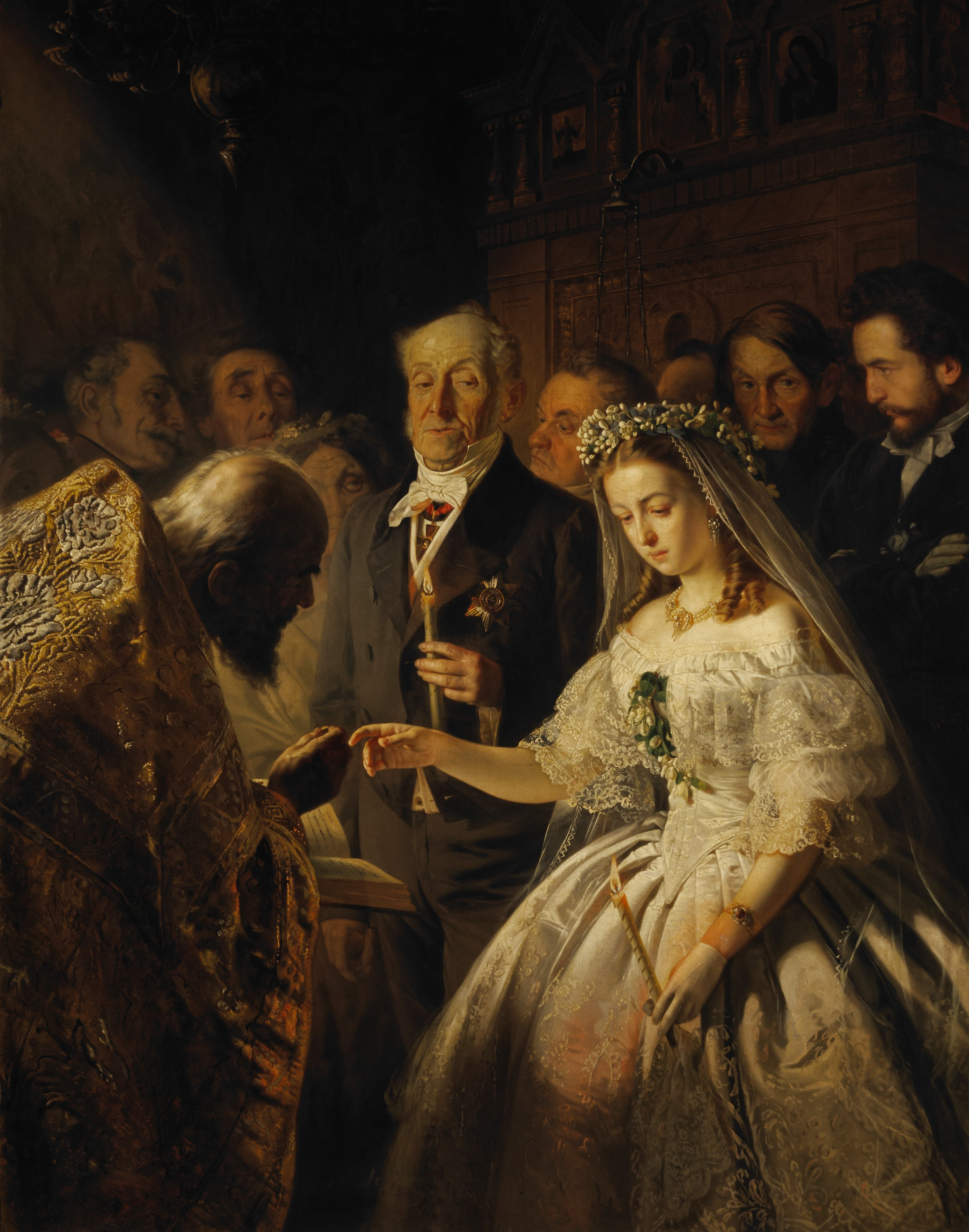
Matrimonio desigual, de Vasili Pukirev, 1862.
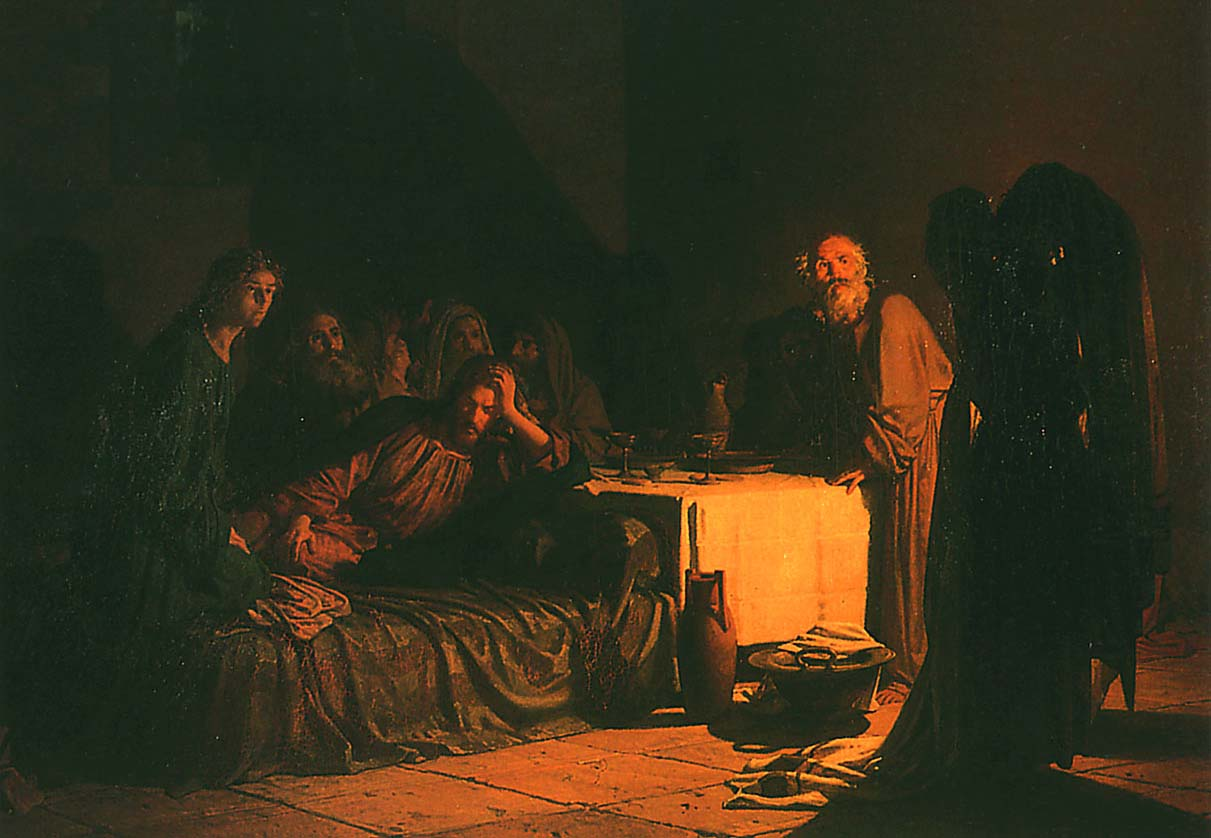
La Cena, de Nikolaï Gay, 1863.
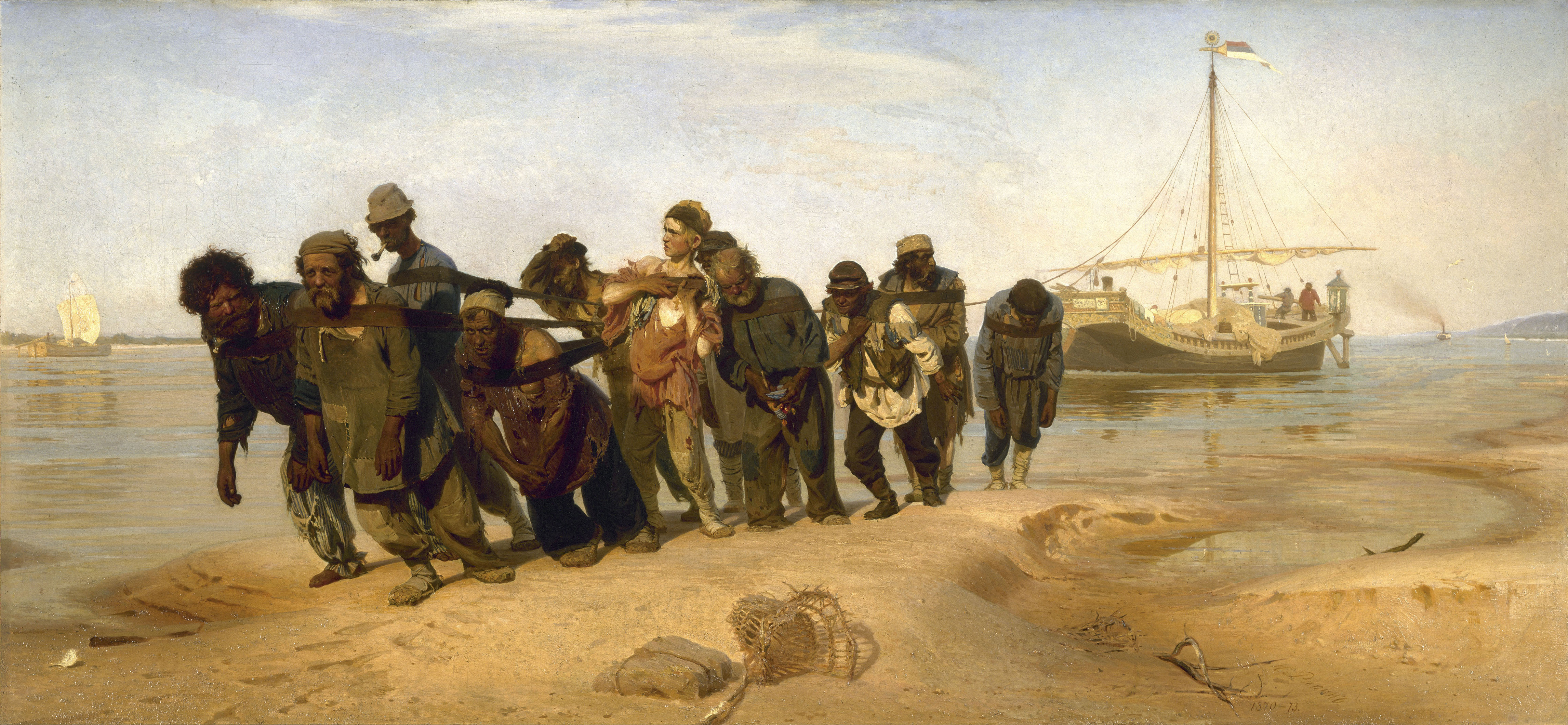
Los sirgadores del Volga, de Iliá Repin, 1870-1873.
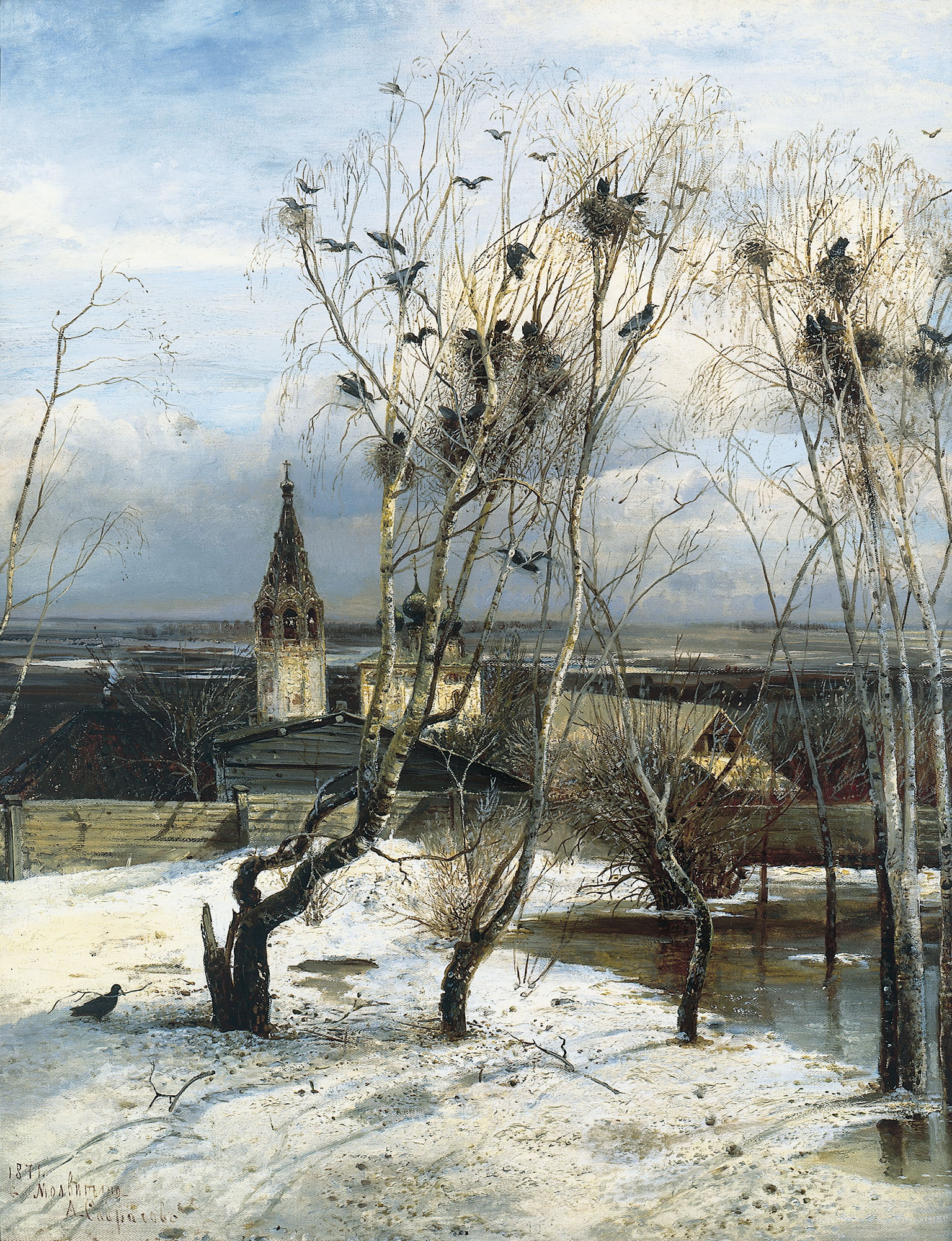
Los grajos han vuelto, de Alekséi Savrásov, 1871.
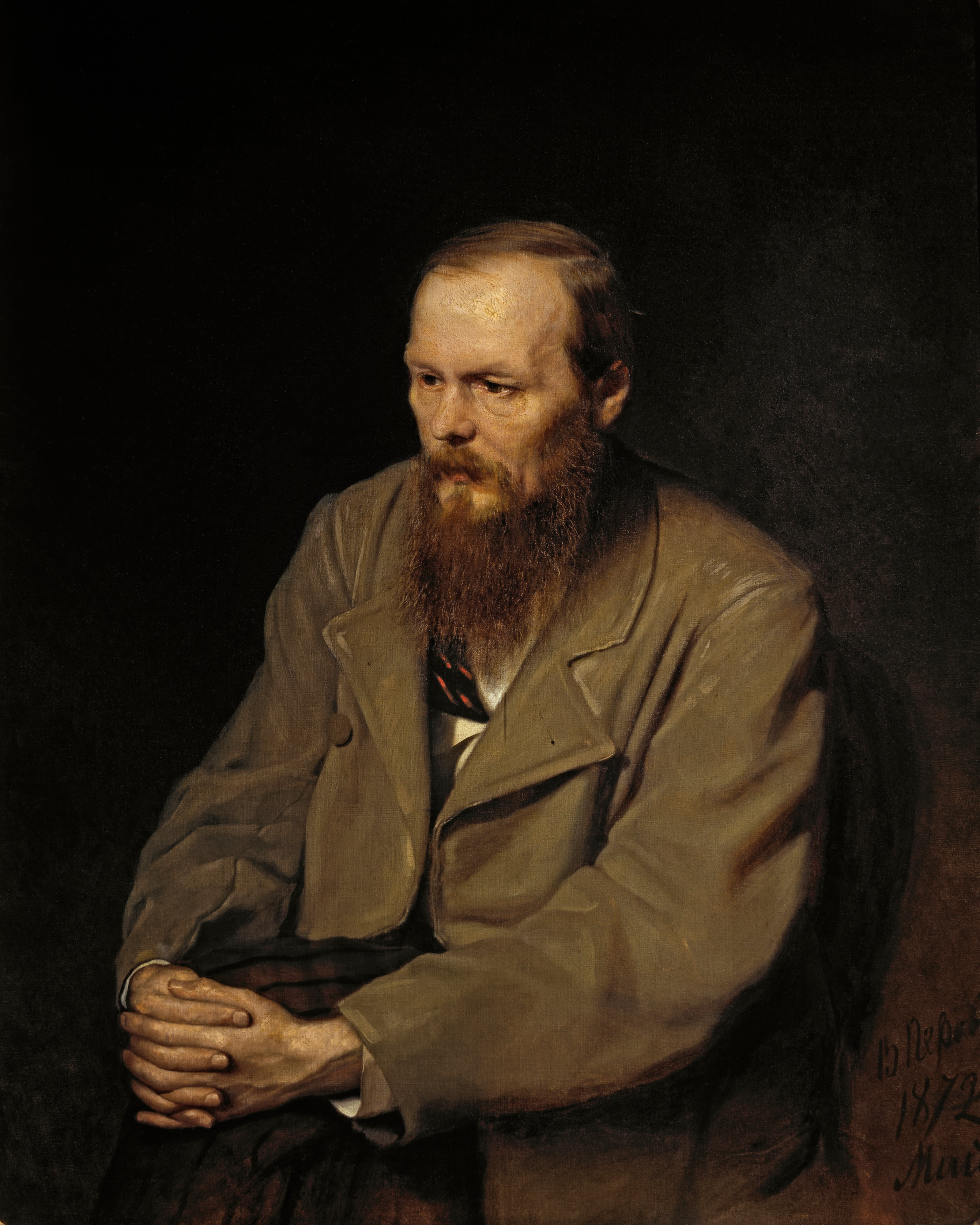
Retrato de Dostoievski, de Vasili Perov, 1872.
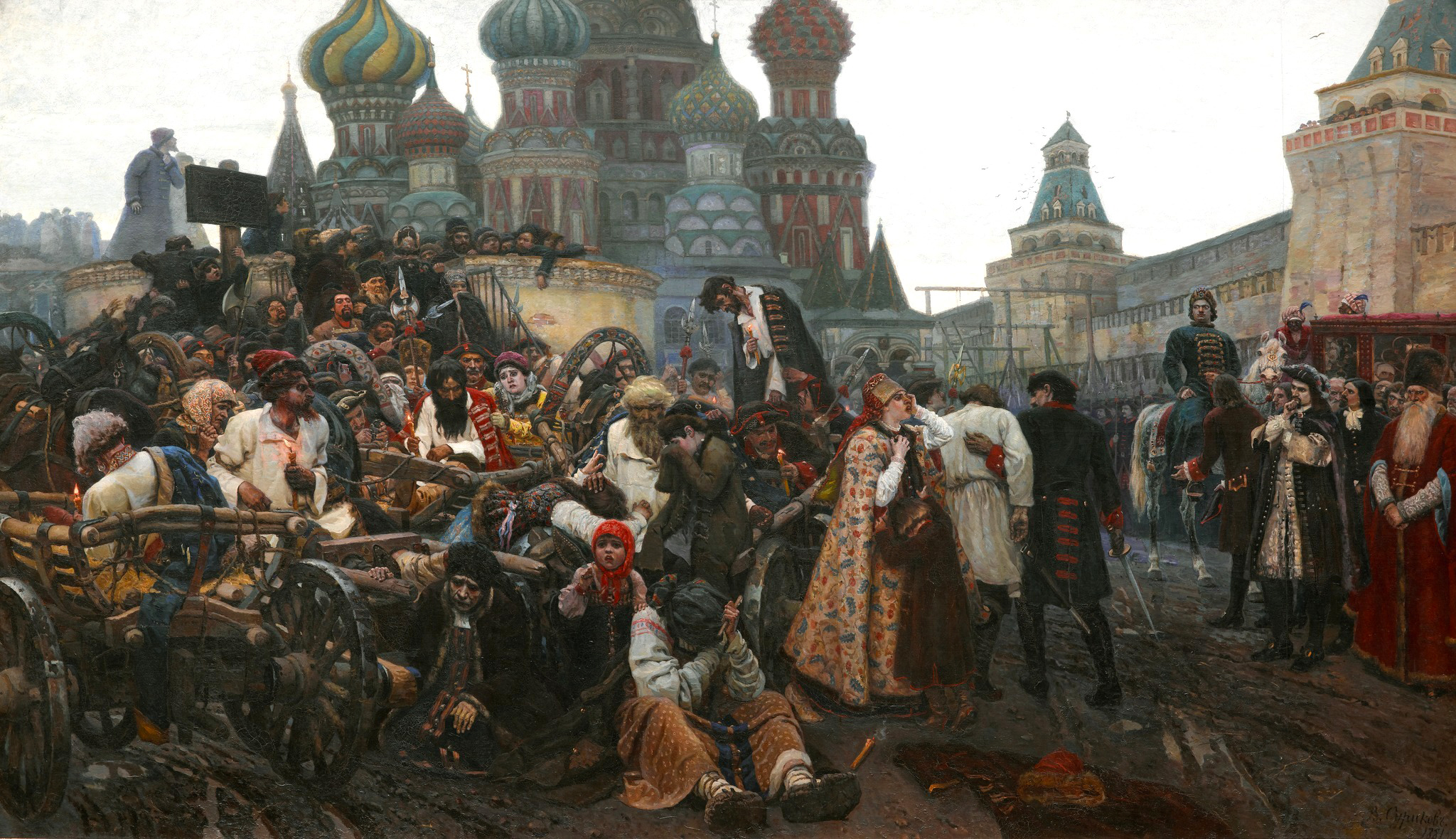
La mañana de la ejecución de los streltsí, de Vasili Súrikov, 1881.
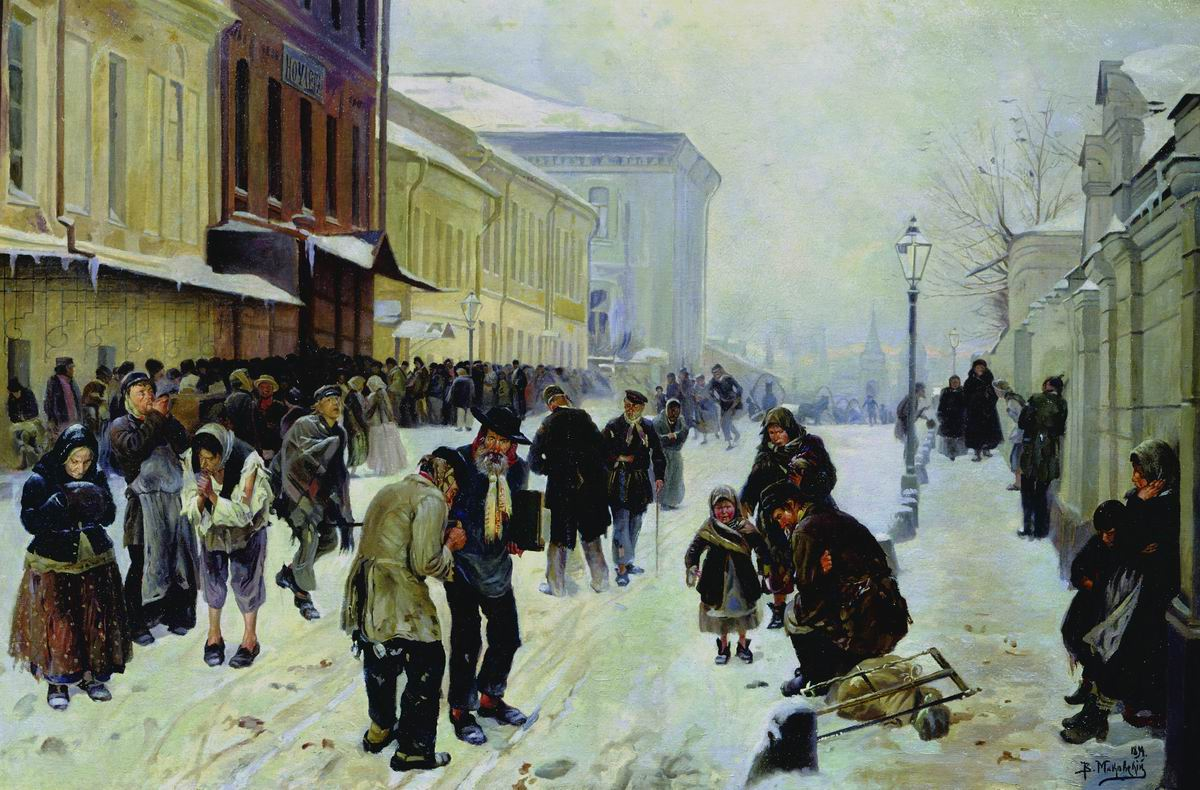
El asilo, Vladímir Makovski, 1889.

### Estados Unidos
A mediados del siglo XIX hay un florecimiento de la escuela estadounidense de pintura (escuela del río Hudson, los denominados luministas estadounidenses, algo después -desde 1880- el colonial revival), que evolucionó más adelante hacia el impresionismo (tonalismo, impresionismo estadounidense). Se han identificado con el estilo realista a pintores como Winslow Homer o Thomas Eakins. La equivocidad del término "realista" hace que se aplique, además de a estos pintores de la segunda mitad del XIX, a otros que tienen muy poco que ver con ellos, como los del denominado realismo estadounidense de comienzos del siglo XX (escuela Ashcan); así como al realismo genérico de los pintores de tradición academicista, entre los que destacaron dos pintores nacidos en Estados Unidos, pero que desarrollaron la mayor parte de su obra en Europa, y que, aunque se relacionaron con el realismo, el impresionismo y otros movimientos posteriores, no se identificaron propiamente con ninguno de ellos: James McNeill Whistler y John Singer Sargent.

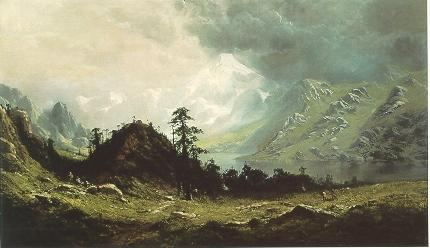
Campamento indio en Cascades, de Ransome Gillett Holdridge (escuela del Hudson).
Niagara Falls, de Frederic Edwin Church, 1857 (escuela del Hudson).
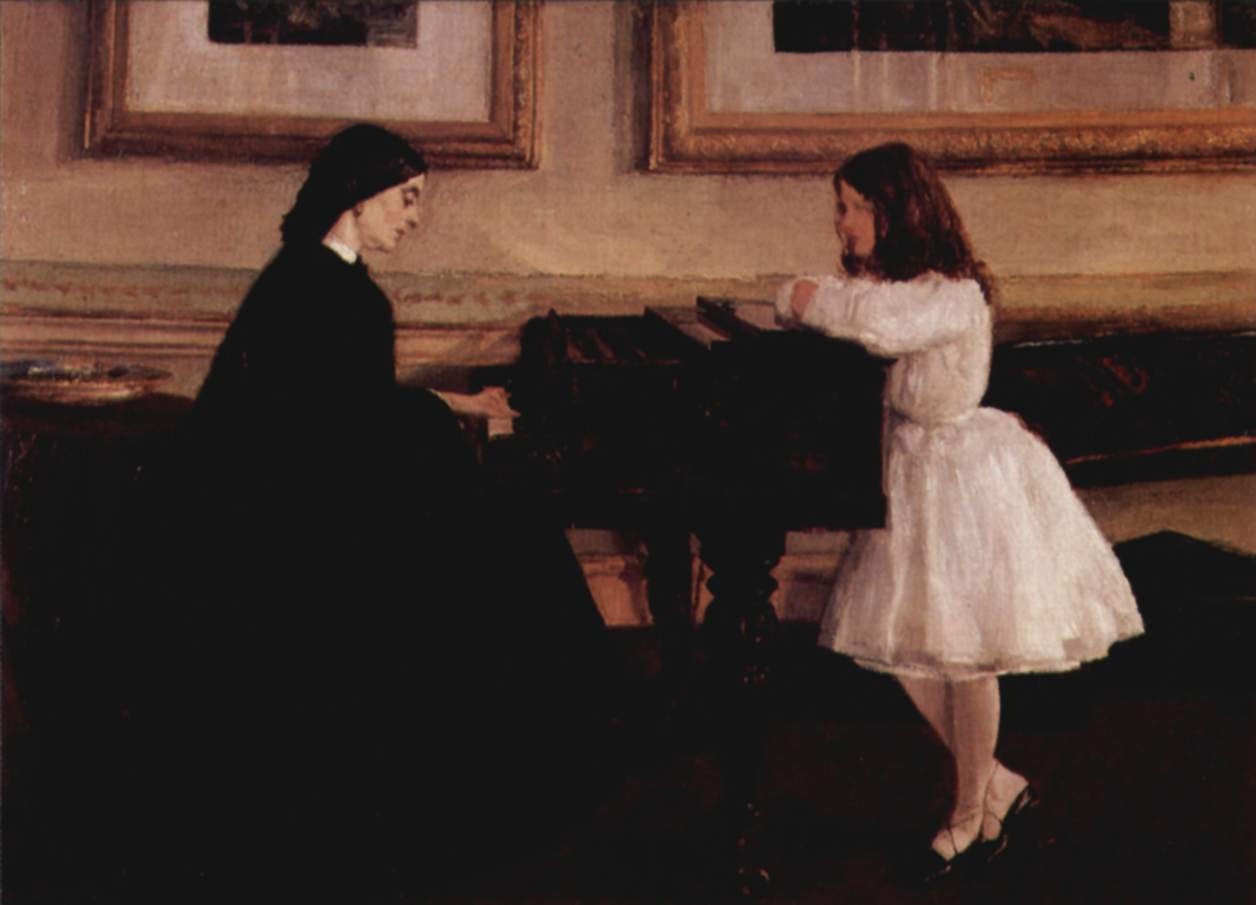
Al Piano, de Whistler, 1858-1959.
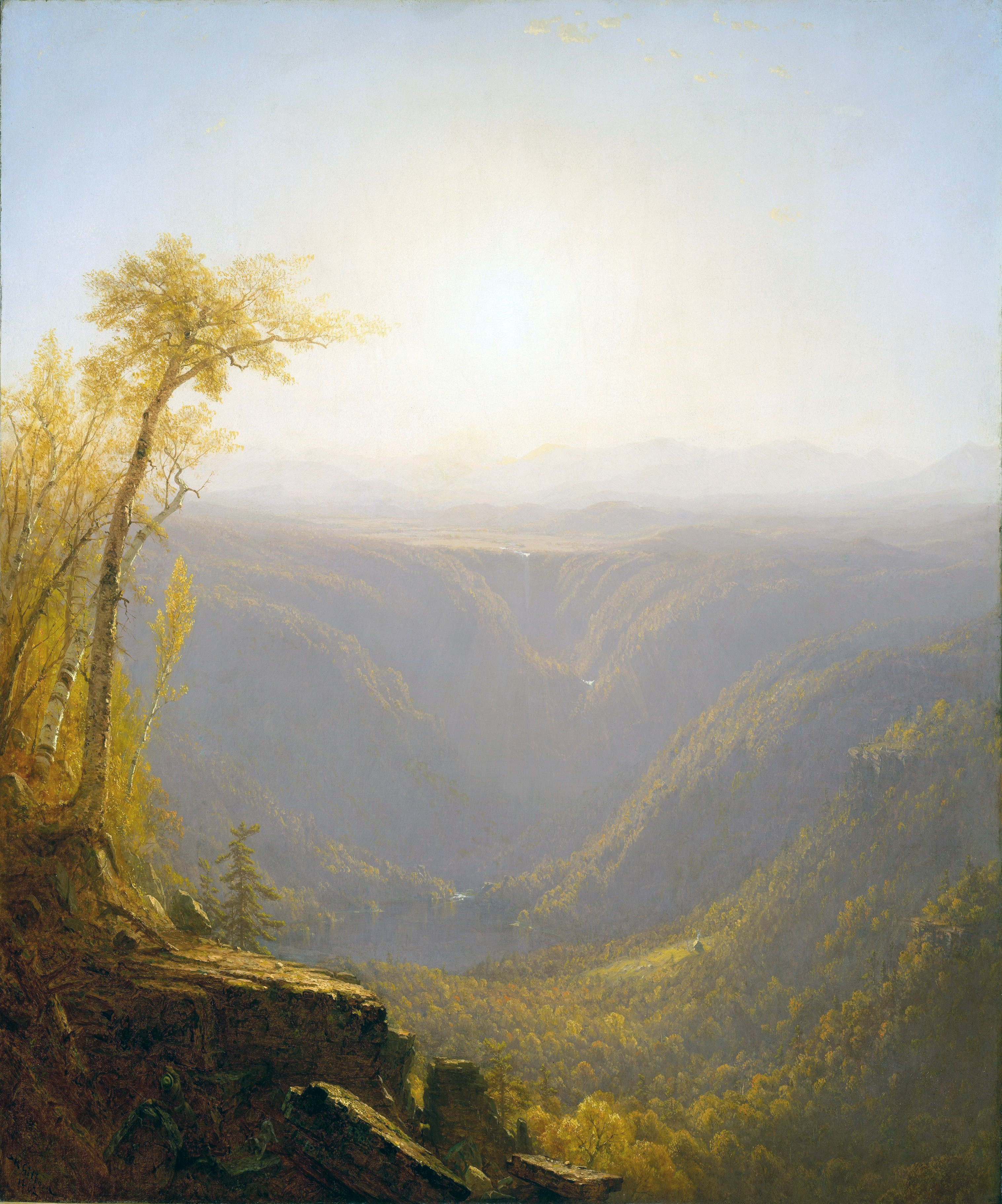
Garganta en las montañas, de Sanford Robinson Gifford (luminista).
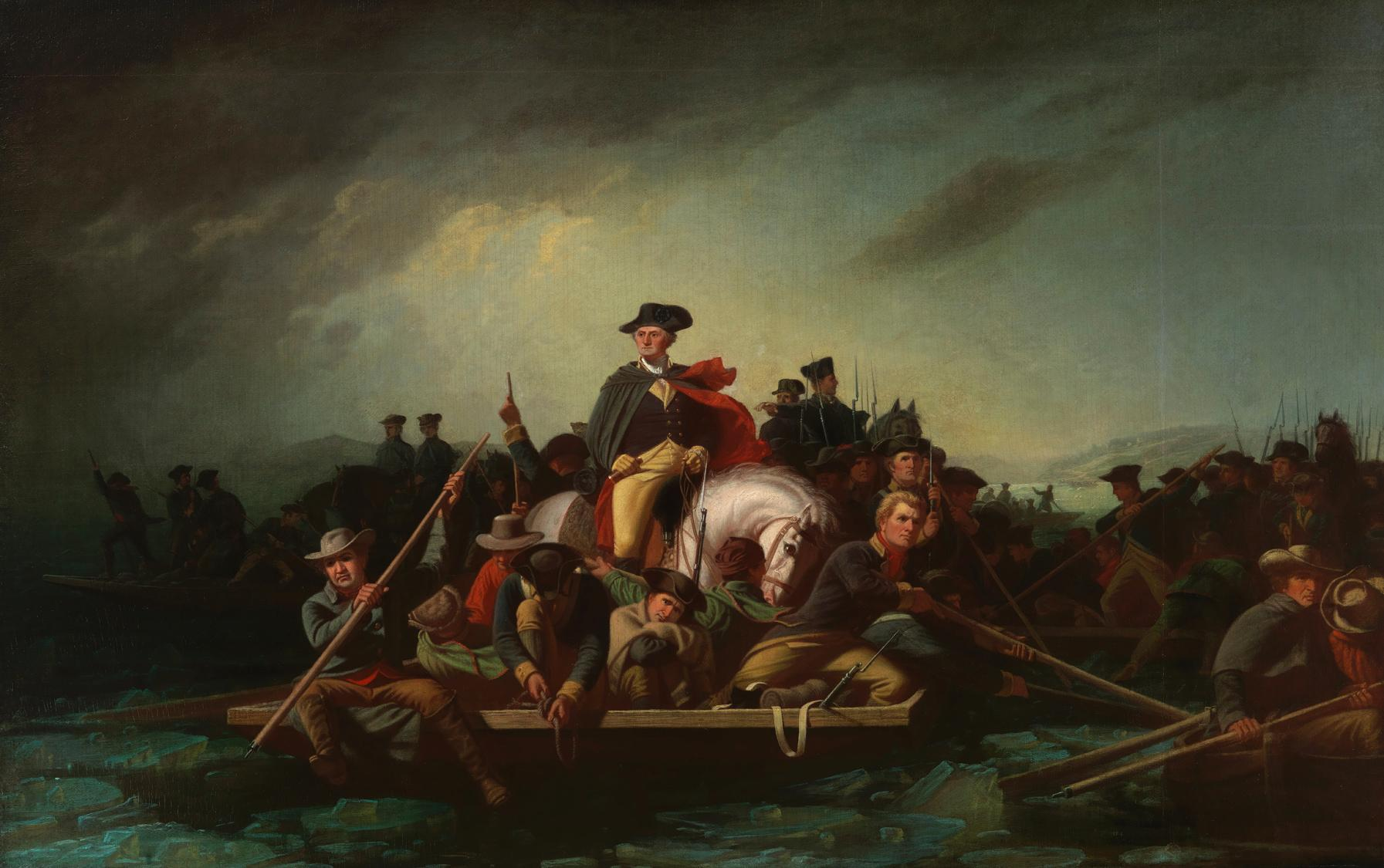
Washington cruzando el Delaware, de George Caleb Bingham, 1856-71 (pintura de historia). La escena había sido tratada anteriormente, en estética romántica, por el germano-estadounidense Emanuel Gottlieb Leutze (Washington cruzando el Delaware, 1851).
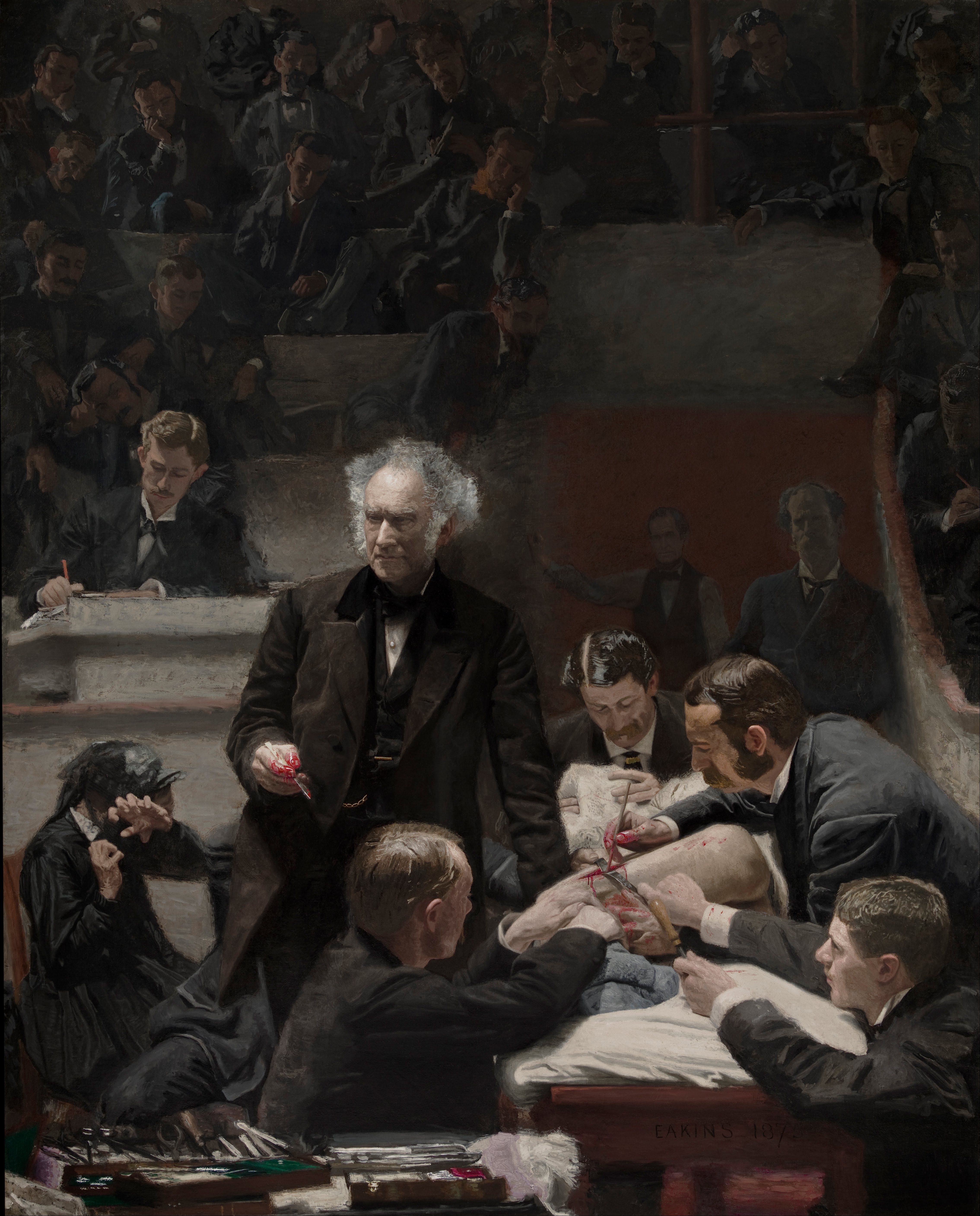
La clínica Gross, de Thomas Eakins, 1875. Pintó una escena similar en La clínica de Agnew, 1889.
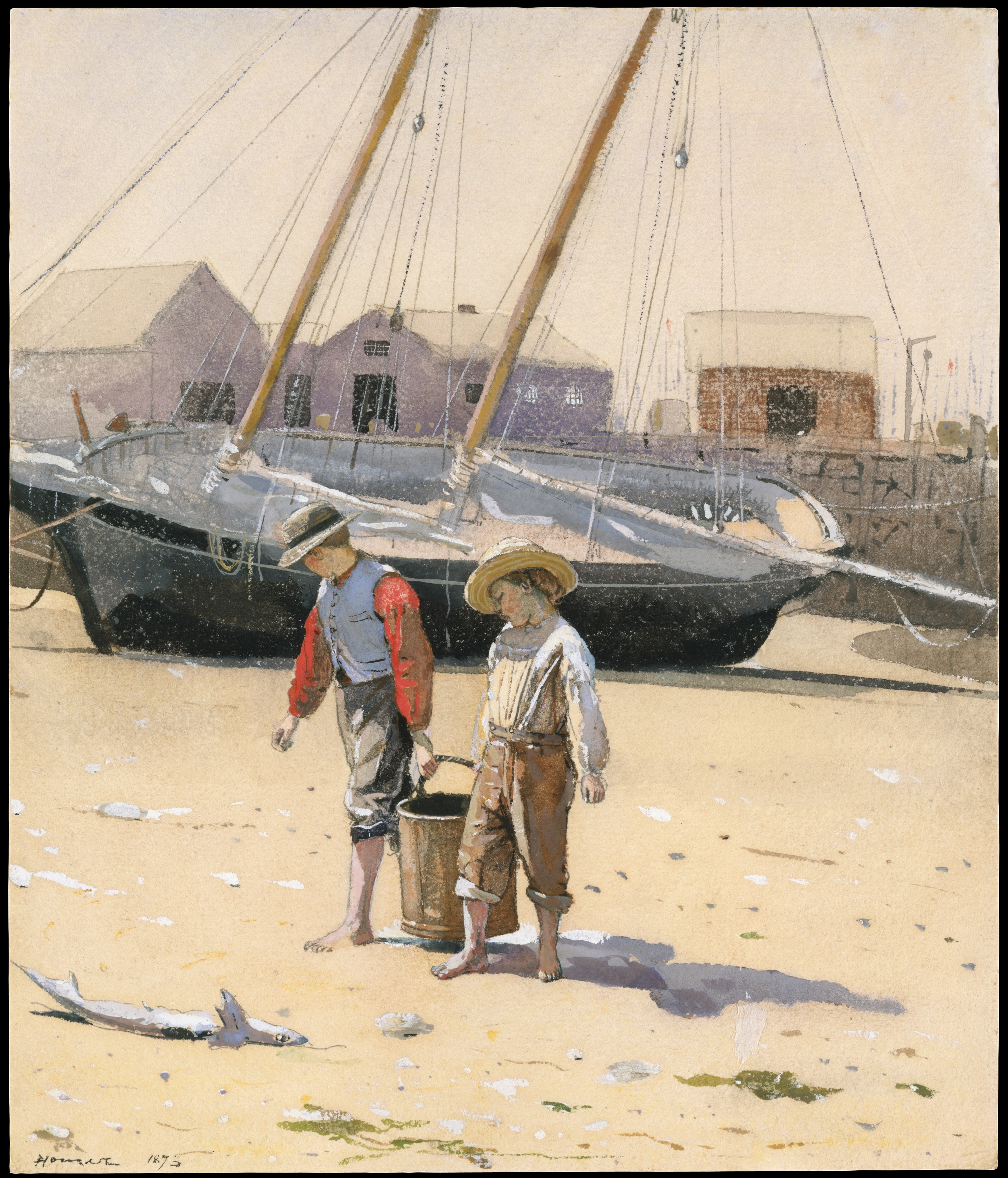
Una cesta de almejas, de Winslow Homer, 1877.
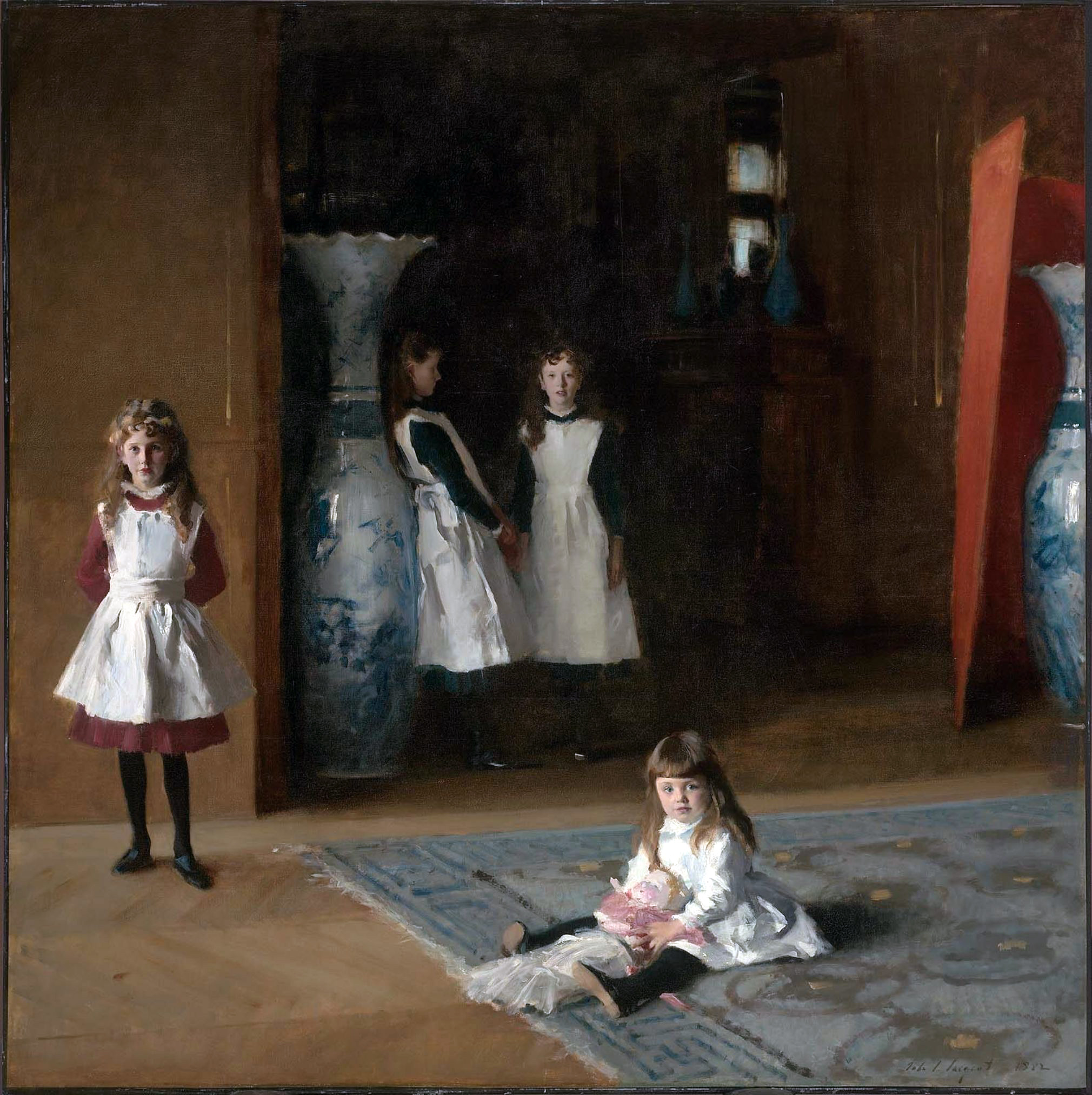
Las hijas de Edward Darley Boit, de John Singer Sargent, 1882.
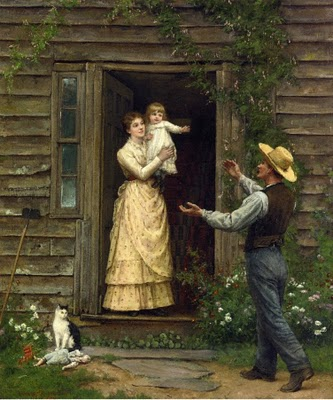
La vuelta a casa, de Jennie Augusta Brownscombe, 1885.
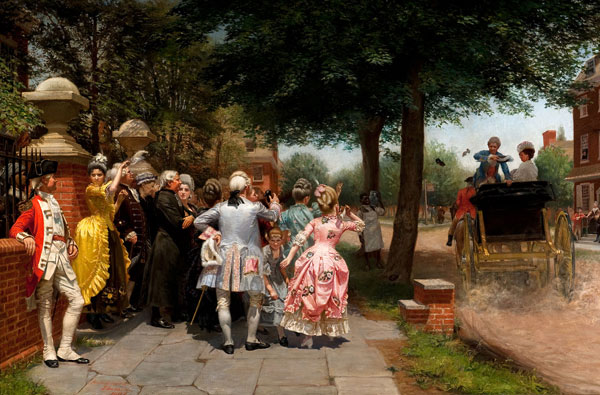
Una boda colonial, de Frederick James, 1888.

### Australia
Los pintores englobados a partir de 1891 en la denominada escuela de Heidelberg, a pesar de ser identificados con el impresionismo australiano, realizan una obra más identificable con la tradición paisajista anterior.

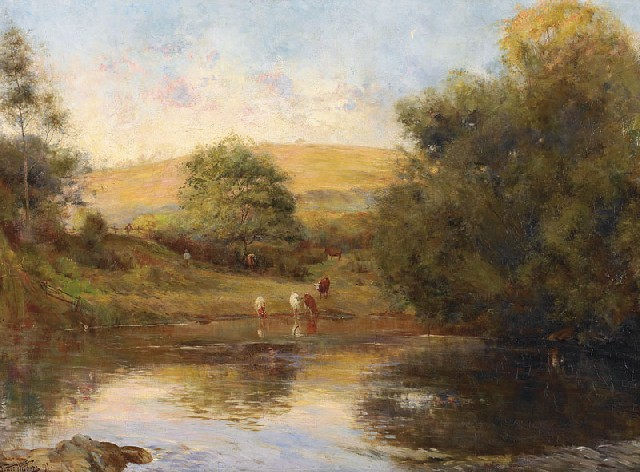
Tras el calor del día, de Walter Withers, 1891.
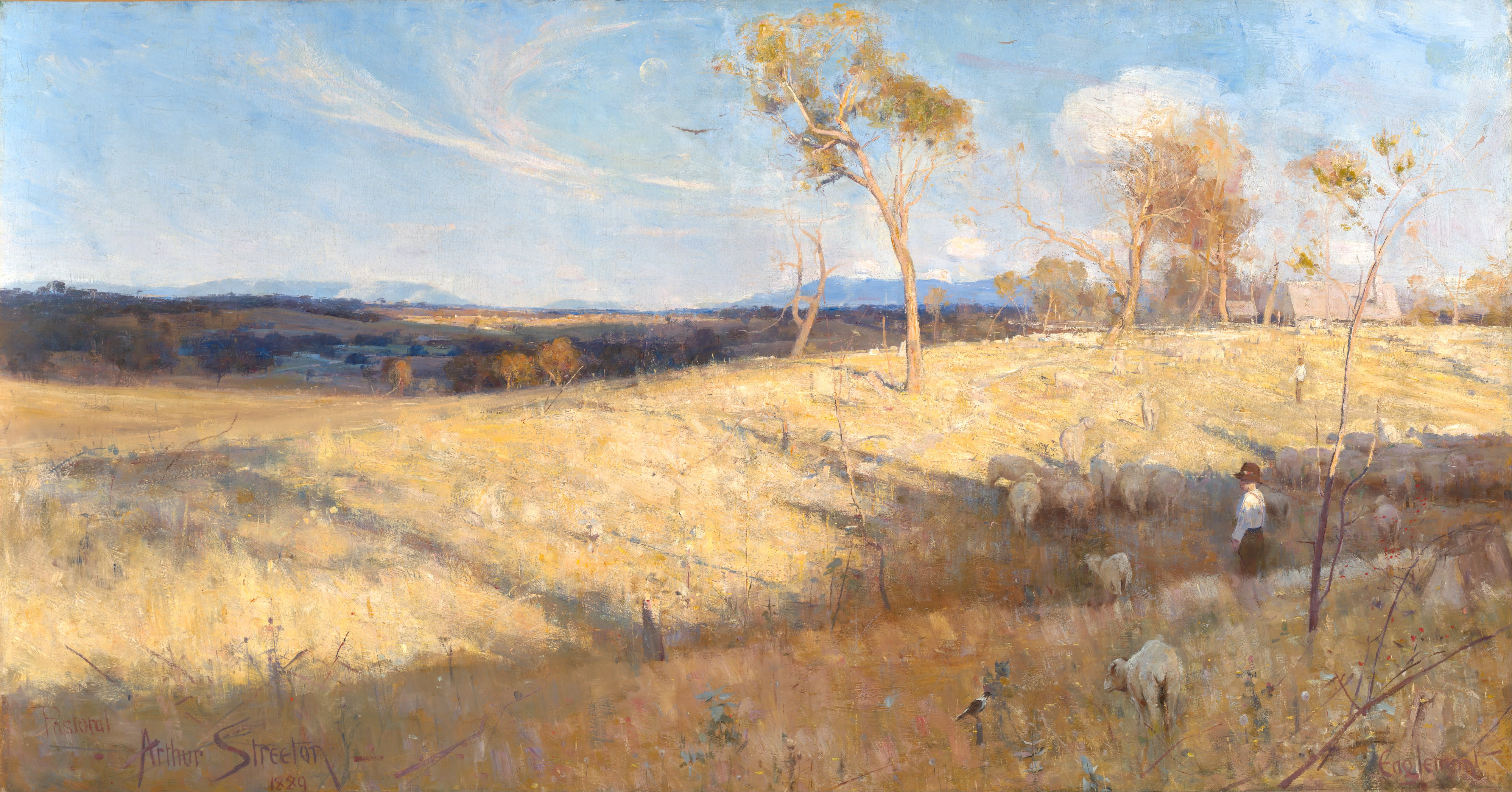
Verano dorado, de Arthur Streeton, 1889.
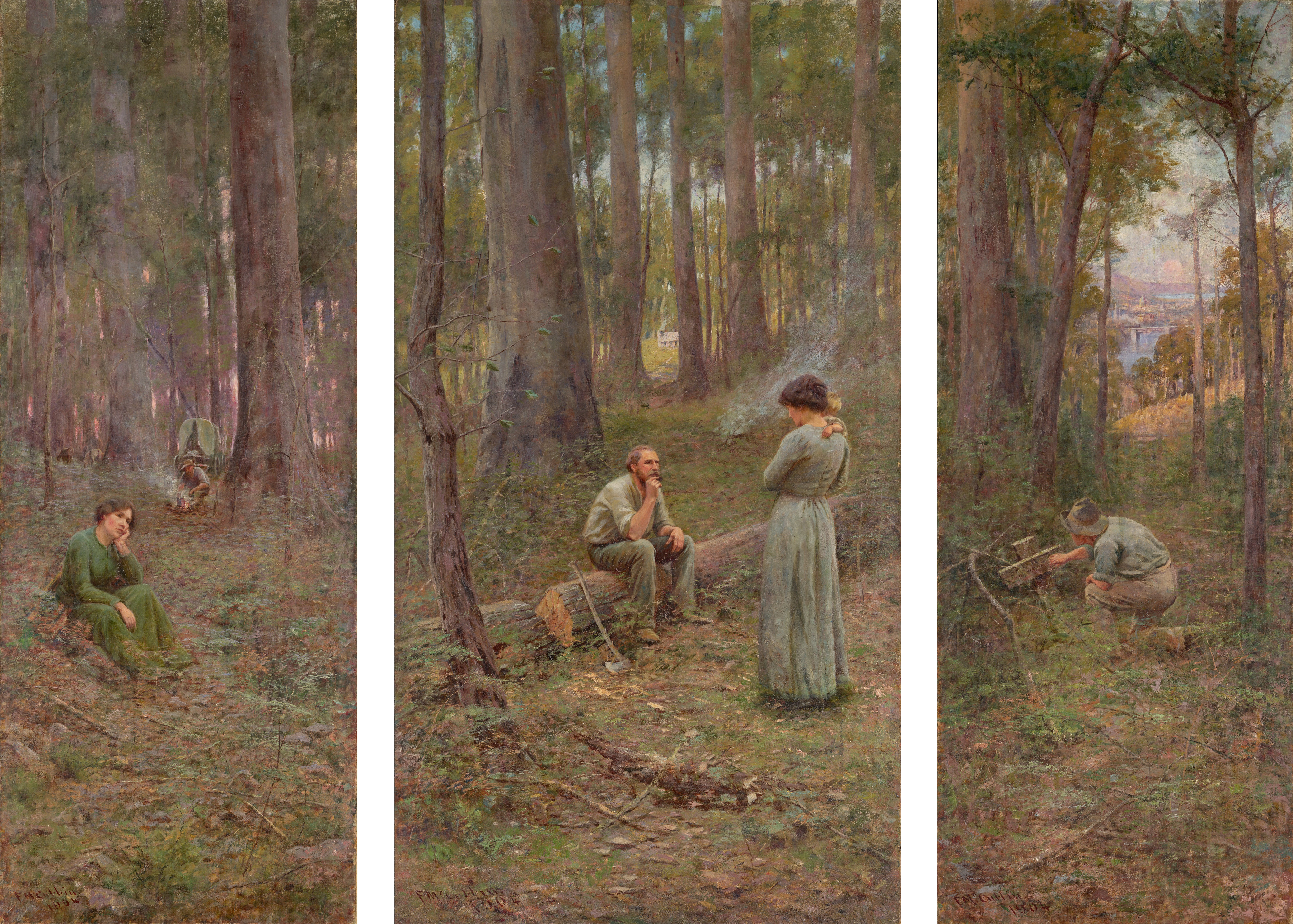
El pionero, de Frederick McCubbin, 1904.

## Contexto histórico
La definitiva implantación de la burguesía como clase dominante la hace pasar de revolucionaria a conservadora. Las causas de 1789 quedaron superadas por el disfrute del éxito económico y de los placeres de la vida moderna.
El papel del artista pasa a ser despertar la adormecida conciencia social sobre los terribles problemas sociales de la industrialización: trabajo infantil y femenino, jornadas laborales interminables, depauperación, condiciones insalubres de las ciudades industriales, desarraigo de la emigración rural, etc.
El desencanto con la reconducción conservadora de la revolución de 1848, que terminó implantando el Segundo Imperio Francés de Napoleón III, llevaron a los artistas a centrarse en lo social. La Comuna de París (1871) fue una nueva oportunidad de hacerles pasar al primer plano de la actividad política.

## Contexto filosófico
Augusto Comte elaboraba la filosofía del positivismo, que proponía como única fuente de conocimiento la observación y la experiencia. Los avances de la ciencia y la técnica fomentaron la formulación de una doctrina optimista, la del progreso social. En vez de soñar con la mejoría de la vida, hay que partir de la realidad. El hombre es representado en sus tareas normales y el tema de la fatiga se convierte en motivo de inspiración.

## Contexto ideológico

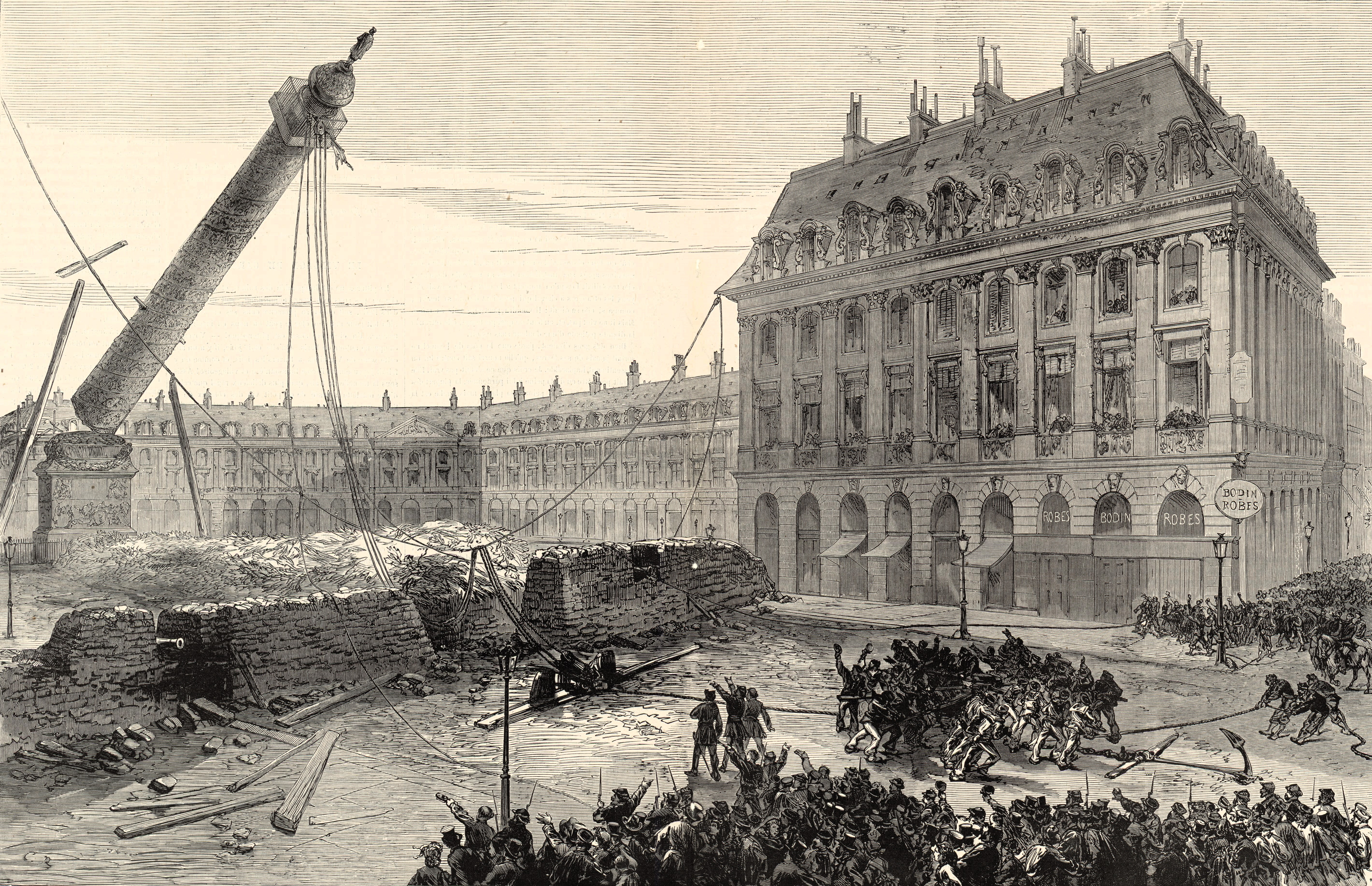
Destrucción de la Columna Vendôme, durante la Comuna de París (1871). El responsable cultural de la comuna era precisamente Courbet, que fue procesado por el hecho.

El realismo se vinculó a las ideas socialistas más o menos definidas. Aunque con claras diferencias entre los distintos autores, en general, se aprecia un interés por la situación de las clases más desfavorecidas de la sociedad surgida de la Revolución industrial. Algunos, adoptan una actitud absolutamente comprometida con los intereses del proletariado, participa en acontecimientos políticos del momento y hace un arte combativo. Otros, mantienen una postura más moderada, y endulzan de alguna forma su visión de la realidad.

## La estética realista
Los pintores realistas franceses de mediados del siglo XIX compartieron una estética basada en la representación directa de la realidad. La manera cómo se materializaba este principio básico varió desde la crudeza objetiva de Courbet hasta la simplificación gráfica de Daumier, pasando por el filtro idealista de Millet. En cualquier caso, todos compartían la radicalidad de los temas: ante la trascendencia que concedían al tema romanticismo y academicismo, los realistas entendían que no hay temas banales y que, en consecuencia, cualquier cuestión puede ser objeto de interés pictórico.
Este planteamiento tiene una enorme importancia en un momento en el que la pintura está sometida a las reglas de la crítica oficial: los temas, las actitudes, las composiciones y hasta las medidas de los cuadros tienen que ajustarse a estos rígidos criterios. Ante esta situación, los pintores realistas defienden una pintura sin argumento, una captación simple de la realidad, en la cual lo fundamental es la forma en que se representa la imagen, y no su desarrollo narrativo.
El realismo es un término confuso y de muy difícil definición en lo que respecta a las artes plásticas; en general, sólo alude a una cierta actitud del artista frente a la realidad, en la que la plasmación de esta no tiene que ser necesariamente copia o imitación, aunque sí ajustarse a una cierta verosimilitud. Los realistas intentaban plasmar objetivamente la realidad; representar el mundo del momento de una manera verídica, objetiva e imparcial. No podían idealizar. La única fuente de inspiración en su arte debía ser la realidad; y no podían admitir ningún tipo de belleza preconcebida. La única belleza válida debía ser la que suministraba la realidad, y ellos, como artistas, debían reproducir esa realidad sin embellecerla. Cada ser u objeto tiene su belleza peculiar, que es la que debían descubrir.
La característica principal de su estética es la reflexión sobre la realidad, sin idealizar ni la sociedad, ni la naturaleza, ni el pasado, como lo había hecho el romanticismo. Dejaron a un lado los temas sublimes y se centraron en la vida cotidiana. El romanticismo y su idealización de la historia, de la sociedad y sobre todo de la naturaleza, cuyo tratamiento era un motivo de evasión, dio paso al interés por la realidad en sí misma.